# دولة سلاجقة الروم
دَوْلَةُ سَلَاجِقَةِ الرُّومِ أو سَلْطَنَةُ سَلَاجِقَةِ الرُّومِ أو سَلْطَنَةُ الرُّومِ اختصارًا (بِالفارسيَّة: دولت سلجوقیان روم) هي إحدى الدُول الإسلاميَّة التي قامت في بلاد الأناضول وشكَّلت بدايةً الجناح الغربي من دولة السلاجقة العظام، قبل أن تنفصل عنها وتُصبح دولة قائمة بِحد ذاتها بعدما تفكَّكت الدولة السَلْجُوقيَّة إلى عدَّة سلطنات وإمارات وأتابكيَّات. كان السلاجقة مسلمين سُنيِّين من الناحيتين الدينيَّة والمذهبيَّة، أمَّا عرقيًّا فكانوا من التُرك، على أنَّهم تثاقفوا بِالثقافة الفارسيَّة، فاقتبسوا اللغة والأبجديَّة الفارسيَّتين نتيجة احتكاكهم الطويل بِالفُرس في بلاد ما وراء النهر وإيران، حتَّى اصطبغت دولتهم بِصبغةٍ غير تُركيَّة لِفترةٍ طويلةٍ من الزمن. وفي حين كان التُرك السلاجقة هم الحُكَّام، فإنَّ غالبيَّة الرعيَّة كانت من الروم النصارى الأرثوذكس، وقد انصهر هؤلاء تدريجيًّا مع التُرك في بوتقةٍ واحدةٍ اكتملت تمامًا في العصر العُثماني بعد بضعة قُرُونٍ من تفتُّت الدولة وزوالها.
قامت دولة سلاجقة الروم على يد سُليمان بن قُتلمُش، نسيب السُلطان ألب أرسلان، وذلك بُعيد معركة ملاذكرد، التي فتحت أبواب الأناضول أمام المُسلمين، بِست سنواتٍ فقط. فقد انساب السلاجقة إلى الرُبُوع الأناضوليَّة، التي استعصت على المُسلمين قبلهم رُغم توغُّلهم في أرجائها أكثر من مرَّة، وفتحوا المُدن والقلاع الحصينة بعد اصطداماتٍ قاسيةٍ مع البيزنطيين استمرَّت حتَّى أواخر القرن الثاني عشر الميلاديّ، وتمكَّنوا من تثبيت أقدامهم في البلاد الجديدة بِفضل الهجرات التُركُمانيَّة المُستمرَّة من الشرق. وبدأت تظهر، مُنذُ نهاية القرن المذكور، المعالم السياسيَّة والحضاريَّة لِلسلطنة السَلْجُوقيَّة الروميَّة. تنامت قُوَّة السلطنة مع مُرور الزمن، فأضحت مرهوبة الجانب، وتوسَّعت على حساب جيرانها وبِخاصَّةٍ الإمبراطوريَّة البيزنطيَّة، وبسط السلاجقة سيطرتهم على مساحةٍ واسعةٍ من آسيا الصُغرى، وتدخَّلوا في النزاعات التي كانت تنشب بين جيرانهم، وعبروا بحر البَنْطُس (الأسود)، وفتحوا سوداق في شبه جزيرة القرم، وفرضوا الجزية على القفجاق. وبلغت السلطنة أقصى اتساعها في سنة 641هـ المُوافقة لِسنة 1243م، فشملت مُعظم أنحاء الأناضول وقيليقية في الجنوب الشرقي وأرمينية في أعالي الفُرات وأجزاء من شماليّ الشَّام والجزيرة الفُراتيَّة.
ازدهرت السلطنة بِفعل سياسة التوسُّع، وعمَّ البلاد الرخاء والازدهار. ولم تخضع النُظُم الحضاريَّة في هذه الدولة لِتغييراتٍ جوهريَّةٍ أو مُفاجئةٍ، بل إنَّ الاستمراريَّة ظلَّت بارزةً فيها. فالتأثيرات المجلوبة، بِخاصَّةٍ الفارسيَّة، ظلَّت واضحةً في حياة السُكَّان في أوائل عهد السلطنة، فبدا الحُكم وكأنَّهُ فارسيّ، لكن أخذ يتحوَّل تدريجيًّا، مُنذُ أواخر عهد السلطنة، ويتَّخذُ طابعًا تُركيًّا صرفًا، بِفعل تأثير هجرات التُركُمان المُتواصلة. صمد أوائل سلاطين سلاجقة الروم أمام الصليبيين والبيزنطيين والفتن التي أثارها غُلاة الشيعة، إلَّا أنَّ أواخرهم انغمسوا بِالملذَّات، وشُغلوا بِاللهو، تاركين تصريف الأُمُور العامَّة لِأُمراءَ داخَلَهم الطمع، واتَّصفوا بِالجشع والفساد،  فأفسدوا الإدارة بِتصرُّفاتهم، وأثقلوا كاهل السُكَّان بِالضرائب. وقد تفرَّد الآقسرائي بِتدوين أخبار الفساد الذي استشرى في أجهزة الدولة، وقد عاش هذه الأحداث عن قُرب، فروى ما عاينه وشاهده. أدى هذا الفساد، بِالإضافة إلى النظام السياسي السَلْجُوقي الذي لم يرتكز على أُسُسٍ ثابتةٍ وقويَّة، إلى اهتزاز السلطنة تحت ضربات المغول الذين بدؤوا الزحف نحو المشرق الإسلامي، فوصلوا إلى أبواب الأناضول في الثُلث الأوَّل من القرن الثالث عشر الميلاديّ، ثُمَّ سيطروا على البلاد وقضوا على استقلال السلطنة، فأصبحت إحدى الدُول التابعة لِإمبراطوريَّة المغول ثُمَّ لِلدولة الإلخانيَّة. ولمَّا تُوفي آخر سلاطين السلاجقة، غِيَاث الدين مسعود بن كيكاوس، سنة 704هـ المُوافقة لِسنة 1304م، غرقت بلاد الروم بعده في بحرٍ من الفوضى، ووقع الخلل في السلطنة وانقسمت البلاد إلى عشر إماراتٍ تُركُمانيَّة مع بقاء السيادة المغوليَّة واضحة، وبرزت من بين تلك الإمارات إمارةٌ حُدُوديَّة صغيرة بِزعامة قائدٍ يُدعى عُثمان بن أرطغرل، قُدِّر لها أن تُعيد توحيد الأناضول وتتحوَّل إلى آخر دُول الخِلافة الإسلاميَّة في التاريخ.

## أصل الاسم
أُطلقت تسمية «السلاجقة» على جماعةٍ من التُرك المُنحدرين من قبيلة «قنق» الغُزيَّة، المنتمين إلى جدٍّ هو سَلْجُوق بن دُقَاق أو «يقاق»،(1) المعروف بـ«تيمور يلغ» أي «ذي القوس الحديد»، ويبدو أنَّ هذه القبيلة كانت من أوائل القبائل الغُزيَّة التي دخلت في الإسلام، وقد برز زعيمها سَلْجُوق بعد وفاة والده، فرعى مصالح قبيلته ودخل في خدمة السامانيين، وقاتل قبائل التُرك الوثنيَّة وأزال هيمنتها على سُكَّان الوادي الأدنى لِنهر سيحون،  فنُسب أبناء قبيلته إليه بُعيد وفاته، وسُمُّوا «سلاجقة». أمَّا تسمية «الروم» فيُقصد بها الإشارة إلى أهل الإمبراطوريَّة البيزنطيَّة، الذين سَمَّوْا أنفُسَهم «رومانًا» (باليونانية: Ῥωμαῖοι) على اعتبار أنَّهم الاستمرار الطبيعي لِلإمبراطوريَّة الرومانيَّة العتيقة، وسُمُّوا بِالعربيَّة «رومًا»،  فأصبحت بلادهم تُسمَّى «بلاد الروم»، ولمَّا فتحها السلاجقة، أُضيفت تسميتها وتسمية أهلها إلى السُلالة التي تفرَّدت بِحُكم هذه البلاد، فأصبحوا سلاجقة الروم، أي سلاجقة بلاد الروم.

## التاريخ

### قيام دولة السلاجقة وتوسُّعها

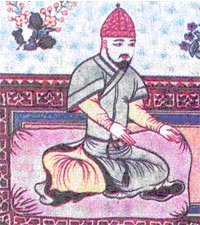
مُنمنمة لِطُغرل بك بن ميكائيل بن سَلْجُوق، مُؤسس الدولة السَلْجُوقيَّة وأوَّل سلاطينها.

تُوفي سَلْجُوق بن دُقَاق في مدينة جند حوالي سنة 1039م، تاركًا ثلاثة أولاد هُم: أرسلان إسرائيل وميكائيل وموسى، وتُضيف بعض الروايات ابنًا رابعًا هو يُونُس.(2) وليس هُناك من تفاصيلَ دقيقةٍ وموثوقةٍ حول ما وصلت إليه أوضاع أولادِ سَلْجُوق بعد وفاته في بلاد ما وراء النهر، وكُل ما يُعلم يقينًا أنَّ هؤلاء لم يستطيعوا العيش في وفاقٍ مع باقي المُسلمين الذين حرَّروهم من سطوة قبائل التُرك الوثنيَّة كما أُسلف، فغادروا المنطقة مُتجهين نحو الجنوب. ويَذكر البيهقي أنَّهُ في القرن الخامس الهجري المُوافق لِلقرن الحادي عشر الميلادي، كان والي جند المدعو «شاهمُلك» في حال عداءٍ شديدٍ مع بني سَلْجُوق، وبينه وبينهم نزاعٌ قديمٌ وضغائن قويَّة وثأر. ولمَّا نزح السلاجقة أقاموا بِموضعٍ يُعرف بـ«نور بُخارى»، وظلُّوا حُلفاء لِلسامانيين حتَّى زالت دولتهم وحلَّ الغزنويون محلَّهم، فالتحق ميكائيل بن سَلْجُوق بِخدمة السُلطان أبي القاسم محمود بن سُبُكْتِكِيْن الغزنوي، الذي أنزله وقومه مرجًا من مُرُوج خُراسان يُعرف بـ«مرج دندانقان»، فأقاموا فيه. ولم يكد السلاجقة يستقرُّون في المناطق الجديدة حتَّى راحوا يُنمُّون قُدراتهم العسكريَّة، ويبدو أنَّهُم تخلَّوا عن حياة الهُدُوء والاستقرار، وعادوا إلى طبيعتهم البدويَّة، فأخذوا يُغيرون على المُدن والقُرى المُجاورة، ممَّا دفع سُكَّانها إلى الطلب من السُلطان محمود العمل على إبعادهم، فاستجاب لِنداء الاستغاثة وأجلى السلاجقة بِالقُوَّة بعد معركةٍ طاحنة، وأَجبر من لم يُقتل منهم على اللُجوء إلى بلخان ودهستان. وقُتل ميكائيل بن سَلْجُوق في إحدى غزواته ضدَّ التُرك الوثنيين في بلاد ما وراء النهر، وخلف ولدين هُما جغري وطُغرُل،  فخلفه الأخير الذي أعاد توحيد العشائر السَلْجُوقيَّة الضاربة في بلاد ما وراء النهر وتدعيم قُوَّتها، وساعده أخوه جغري في تلك المُهمَّة. وكان طُغرُل وجغري فارسين مقدامين، نشأ تنشئةً عسكريَّةً في ظل جدِّهما سَلْجُوق، وبعد وفاته برزا على المسرح العسكري من خلال اشتباكاتهما في حُرُوبٍ مُتلاحقةٍ مع أقوى الأُمراء في آسيا الوُسطى أمثال القراخانيين في بُخارى وكاشغر، وتمتعا بِنُفُوذٍ كبيرٍ داخل العشائر السَلْجُوقيَّة وبدا من أمرهما ما يُنبئ بأنَّهما سوف يبلُغان بِالسلاجقة ذُروة القُوَّة، فمضيا مُؤتلفين تربطهُما أواصر الإخلاص المُتبادل على أهدافٍ واحدةٍ، وصرفا حياتهما الأولى في الهرب من وجه خُصُومهما اتقاء لِعداوتهم، ولمَّا آنسا من نفسيهما القُوَّة، ارتدَّا إلى مُجابهة هؤلاء الأعداء.

الحُدُود التقريبيَّة لِلدولة السَلْجُوقيَّة خلال عهد طُغرُل بك، ومسار جُيُوشه لِضم البلاد المُختلفة.

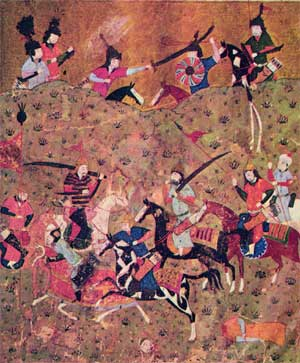
مُنمنمة فارسيَّة تُصوِّرُ واقعة دندانقان بين السلاجقة والغزنويين التي أفضت إلى انتهاء الحُكم الغزنوي في بلاد خُراسان.

وفي سنة 421هـ المُوافقة لِسنة 1030م، تُوفي السُلطان محمود بن سُبُكْتِكِيْن الغزنوي، وتنافس على العرش ولداه مُحمَّد ومسعود، فاستغلَّ السلاجقة هذه الفُرصة والاضطراب القائم لِتوسيع دائرة نُفُوذهم، فسيطروا على المناطق المُجاورة لِديارهم، ونشروا نُفُوذهم في أرجاء بلاد ما وراء النهر. ثُمَّ شرعوا في الإغارة على خُراسان بلا انقطاع طيلة ثلاث سنوات، ولم يتمكَّن السُلطان الغزنوي مسعود، الذي كان قد سيطر على عرش أبيه، من صدِّهم، فتمكَّن جغري في نهاية المطاف من طرد الغزنويين من شمال خُراسان واستولى على قصبتها مرو الشاهجان، وأضحى الحاكم الفعلي على تلك البلاد. ودخل الأخوان طُغرل وجغري قصبة خُراسان القديمة في موكب النصر واقتسما الأعمال الحُكُوميَّة، فاضطلع طُغرل بِشُؤون الإدارة، وأخذ جغري على عاتقه مُهمَّة الدفاع عن الإقليم. وفي سنة 429هـ المُوافقة لِسنة 1038م، أنزل السلاجقة هزيمةً قاسيةً بِالغزنويين ودخلوا مدينة نيسابور مُعلنين ضمَّها إلى مُلكهم، وجلس طُغرل على عرش السُلطان مسعود فيها مُعلنًا نفسه سُلطانًا، وأمر بِأن يُخطب بِاسمه فيها، كما خُطب باسمه في سرخس وفي بلخ. وهكذا أعلن طُغرُل قيام الدولة السَلْجُوقيَّة، وكتب رسالةً إلى الخليفة العبَّاسي القائم بِأمر الله يشرح لهُ فيها ما آلت إليه الأوضاع السياسيَّة، ويطلب منهُ الاعتراف بِدولته الجديدة. وفي شهر رمضان 431هـ المُوافق فيه شهر حُزيران (يونيو) 1040م، وقعت معركة دانداناقان وهي معركة فاصلةٌ بين السلاجقة والغزنويين بِقيادة السُلطان مسعود، كان من نتيجتها أن انتصر السلاجقة نصرًا كبيرًا ووضعوا حدًّا نهائيًّا لِحُكم الغزنويين في خُراسان، وعُدَّت هذه المعركة إحدى المعارك الكُبرى الفاصلة في التاريخ الإسلامي، بل إنَّ نتائجها تعدَّت ديار الإسلام وأثًّرت على عالم العُصُور الوُسطى، كما يعتبر المُؤرِّخ السوري المُعاصر سُهيل زكَّار، كونها فتحت الباب أمام السلاجقة لِلانسياب غربًا عبر بلاد إيران وُصولًا إلى ديار الروم في الأناضول والتوسُّع على حسابهم، وكان هذا أحد الأسباب التي شجَّعت على قيام الحملات الصليبيَّة.

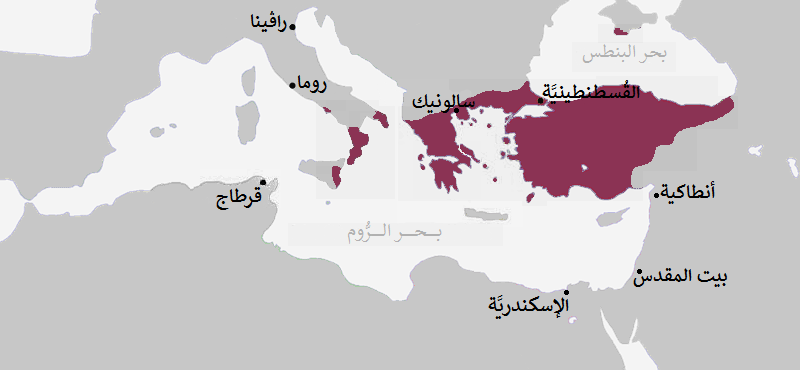
خريطة تُظهر الحُدُود التقريبيَّة لِلإمبراطوريَّة البيزنطيَّة قُبيل افتتاح المُسلمين لِمُعظم بلادها في الأناضول.

أُغري طُغرُل بِنجاحه هذا وطمع بِالتمدُّد نحو العراق، قلب ديار الإسلام، في سبيل بسط سيطرته على الخلافة العبَّاسيَّة وإنقاذها من الهيمنة البُويهيَّة الشيعيَّة. ويُعدُّ هذا التوجُّه طبيعيًّا، فكُل من سبقوا السلاجقة في السيطرة على خُراسان تطلَّعوا إلى التمدُّد نحو الغرب لِلسيطرة على بغداد والتحكُّم بِمُقدَّرات الخلافة العبَّاسيَّة، ومن هؤلاء السامانيّون والصفاريّون والغزنويّون على سبيل المِثال. وهكذا، واصل السلاجقة سياستهم التوسُّعيَّة ضمن دائرة اعتراف الخلافة العبَّاسيَّة، بِهدف القضاء على البُويهيين، وبِحُلُول سنة 442هـ المُوافقة لِسنة 1050م، كانوا قد ضَمُوا إلى دولتهم بلاد الري وجرجان وطبرستان وخوارزم وهمدان وأصفهان، واتخذ طُغرُل من المدينة الأخيرة عاصمةً له،  ثُمَّ ضمَّ بعد أربع سنوات إقليم أذربيجان،  فما وافى يوم 26 رمضان 447هـ المُوافق فيه 18 كانون الأوَّل (ديسمبر) 1055م، حتَّى وقفت جُيُوش السلاجقة بِقيادة طُغرُل على أبواب بغداد، وأرسل يستأذن الخليفة في الدُخُول، فأذِن له، وخرج الساسة والقُضاة والنُقباء والأشراف والأعيان لِاستقباله، ونادى به الخليفة مُنقذًا لِلدولة والعقيدة السُنيَّة من تسلُّط الشيعة البُويهيين، وخُطب لهُ على منابر جوامع عاصمة الإسلام. وأنزل طُغرُل العقاب بالذين تطاولوا على مقام الخلافة، وكان في مُقدِّمتهم أبو الحارث أرسلان البساسيري، أمير الأمراء البُويهي الذي حمل الخليفة القائم على أن يُبايع خصمه الفاطمي المُستنصر بالله ويُخطب لهُ في مساجد بغداد،  فقتله طُغُرل وقضى على سُلطان بني بُويه وحلَّ نظام جيش الديلم الذي كانوا يعتمدون عليه. وهكذا دخل العراق ضمن دائرة نُفُوذ السلاجقة، وجاور هؤلاء الإمبراطوريَّة البيزنطيَّة، التي لم تلبث أن دخلت حالةً من الرُكُود والضعف بعد زوال السُلالة المقدونيَّة في سنة 449هـ المُوافقة لِسنة 1057م، وما تبع ذلك من صراعٍ بين الطبقتين العسكريَّة والمدنيَّة. ورأى طُغرُل أن يُتابع توسُّعه على حساب البيزنطيين هذه المرَّة، يدفعه في ذلك ثلاثة أسباب: دينيَّة واقتصاديَّة وسياسيَّة. أمَّا الباعث الديني فقد كان طُغرُل وكبار قادة السلاجقة يطمعون بِنشر الإسلام في أوسع رُقعة مُمكنة وبِخاصَّةً بين جيرانهم النصارى، أي الأرمن والروم، الأمر الذي يُكسب حُرُوبهم طابع الجهاد في سبيل الله كما يُكسبهم عطف المُسلمين جميعًا، لا سيِّما إن تمكَّنوا من فتح بلاد الأناضول التي لم يجد الإسلام موطئ قدمٍ دائمةٍ فيها. وفيما يتعلَّق بِالباعث الاقتصادي فإنَّ تدفُّق قبائل التُرك من بلاد ما وراء النهر في أفواجٍ جديدةٍ بعد تأسيس الدولة السَلْجُوقيَّة، جعل الأراضي تضيقُ بهم، فأخذوا يبحثون عن مراعٍ جديدةٍ وغنيَّة، فوجدوا ضالَّتهم في أراضي الإمبراطوريَّة البيزنطيَّة، يُؤكِّد ذلك ما رُوي عن سبب غزو إبراهيم إينال شقيق السُلطان طُغرُل لِبلاد الروم: «... وَكَانَ سَبَبُ ذَلِكَ أَنَّ خَلْقًا كَثِيرًا مِنْ الْغُزِّ مِمَّا وَرَاءَ النَّهْرِ قَدِمُوا عَلَيْهِ، فَقَالَ لَهُمْ: "بِلَادِي تُضَيِّقُ عَنْ مَقَامَكُم وَالْقِيَام بِمَا تَحْتَاجُونَ إلَيْه، وَالرَّأْي أَن تَمْضُوا إلَى غَزْو الرُّومِ وَتُجَاهِدُوا فِي سَبِيلِ اللَّهِ وَتَغْنَمُوا"». أمَّا فيما يتعلَّق بِالباعث السياسي، فقد كان طُغرُل يهدف إلى السيطرة على أرمينية لِكسر الطوق البيزنطي من أمام المُسلمين تمهيدًا لِلتوغُّل داخل الأراضي البيزنطيَّة لمُواصلة حركة الجهاد، لا سيَّما وأنَّ أرمينية كانت قد أصبحت دولةً حاجزةً ضدَّ المُسلمين في الشرق مُنذُ أن خرجت من أيديهم ودخلت في حلفٍ مع البيزنطيين في عهد الإمبراطور باسيل الأوَّل.

### قيام سلطنة سلاجقة الروم

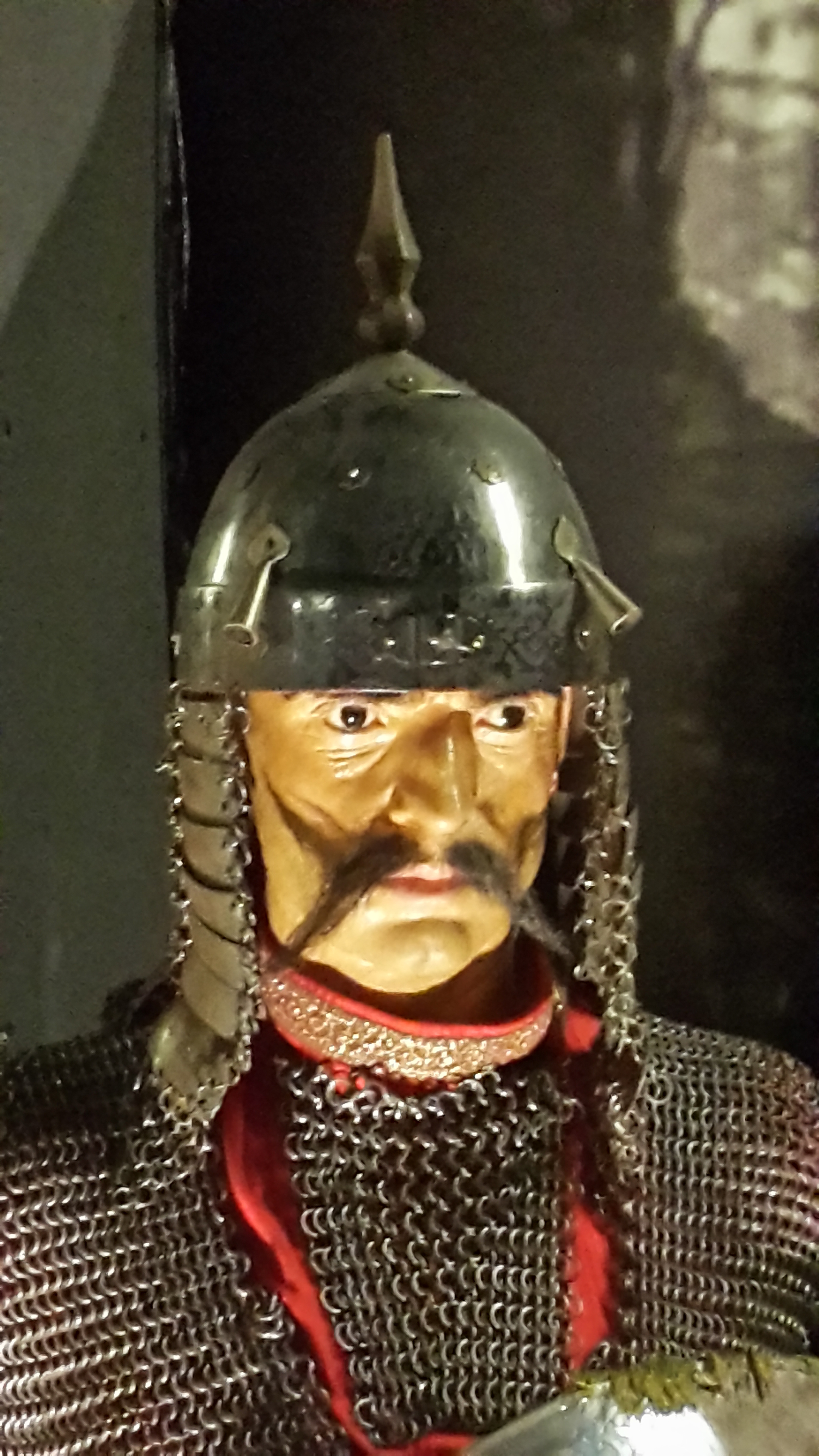
تمثالٌ شمعيّ لِلسُلطان ألب أرسلان، خليفة طُغرُل بك وفاتح بلاد الأناضول ومُعيد أرمينية تحت جناح الإسلام.

تُوفي الإمبراطور البيزنطي قُسطنطين التاسع سنة 446هـ المُوافقة لِسنة 1055م، وتلت وفاته ثورة قام بها أنصار السُلالة المقدونيَّة، لِلحيلولة دون انتقال العرش إلى دوق بُلغاريا المدعو «نقفور فروتيون» (باليونانية: Νικηφόρος ὁ Πρωτεύων) الذي كان يسعى النُبلاء إلى توليته أُمُور البلاد،  فأخرج الثُوَّار الإمبراطورة العجوز السابقة تُيُودورة من عُزلتها، وقد بلغت الرابعة والسبعين، ونصَّبوها على العرش،  فاستغلَّ طُغرُل هذه الاضطرابات وحمل على أرمينية حتَّى وصل إلى أرضروم، وحاصر مدينة ملاذكرد وضيَّق على أهلها، ونهب ما جاورها من البلاد وأخربها وغنم مغانم عظيمة، ثُمَّ انسحب عائدًا إلى أذربيجان لمَّا هجم الشتاء من غير أن يملك تلك النواحي. وفي سنة 449هـ المُوافقة لِسنة 1057م، قامت الاضطرابات مُجددًا في بلاد الروم عندما ثار النُبلاء والأعيان والقادة ضدَّ الإمبراطور ميخائيل السادس، والتفُّوا حول قائد جُيُوش الشرق إسحٰق كومنين، الذي أمر بِسحب العساكر البيزنطيَّة من المناطق الأرمنيَّة لِتُسانده في ثورته وتدعم وُصُوله إلى العرش،  فشغرت المراكز الحُدُوديَّة من أيَّة مُقاومة جديَّة، ممَّا أغرى السلاجقة فاجتاحوا قبادوقية، وهاجموا ملطية، وأغاروا على الأقاليم الواقعة عند مُلتقى فرعَيْ نهر الفُرات. وتوغَّل قُتلُمُش بن إسرائيل في جوف آسيا الصُغرى، ففتح قونية وآق سراي ونواحيهما. جدَّد السلاجقة هجماتهم على الديار البيزنطيَّة في عهد الإمبراطور قُسطنطين العاشر دوكاس (451 - 459هـ \ 1059 - 1067م). ففي السنة الأولى من حُكمه توغَّلوا في عُمق بلاد الروم، وبلغوا مدينة سيواس، فقاتلوا جماعة من أهلها ممن قاومهم، وعادوا مُحمَّلين بِالغنائم، بعد أن أحرقوا المدينة. والواضح أنَّ غارات السلاجقة ظلَّت حتَّى وفاة طُغرُل في سنة 455هـ المُوافقة لِسنة 1063م، تستهدف غالبًا السلب والنهب دون مُحاولة الاستقرار، إنَّما كانت خُطوةً تمهيديَّةً استطلعت خلالها الجُيُوش السَلْجُوقيَّة أوضاع وطبيعة المنطقة، هذا على الرُغم من أنَّ السُلطان السَلْجُوقي كان شديد الاهتمام بِالطرف الشمالي الغربي لِسلطنته، إلَّا أنَّ ابن أخيه وخليفته ألب أرسلان، أثاره احتمال تقارب بين البيزنطيين والفاطميين، فحرص أن يحمي بلاده من الروم بِالسيطرة على أرمينية والاستقرار في رُبُوعها قبل أن يمضي في تحقيق هدفه الأساسي وهو مُهاجمة الفاطميين وطردهم من الشَّام. وبدا واضحًا أنَّ الصراع بين السلاجقة والبيزنطيين سوف يزداد عُنفًا واضطرابًا، خُصوصًا بعد أن أدرك بلاط القُسطنطينيَّة فداحة الخطر الذي يُهدد الإمبراطوريَّة من الشرق. ولم يكن ألب أرسلان أقل من طُغرُل عزمًا وطُمُوحًا إلى دفع غزواته غربًا، وإلى افتتاح تلك الأقاليم الغنيَّة التالدة التي لبثت قُرُونًا مسرح النضال بين الإمبراطوريَّة البيزنطيَّة والمُسلمين. وما كاد ألب أرسلان يستقر في المُلك ويُنظِّم شُؤونه الداخليَّة حتَّى بدأ غزواته لِأراضي الروم، فسار إلى قلب الأناضول وأغار على مدينة قيصريَّة الغنيَّة. ولم تمضِ أشهُرٌ أُخرى حتَّى سار ألب أرسلان في أوائل سنة 456هـ المُوافقة لِسنة 1064م، إلى أذربيجان ثُمَّ أرمينية والكرج في جيشٍ ضخم، ومعه ولده ووليّ عهده ملكشاه ووزيره نظام المُلك. وتولَّى ملكشاه والوزير إخضاع مُعظم القواعد الجبليَّة، وأتمَّ المُسلمون في هذه الحملة استرداد أرمينية وفتح بلاد الكرج بأسرها وفرض الجزية عليها.

#### واقعة ملاذكرد

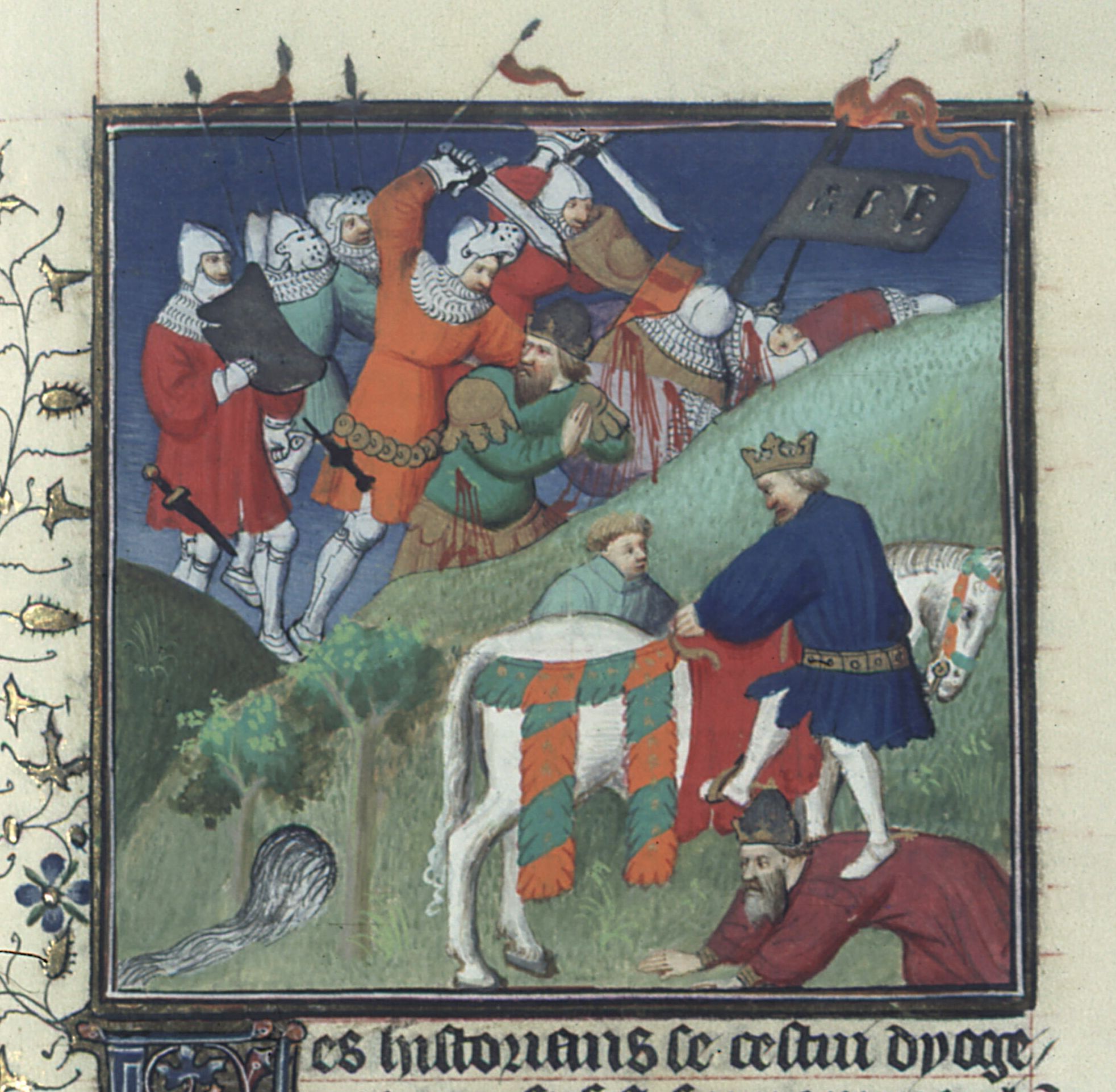
مُنمنمة إفرنجيَّة تُصوِّرُ وقعة ملاذكرد بين البيزنطيين والمُسلمين تحت راية السلاجقة.

بعد تلك الانتصارات أضحى الطريق مفتوحًا أمام السلاجقة لِلعُبُور إلى الأناضول بعد أن سيطروا على قلب أرمينية، فأغاروا على المناطق الحُدُوديَّة، واستولوا على دُرُوب جبال الأمانوس في سنة 459هـ المُوافقة لِسنة 1066م، وهاجموا قيصريَّة حاضرة قبادوقية في السنة التالية، وذلك دون أن يبذل الإمبراطور البيزنطي جُهدًا كبيرًا لِمُقاومة هذه الغارات، ممَّا شجَّعهم على التوغُّل في عُمق الأناضول، فوصلوا إلى نيكسار وعمورية في سنة 461هـ المُوافقة لِسنة 1068م، وإلى قونية في السنة التالية، وإلى خونية القريبة من ساحل بحر إيجة في سنة 463هـ المُوافقة لِسنة 1071م. شكَّلت فُتُوحات السلاجقة لِبلاد الكرج والقسم الأكبر من أرمينية، تحديًا لِلإمبراطوريَّة البيزنطيَّة، وبِخاصَّةً بعد أن أدرك الإمبراطور رومانوس الرابع ديوجينيس (الذي خلف قُسطنطين العاشر)، أنَّ ألب أرسلان يعتزم التقدُّم أكثر ويطبع البلاد المفتوحة بِالطابع الإسلامي، أي أنَّهُ يضُمُّها إلى دولته ضمًّا نهائيًّا وليست غايته هي السلب والنهب فقط، ممَّا جعل نُشُوب الحرب بين المُسلمين والبيزنطيين أمرًا لا مفرَّ منه. من أجل ذلك، حمل الإمبراطور على حلب وأعالي الجزيرة الفُراتيَّة ثلاث مرَّات، بين سنتَيْ 461 و463هـ المُوافقة لِما بين سنتَيْ 1069 و1071م،  فحقَّق بعض أمانيه من واقع أنَّه هزم المُسلمين مرَّتين وحدَّ من تحرُّكات السلاجقة، واستولى على ثغر منبج وأحرقها ووضع في حصنها حاميةً روميَّة بهدف رصد جماعات التُرك التابعة لِلسلاجقة ومنعها من دُخُول آسيا الصُغرى، ثُمَّ رحل عنها إلى ناحية ملاذكرد فعاث في أطرافها.
ولم يكن لِهاتين الحملتين نتائج خطيرة، ولم ينجم عنهما أي تغيُّرٍ في وضع الأراضي، فخرج الإمبراطور في حملته الثالثة سنة 463هـ المُوافقة لِسنة 1071م على رأس جيشٍ ضخمٍ تألَّف من الروم والروس والبجناك والأبخاز والخزر واللَّان والغُزّ والقفجاق والفرنجة والأرمن،  وبِنيَّته اختراق ثُغُور المُسلمين والتوغُّل في عُمق الأراضي الإسلاميَّة، بِدليل أنَّهُ أقطع بطاركته الذين كانوا يُرافقونه، مصر والشَّام وخُراسان والري والعراق باستثناء بغداد، وأوصى بِعدم التعرُّض لِلخليفة لأنَّهُ كان صديقه.
وعندما وصل رومانوس إلى أرضروم ارتكب خطأ عسكريًّا عندما قَسَمَ قُوَّاته إلى قسمين، فأرسل القسم الأوَّل إلى حصن أخلاط الواقع على شاطئ بُحيرة وان لِمُهاجمته، في حين سار بِالقسم الآخر بِاتجاه ملاذكرد واستولى عليها،  فأضعف هذا التقسيم مقدرة الجيش البيزنطي القتاليَّة، وتمكَّن المُسلمون من هزيمة الجيش الأوَّل وأسروا قائده، ثُمَّ زحفوا بِقيادة السُلطان ألب أرسلان لِقتال الإمبراطور رومانوس، فالتقى الجمعان في مكانٍ يُعرف بِالزهوة بين ملاذكرد وأخلاط، وحاول ألب أرسلان بدايةً مُهادنة الروم، فرفض الإمبراطور وردَّ قائلًا أنَّ لا هدنة إلَّا بالري، أي بِالعاصمة السَلْجُوقيَّة، فانزعج السُلطان لِذلك وأدرك أنَّ غاية البيزنطيين هي القضاء على السلاجقة ومن ثَمَّ القضاء على دولة الإسلام نفسها، وأنَّ السبيل الوحيد لِمنع البيزنطيين هو القضاء على قُوَّتهم العسكريَّة، فحرَّض جُنُوده على الاستماتة في الدفاع عن دينهم وعن بلاد المُسلمين. ودارت بين الطرفين معركةٌ طاحنة انهزم فيها الروم شرَّ هزيمة وقُتل منهم ما لايُحصى، ووقع الإمبراطور رومانوس في الأسر، وغنم المُسلمون أثقالًا كثيرة.

#### فتح الأناضول والتغيُّرات الديمُغرافيَّة فيه
كانت معركة ملاذكرد نُقطة تحوُّلٍ هامَّةٍ في تاريخ غربيّ آسيا بِخاصَّة وفي التاريخ الإسلامي بِعامَّة، لِأنَّها يسَّرت القضاء على سيطرة البيزنطيين على أكثر أجزاء بلاد الأناضول، ممَّا ساعد على القضاء على الإمبراطوريَّة البيزنطيَّة نفسها، بعد بضعة قُرُونٍ، على أيدي العُثمانيين. كما عُدَّت هذه المعركة أكبر كارثة حلَّت بِالإمبراطوريَّة البيزنطيَّة في أواخر القرن الحادي عشر الميلاديّ، وجاءت دليلًا على نهاية دور الروم في حماية العالم المسيحي من ضغط المُسلمين، وفي حراسة الباب الشرقي لِأوروپَّا من غزو الآسيويين، وبِذلك صار على الغرب الأوروپي أن يقوم بِدوره في هذا المضمار بدلًا من اعتماده حتَّى ذلك الوقت على الإمبراطوريَّة البيزنطيَّة، وهذا ما دفع بعض المُؤرخين إلى اعتبار أنَّ نتيجة هذه المعركة اتخذها الأوروپيُّون حُجَّةً من بين عدَّة حُجج لإعلان حملاتهم الصليبيَّة ضدَّ الإسلام. وأتاحت نتيجة المعركة لِلسلاجقة الانسياب إلى جوف آسيا الصُغرى، وشجَّعتهم النزاعات والحُرُوب الداخليَّة التي نشبت بين البيزنطيين على الاستقرار في رُبُوعها، وتأسيس سلطنة عُرفت في التاريخ باسم «سلطنة سلاجقة الروم»، أسَّسها سُليمان بن قُتلُمُش الذي عُدَّ بعد ذلك جدَّ سلاطين بلاد الأناضول. وكان سُليمان المذكور قد أخذ على عاتقه إدارة شُؤون المنطقة الشماليَّة الغربيَّة بعد رحيل السُلطان ألب أرسلان عن آسيا الصُغرى وتوجُهه شرقًا، وعزم على أن يُقيم لِنفسه سلطنةً في قونية وآق سراي وغيرهما من المُدُن التي كانت تحت حُكم أبيه قُتلُمُش بن إسرائيل، ويتولَّى حُكمُها مع الاعتراف بِسيادة ملكشاه سُلطان السلاجقة العظام الذي خلف أباه ألب أرسلان بعدما قُتل الأخير في بلاد ما وراء النهر. وقد ساعد سُليمان في تحقيق غايته عاملان: الأوَّل هو التغيُّر الديمُغرافي الناتج عن الفُتُوح، والآخر هو الأوضاع البيزنطيَّة المُضطربة، التي زادت اضطرابًا بُعيد هزيمة ملاذكرد. فمن حيثُ العامل الأوَّل استقرَّ المُسلمون في الكثير من القُرى والمزارع التي هجرها سُكَّانها، وعمل السلاجقة على إزالة آثار المعالم البيزنطيَّة من الطُرق الرئيسيَّة في أرمينية وقبادوقية، بِالإضافة إلى الإدارة المدنيَّة في المُدُن، بعد أن تخلَّى مُعظم السُكَّان عن تبعيَّتهم لِلإمبراطوريَّة البيزنطيَّة ودخلوا تحت جناح المُسلمين، خوفًا من المجاعة التي يُمكن أن تضرب بلادهم نتيجة المعارك. ومع ذلك فإنَّ السلاجقة تركوا المُدُن تحكُم نفسها بِنفسها ولم يتدخَّلوا في شُؤونها الداخليَّة، إلَّا أنَّ صورة الحياة فيها أخذت بالتغيُّر رويدًا، فاصطبغت بالصبغة الإسلاميَّة. إذ إنَّ انحسار النُفُوذ البيزنطي عن المنطقة شجَّع الأهالي على الدُخُول في دين الفاتحين الجُدد، على أنَّ الكثير منهم كان إسلامه ظاهريًّا في البداية.

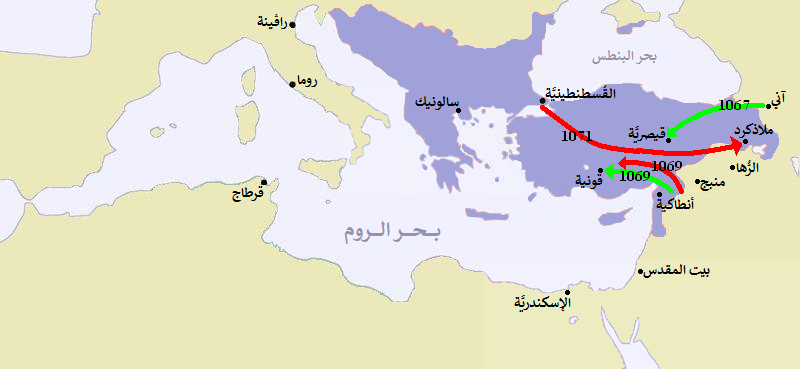
تحرُّكات السلاجقة (بِالأخضر) قبل وبعد معركة ملاذكرد عبر بلاد الأناضول.

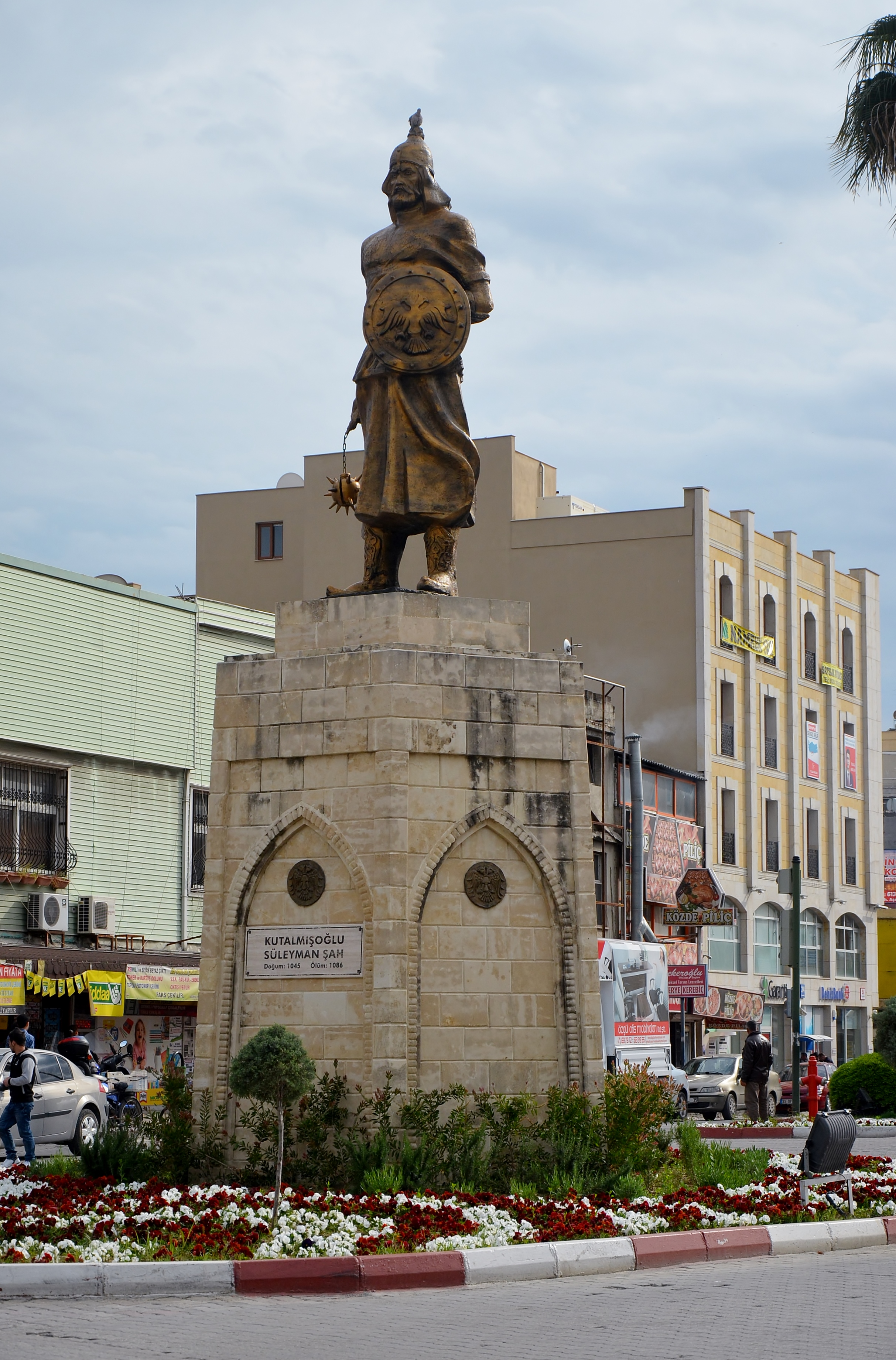
تمثال سُليمان بن قُتلُمُش فاتح بلاد الأناضول ومُؤسس سلطنة سلاجقة الروم.

ومن حيث العامل الآخر فقد حفل التاريخ البيزنطي آنذاك بِحركات التآمر والتمرُّد، فحين وصل إلى القُسطنطينيَّة نبأ كارثة ملاذكرد وأسر الإمبراطور رومانوس، أعلن ميخائيل دوكاس ابن زوجة رومانوس أنَّهُ بلغ سن الرُشد، وتولَّى مقاليد الحُكم باسم «ميخائيل السابع»، مدفوعًا من قِبل شخصين: عمِّه يوحنَّا، الذي كره انتقال الحُكم إلى سُلالةٍ أُخرى بعد وفاة أخيه الإمبراطور السابق قُسطنطين العاشر، والكاهن العلَّامة ميخائيل فسيلوس، ولم يلبث هؤلاء أن دبَّروا اعتقال الإمبراطور السابق رومانوس، بعد أن أطلق السلاجقة سراحه، فنفوه إلى إحدى جُزُر بحر مرمرة بعد أن سُملت عيناه. وتميَّز حُكم ميخائيل السابع بِالضعف، فلم يستطع صد السلاجقة أو دفعهم إلى الخلف، بل اضطرَّ إلى التعاون معهم في بعض الأحيان، كما جرى سنة 466هـ المُوافقة لِسنة 1073م، حينما خرج عليه أحد قادة جيشه النورمان المدعو «روسل بايليل» وطمع بِالاستقلال في مناطق قونية وأنقرة وإقامة دولة نورمانيَّة في القسم الشرقي من الإمبراطوريَّة مُتتبعًا خطا أبناء جلدته عندما أقاموا إمارة في جنوبيّ إيطاليا على حساب الإمبراطوريَّة. ثُمَّ تطلَّع لِلسيطرة على القُسطنطينيَّة، فخشي ميخائيل السابع أن يتمكَّن من تثبيت أقدامه في قلب الإمبراطوريَّة وعلى حسابها؛ فاستعان بِالسلاجقة لِقمع حركته، مُقابل اعترافه بِسُلطة سُليمان بن قُتلُمُش على الأقاليم التي كانت بحوزته في شرقيّ الأناضول. وحدث في سنة 471هـ المُوافقة لِسنة 1078م، أن أعلن نقفور بوتانياتيس حاكم عمورية في إقليم فريجيا الثورة على الإمبراطور مدفوعًا بِطُمُوحه الشخصي ونقمته على ضعف حُكم ميخائيل السابع، ولم يتردَّد في إعلان نفسه إمبراطورًا باسم «نقفور الثالث». وحاول ميخائيل السابع القضاء على تمرُّده بالاستعانة بِقبائل التُرك من أتباع سُليمان، إلَّا أنَّ هذا الأخير لم يلبث أن تخلَّى عن الإمبراطور ودخل في خدمة بوتانياتيس الذي أغراه بِمزيدٍ من الامتيازات. واستخدم هذا الأخير، مُرتزقةً تُركاً لِحراسة ما سيطر عليه من المُدُن أثناء زحفه نحو العاصمة القُسطنطينيَّة مثل: سيزيكوس ونيقية ونيقوميدية وخلقدونية وأُسكُدار. وهكذا دخل المُسلمون لِأوَّل مرَّة المُدُن الكُبرى بِغرب الأناضول، واستغلَّ السلاجقة هذه الفُرصة لِلتوسُّع. وإذا كانت تلك المُدُن ظلَّت من الناحية الشكليَّة تابعة لِلإمبراطوريَّة البيزنطيَّة، إلَّا أنَّ الحاميات العسكريَّة الجديدة فيها كانت من نوعٍ جديد، إذ تألَّفت من عُنصُرٍ يدينُ بِالإسلام وبنيَّته مُتابعة الزحف على القُرى والمُدُن المُجاورة لِفتحها والاستقرار بها، فضلًا عن أنَّ أفرادها قطعوا الاتصالات بين العاصمة البيزنطيَّة وداخل الأناضول، ولم يعد من السهل على أي إمبراطور مهما كان قويًّا أن يطردهم من مواقعهم.

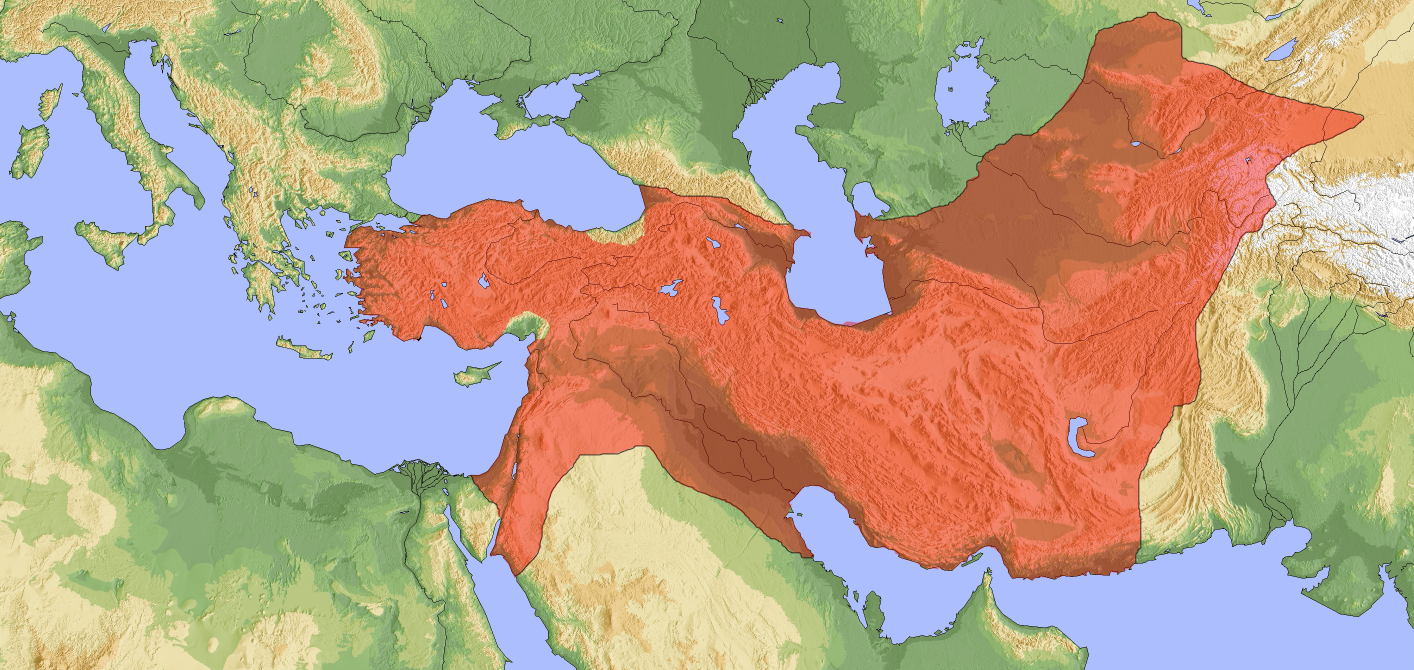
الدولة السَلْجُوقيَّة في أقصى اتساعها بعد تمام فُتُوحات سُليمان بن قُتلُمُش في الأناضول.

ويبدو أنَّ ما جرى من استخدام المُرتزقة التُرك هيَّأ لِلسلاجقة الاستقرار والإقامة في غربيّ آسيا الصُغرى، واعترفت قبائل التُرك بِسُليمان بن قُتلُمُش زعيمًا لها. ولم تكد تنتهي سنة 471هـ المُوافقة لِسنة 1078م إلَّا وكانت حامية نيقية السَلْجُوقيَّة قد أعلنت العصيان على نقفور الثالث الذي أقامها في هذه المدينة، وبِذلك فقدت الإمبراطوريَّة البيزنطيَّة أهم مُدُنها بعد أن سيطر عليها السلاجقة. وكان السُلطان ملكشاه يُراقب تحرُّكات سُليمان ونشاطه في آسيا الصُغرى عن بُعد، ورأى أن يُعيِّنه حاكمًا على البلاد التي افتتحها أو سيطر عليها، فخلع عليه لقب «الملك رُكن الدين والدُنيا»، وأقرَّهُ على مُلك قونية وآق سراي وقيصريَّة وجميع أعمالها. وفي سنة 472هـ المُوافقة لِسنة 1079م، ثار القائد العسكري «نقفور ميليسينوس» على حُكم الإمبراطور نقفور الثالث، وتحالف مع سُليمان حيثُ تعهَّد هذا الأخير بِمُساعدة الثائرين في الاستيلاء على القُسطنطينيَّة مُقابل حُصُول المُسلمين على نصف كُل مدينة وإقليم يُنتزع من نقفور الثالث أثناء الحرب. وبِفضل هذا التحالف أضاف السلاجقة إلى أملاكهم غلاطية وفريجيا، وفُتحت الطريق أمامهم إلى بيثينيا حتَّى بحر مرمرة، كما فتحوا ليديا وإيونية حتَّى بحر إيجة. ولمَّا فشل ميليسينوس في الاستيلاء على القُسطنطينيَّة، وهوى عن العرش أمام ألكسيوس كومنين، رفض سُليمان الاعتراف بِأيِّ حقٍ لِلإمبراطوريَّة البيزنطيَّة في المُدُن والأراضي المفتوحة، بل إنَّهُ استقرَّ في نيقية واختارها لِتكون عاصمةً له. وبِذلك أضحت هذه المدينة التي تُعدُّ من أجَلِّ المُدُن في العالم المسيحيّ احترامًا، والتي لا تبعد أكثر من مائة ميلٍ عن القُسطنطينيَّة، أوَّل عاصمةٍ لِسلطنة سلاجقة الروم، وذلك في سنة 474هـ المُوافقة لِسنة 1081م، كما أضاف سُليمان مدينة نيقوميدية إلى أملاكه. وأصبح السلاجقة مُنذُ ذلك التاريخ المُسيطرين الفعليين على مُعظم بلاد ومناطق آسيا الصُغرى من الفُرات شرقًا حتَّى بحر مرمرة غربًا، كما مدُّوا نُفُوذهم من بحر البنطس (الأسود) شمالًا حتَّى البحر المُتوسِّط جنوبًا، وهدَّدوا بِشكلٍ خطرٍ الإمبراطوريَّة البيزنطيَّة. ومهما يكن من أمر فإنَّهُ يبدو واضحًا أنَّ البيزنطيين أنفسهم شجَّعوا القبائل التُركيَّة على التقدُّم بعيدًا في أراضيهم وزوَّدوا رؤساءها بِالقُوَّة الأساسيَّة اللازمة عندما فتحوا المُدن أمامهم، ويظهر أنَّهم فعلوا ذلك كونهم كانوا لا يعتبرون التُرك أعداءً بِالمعنى نفسه الذي عدُّوا فيه العرب أعداء، كونهم عرفوهم مُنذ زمنٍ بعيدٍ قبل إسلامهم، واستعملوهم في جُيُوشهم كمُرتزقة، لكنَّ الاضطرابات المُتتالية والسياسة الروميَّة غير المدروسة، أتاحت لِسُليمان بن قُتلُمُش أن يضع أساس سلطنةٍ جديدةٍ إسلاميَّة في قلب ديار الروم.

### التوسُّع السَلْجُوقي نحو الجنوب

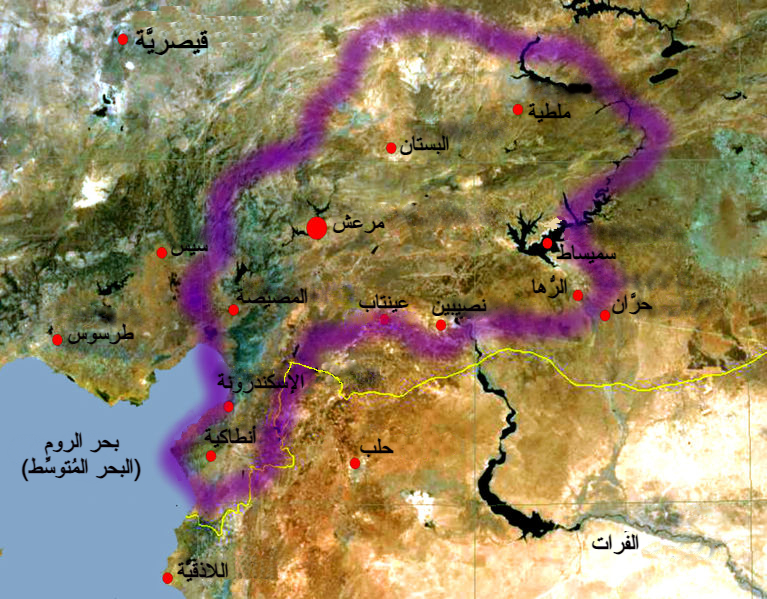
الحُدُود التقريبيَّة لِدولة الفَلَادرُوس.

اعتلى ألكسيوس كومنين عرش الإمبراطوريَّة البيزنطيَّة في سنة 474هـ المُوافقة لِسنة 1081م مُؤسسًا سُلالةً جديدةً في التاريخ البيزنطي. وقد حاول بدايةً أن يطرد المُسلمين من بعض المواقع التي سيطروا عليها وأن يكبح جماح السلاجقة، ذلك أنَّ سُليمان راح يشن الغارات من عاصمته نيقية ويُحاول التوسُّع في إقليم بيثينيا، بل إنَّ بعض قبائل التُرك حاولت اجتياز بحر مرمرة إلى الشاطئ الأوروپي، غير أنَّ ألكسيوس استطاع أن يطردهم من بعض المواقع التي سيطروا عليها على الضفَّة الشرقيَّة لِلبحر المذكور، لكنَّهُ لم يلبث أن اضطرَّ إلى مُهادنتهم لِيتفرَّغ إلى مُحاربة النورمان الزاحفين عبر البلقان،  فاعترف بِسيطرة السلاجقة على مجموعةٍ من البلاد التي افتتحوها، وتنازل عن أُخرى أيضًا لقاء أن يُعينه سُليمان في حربه ضدَّ النورمان، فيُقدِّم إليه سبعة آلاف مُقاتل. واضطرَّ الإمبراطور لاحقًا أن يتفاهم مع سُليمان مُجددًا لمَّا تبيَّن لهُ أنَّ استرداد البلاد التي افتتحها المُسلمون صعبٌ لِلغاية بعد أن انتشرت فيها قبائل التُرك انتشارًا كبيرًا، فأذن لِسُليمان أن يتولَّى بِالنيابة عن بيزنطة إدارة قيليقية وأنطاكية وملطية على أن يضبط أتباعه، وبِذلك أضحى سُليمان يُسيطر على أهم طريقين يجتازان آسيا الصُغرى من الشرق إلى الغرب، وجاور أملاك السُلطان ملكشاه في الشَّام والجزيرة الفُراتيَّة. ولم يلبث سُليمان أن تطلَّع -بعد أن حلَّ مُشكلات السلطنة مع الإمبراطوريَّة البيزنطيَّة- إلى التمدُّد نحو الجنوب إذ لم يستطع السُكُوت على ازدياد نُفُوذ الإمارة الأرمنيَّة التي أسَّسها أحد القادة السابقين في الجيش البيزنطي وترجُمان الإمبراطور المدعو الفَلَادرُوس بركاميوس (بالأرمنية: Փիլարտոս Վարաժնունի) في قيليقية وشماليّ الشَّام، وبخاصَّةً أنها اعترضت طريق توسُّع سلاجقة الروم نحو الشَّام، وهو الهدف الذي وضعهُ سُليمان نصب عينيه. ويُذكر أنَّ الفَلَادرُوس شاب اعترافه بِحُكم ألكسيوس كومنين بعض الحذر ممَّا دفعهُ إلى أن يبذل الولاء لِأُمراء حلب المُسلمين ولِلسُلطان ملكشاه، حتَّى يُؤمِّن على سلامة مُمتلكاته، ويُؤكِّد ابن الأثير أنَّ هذا الأمير الأرمني اجتمع بِالسُلطان ملكشاه وأسلم على يديه، وأنَّ هذا الأخير أمَّره على الرُّها فلم يزل بها حتَّى مات. ويذكر ميخائيل السُرياني أنَّ الفَلَادرُوس كان مُستعدًا -إذا دعا الأمر- لِاعتناق الإسلام في سبيل خدمة مصالحه الخاصَّة.

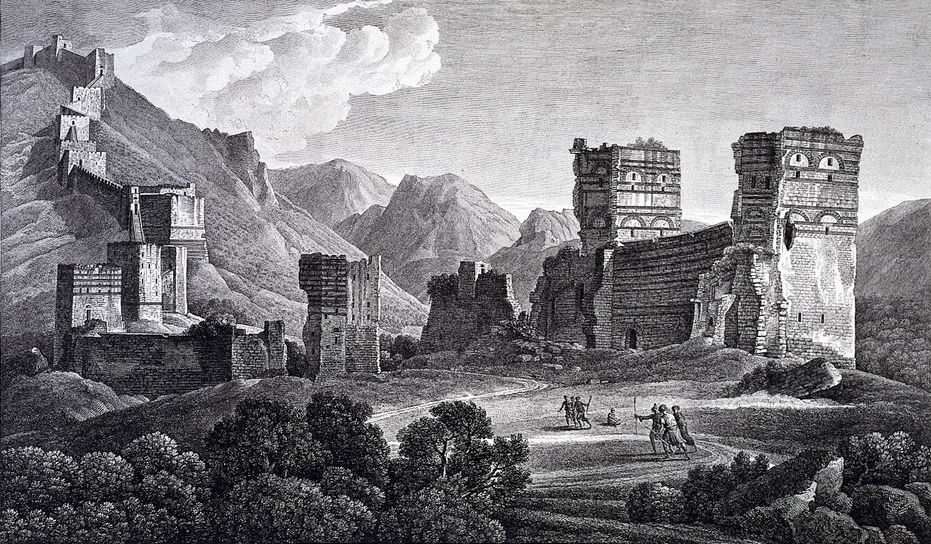
أطلال الأسوار العُظمى لِأنطاكية، كما شاهدها الرسَّام الفرنسي لويس فرانسوا كاساس في سنة 1798م.

ومهما يكن من أمر فقد أزعج تقارب الفَلَادرُوس وملكشاه سُليمانَ، وعدَّهُ مُوجهًا ضدَّه، كما أنَّهُ يحد من أطماعه، لِذلك قرَّر القضاء على تلك الدولة الناشئة. وحدث أن غادر الفَلَادرُوس أنطاكية في سنة 477هـ المُوافقة لِسنة 1084م على أثر انتفاضةٍ شعبيَّةٍ ضدَّ حُكمه كونه أساء السيرة، وترك فيها حاميةً عسكريَّة. وانتهز أعداء الفَلَادرُوس وبِخاصَّةٍ ابنه -الذي كان قد سُجن بِأمر أبيه- فُرصة خُرُوجه منها، واتفقوا على تسليم البلد إلى سُليمان، وكاتبوه يستدعونه، فركب في ثلاثمائة فارس وكثيرٍ من الرجالة،  وسار عبر قيليقية وضمَّ في طريقه عدَّة مُدن من بلاد الثغُور الشاميَّة مثل أضنة والمصيصة وعين زربة؛ وما إن وصل أمام أسوار أنطاكية حتَّى ضرب مُعسكره، ثُمَّ نصب السلالم عليها وصعد إلى السور حيثُ اجتمع بِالحامية ورتَّب أمر دُخُول الجيش. وفعلًا دخل الجُنُود السلاجقة إلى المدينة بعد أن فُتحت لهم الأبواب في شهر شعبان سنة 477هـ المُوافق فيه شهر كانون الأوَّل (ديسمبر) 1084م، لكنَّهم جُوبهوا بِمُقاومةٍ من بعض السُكَّان، فقاتلهم سُليمان وأخضعهم، وتسلَّم قلعة البلد، ثُمَّ نادى بِالأمان وحرَّم على جُنُوده التعرُّض لِأحدٍ من السُكَّان في أنفُسهم وأموالهم، كما منعهم من مصاهرتهم، فاطمأنَّ لهُ الأهالي، وأحسن هو لهم وشاع عدله فيهم، وبِالأخص بين النصارى، فأحبوه وعمرت أنطاكية. ولم يلبث سُليمان أن كتب إلى السُلطان ملكشاه يُعلمه بِمُلكه المدينة، وبأنَّهُ سامعٌ مُطيعٌ لِأوامره لا يرغب بِالخُرُوج عليه، فأظهر ملكشاه البشارة بِذلك، وأقرَّ سُليمان على مُلك البلاد التي ضمَّها لِسلطنته.

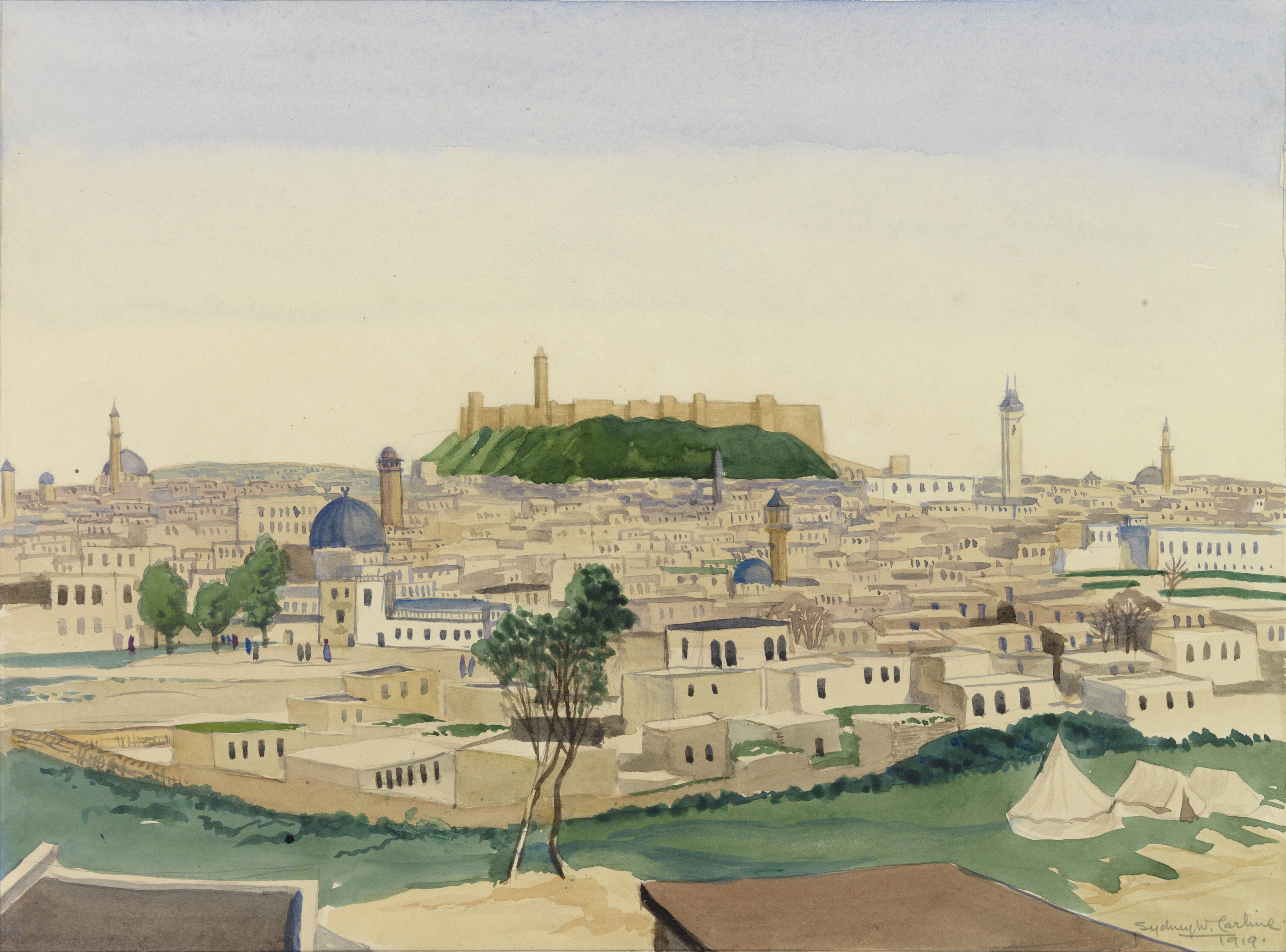
حلب القديمة، قصبة الإمارة العُقيليَّة التي سقطت على يد سلاجقة الروم.

بعد توطيد مركزه في أنطاكية أخذ سُليمان يعمل على التمدُّد باتجاه المناطق التابعة لِإمارة حلب العُقيليَّة، تمهيدًا لِلاستيلاء على حلب نفسها. وقد انضمَّ إليه وهو في أنطاكية عددٌ من الأُمراء المرداسيين، وبعض عساكر شرف الدولة مُسلم بن قرواش العُقيلي أمير حلب الذين شجَّعوه على ضمِّ المدينة المذكورة إلى مُلكه. وكانت سيطرة سُليمان على أنطاكية قد سبَّبت تهديدًا لِوضع شرف الدولة، إذ إنَّ الأوَّل اتخذ من مدينته الجديدة قاعدة انطلاقٍ لِلسيطرة على الحُصُون المُجاورة طوعًا أو كَرهًا، وتوضَّحت نيَّته في ضمِّ حلب، بِدليل أنَّهُ جنَّد جماعةً من بني كلاب وأرسلهم مع عسكره لِلإغارة على حلب وسرمين وبزاعة. وسعى شرف الدولة إلى فتح باب الحرب مع سُليمان، فكتب إليه أن يدفع لهُ الجزية التي كان الفَلَادرُوس يحملها له بِصفته تابعًا، ويُخوِّفه في الوقت نفسه من معصية السُلطان، فردَّ سُليمان قائلًا إنَّهُ مُسلم لا جزية عليه، وأنَّ شعاره طاعة السُلطان ملكشاه وأنَّهُ يخطب باسمه على المنابر في بلاده، فما كان من شرف الدولة إلَّا أن أغار على ضاحية أنطاكية ونهبها، فردَّ سُليمان بِمُهاجمة ضاحية حلب. وفي يوم السبت 23 صفر 478هـ المُوافق فيه 20 حُزيران (يونيو) 1085م التحم الطرفان في رحى معركةٍ طاحنةٍ على مقرُبةٍ من نهر عفرين أسفرت عن انتصار سُليمان وأتباعه، وقُتل شرف الدولة، ثُمَّ سار سُليمان إلى ظاهر حلب فضرب الحصار عليها وهو يتوقَّع أن تستسلم له بعد مقتل أميرها، لكنَّ شيئًا من هذا لم يحصل، فبرز أحد أشراف المدينة وهو حسن بن هبة الله الحتيتي، وتسلَّم أُمُور البلد ورفض تسليمها وأصرَّ على المُقاومة، ولمَّا كان يفتقرُ إلى المُقوِّمات الضروريَّة لِلتصدي لِسلاجقة الروم ومُقاومة حصارٍ قد يطول أمده، فقد أرسل إلى السُلطان ملكشاه يُعلمه بِمصرع شرف الدولة، ويدعوه لِلقُدُوم إلى حلب لِيستلمها. استجاب ملكشاه لِطلب الحتيتي وخرج على رأس قُوَّاته بِاتجاه المدينة، لكنَّ تحرُّكه كان بطيئًا ممَّا أعطى الفُرصة لِسُليمان لِتشديد حصاره حول حلب. واضطرَّ الحتيتي تحت ضغط الأحداث إلى مُراسلة تاج الدولة تُتُش أخي ملكشاه وصاحب دمشق يستدعيه ويعده بِتسليم المدينة. وإذ أظهر تُتُش مطامعه وحسده، اغتبط بِاستدعاء الحلبيين له وطمع في مُلك المدينة، فسار حتَّى قابل جيش سُليمان في موضعٍ يُعرف بِعين سليم بين أنطاكية وحلب، ودارت بينهما معركةٌ طاحنة أسفرت عن انكسار سلاجقة الروم ومقتل زعيمهم ومُؤسس دولتهم سُليمان بن قُتلُمُش.

### الحملة الصليبيَّة الأولى

خريطة تُظهر الحالة السياسيَّة لِآسيا الصُغرى عند رُجُوع قلج أرسلان داود بن سُليمان إلى بلاد أبيه المفتوحة وتربُّعه على العرش (485هـ \ 1092م) بعد شُغُوره لِست سنوات. تظهر كُلٌ من الإمارة الدانشمنديَّة ومملكة قيليقية الأرمنيَّة ومواضع المعركتين الفاصلتين مع الصليبيين لاحقًا، بِالإضافة لموقع واقعة ملاذكرد.

ترتَّب على مقتل سُليمان بن قُتلُمُش حرمان آسيا الصُغرى من رجُلٍ قويٍّ يتزعَّم السلاجقة ممَّا جعل البلاد في حال فوضى واضطرابٍ وانقسام. فعندما شاع خبر الوفاة استغلَّ حُكَّام وأُمراء المُدُن والأطراف ذلك واستقلُّوا بِإقطاعاتهم، ونشأ نزاعٌ بين الأُمراء السلاجقة بِسبب التنافس على العرش الشاغر. ظهر ملكشاه في هذا الجو المُضطرب بِمظهر المُوحِّد لِلأُسر السَلْجُوقيَّة، لِأنَّهُ كان يعُدُّ نفسه سُلطانًا على كُل السلاجقة بِمُختلف فُرُوعهم في الشرق والغرب، (3) فرتَّب شُؤون حلب وأنطاكية والرُّها والأناضول، فمنح حلب لِحاجبه قسيم الدولة آق سنقر التُركُماني مُؤسس السُلالة الزنكيَّة،  وعيَّن أحد قادته وهو مُؤيِّد الدين ياغي سيان التُركي أميرًا على أنطاكية بعد أن تسلَّمها من الحسن بن طاهر وزير سُليمان، ومنح الرُّها لِقائدٍ تُركيٍّ آخر هو «بوزان»، وعيَّن الأمير «برسق» حاكمًا على أملاك السلاجقة في آسيا الصُغرى. ثُمَّ عاد إلى عاصمة مُلكه أصفهان مُصطحبًا معه وليُّ عهد سُليمان قلج أرسلان داود، وكان آنذاك في الحادية عشرة من عُمره. وظلَّ هذا الأخير شبه أسير في العاصمة السَلْجُوقيَّة حتَّى سنة 485هـ المُوافقة لِسنة 1092م عندما أخلى سبيله السُلطان بركياروق بن ملكشاه الذي خلف والده بعد وفاته. وخلال فترة الأعوام الستة التي شَغَر خلالها عرش سلاجقة الروم تنازعت في الأناضول عدَّة قوى لِتُوسِّع من نطاق نُفُوذها، هي: الروم أصحاب البلاد الأصليين والطامعين في استرداد مُلكهم المفقود، والأُمراء الدانشمنديون الطامعون في تثبيت مُمتلكاتهم والتوسُّع على حساب جيرانهم، والأُمراء التُرك في المنطقة. ولم يتمكَّن الروم من استرداد أيِّ مدينةٍ من المُسلمين باستثناء سيزيكوس، ويُمكن القول بِأنَّ الحُدُود البيزنطيَّة آنذاك لم تكن تتجاوز خلقدونية ونيقوميدية والساحل الغربي لِآسيا الصُغرى، بِالإضافة لِبعض المُدُن المعزولة على ساحل بحر البنطس (الأسود) مثل سينوپ وطرابزون. وتوسَّع الدانشمنديُّون بِاتجاه الغرب، واستقرُّوا في سيواس وقيصريَّة وبعد مُدُن البنطس. واستغلَّ الأمير غازي بن الدانشمند الفراغ السياسي لدى السلاجقة، فاستقلَّ بما تحت حُكمه، كما استولى على مدينة قسطموني من البيزنطيين.

#### سُقُوط نيقية

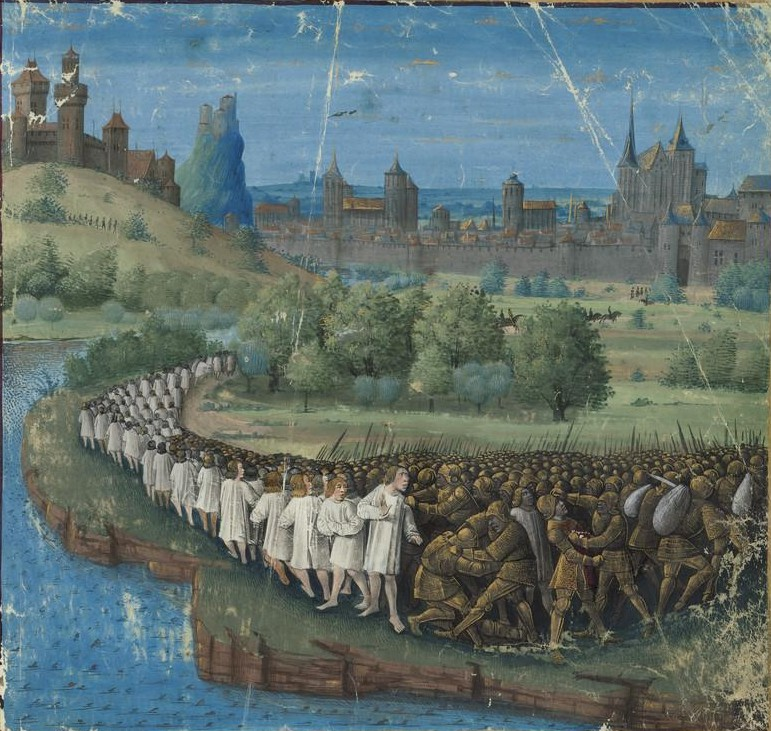
رسمٌ يُصوِّرُ إبادة رُعاع الصليبيين على يد السلاجقة.

لم تكد تمضي بضع سنوات على عودة قلج أرسلان داود بن سُليمان وتربُّعه على عرش أبيه في نيقية حتَّى وصلت طلائع الصليبيين إلى القُسطنطينيَّة، وكان ذلك سنة 489هـ المُوافقة لِسنة 1096م إذ كان الإمبراطور البيزنطي ألكسيوس كومنين قد استنجد بِالبابا أوربان الثاني ومُلُوك وأُمراء الغرب الأوروپي لِمُعاونته على طرد المُسلمين من آسيا الصُغرى بعد أن انهارت القُدرة العسكريَّة لِلإمبراطوريَّة بُعيد واقعة ملاذكرد الفاصلة. وكان لِلبابويَّة والغرب بِعامَّةً أسبابهم العديدة التي تجعلهم يستجيبون لِنداء الاستغاثة الآتي من الشرق، وتمحورت تلك الأسباب حول جُملةٍ من الأزمات التي ابتُليت بها بلادُ أوروپَّا حينذاك منها ما هو ديني واقتصادي واجتماعي وسياسي، لِذلك ما إن جاءت دعوة الإمبراطور حتَّى وجدت فيها أوروپَّا وسيلةً لِلتنفيس عن الصعاب التي تمرُّ بها، فنهضت الجُمُوع على الفور وبدأت الزحف شرقًا. وكانت أولى تلك الجُمُوع هي حملةٌ شعبيَّةٌ قوامها الرَعاع وعوام الناس، واشتهرت في التاريخ باسم «حملة الفُقراء الصليبيَّة»، وقد اتصفت مُنذُ بدايتها بِعدم التنظيم والتجانس، وبِعدم وُجُود قيادةٍ مُوحَّدةٍ لها، فما إن عبر أفرادها مضيق البوسفور نحو آسيا الصُغرى حتَّى أخذت جُمُوع الألمان والنورمان والفرنجة تتسابق وتتنافس في شن الغارات على المناطق الزراعيَّة، فسلبوا وقتلوا سُكَّان القُرى دون تفرقة بين المُسلمين والنصارى، واقتربوا من مدينة نيقية، ولم يستجيبوا لِنصيحة الإمبراطور البيزنطي بِعدم استفزاز المُسلمين لِحين وُصُول الحملة النظاميَّة المُكوَّنة من الأُمراء والنُبلاء الآتية في إثرهم. أثارت تعديات الصليبيين حفيظة قلج أرسلان، فأرسل أحد قادته المدعو «إيلخانوس» على رأس جيشٍ كبيرٍ لِقتال الغُزاة، فتمكَّن هذا من الظفر بِقسمٍ من الصليبيين في حصنٍ يُعرف عند الروم بِـ«إكسيريگوردوس» (باليونانية: Ξερίγορδος)، كانوا قد استولوا عليه واتخذوه قاعدة انطلاقٍ لِلإغارة على الأراضي الزراعيَّة المُجاورة،  فحاصرهم حتَّى استسلموا ما دفع البقيَّة البالغ عددهم نحو عشرين ألفًا،  إلى المُطالبة بِأخذ الثأر لِإخوانهم، وما إن اقتربت هذه الجُمُوع من رافد نهر دراكون، حتَّى تلقَّفهم المُسلمون وأبادوهم، ولم ينجُ منهم سوى ثلاثة آلاف، عمل الإمبراطور البيزنطي على نقلهم إلى القُسطنطينيَّة. غادر قلج أرسلان عاصمته نيقية -بعد انتصاره على حُشُود الصليبيين- إلى ملطية لِيُنازع الدانشمنديين مُلكيَّتها دون تقديرٍ لِجديَّة الحملات الصليبيَّة، إذ لم يهتم بأنباء وُصُول مجموعةٍ صليبيَّةٍ جديدةٍ إلى العاصمة البيزنطيَّة، وظنَّ أنَّ الأمر لا يعدو كونه وُصُول بعض جُمُوعٍ أُخرى من العامَّة غير المُدرَّبين الذين يقضى عليهم بِسُهُولةٍ تامَّة، ولم يُدرك ما يتهدَّده من أخطارٍ من جهة الغرب.

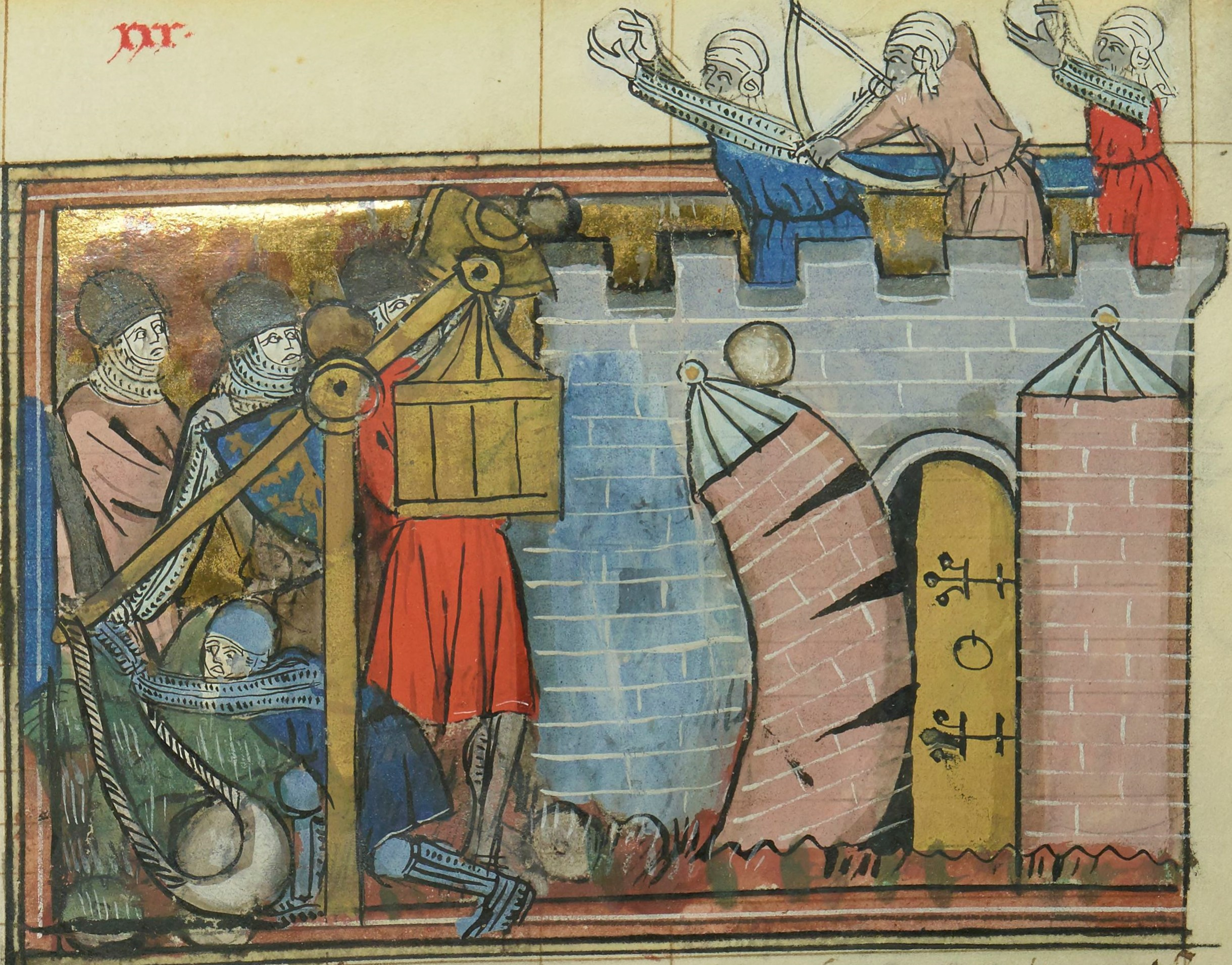
المُسلمون والصليبيُّون يتقاذفون الحجارة والنبال عند أسوار نيقية.

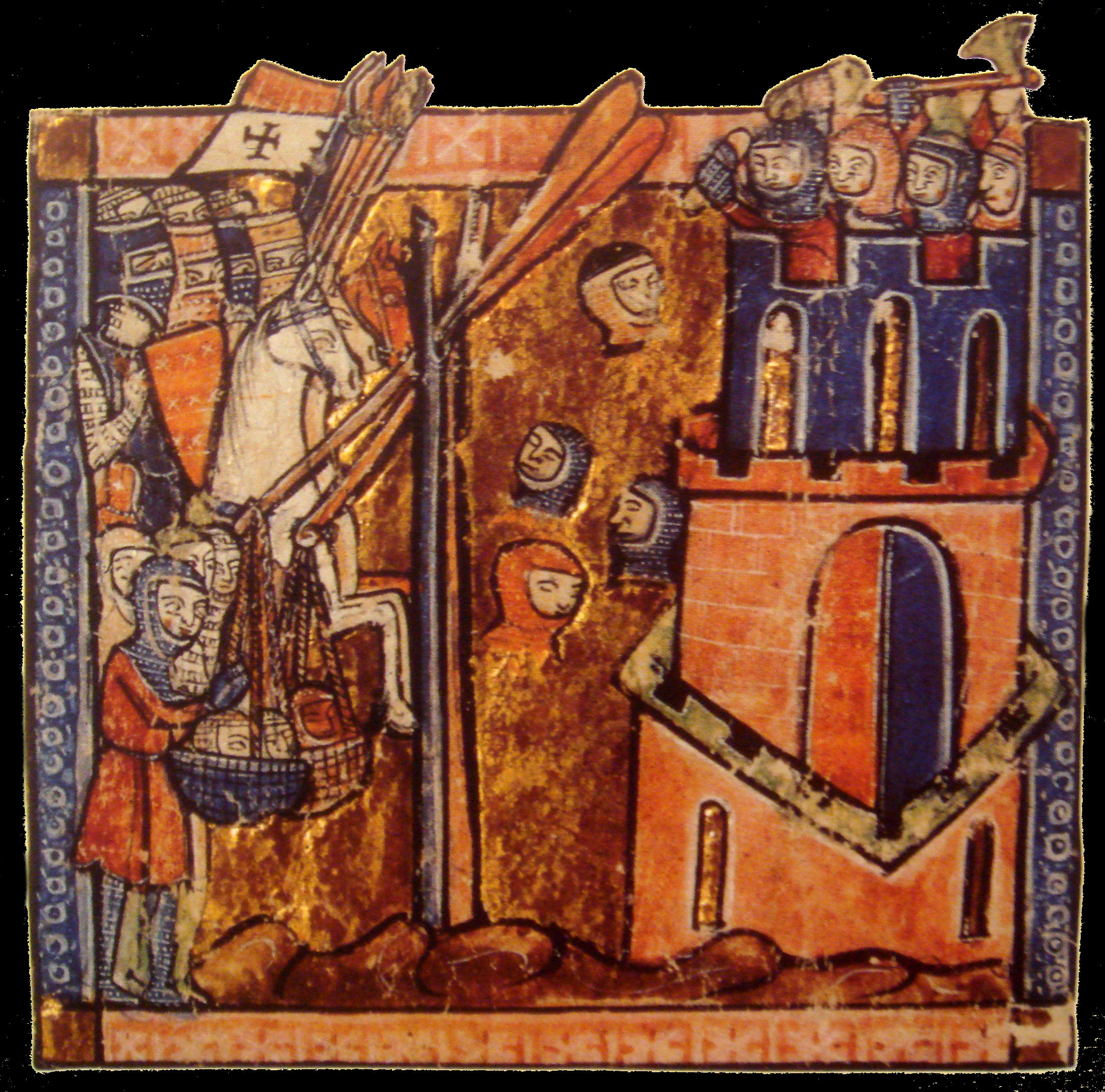
الصليبيُّون يقذفون رؤوس أسارى المُسلمين إلى داخل نيقية.

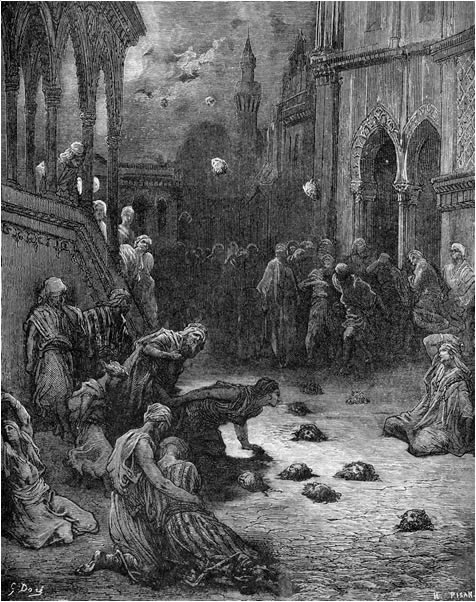
رسمٌ يُصوِّرُ دُخُول الجُنُود البيزنطيَّة إلى مدينة نيقية بُعيد استسلامها، وتبدو على الأرض رُؤوس أسرى المُسلمين الذين قتلهم الصليبيُّون.

خلال تلك الفترة أخذ قادة حملة الأُمراء أو النُبلاء -المشهورة في التاريخ بـ«الحملة الصليبيَّة الأولى»- يتجمَّعون رويدًا عند أسوار القُسطنطينيَّة بدايةً من شهر تشرين الثاني (نوڤمبر) 1096م، واكتمل عددهم تمامًا بِحُلُول شهر نيسان (أبريل) 1097م، ويُقدَّر بأنَّ أعداد جُنُودهم تراوحت ما بين 30,000 و35,000 من خيَّالةٍ ورجَّالة. ولم يجد ألكسيوس كومنين صُعُوبةً في التعرُّف على نفسيَّات هؤلاء الغربيين، وتمكَّن بِسياسته وحنكته من استغلال فكرة اليمين الإقطاعي المعروفة في المُجتمع الأوروپي الغربي لِتثبيت حُقُوقه على كثيرٍ من الأراضي التي ستُنتزع من أيدي المُسلمين، فاشترط عليهم مُقابل مُساعدتهم أن يبذلوا لهُ يمين الولاء والتبعيَّة كإمبراطور، وأن تُعطى لهُ كُل البلاد التي تُؤخذ من المُسلمين إذا كانت تابعة لِلإمبراطوريَّة البيزنطيَّة من قبل. قَبِل القادة الصليبيُّون بعد مُفاوضاتٍ مُضنيةٍ هذه الشُرُوط، وبعد أداء القسم سمح لهم الإمبراطور بِالعُبُور إلى الأناضول، بعد أن وعظهم ونصحهم بكيفيَّة التعامل مع السلاجقة. اندفعت الجُيُوش الصليبيَّة بعد العُبُور باتجاه نيقية لِلاستيلاء عليها نظرًا لِموقعها الجُغرافي، إذ لو بقيت بِأيدي المُسلمين لشكَّل ذلك خطرًا على خُطُوط مُواصلات الصليبيين مع الشَّام، فتوحَّدت أهدافهم وأهداف بيزنطة في هذه القضيَّة. وصلت القُوَّات الصليبيَّة إلى العاصمة السَلْجُوقيَّة يوم 21 جُمادى الأولى 490هـ المُوافق فيه 6 أيَّار (مايو) 1097م وعسكرت حول أسوارها، وضربت الحصار عليها باستثناء منطقتها الغربيَّة حيثُ توجد بُحيرة، وساعدهم جيشٌ بيزنطيّ كما كان الإمبراطور يمُدُّهم تباعًا بِالإمدادات والمُؤن عن طريق البر والبحر. وحالت مناعة استحكامات المدينة بين المُحاصرين وبين مُهاجمتها فورًا، فطال أمد الحصار لِنحو خمسة أسابيع تعرَّض الصليبيُّون خلالها لِخسائر فادحة نتيجة المُناوشات اليوميَّة مع الحامية، وخِلال هذه الفترة عاد قلج أرسلان أدراجه تاركًا حصار ملطية لِيُحاول إنجاد عاصمته، فهاجم المُحاصرين من جهة الجنوب، ودارت بين الطرفين بعض المُناوشات استمرَّت يومًا واحدًا دون أن يتمكَّن قلج أرسلان من شقِّ طريقٍ له إلى داخل المدينة، فرأى أن يتركها تواجه مصيرها، ثُمَّ انسحب إلى الجبال المُجاورة تاركًا لِلحامية حُريَّة التصرُّف. وحاول الصليبيُّون اقتحام المدينة عدَّة مرَّات ففشلوا، كما حاولوا إرهاب الحامية والسُكَّان لِإضعاف معنويَّاتهم، فقطعوا رُؤوس عدد كبير من الأسرى المُسلمين وقذفوها بالمنجنيق إلى داخل المدينة،  لكنْ حتَّى هذه الطريقة لم تُجدِ نفعًا، فاضطرَّ الصليبيُّون إلى طلب مُساعدة الإمبراطور البيزنطي الذي أمدَّهم بِأُسطُولٍ صغيرٍ نُقلت سُفُنه سحلًا حتَّى أُنزلت في البُحيرة المُجاورة لِلمدينة لِإتمام الحصار عليها. ولمَّا شاهد أفراد الحامية نُزُول السُفُن أدركوا أنَّ المدينة انقطعت عنها المؤن، وأنَّ السُكَّان سيتعرَّضون لِمجاعةٍ إن لم يستسلموا، لِذلك قرَّروا بدايةً تسليم البلد لِلصليبيين، لكنَّ الأهالي خشوا عُنف هؤلاء إذا دخلوا إليها، وفضَّلوا تسليمها لِلإمبراطور البيزنطي، فجرت مُفاوضات بين أفراد الحامية ومُمثلين عن الإمبراطور خَلَصت إلى تسليم نيقية مُقابل تأمين حياة أهلها، فخرج المُسلمون منها مع عائلاتهم وأمتعتهم، ودخلها الروم وذلك يوم 16 رجب 490هـ المُوافق فيه 19 حُزيران (يونيو) 1097م. وهكذا عادت نيقية تحت جناح البيزنطيين بعد ستَّة عشر سنةً من فتح المُسلمين لها، وأضحى بِوسع الإمبراطوريَّة التنفُّس بِحُريَّة بعد إجلاء السلاجقة عن هذا المعقل الأمامي الحصين.
توجَّه قلج أرسلان بعد سُقُوط عاصمته نحو قونية، واتخذها عاصمةً جديدةً لِسلطنته، وقاعدةً عسكريَّةً لِلانطلاق منها والدفاع عن بلاده. ثُمَّ أجرى مُفاوضاتٍ مع الأمير الدانشمندي كمشتكين أحمد بن غازي من أجل تجميد خلافاتهما والتعاون لِمواجهة الغزو الصليبي الذي يُهدِّدهما سويًّا، فكانت خسارة نيقية إنذارًا له، كما كانت خسارته لأمواله وكُنُوزه فادحة. وأسفرت المُفاوضات بين السلاجقة والدانشمنديين عن عقد هدنةٍ بينهما، فاتحدا لِلتصدِّي لِلزحف الصليبي الذي وصل إلى قبادوقية، وتناسيا مُؤقتًا تنافُسهما بِشأن ملطية. وهكذا اجتمعت قوى المُسلمين في آسيا الصُغرى لِمُهاجمة الصليبيين في سُهُول ضورليم التي كانوا يتقدُّمون إليها.

#### واقعة ضورليم

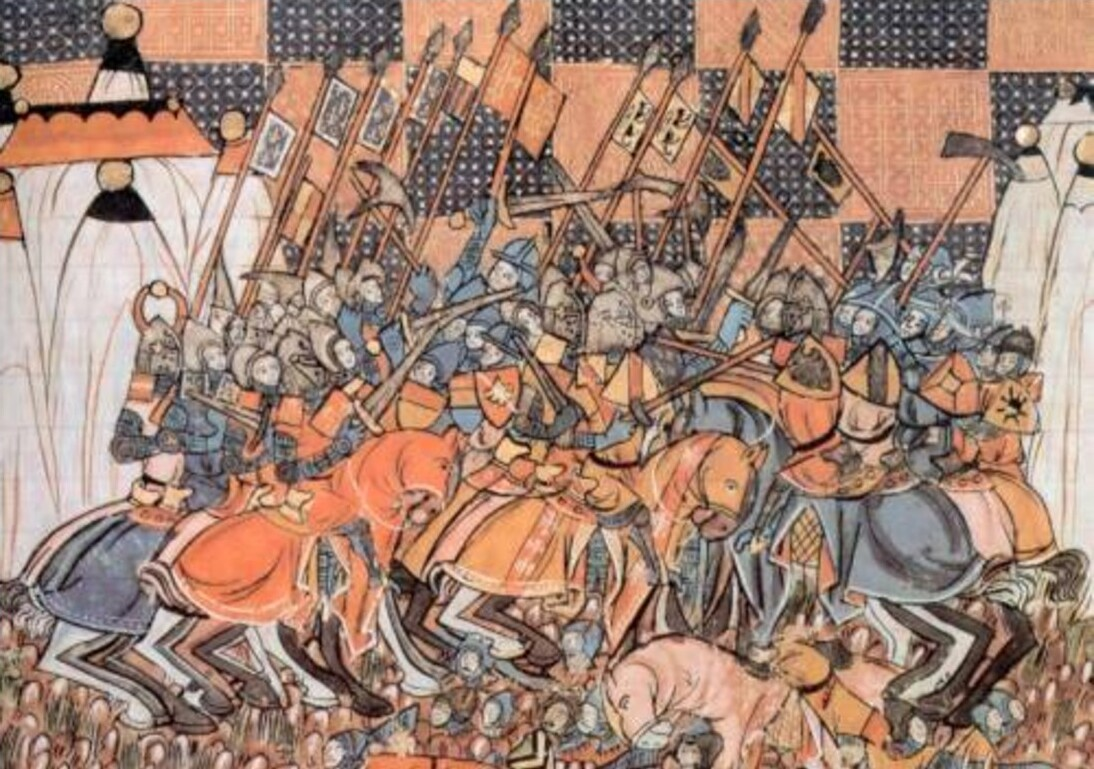
مُنمنمة أوروپيَّة تُصوِّرُ واقعة ضورليم بين المُسلمين والصليبيين التي أفضت إلى خُرُوج جميع البلاد التي افتتحها السلاجقة في غرب الأناضول وعودتها إلى الإمبراطوريَّة البيزنطيَّة.

استأنف الصليبيُّون زحفهم في أواخر شهر حُزيران (يونيو) 1097م عبر فريجيا مُتخذين الطريق الروماني العتيق الذي يمُرُّ في ضورليم وفيلوميليوم وقونية وُصُولًا إلى طرسوس، وصحبتهم سريَّة من الجُنُود البيزنطيين بِقيادة تاتيكيوس المشهور بِخبرته وتجرِبته، وأقدم قادة الزحف على تقسيم جيشهم إلى قسمين لِتسهيل تموينه أثناء السير والقضاء على المُقاومة الإسلاميَّة في أكبر مساحةٍ مُمكنة، فتكوَّن القسم الأوَّل من النورمان والآخر من الفرنجة،  وتقرَّر أن يلتقيا في ضورليم بعد أن يسيرا بِشكلٍ مُتوازٍ على بُعد سبعة أميال، وأن يفصل بينهما مسيرة يومٍ واحد. وصل القسم الأوَّل من الجيش المذكور قُرب خرائب مدينة ضورليم يوم 27 رجب المُوافق فيه 30 حُزيران (يونيو)، وضربوا مُعسكرهم في تلك الناحية،  ففاجأهم المُسلمون بِقيادة قلج أرسلان وطوَّقوهم وباشروا الضغط عليهم. وجرى اشتباكٌ بين الطرفين أسفر عن انتصار الصليبيين رُغم أنَّ كفَّة المُسلمين رجحت في بداية المعركة التي استمرَّت عدَّة ساعات وقُتل فيها خلقٌ كثير من الصليبيين، لكن سُرعان ما وصل القسم الآخر من الجيش الصليبي واشترك في القتال، فانسحب قلج أرسلان إلى داخل الأناضول بعد أن حوصر الجناح الأيسر لِجيشه، فاستولى الصليبيُّون على المدينة. كان لِواقعة ضورليم تأثيرٌ بالغ السوء على أوضاع سلاجقة الروم إذ بهزيمتهم خسروا بعض ما كسبوه خلال أكثر من عشرين سنة مُنذُ معركة ملاذكرد،  وأدرك قلج أرسلان أنْ لا جدوى من المُحاولة لِوقف الزحف الصليبي، فلجأ مع أتباعه إلى التلال بعد أن خرَّبوا القُرى لِحرمان الصليبيين من الاستفادة من خيراتها. كما شكَّلت هذه الهزيمة طعنةً قاتلةً لِهيبة السلاجقة ومكانتهم في الأناضول، وأعادت رسم خريطة المنطقة إذ -بينما كانت الحُدُود السَلْجُوقيَّة - البيزنطيَّة تمُرُّ في سنة 478هـ المُوافقة لِسنة 1085م في مدينتَيْ نيقية ونيقوميدية على مسافةٍ قصيرةٍ من بحر مرمرة ومضيق البوسفور- عادت جميع بلاد بيثينيا وليديا وفريجيا وإيونية تحت جناح الإمبراطوريَّة البيزنطيَّة، واستمرَّت تحيا في ظلِّها من جديد نحو ثلاثة قُرُونٍ ونصف.

#### الصراعات السَلْجُوقيَّة الصليبيَّة اللاحقة

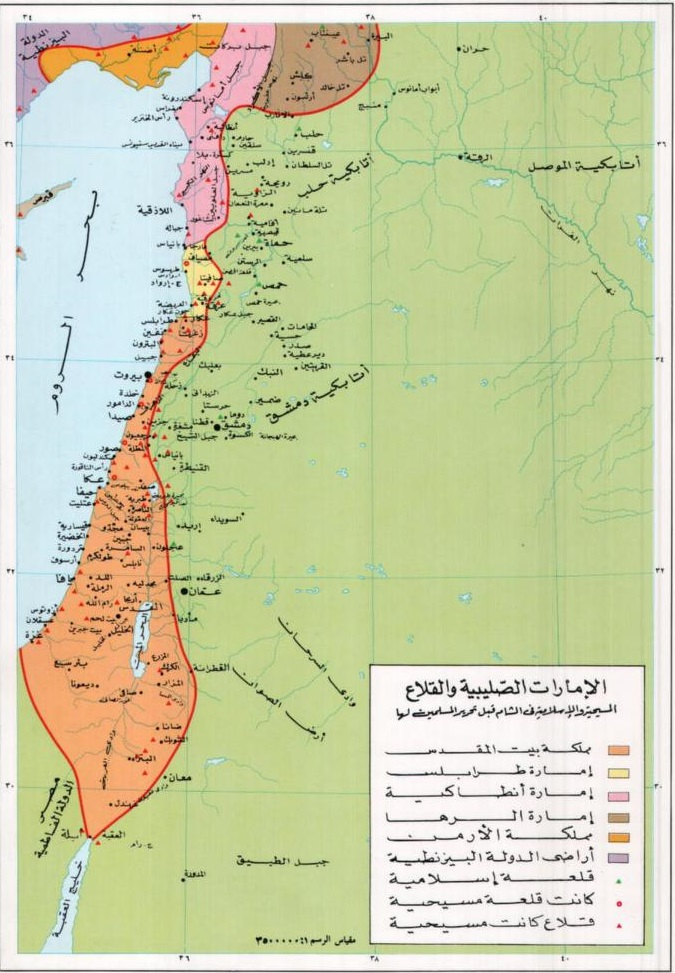
الدُويلات اللاتينيَّة في المشرق العربي عند انتهاء الحملة الصليبيَّة الأولى.

بعد انتصارهم تابع الصليبيُّون تقدُّمهم عبر قيليقية واحتلُّوا المدينة تلو الأُخرى، ثُمَّ دخلوا الشَّام، فتساقطت المُدن والبلدات والقُرى أمامهم، وأسَّسوا كيانًا صليبيًّا غربيًّا في عقر بلاد المُسلمين، وتقاسموه فيما بينهم، فكان أن قامت في المشرق العربي ثلاث دُويلاتٍ لاتينيَّة، هي: كونتيَّة الرُّها وإمارة أنطاكية (كلتاهما سنة 491هـ \ 1098م) ومملكة بيت المقدس (493هـ \ 1100م). ولم يكد الغرب الأوروپي يعلم بِنبأ النجاح الذي حقَّقته الجُمُوع الصليبيَّة في الشَّام وفلسطين حتَّى تحمَّس الكثير من الأُمراء الذين لم يُشاركوا من قبل في الذهاب إلى الشرق تدفعهم مطامع دينيَّة ودُنيويَّة. والواقع إنَّ الصليبيين في الشرق كانوا أيضًا بِحاجةٍ ماسَّةٍ إلى مُحاربين ومُستوطنين جُدد بِهدف مُواصلة الحرب ضدَّ المُسلمين، واستئناف عمليَّة التوسُّع، والحفاظ على مُكتسباتهم من الضياع بأن تعود تحت جناح الإسلام. فاستجاب لهم المُجتمع الغربي، وانبعثت فيه الحماسة العسكريَّة والدينيَّة، مما أسفر عن تدفُّق جُمُوعٍ صليبيَّةٍ أُخرى إلى الشرق. وشكَّل اللومبارديُّون أولى تلك الجُمُوع، فغادروا بلادهم بدايةً من خريف سنة 1100م، ووصلوا القُسطنطينيَّة في شهر جُمادى الأولى 494هـ المُوافق فيه شهر آذار (مارس) 1101م. ولمَّا كانت الغالبيَّة العُظمى من أعضاء هذه الحملة من العوام الذين لا يُحسنون القتال ويفتقرون إلى النظام، فقد كرَّروا أعمال السلب والنهب التي ارتكبها أفراد حملة الفُقراء ممَّا حمل الإمبراطور البيزنطي على الإسراع بِنقلهم إلى آسيا الصُغرى حيثُ استقرُّوا حول نيقوميدية بِانتظار وُصُول جُمُوعٍ صليبيَّةٍ أُخرى. ولمَّا وصلت تلك الجُمُوع -وجُلُّها من الفرنجة- تحرَّك الجيش الصليبي الضخم إلى ضورليم وبِنيَّة قادته التوجُّه إلى الديار المُقدَّسة غير أنَّ اللومبارديين رفضوا ذلك إلَّا بعد تحرير بوهيموند أمير أنطاكية الذي كان قد وقع في أسر المُسلمين بِقيادة الأمير كمشتكين أحمد بن غازي الدانشمندي، والذي كان الصليبيُّون يتخذونه مثلًا يُحتذى به وبطلًا لهم، والمُحارب الوحيد الذي يثقون به لِيقودهم إلى النصر، وأصرُّوا بأن تتوجَّه الحملة إلى قبادوقية بِهدف تخليص بوهيموند من الأسر. وهكذا توجَّه أفراد الحملة إلى الأراضي الدانشمنديَّة عبر أنقرة التابعة لِلسلاجقة، فاستولوا عليها وتابعوا طريقهم إلى چانقري كي يسلكوا الطريق الرئيسي المؤدي إلى أماسية ونيكسار. وحتَّى يُعرقل التقدُّم الصليبي عمد قلج أرسلان إلى الانسحاب التدريجي من أمام الغُزاة مُخرِّبًا البلاد أثناء انسحابه لِيحرمهم من المُؤن. ووحَّد جُهُوده وقُوَّاته مع الأمير الدانشمندي، وأرسلا إلى أمير حلب رضوان بن تُتُش يحُثَّانه على التحالف معهما ضدَّ العدوِّ المُشترك.

خريطة تُصوِّر تحرُّكات الجُيُوش الصليبيَّة في الأناضول خلال الحملة الكارثيَّة لِسنة 1101م.

ولمَّا وصل الصليبيُّون إلى چانقري ألفوا المُسلمين فيها بِكامل قُوَّتهم، واستعصت عليهم المدينة لِمناعتها، فاضطرُّوا إلى مُتابعة سيرهم بعد أن نهبوا القُرى المُجاورة، لكنَّ التعب أخذ يظهر عليهم بِسبب النقص في المؤن وشدَّة الحرارة ومُناوشات المُسلمين. واقترح أحد قادة الجيش -وهو ريموند الرابع قُمَّس طولوشة وصنجيل (بالفرنسية: Raymond IV de Toulouse et Saint-Gilles)- أن يتوجَّه صوب الشمال الشرقي إلى قسطموني، ومنها إلى إحدى المُدُن البيزنطيَّة على ساحل بحر البنطس (الأسود)، وذلك حتَّى يُجنِّب جيشه الهلاك المُحقَّق. على أنَّ الرحلة إلى قسطموني كانت بطيئةً وشاقَّة بِسبب نفاذ المُؤن وإحراق السلاجقة لِلمحاصيل الزراعيَّة وردمهم لِلآبار، بِالإضافة لِهُجُومٍ مُباغتٍ من المُسلمين كاد أن يقضي عليهم. ولمَّا وصلوا إلى أطراف قسطموني أصرَّ اللومبارديُّون مُجدَّدًا على التوجُّه شرقًا لإنقاذ بوهيموند، فنزل باقي الجيش على رأيهم مُرغمين، واجتاز الجيش الصليبي نهر هاليس إلى بلاد الدانشمنديين، ووصل أفراده إلى مدينة مرزيفون الواقعة في مُنتصف الطريق بين النهر وأماسية، وهُناك تلقَّفهم المُسلمون وأنزلوا بهم هزيمةً كُبرى بحيثُ فقدوا أربعة أخماس الجيش بين قتيلِ وأسير، وفرَّ الباقون ناجين بحياتهم عائدين إلى القُسطنطينيَّة. محت هذه الكارثة التي حلَّت بِالصليبيين الشُهرة التي اكتسبها هؤلاء نتيجة انتصارهم في ضورليم، وزاد من أثرها أنَّها لم تكن الكارثة الأخيرة إذ في الوقت الذي غادر فيه اللومبارديُّون مدينة نيقوميدية وصل إلى القُسطنطينيَّة جيشٌ إفرنجيّ بِقيادة وليم قُمَّس نِيفَارِش (بالفرنسية: Guillaume comte de Nevers) على رأس آلاف الفُرسان والمُشاة.
وحرص وليم على اللحاق بِاللومبارديين على وجه السُرعة، فغادر القُسطنطينيَّة إلى نيقوميدية، وعلم فيها أنَّ الجُمُوع الصليبيَّة مضت في طريقها إلى أنقرة، فسار في أثرها دون أن يتمكَّن من الاجتماع معها، فحوَّل طريقه وتوجَّه نحو قونية وضرب الحصار عليها دون أن يتمكن من اقتحامها، فتركها. وفي غُضُون ذلك كان المُسلمون قد فرغوا من القضاء على الجُمُوع اللومبارديَّة، وعلم قلج أرسلان وكمشتكين أحمد بِقُدُوم هذا العدُوِّ الجديد، فسارا على الفور وسبقا الصليبيين إلى مدينة هرقلة، وماإن وصل الصليبيُّون المُنهكون حتَّى انقضَّ عليهم المُسلمون وأبادوهم عن بُكرة أبيهم، ولم ينجُ منهم أحد باسثناء القُمَّس نفسه وستَّة من أتباعه. وخلال هذه الأحداث وصلت الدفعة الأخيرة من تلك الجُمُوع الصليبيَّة إلى القُسطنطينيَّة، وتألَّفت من فرنجة وألمان بِقيادة وليم التاسع دوق أقطانية، وڤولف الأوَّل دوق باڤاريا، وبلغ عدد أفرادها نحو ستين ألف مُقاتل. وسلكت هذه الجماعة الطريق نفسه الذي سلكته سابقتها، وانتهج المُسلمون تجاهها الخطط نفسها التي طبَّقوها من قبل، بِإحراق الغلال وإتلاف المؤن وطمر الآبار. ولمَّا وصلت هذه الجماعة إلى قونية وجدوا المدينة خاوية إذ كانت الحامية السَلْجُوقيَّة قد أخلتها وحملت كُل ما كان فيها من مؤن، وجرَّدت البساتين والحدائق من كُل ما يُمكن أن يُفيد الغُزاة. بناءً على هذا لم يطل مكوث الصليبيين في قونية، وغادروها إلى هرقلة، وماإن وصلوها حتَّى انقضَّ عليهم المُسلمون من الغابات المُحيطة بِالمدينة، فأبادوهم عن آخرهم باستثناء فئة قليلة استطاعت النجاة بِصُعُوبة من بينهم وليم التاسع وڤولف الأوَّل.

### الاستقلال عن السلاجقة العظام والتمدُّد باتجاه الجزيرة الفُراتيَّة
كان من نتيجة النهاية المُخزية لِلجماعات الصليبيَّة الثلاث أن ارتفعت الروح المعنويَّة لِلمُسلمين عامَّةً والسلاجقة خاصَّةً إذ ثأر هؤلاء لما حلَّ بهم في ضورليم وأثبتوا أنَّهم باقون في الأناضول، وظهر السُلطان قلج أرسلان بِمظهر بطل الإسلام، وبلغت شُهرته كافَّة أرجاء ديار المُسلمين، وتطلَّع إليه المُسلمون آملين أن يقود حركة الجهاد ضدَّ الصليبيين، الأمر الذي زاده افتخارًا. على أنَّ اندحار الصليبيين كان لهُ نتيجةً سلبيَّةً على صعيد الجبهة الإسلاميَّة، إذ ما إن غادر الصليبيُّون نحو الشَّام حتَّى عادت الخُصُومة والتنافس بين السلاجقة والدانشمنديين، وتنازعت الدولتان الإسلاميَّتان حول امتلاك ملطية، وعادتا لِتتحاربا إلى أن مات الأمير كمشتكين أحمد الدانشمندي في سنة 499هـ المُوافقة لِسنة 1105م.
وبِوفاته انقسمت الإمارة الدانشمنديَّة بين ولديه، فحكم ابنه الأكبر غازي مدينة سيواس وأملاك والده في الأناضول بينما كانت ملطية وأملاك الدانشمنديين في الشَّام من نصيب ابنه الأصغر ياغي سيان. استغلَّ قلج أرسلان صغر سن ياغي سيان وافتقاره إلى الخبرة والتجربة، ورأى أنَّ الفُرصة قد حانت له لِتحقيق طُمُوحه بِإزاحة الدانشمنديين عن حُكم قيصريَّة وسيواس والسيطرة على مُمتلكاتهم، فسارع إلى التوجُّه شرقًا وحاصر ملطية حصارًا مُركَّزًا ثُمَّ استولى عليها بعد أن ضربها بِالمجانيق. اتَّخذ قلج أرسلان لِنفسه بعد ذلك لقب «سُلطان»، وحاول انتزاع اعتراف التُرك في آسيا الصُغرى وخارجها به، فكان أوَّل من لُقِّب بِهذا اللقب من حُكَّام سلاجقة الروم، وأشار إلى ذلك بضعة مُؤرخين كمتَّى الرُهَاوي وميخائيل السُرياني وابن العبري، غير أنَّ المُؤرخين المُسلمين حرصوا على مُناداته بِـ«الملك». ويُلاحظ أنَّ اتخاذ قلج أرسلان لقب سُلطان لم يُفضِ إلى أيَّة ردَّة فعلٍ من جانب السلاجقة العظام -الذين كانوا يعدُّون الحاكم الأعلى لِلدولة في بغداد وجميع السُلالات السَلْجُوقيَّة هو وحده السُلطان- وكُل الحُكَّام دونه يحملون لقب الملك أو الشاه؛ ذلك أنَّ الدولة السَلْجُوقيَّة كانت في تلك الفترة تعصف بها رياح الفوضى والاضطراب ممَّا جعلها لا تتصرَّف ضدَّ الصليبيين ولا تنظر إلى ما قد يُثيره حُكَّام السُلالات الفرعيَّة من مُحاولات انفصال، فقد انقسم الصف السَلْجُوقي وانحلَّت السُلطة المركزيَّة وتكاثرت النزاعات الداخليَّة، فتنازع السُلطان بركياروق وأخيه مُحمَّد على المُلك، ونشبت بينهما عدَّة وقعات أُهرقت فيها الدماء، فتأثَّرت جميع البلاد والأقاليم التابعة لِلدولة السَلْجُوقيَّة بِهذه الأحداث، فعمَّ الفساد، وانتُهبت الأموال، وأُحرقت القُرى، وتداعت الحُكُومة المركزيَّة، في حين علا شأن أُمراء الإقطاع، فانقسمت الدولة السَلْجُوقيَّة إلى سلطناتٍ وإماراتٍ وأتابكيَّاتٍ عديدة، توزَّعت في الشَّام والأناضول وأذربيجان والعراق وإيران. وبِهذا الشكل أضحت دولة سلاجقة الروم سلطنةً قائمةً بِحد ذاتها.
أثارت شعبيَّة قلج أرسلان وانتصاراته على الصليبيين، ثُمَّ سيطرته على ملطية وإعلان نفسه سُلطانًا، أثارت أهالي ميافارقين الذين رغبوا بِالدُخُول تحت جناح سلاجقة الروم، فقرَّروا تسليم مدينتهم لِلسُلطان الجديد، فكتب إليه وزيرها ضياء الدين مُحمَّد واستدعاه، فأتى على وجه السُرعة ودخل المدينة، وحضر إليه جميع أُمراء ديار بكر وبايعوه مُعترفين بِسُلطته، ثُمَّ عيَّن مملوك أبيه «خمرتاش السُليماني» -وهو أتابكه- واليًا على ميافارقين، وأقطع الوزير ضياء الدين مُحمَّد مدينة البستان، وعاد إلى ملطية حيثُ أقام فيها. تطلَّع قلج أرسلان بعد ذلك إلى تحرير الرُّها من الصليبيين واستردادها لِلمُسلمين، فسار إليها سنة 499هـ المُوافقة لِسنة 1105م في عسكرٍ كثيف، وضرب الحصار عليها إلَّا أنَّهُ فشل في اقتحامها نظرًا لِمناعة أسوارها، فغادر إلى حرَّان بناءً لِدعوة أتباع أميرها المدعو «جكرمش»، فدخلها وتسلَّمها منهم.

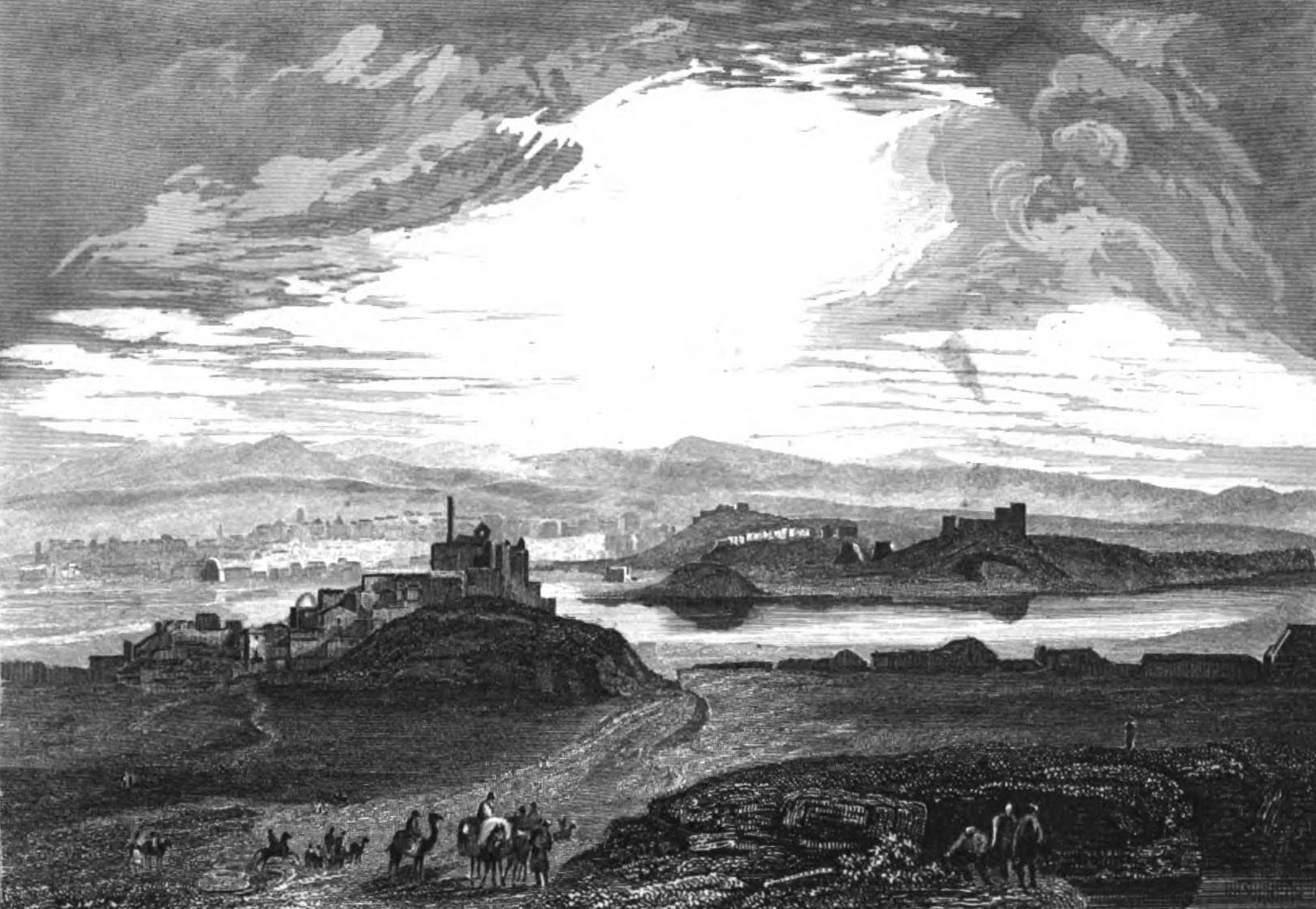
رسمٌ قديمٌ لِلمُوصل: قصبة الجزيرة الفُراتيَّة وأهم مُدُنها، التي شهدت آخر توسُّعات السُلطان قلج أرسلان.

ولم يلبث قلج أرسلان أن قرَّر ضم الموصل قصبة الجزيرة الفُراتيَّة وذلك بعد أن استدعاه أميرها زنكي بن جكرمش ذو الحادية عشر ربيعًا، وطلب منهُ المُساعدة ضدَّ الأمير جاولي سقاوه -الذي كان قد ولَّاه السُلطان مُحمَّد بن ملكشاه على الموصل وأعمالها- فأتى واشتبك مع جكرمش الذي رفض تسليم ما تحت يديه من بلاد، فهُزم ووقع في أسر السلاجقة، وأُجلس ابنه زنكي على تخت الإمارة، لكنَّهُ لمَّا كان عديم الخبرة وقليل الحيلة، راسل السُلطان قلج أرسلان ووعده بِتسليمه الموصل وأعمالها إن أنجده. ولمَّا علم جاولي بِمسير قلج أرسلان، وأدرك أنَّ لهُ من القُوَّة ما لا يستطيع مُجابهته في معركةٍ سافرة، عزم على تكوين حلفٍ مُناهضٍ له لِيُقوِّي موقفه، فتفاوض مع أمير حلب رضوان بن تُتُش واتفقا على طرد قلج أرسلان من الموصل ثُمَّ التعاون ضدَّ الصليبيين وطردهم من البلاد التابعة لِإمارة حلب. وفي غُضُون ذلك كان قلج أرسلان قد وصل الموصل ودخلها، فاستقبله سُكَّانُها استقبالًا حافلًا، وعاملهم هو بِكُلِّ تقديرٍ واحترام، وأجرى بعض التغييرات الإداريَّة، منها أنَّهُ أسقط اسم السُلطان مُحمَّد بن ملكشاه من الخطبة، وخطب لِنفسه بعد الخليفة العبَّاسي، وأحسن إلى الجُنُود، ورفع الرُسُوم المُحدثة عن الناس، وعدل فيهم. وماإن فرغ من ترتيب أوضاع المدينة حتَّى قرَّر مُحاربة جاولي، فغادر الموصل على رأس جيشه وسار حتَّى لقي عدُوَّه قريبًا من نهر الخابور، فاشتبك الجيشان في معركةٍ طاحنة أسفرت عن انتصارٍ واضحٍ لِجاولي، وحاول قلج أرسلان الفرار، فألقى بِنفسه في النهر، لكنَّهُ قضى نحبه غرقًا. ثُمَّ عاد جاولي بعد انتصاره إلى الموصل واستولى عليها، وقبض على ملكشاه بن قلج أرسلان وأرسله أسيرًا إلى السُلطان مُحمَّد، وأعاد الخطبة له.

### انقسام السلطنة وإعادة توحيدها
جعلت وفاة قلج أرسلان الموقف في آسيا الصُغرى مائعًا، إذ إنَّ أكبر أولاده الأربعة وهو ملكشاه أضحى أسيرًا في يد السُلطان مُحمَّد بعد معركة الخابور، بينما استولت أرملته على ملطية والأقاليم الشرقيَّة بِمُساعدة الأمير «أيدبر» الذي اعترف بِسيادة طُغرُل أرسلان أصغر أولاد قلج أرسلان على بلاد الروم. أمَّا الأخوان الآخران وهُما مسعود وعرب، فقد عاش الأوَّل في بلاد الدانشمنديين في حين استقرَّ الآخر في قونية. عاد ملكشاه بن قلج أرسلان إلى وطنه خلال أوائل سنة 503هـ المُوافقة لِمُنتصف سنة 1109م، فدخل قونية وحاول إعادة الأُمُور إلى نصابها ولم شتات سلاجقة الروم، فقتل ابن عمٍّ لهُ كان قد نازعه على السُلطة، واستقام لهُ أمر الدولة،  ثُمَّ حاول العمل على استعادة مُمتلكات والده، غير أنَّ أخاه مسعوداً ثار عليه وتعاون مع الأمير الدانشمندي غازي بن كمشتكين أحمد -الذي هو حموه- ضدَّ أخيه ملكشاه، فهزما الأخير ثُمَّ قبض عليه مسعودٌ وقتله. استقرَّ مسعود في قونية بعد أن قتل أخاه، وحكم منها الشطر الجنوبي من آسيا الصُغرى المُمتد من نهر صقارية حتَّى جبال طوروس تحت وصاية حميه الأمير غازي الدانشمندي. وحكم الأخ الثالث لِمسعود -وهو عرب- أنقرة وقسطموني، في حين استقرَّ الأخ الرابع -وهو طُغرُل أرسلان- في ملطية تحت وصاية والدته وزوجها «بُلُك الأرتقي». وهكذا تقلَّصت دولة سلاجقة الروم وانقسمت إلى ثلاث إمارات صغيرة حول قونية تحت حماية الدانشمنديين الذين كانت لهم الكلمة العُليا والهيمنة السياسيَّة على كافَّة التُرك في بلاد الأناضول. ركَّز مسعود اهتمامه -بعد جُلُوسه على عرش سلاجقة الروم في قونية- في تثبيت أقدامه في إمارته الصغيرة. وبعد أن فرغ من ذلك قرَّر التوسُّع على حساب البيزنطيين لِإيواء رعاياه وإيجاد المراعي الغنيَّة لِماشيتهم، وضم الإمارات التُركيَّة الصغيرة المُنتشرة في قلب الأناضول تمهيدًا لإعادة الوحدة السياسيَّة لِدولته ولِلمُسلمين في تلك البلاد، وهو الهدف المُستقبلي الذي وضعه نصب عينيه. فراح يُهدَّد وادي مندريس، وقطع الطريق المُؤدي إلى أنطالية على البيزنطيين، واستعاد مُقاطعة فريجيا، ومدينة لاذيق، ولم يعد لِلروم طريقٌ إلى الشرق سوى طريق البحر، ثُمَّ راح يبتلع الإمارات التُركيَّة الصغيرة المُنتشرة حول إمارته، فسيطر على عددٍ منها ووسَّع من حُدُود دولته.
لم يهنأ مسعودٌ بِانتصاراته تلك، إذ أثار انقسام السلطنة بينه وبين إخوته التنازع فيما بينهم، بحيثُ أصبح كُلٌ منهم يُريدُ التوسُّع على حساب الآخر. جاءت الضربة الأولى لِمسعود من أخيه طُغرُل أرسلان صاحب ملطية الذي ما انفكَّ يُغيرُ على سواحل أضنة وسائر بلاد قيليقية، ونجح في الاستيلاء على بعضها من بينها البستان، ممَّا أثار إزعاج مسعود. وانفجرت النزاعات بين الإخوة في سنة 518هـ المُوافقة لِسنة 1124م على إثر مقتل بُلُك الأرتقي وهو يُحاصر قلعة منبج لِلقضاء على ثورة قامت فيها ضدَّ حُكمه. إذ استغلَّ الأمير غازي بن كمشتكين أحمد الدانشمندي هذه الحادثة وأغار على ملطية واستولى عليها بِمُساعدة صهره مسعود، ولمَّا طالب بها الأخير بوصفها من مُمتلكات السلاجقة، رفض أن يُعيدها إليه. وخرج طُغرُل أرسلان من المدينة، والتمس مُساعدة الصليبيين -الذين كانوا يُحاصرون آنذاك مدينة حلب- غير أنَّهُ لم يلق التأييد منهم، عندئذٍ قرَّر التخلِّي عن ملطية وابتعد عن مسرح الأحداث. أثار التعاون بين مسعود والأمير الدانشمندي ضدَّ طُغرُل أرسلان حفيظة أخيه عرب وقد استشاط غضبًا لِخسارة ملطية، ولِما آلت إليه أوضاع بني سَلْجُوق من تفرُّقٍ وتشرذم، وضياع أملاكهم، فعقد العزم على مُحاربة أخيه مسعود الذي اتهمه بِالخيانة، والجُلُوس مكانه على العرش، وإعادة توحيد سلاجقة الروم تحت سُلطانه. وفي سنة 520هـ المُوافقة لِسنة 1126م، زحف عرب على رأس جيشٍ كبير إلى مدينة قونية لِلاستيلاء عليها، وانضمَّ إليه بعض أُمراء المُسلمين في الأناضول الذين خشوا من طُمُوحات مسعود وحميه. واضطرَّ مسعود إلى الاستعانة بِالبيزنطيين كي يصد أخاه، فلجأ الأخير إلى طوروس الأوَّل أمير الأرمن في قيليقية، وأقنعهُ بِمُساعدته، فهاجم قونية في سنة 521هـ المُوافقة لِسنة 1127م، وخاض معركتين ضدَّ أخيه وحميه، فحقَّق انتصارًا جُزئيًّا، لكنَّهُ هُزم في نهاية المطاف، فالتجأ إلى القُسطنطينيَّة حيثُ أمضى بقيَّة حياته. هكذا خلا الجو لِمسعود بعد نزاعٍ أُسريٍّ دام ثلاثة أعوام، تعرَّضت السلطنة خلاله إلى التصدُّع والوهن، فسارت في ركاب الدانشمنديين. وظلَّ مسعود يحكم تحت جناح حميه غازي القوي حتَّى وفاة هذا الأخير سنة 529هـ المُوافقة لِسنة 1135م.

### الصراع مع البيزنطيين

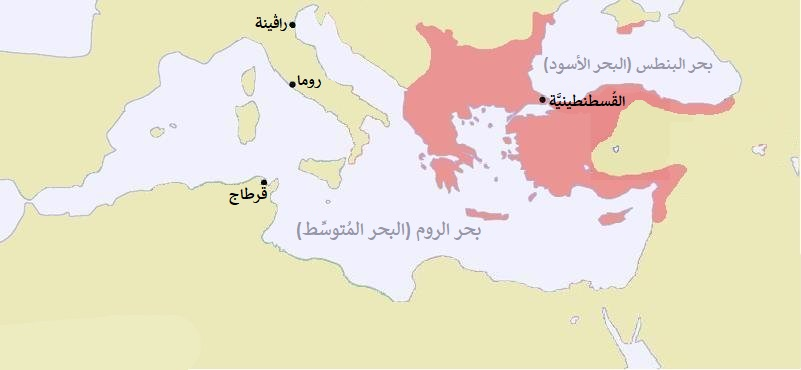
المدى الذي بلغته الإمبراطوريَّة البيزنطيَّة خلال عهد يُوحنَّا الثاني (18-1143)م.

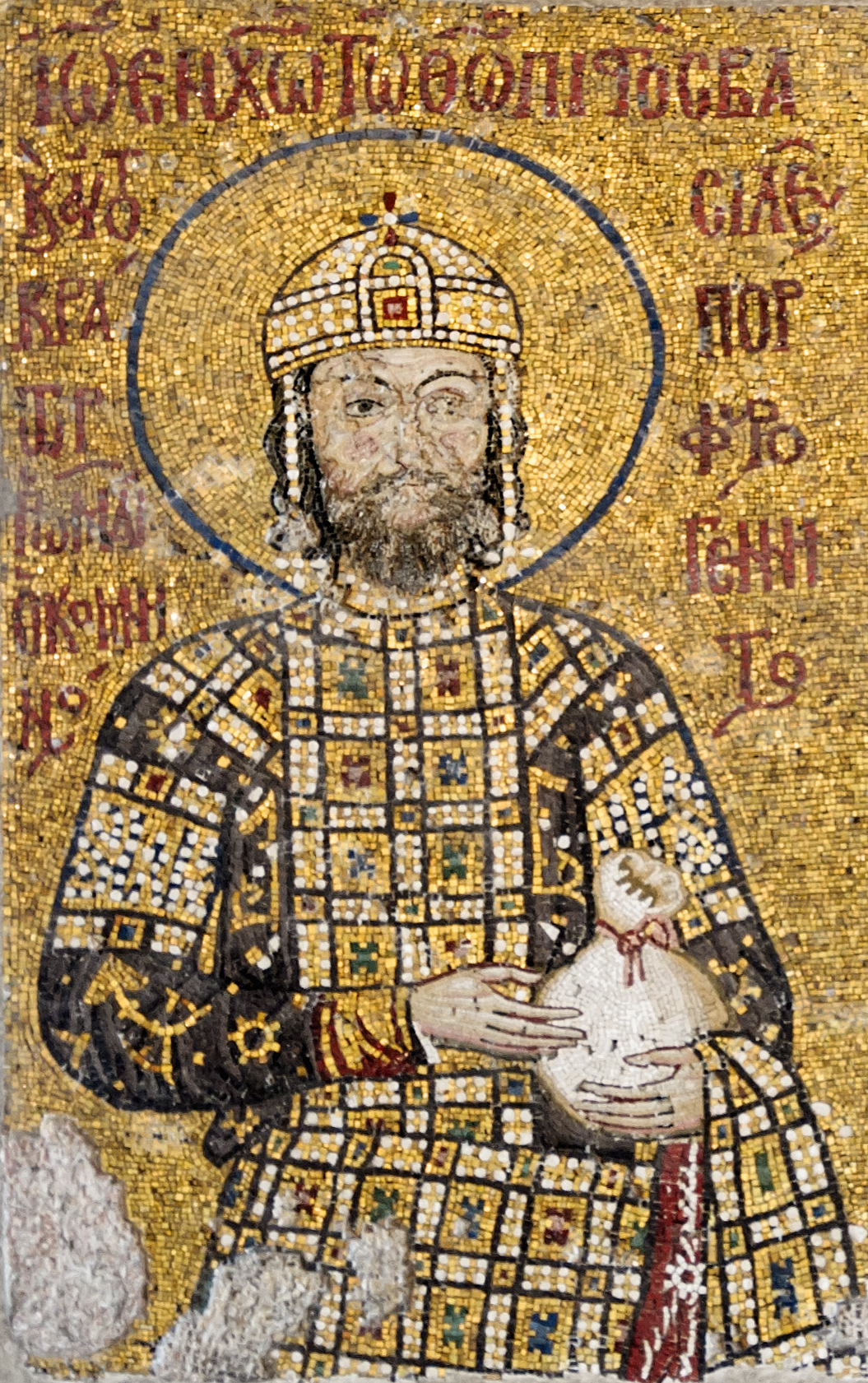
لوحة فُسيفسائيَّة لِقيصر الروم الإمبراطور يُوحنَّا الثاني بن ألكسيوس، في آيا صوفيا.

توفي الإمبراطور البيزنطي ألكسيوس كومنين في القُسطنطينيَّة خلال شهر ربيع الآخر 512هـ المُوافق لشهر آب (أغسطس) 1118م بعد مرضٍ أليمٍ لازمه زمنًا طويلًا، وخلفه ابنه يُوحنَّا الثاني، ولمَّا تولَّى كانت مُمتلكات الروم في آسيا الصُغرى هي طرابزون وكُل ساحل بحر البنطس (الأسود) وكُل الساحل الجنوبي حتَّى أطراف أنطاكية في الشَّام، وجميع المُدُن الواقعة غرب الخط الذي يمر بمدينة سينوپ وچانقري وأنقرة وعمورية وفيلوميليوم. أي إنَّ الروم كانوا قد استعادوا الكثير من الأراضي التي كان السلاجقة قد افتتحوها. واهتمَّ يُوحنَّا بِالشُؤون الشرقيَّة مثل أبيه، وكان يهدف إلى إعادة الحُدُود الآسيويَّة لِلإمبراطوريَّة إلى ما كانت عليه قبل فُتُوحات المُسلمين أي حتَّى أنطاكية والفُرات، وإرغام كُلٍ من الأرمن في قيليقية والصليبيين في الشَّام على قبول سيادته. والواقع أنَّهُ كان لا يستطيع القيام بِهذا العمل إلَّا بِالقضاء على القُوَّة السَلْجُوقيَّة. أعاد الإمبراطور سيطرته على لاذيق في سنة 513هـ المُوافقة لِسنة 1119م، واستولى في السنة التالية على سوزوپولس، فأعاد فتح الطريق الذي يربط المُمتلكات البيزنطيَّة بأنطالية وقيليقية والدُويلات الصليبيَّة في الشَّام. وهكذا تحسَّن وضع البيزنطيين على الأرض، وأضحوا في مركزٍ أفضل بعدما أعادوا سيطرتهم على الثُلُث الغربي لِآسيا الصُغرى، واخترقت خُطُوط مُواصلاتهم بلاد الأناضول. غير أنَّ الإمبراطور اضطرَّ لِلعودة إلى القُسطنطينيَّة عقب الاستيلاء على لاذيق، ولم تُؤدِّ حملته هذه كامل أهدافها، وهي الاستيلاء على أنطاكية وفتح الطريق إلى الشرق. ونتيجةً لِلوضع الجديد انحصر السلاجقة في قلب الأناضول، وتركَّزوا حول قونية إلَّا أنَّ المُسلمين في لاذيق ظلُّوا مُحتفظين بِاتصالاتٍ سهلةٍ مع العاصمة قونية. استغلَّ السُلطان مسعود عودة الإمبراطور إلى عاصمته، فجدَّد غاراته على أملاك الروم في سنة 517هـ المُوافقة لِسنة 1123م، فاضطرَّ يوحنَّا كومنين لِلعودة إلى آسيا الصُغرى لِإخضاعه وإتمام ما بدأه في حملته الأولى. فهاجم القبائل التُركُمانيَّة البدويَّة بِخاصَّةٍ، وأجبر عددًا كبيرًا منها على الدُخُول في طاعته، لكنَّهُ لم يلبث أن اضطرَّ لِلتوقُّف عن التدخُّل في الشُؤُون الداخليَّة لِلمُسلمين لِبضع سنوات بِسبب انهماكه بِمُشكلاته في أوروپَّا، إذ كانت قد اشتعلت الحرب بين الروم والمجريين. وبعد أن فرغ الإمبراطور من حربه في المجر، عاد وحمل على الأناضول مُجددًا، فتمكَّن من السيطرة على بلادٍ خسرها البيزنطيُّون لِصالح المُسلمين مُنذُ زمنٍ بعيد، كقسطموني مسقط رأس آل كومنين، وچانقري. لكنَّهُ ما كاد يهنأ بِانتصاره حتَّى استرجعها المُسلمون مُجددًا بِمُجرَّد عودة الجيش البيزنطي إلى القُسطنطينيَّة، فاضطرَّ أن يزحف إلى الأناضول مُجددًا لِيسترجع ما خسره.

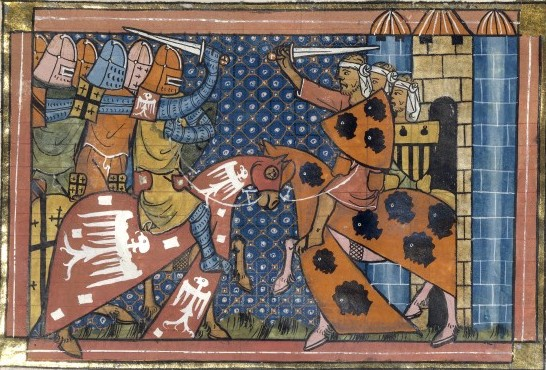
مُنمنمة فرنسيَّة تُصوِّرُ اقتحام المُسلمين لِّلرُّها وقضائهم على الحُكم الصليبي فيها بعد حوالي نصف قرنٍ من احتلالها (1098-1144)م. كان هذا الحدث أحد الأسباب التي شجَّعت سلاجقة الروم على حرب البيزنطيين وجهادهم من جديد.

تُوفي يُوحنَّا كومنين خلال شهر شوَّال 573هـ المُوافق لِشهر نيسان (أبريل) 1143م في قيليقية وهو يستعد لِمُهاجمة أنطاكية، وذلك بعد أن جرح نفسه خطئًا بِسهمٍ مسموم أثناء رحلة صيدٍ، فخلفه ابنه عمانوئيل الأوَّل. اتَّسمت بداية حُكم عمانوئيل بِالتحالف مع الأُمراء الدانشمنديين وتفرُّغه لِقتال السلاجقة، وضمن لهُ هذا التحالف كسب بعض التسهيلات في وادي الفُرات والعمل على مُواصلة سياسة والده في ضرب السلاجقة وتقليص نُفُوذهم في آسيا الصُغرى. وحتَّى يمتص الغارات السَلْجُوقيَّة عمد عمانوئيل إلى تعيين خطٍّ ثابتٍ لِلحُدُود، وبنى عليه سلسلة من الأبراج وثيقة الارتباط فيما بينها، كما شيَّد استحكاماتٍ على الطُّرق التي يسلُكها الجيش السَلْجُوقي خلال غاراته ممَّا قلَّص نشاط السلاجقة حتَّى اقتصر على الصوائف (الغارات الصيفيَّة) التي كانت تجتاح المُمتلكات الروميَّة مُتجنِّبةً الحُصُون الكبيرة والجُيُوش الإمبراطوريَّة.
وتوغَّل السلاجقة في مناطق الرعي البيزنطيَّة في إقليم ملاجنة الواقعة على الطريق بين نيقية وضورليم، فقام عمانوئيل بِحملته الأولى في أواخر سنة 539هـ المُوافقة لِربيع سنة 1145م لِطردهم، لكون تلك الأراضي شكَّلت المراعي الأساسيَّة لِخُيُول الجُيُوش البيزنطيَّة، والاستيلاء عليها من شأنها حرمان الإمبراطوريَّة من موردٍ استراتيجيٍّ مُهم. ولم تتعدَّ حملة عمانوئيل هذه الأراضي المذكورة إذ سُرعان ماعاد إلى القُسطنطينيَّة إمَّا لِاعتلال صحَّته أو بِسبب تدهور الحالة الصحيَّة لِأُخته مارية التي كانت مريضةً في هذا الوقت. ترتَّب على انسحاب عمانوئيل السريع من المنطقة عدَّة نتائج كانت لِصالح المُسلمين عُمومًا والسلاجقة خُصُوصًا، منها أنَّهم شعروا بِأنَّ الإمبراطور لم يكن على استعدادٍ لِلدُخُول في حربٍ طويلة الأمد معهم، ورُبَّما فكَّروا بِأنَّ هذا الانسحاب يعود إلى قيام بعض الاضطرابات داخل العاصمة، فاستغلُّوا هذا الفراغ العسكري وراحوا يُغيرون على أراضي الإمبراطوريَّة. ومن العوامل التي شجَّعتهم أيضًا ازدياد نُفُوذ إخوانهم المُسلمين في الشَّام على حساب الصليبيين بعد استعادتهم مدينة الرُّها. وهكذا تقدَّم السُلطان مسعود بِقُوَّاته على ثلاثة محاور، فاستهدف القسم الأوَّل من جيشه المنطقة الشماليَّة الغربيَّة من آسيا الصُغرى وتقدَّم حتَّى وصل مدينة «پيثكاس»، واستهدف القسم الثاني المنطقة الغربيَّة وافتتح بعض حُصُونها، أمَّا القسم الثالث فاستهدف الساحل الغربي وهاجم مدينة أفسس. ولا شكَّ بِأنَّ تحرُّكات السلاجقة وانفلاشهم في الأراضي البيزنطيَّة أثارت فزع الإمبراطور من أن يفقد الروم ما عملوا طيلة خمسين سنة على تحقيقه ما دفعهُ لِلقيام بِحملاتٍ مُضادَّة. غادر عمانوئيل عاصمته في سنة 540هـ المُوافقة لِسنة 1146م في حملته الأُخرى على الأناضول، ولم يكن على استعدادٍ لِتوزيع قُوَّاته لِمُهاجمة السلاجقة، وفضَّل تجميعها في المنطقة الواقعة غربيّ نهر صقارية ومُطاردة القُوَّات السَلْجُوقيَّة المُنتشرة في هذه المنطقة. وفكَّر الإمبراطور في مُهاجمة مدينة قونية العاصمة حتَّى يضطر السلاجقة إلى سحب قُوَّاتهم المُنتشرة في الأراضي البيزنطيَّة لِلدفاع عن عاصمتهم. تمكَّن عمانوئيل، بعد بضع مُناوشاتٍ ومعارك مع السلاجقة من الوُصُول إلى قونية، ونجح في تطويقها، وخرَّب جُنده القُرى والأراضي الزراعيَّة والضواحي حولها، لكنَّهُ لم يتمكَّن من اقتحام المدينة نفسها، فطال أمد الحصار، وفجأةً دون سابق إنذار فكَّ البيزنطيُّون حصارهم وعادوا أدراجهم إلى القُسطنطينيَّة رُغم موقفهم القوي. ولا يُعرف على وجه الدقَّة السبب الذي دفع عمانوئيل إلى الانسحاب بِجيشه، لكن يُرجَّح أنَّ ذلك مُرتبط بِما بلغه عن قُرب وُصُول حملةٍ صليبيَّةٍ جديدةٍ إلى المشرق العربي ردًّا على سُقُوط الرُّها بيد المُسلمين، ويُروى أنَّهُ تلقَّى رسالةً من لويس السابع ملك فرنسا تُعلمه بِقُرب وُصُوله.

### التصدِّي لِلحملة الصليبيَّة الثانية

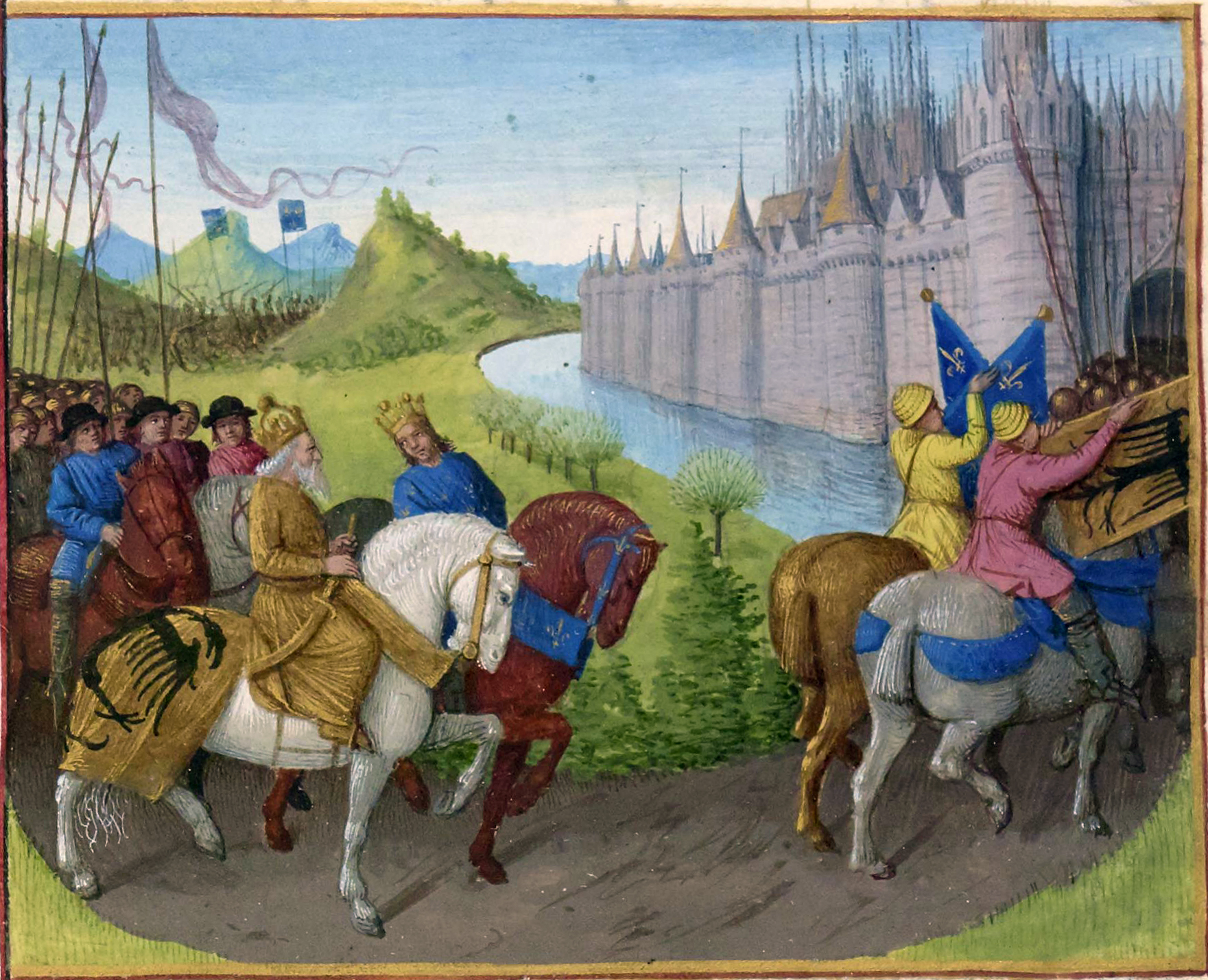
رسمٌ يُصوِّرُ وُصُول الإمبراطور الألماني كونراد الثالث إلى القُسطنطينيَّة.

تمكَّن المُسلمون بِقيادة أمير الموصل وحلب عماد الدين زنكي من استرداد الرُّها يوم 26 جُمادى الآخرة 539هـ المُوافق فيه 23 كانون الأوَّل (ديسمبر) 1144م، وإعادتها إلى أحضان الإسلام بعد أقل من خمسين سنة من احتلال الصليبيين لها. وشكَّل هذا الحدث صدمة عنيفة مُؤلمة لِلصليبيين تردَّدت أصداؤها في كُلِّ مكان، وسُرعان ما وصلت إلى روما وعلم بها البابا إيجين الثالث، فأدرك أنَّ البناء الكبير الذي شيَّدهُ الصليبيُّون في حملتهم الأولى أخذ يتزعزع، وإن لم يُسارع الغرب الأوروپي إلى ترميم ذلك البناء فإنَّهُ لن يلبث أن ينهار. لِذلك، سارع البابا إلى إصدار مرسومٍ عُرف عند المُؤرخين باسم مرسوم «كما أسلافنا» (باللاتينية: Quantum praedecessores) في يوم 1 كانون الأوَّل (ديسمبر) 1145م دعا فيه إلى قيام حملةٍ صليبيَّةٍ جديدةٍ ضدَّ المُسلمين. تألفت الحملة الصليبيَّة سالفة الذِكر من جيشين كبيرين ينتميان إلى أكبر دولتين في أوروپَّا الغربيَّة: مملكة فرنسا والإمبراطوريَّة الرومانيَّة المُقدَّسة، وقادها أكبر عاهلين كاثوليكيين هُما كونراد الثالث إمبراطور ألمانيا، ولويس السابع ملك فرنسا، وكان الأوَّل هو السبَّاق في الزحف، فخرج على رأس عشرين ألفًا من الرجال، وسار يُريدُ القُسطنطينيَّة. وعندما وصل الصليبيُّون إلى حُدُود الإمبراطوريَّة البيزنطيَّة تكرَّرت المشاهد نفسها التي حدثت عند زحف حملتَيِ الفُقراء والأولى، وذلك من ناحية اعتداء هؤلاء على سُكَّان البلاد التي مرُّوا بها إلى أن وصلوا إلى القُسطنطينيَّة ممَّا أثار مُشكلاتٍ جديدةٍ مع البيزنطيين، إلَّا أنَّ عودة الوفاق بين كونراد الثالث وعمانوئيل سمح لِلأوَّل بِالعُبُور إلى آسيا الصُغرى. ولمَّا عبر كونراد الثالث مع جُمُوعه البوسفور أرسل إليه الإمبراطور مُرشدين لِيصحبوه أثناء اجتياز الأناضول، وفي الوقت نفسه أرسل كِتابًا إلى السُلطان مسعود يحُثُّه فيه على اعتراض الحملة الصليبيَّة ومنعها من الوُصُول إلى قونية أو العُبُور نحو الشَّام إذ كان عمانوئيل مشهورًا بِازدواجيَّته السياسيَّة تجاه الصليبيين.
```

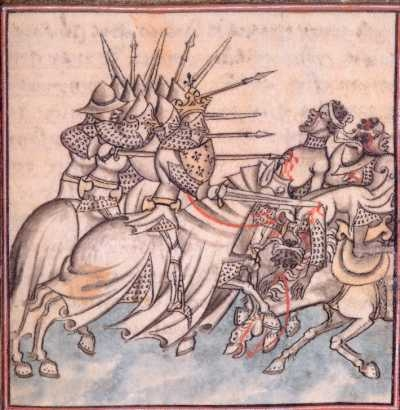
اشتباك المُسلمين (يمينًا) مع الصليبيين في واقعة ضورليم الأُخرى.

بُعيد عُبُوره بِقليل قرَّر كونراد الثالث ألَّا ينتظر مجيء الفرنجة وأن يسير نحو قونية ومنها إلى الشَّام، وهو يعتقد أنَّ أهالي القُرى والبلدات من الروم سيمُدُّون جيشه بِالمؤن والمتاع الضروريَّة، ولم يُدرك أنَّ السيادة البيزنطيَّة على تلك البلاد كانت اسميَّةً فقط، وأنَّ الحُكم الفعلي على الأرض كان لِلأُمراء والقادة التُرك التابعين لِلسُلطان السَلْجُوقي، وأنَّ هؤلاء سيحولون بين الصليبيين وبين أي مدد.
[
la 44
]
 أضف إلى ذلك إساءة كونراد الثالث تقدير المسافة نحو قونية، ولم يُدرك مدى وُعُورة الطريق عبر الممرَّات الجبليَّة، فأُصيب جيشه بِالإرهاق والتعب، وعانى من نقصٍ في الإمدادات، فاضطرَّ الجُند إلى أكل دوابهم. وعلم السُلطان مسعود بِالحال السيِّئة التي كان يمُرُّ بها الصليبيُّون، فتراجع أمامهم وفق خطَّةٍ ذكيَّةٍ حتَّى وصلوا في تقدُّمهم إلى قلب فريجيا، وقد نشر جُندهُ على قمم الجبال المُحيطة بهم. ولمَّا وصل الصليبيُّون إلى تُخُوم 
ضورليم داهمهم الجيش السَلْجُوقي
، وكان قد استبدَّ بهم التعب والظمأ، فاختلَّت قيادتهم، وحاولوا الاحتماء في شعاب الجبال، لكنَّ السلاجقة أحاطوا بهم وأمطروهم وابلًا من السِّهام، وفقد الجُنُود الصليبيُّون ميزة استعمال السِّهام لِإبعاد المُسلمين، كما كانت خُيُولهم مُرهقة لقلَّة ما أُطعمت. عندئذٍ قرَّر كونراد الثالث الانسحاب والعودة من حيثُ أتى، لكنَّ السلاجقة لم يتركوه وشأنه، فهاجموا مُؤخرة جيشه ومُقدِّمته وقلبه، فدبَّت الفوضى في صُفُوفه، وتعرَّض أفراده لِأفدح الخسائر بين قتلٍ وأسر، فخسر الصليبيُّون تسعة أعشار الجيش،
[
la 45
]
 وأُصيب كونراد الثالث نفسه بِجُرحين، لكنَّهُ تمكَّن من الفرار ناجيًا بِحياته في حين غنم المُسلمون أثقالًا لا حصر لها، بحيث قال بعض المُؤرخين الغربيين نقلًا عن شُهُودٍ خبروا المعركة: «اغتنى التُرك لِكثرة ما غنموا من قطع الذهب والفضَّة المُتناثرة على الأرض كالحصى اللامعدود».
[
85
]
[
la 46
]
```

خِلال الوقت الذي كان يجري فيه القتال بين السلاجقة والصليبيين الألمان عبر الفرنجة البوسفور إلى آسيا الصُغرى، ووصلوا نيقية حيثُ علموا بِهزيمة كونراد وجُنُوده. ولم يلبث لويس السابع أن اجتمع بِنظيره الألماني وقرَّرا الزحف إلى الشَّام عبر الطريق الساحلي بعيدًا عن جوف سلطنة سلاجقة الروم، وأن يظلَّا داخل الأراضي البيزنطيَّة، لكنَّ هذه الرحلة كانت حافلة بِالصعاب أيضًا، إذ استمرَّ السلاجقة يُهاجمون الصليبيين ويفتكون بهم حتَّى أنهكوهم. ولمَّا بلغ الملكان مدينة أفسس ساءت صحَّة كونراد الثالث ممَّا اضطرَّه إلى العودة إلى القُسطنطينيَّة في حين تابع الملك لويس السابع طريقه، وعلى الرُغم من الاحتياطات التي اتخذها الملك سالف الذِكر، فقد فاجأه السُلطان مسعود في وادي مندريس، ودارت بين الطرفين رحى معركة قاسية استطاع الصليبيُّون خلالها شق طريقهم بِصُعُوبة ومُتابعة زحفهم نحو الشَّام، إلَّا أنَّ القبائل التُركُمانيَّة البدويَّة الضاربة في المنطقة أخذت تُطاردهم وتخطَّفت بِالقتل جُنُود المُؤخرة والشاردين والمرضى، ولم يُنجِ الجيش الصليبي من الفناء الشامل سوى هُبُوط الظلام حيثُ انسحب التُركُمان.

### توسُّع السلاجقة على حساب الصليبيين وتصفية كونتيَّة الرُّها

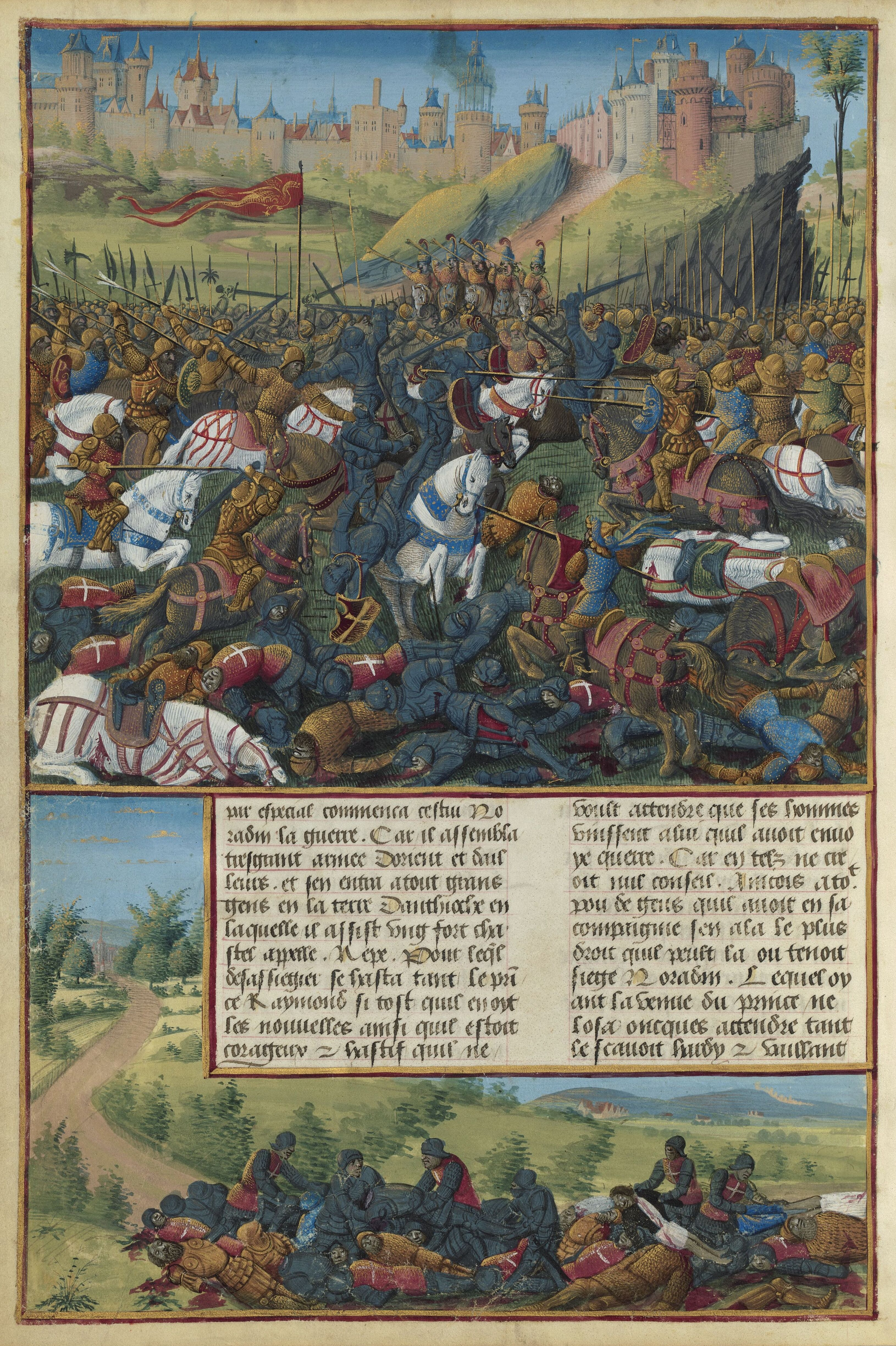
اشتباك المُسلمين والصليبيين في معركة إنِّب.

بعد انتهائه من التصدِّي لِلصليبيين توجَّه السُلطان مسعود شرقًا لِيُساهم مع باقي الحُكَّام المُسلمين في تقطيع أوصال أراضي الصليبيين في كونتيَّة الرُّها لِيُؤمِّن لهُ موطئ قدمٍ في المنطقة، وكان ابنه قلج أرسلان قد استغلَّ الكارثة التي حلَّت بِالصليبيين، فهاجم الأراضي التي ما زالت بِحوزتهم. وفي سنة 543هـ المُوافقة لِسنة 1148م وصل السُلطان مسعودٌ إلى الرُّها وتسلَّم قيادة الجيش السَلْجُوقي. وبعد دراسة الوضعين السياسي والعسكري قرَّر القيام بِهُجُومٍ على مرعش، فتصدَّى لهُ ريموند پواتييه أمير أنطاكية؛ فما كان من السُلطان السَلْجُوقي إلَّا أن طلب من أمير حلب نور الدين محمود زنكي مُهاجمة مُمتلكات ريموند حتَّى يُخفِّف الضغط عن قُوَّاته. استجاب أمير حلب لِهذا الطلب، واجتاح القُرى التابعة لِأنطاكية،
وأثناء حملته هاجم عليّ بن وفا الكُردي -زعيم الحشيشيَّة وحليف الصليبيين- مدينة أفامية الواقعة على الطريق بين أنطاكية ومرعش، فاضطرَّ نور الدين محمود إلى التراجع لِلتصدي له، وسُرعان ما خرج ريموند پواتييه نفسه وانضمَّ إلى حُلفائه الحشَّاشين في سبيل دفع المُسلمين بعيدًا عن إمارته. والتقى الجمعان في المُنخفض قُرب عين مُراد في السهل الواقع بين إنِّب ومُستنقع الغاب، فدارت بينهما رحى معركةٍ شديدة انتصر فيها المُسلمون ودُمِّر الجيش الصليبي تدميرًا، ولقي كُلٌ من ريموند پواتييه وعليّ بن وفا مصرعهما، فكان ذلك نصرًا إسلاميًّا واضحًا ابتهج به المُسلمون ابتهاجًا كبيرًا في كُلٍ من الشَّام والعراق ومصر والأناضول. بعد مقتل ريموند پواتييه وفشل نور الدين محمود في استرداد أنطاكية لِلمُسلمين التفت إلى مُشاركة القوى الإسلاميَّة الأُخرى بِاسترجاع ما تبقَّى من كونتيَّة الرُّها، وبِخاصَّةٍ المعاقل الواقعة شرقيّ نهر العاصي في الوقت الذي ضيَّق فيه مسعود الحصار على مرعش قبل أن يدخلها، وأعلنت الحامية التي تركها جوسلين الثاني قُمَّس الرُّها ولاءها لِلسلاجقة. والمعروف أنَّ جوسلين الثاني استغلَّ مقتل صهره ريموند صاحب مرعش لِيستولي على المدينة. ثُمَّ حدث أن طارد مسعود جوسلين الثاني حتَّى أطراف تل باشر، وهزم القُوَّات الصليبيَّة التي اعترضته، واسترجع لِلمُسلمين عدَّة قلاع تقع على الطريق نفسه مثل عينتاب ودُلُوك ثُمَّ ضرب الحصار على تل باشر، لكنَّهُ لم يأخذها بعدما تدخَّل نور الدين محمود وأشار على حليفه السَلْجُوقي بِمُسالمة جوسلين الثاني -الذي كان قد أعلن خُضُوعه للزنكيين ولاذ بِأميرهم- فاستجاب السُلطان مسعود لِهذا الطلب مُقابل أن يُطلق جوسلين جميع أسراه من المُسلمين. ولم يلبث جوسلين أن خرق الصُلح بينه وبين نور الدين محمود سنة 544هـ المُوافقة لِسنة 1150م، فما كان من الأخير إلَّا أن جمع جُنُوده وسار لِقتال الأمير الصليبي، فهزمه وانتزع منه أعزاز، ولم يلبث صاحب الرُّها أن وقع في أيدي بعض التُركمان نتيجة كمينٍ نصبوه له، فأرسلوه إلى نور الدين الذي أمر بِسجنه في قلعة حلب بعد أن سمل عينيه، ومات في سجنه هذا بعد تسع سنواتٍ، أي سنة 554هـ المُوافقة لِسنة 1159م.

خريطة تُصوِّرُ تبدُّل حُدُود كونتيَّة الرُّها مُنذُ قيامها وحتَّى سُقُوطها على يد المُسلمين بِالإضافة لِموقع أبرز البلاد التي كانت تتبعها، والتي تقاسمها المُسلمون فيما بينهم.

استغلَّ مسعود اختفاء جوسلين الثاني عن المسرح السياسي تاركًا ما تبقَّى من كونتيَّة الرُّها دون مُدافع، فاجتاح أراضي كيسوم وبهسنا ورعبان في شماليّ الكونتيَّة، وأعطاها لِابنه قلج أرسلان. ولم يُبدِ الغربيون من الذين استوطنوا هذه البقاع أي مُقاومة، وخرج من رغب منهم لاجئًا إلى عينتاب وتل باشر، وكانت هذه الأخيرة بِإمرة جوسلين الثالث ابن جوسلين الثاني، ثُمَّ حاصر تل باشر، وشاركه نور الدين محمود في عمليَّة الحصار هذه. وراحت الجُيُوش الإسلاميَّة تزيدُ من ضغطها على المدينة ممَّا دفع القُمَّسة بياترس -زوجة جوسلين الثاني والوصيَّة على جوسلين الثالث- لأن تُحاول بيع ما تبقَّى من أراضي الكونتيَّة إلى الإمبراطوريَّة البيزنطيَّة لِعدم قدرة الصليبيين على الاحتفاظ بها أمام القُوَّة الإسلاميَّة المُتنامية، فوافق الإمبراطور عمانوئيل على هذا العرض ما دفع المُسلمين إلى فك حصارهم والانسحاب. وتسلَّم البيزنطيُّون بلاد تل باشر والراوندان وسميساط وعينتاب ودُلُوك والبيرة. ولم يلبث عمانوئيل أن أدرك بعد قليلٍ من الوقت أنَّ هذه الحُصُون ثقيلة العبء، وتحتاج إلى جُهدٍ كبيرٍ لِلمُحافظة عليها والاحتفاظ بها، نظرًا لِبُعدها عن مركز الإمبراطوريَّة من جهة، ولِوُقُوعها وسط أراضي المُسلمين من جهةٍ أُخرى، هذا في الوقت الذي كانت فيه الإمبراطوريَّة تُعاني تهديدًا مُستمرًّا من جانب النورمان في صقلية ممَّا جعلها عاجزة عن الاهتمام بِهذه الأطراف الشرقيَّة. استغلَّ المُسلمون تدهور الأوضاع السياسيَّة في المنطقة، وراحوا يُهاجمون الحُصُون المذكورة، فسقطت في أيديهم إثر عمليَّاتٍ مُتلاحقة، وتقاسموها على الشكل التالي: أخذ السُلطان مسعود مرعش ورعبان وكيسوم ودُلُوك وبيت الحصن وعينتاب، وكان من نصيب نور الدين محمود كُلٌ من أعزاز والراوندان وتل باشر في حين أخذ أمير ماردين الأرتقي تيمورطاش بن إيلغازي سميساط والبيرة وكفرسوت، وغنم أمير حصن كيفا فخر الدين قرەأرسلان بن داود بابولا وكركر وكاختي وحصن منصور. وبِذلك زالت كونتيَّة الرًّها الصليبيَّة من الوُجُود، وعادت تحت جناح الإسلام، وأضحى لِسلاجقة الروم موطئ قدمٍ غربيّ الفُرات.

### الصراعات في الأناضول

خريطة لِقيليقية الأرمنيَّة حيثُ أقام طوروس الثاني لِنفسه مُلكًا.

في الوقت الذي كان فيه المُسلمون يعملون جاهدين على استرجاع المناطق التي آلت إلى الإمبراطوريَّة البيزنطيَّة من بقيَّة كونتيَّة الرُّها، كان الأمير الأرمني طوروس الثاني يقود ثورةً أرمنيَّةً على ما تبقَّى من النُفُوذ البيزنطي في قيليقية. والمعروف أنَّ طوروس هذا كان أسيرًا لدى الروم في القُسطنطينيَّة، ثُمَّ هرب من سجنه في سنة 538هـ المُوافقة لِسنة 1143م، ولجأ إلى ابن خاله جوسلين الثاني قُمَّس الرُّها، وجمع حوله عددًا من الأرمن نظَّم منهم جيشًا مُؤلَّفًا من عشرة آلاف مُقاتل، واستطاع أنَّ يسترد قلعة «واهكة» معقل أُسرته في جبال طوروس، وأوقع بِالروم الساكنين في تلك البلاد مذبحة كبيرة. وما إن علم الإمبراطور عمانوئيل بِفرار طوروس وعودته إلى قيليقية، وما فعلهُ بِأهلها الأروام، وبِازدياد نُفُوذه حتَّى نهض لِلثأر منه وإعادة هيبة الإمبراطوريَّة، فأرسل جيشًا بِقيادة ابن عمِّه أندرونيقوس مُؤلَّفًا من اثني عشر ألف مُقاتل لِتأديب طوروس الثاني واسترداد ما استولى عليه، إلَّا أنَّهُ فشل في تحقيق أي نصر، وتعرَّض لِهزيمةٍ قاسيةٍ على يد القُوَّات الأرمنيَّة، فانسحب بِفُلُول جيشه إلى أنطاكية. والواضح أنَّ عمانوئيل عجز عن إخضاع الأرمن الذين أحكموا سيطرتهم على مُدن قيليقية مثل سيس وعين زربة وأضنة وطرسوس، لكنَّ الإمبراطوريَّة البيزنطيَّة لم يكن بإمكانها أن تتنازل بِسُهُولةٍ عن قيليقية لِيستقلَّ بها الأرمن نظرًا لِأهميَّتها العسكريَّة والسياسيَّة، فالمنطقة تتحكَّم في المعابر من وإلى الشَّام، كما تُعدُّ خط الدفاع الأوَّل عن الإمبراطوريَّة من ناحية الجنوب الشرقي، فإن تداعى النُفُوذ البيزنطي في هذه الناحية كانت تلك من أعظم المصائب، لِذلك راح عمانوئيل يبحث عمَّن يقوم مقامه في إخضاع طوروس الثاني، فلم يجد سوى السُلطان السَلْجُوقي مسعود الذي كان مُتلهِّفًا لِلتدخُّل في قيليقية. وسبب هذا أنَّ الأمير الأرمني كان قد اجتاح قبادوقية في سنة 548هـ المُوافقة لِسنة 1153م مُتشجعًا بِالنصر الذي أحرزه على البيزنطيين ومُستغلًّا صغر سن الأمير الدانشمندي «ذي القرنين»، فهاجم ملطية وعاد محمَّلًا بالغنائم والأسرى. فرأى الإمبراطور البيزنطي في ذلك فُرصةً لِيضرب القوى المُختلفة في آسيا الصُغرى بِالتحالف مع إحداها أو ضمِّها إلى جانبه، لِيضرب بها القوى الأُخرى -التي تكون سياستها مُعادية لِلسياسة الروميَّة- ممَّا يُضعفها ويدعم في الوقت نفسه نُفُوذ الإمبراطوريَّة.
أرسل الإمبراطور البيزنطي إلى السُلطان مسعود يعرض عليه الأموال والهدايا ويُشجِّعه على مُهاجمة طوروس. ولمَّا كان مسعود مُهيَّأ لِلانتقام من الأمير الأرمني لِما فعله بِالمُسلمين، فقد حشد قُوَّاته وتقدَّم بها إلى قيليقية مُعتمدًا على الدعم البيزنطي وعلى سُمعة السلاجقة التي كانت تُلقي الرُعب في قُلُوب الأرمن. ومن المُتفق عليه بين المُؤرخين -الذين عاصروا تلك الفترة كميخائيل السُرياني وجرجير الأرمني- أنَّ السلاجقة والأرمن لم يشتبكوا في أي معركة، وإنَّما أرسل السُلطان السَلْجُوقي مُفاوضين إلى طوروس أخبره أنَّهُ لا ينوي تخريب الديار الأرمنيَّة، وإنَّما هو يُطالب بِإعادة الأراضي الروميَّة إلى الإمبراطور البيزنطي، وأن يدخل الأمير الأرمني في تبعيَّة السلاجقة. وافق طوروس على الخُضُوع لِسيادة السُلطان، لكنَّهُ رفض إعادة الأراضي التي استولى عليها مُؤخرًا إلى الإمبراطوريَّة البيزنطيَّة، ولمَّا كان مسعود حريصًا على إخضاع الأرمن لِسُلطته، فقد وافق على هذه الشُرُوط دون أي اشتباك. أمام هذا الواقع اضطرَّ الإمبراطور البيزنطي إلى الاستعانة بِالصليبيين في أنطاكية وأميرهم أرناط لِإخضاع الأرمن. وافق أرناط بدايةً ثُمَّ لم يلبث أن بدَّل سياسته بِسبب خِلافٍ ماليٍّ مع الإمبراطور، فانقلب عليه وصالح طوروس، الذي استأنف حملاته ضدَّ ما تبقَّى في أيدي البيزنطيين من حُصُونٍ في قيليقية. لم ييأس عمانوئيل بعد فشل جُهُوده في إخضاع طوروس الثاني، ودخل في مُفاوضاتٍ جديدةٍ مع مسعود في سنة 549هـ المُوافقة لِسنة 1154م، وأغراه بِالمال لِمُحاربة الأمير الأرمني، فوافق مسعود على رغبة الإمبراطور، وجمع جيشًا كبيرًا زحف فيه على قيليقية وأخذ السُكَّان على حين غرَّة، لكنَّهُ أخفق في فتح أي مدينة، ثُمَّ تعرَّض لِهزيمةٍ قاسيةٍ على يد طوروس رافقها انتشارُ الوباء بين الجُند المُسلمين، فاضطرَّ أن يقفل ويعود إلى قونية حيثُ تُوفي بعد أشهُرٍ قليلة. خلف قلج أرسلان أباه مسعودًا، ولم يكد يتربَّع على عرش السلاجقة حتَّى هبَّت في وجهه عدَّة مُشكلات تمثَّلت بِثورة أخيه شاهنشاه، وطمع الدانشمنديين والزنكيين في أملاكه، ورغبة الأرمن في الانتقام من السلاجقة بِسبب حملتهم على قيليقية، وقرار الإمبراطور البيزنطي أن يعمل على استعادة أملاك الروم في آسيا الصُغرى. وقد هدَّدت هذه المُشكلات السلطنة بِالزوال، فكان على قلج أرسلان أن يهبَّ لِلدفاع عن دولته ويتصدَّى لِلقوى التي تُهددها كي يضمن لها البقاء.
كان أوَّل ما فعله قلج أرسلان أن توجَّه لِقتال الدانشمنديين الذين ساندوا أخاه شاهنشاه، لكن حال دون ذلك سعي الملك العادل نور الدين محمود زنكي في مُصالحة الطرفين، فجمع أُمراء المُسلمين وتدخَّل الجميع بين السُلطان السَلْجُوقي والأمير الدانشمندي «ياغي أرسلان»، وأقنعوهما أنَّ هذا الخلاف سيُضعف الجبهة الإسلاميَّة ويُقوِّي الصليبيين والبيزنطيين على حساب المُسلمين ويدفعهم إلى مُهاجمة المعاقل الإسلاميَّة. وبالغ نور الدين في توسُّطه وبذل التحف والمُلاطفات حتَّى أصلح الأحوال، وارتدَّ كُلُّ طرفٍ إلى دولته. ويبدو أنَّ ياغي أرسلان لم يرغب بِالصُلح إلَّا شكليًّا إذ سُرعان ماهاجم مُمتلكات السلاجقة مرَّة أُخرى، وبِنيَّته مُضايقة قلج أرسلان وإزاحته عن الحُكم وإحلال أخيه شاهنشاه مكانه -الذي هو صهر ياغي أرسلان- فكان من نتيجة ذلك أن توجَّه قلج أرسلان لِقتال الدانشمنديين، لكنَّ هذه الخُصُومة بين البيتين التُركيين لم يُقدَّر لها أن تتمادى بِسبب الظُرُوف السياسيَّة المُتمثلة بِغزو الأرمن لِلأراضي السَلْجُوقيَّة، فتدخَّل العُلماء وكبار ساسة الدولتين وتمكنوا من عقد الصُلح بين العاهلين المُسلمين. بعد عقد الصُلح تفرَّغ السُلطان إلى الدفاع عن بلاده ضدَّ الأرمن والروم، فصالح الأولين بعد أن انكفؤوا نظرًا لأنهم لم يتمكنوا من تحقيق انتصارٍ بارزٍ على السلاجقة، ثُمَّ هاجم المُمتلكات البيزنطيَّة، ففتح سليقية ولارندة الواقعتين في الجزء الجنوبي الشرقي من آسيا الصُغرى في حين توسَّع الدانشمنديون شمالًا في بلاد البنطس، ففتحوا مدينتَيْ يونة وبافرة. ويبدو أنَّ سياسة الإمبراطور عمانوئيل في هذه المرحلة كانت تقضي بِمُحاربة الأرمن بِدليل أنَّهُ صالح السلاجقة والدانشمنديين مُضحيًا بِبعض الأموال والهدايا لِإرضائهم، ومُتخذهم حاجزًا بينه وبين مملكة قيليقية.

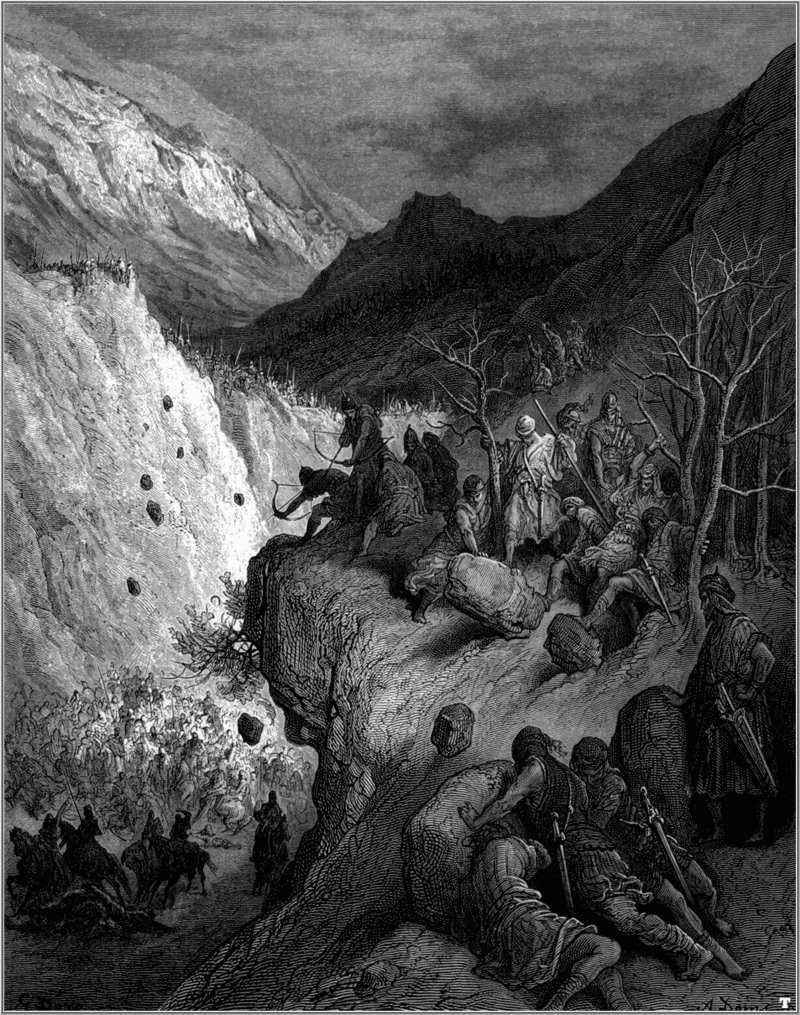
السلاجقة يُمطرون وابلًا من الصُخُور والسهام على البيزنطيين في معبر ميريوكيفالون.

دام الصُلح بين البيزنطيين والسلاجقة نحوًا من سنة، ولم يلبث عمانوئيل أن عاد لِحرب قلج أرسلان في أواخر سنة 554هـ المُوافقة لِسنة 1159م مُغترًّا بالنصر الذي حقَّقه على الأرمن في قيليقية وتمكُّنه من استعادة تلك البلاد للإمبراطوريَّة. وخلال الفترة المُمتدَّة بين سنتَيْ 554 و557هـ المُوافقة لِما بين سنتَيْ 1159 و1161م حمل عمانوئيل عدَّة حملاتٍ على الأناضول تُوِّجت بِانتصاره على السلاجقة، وفرضه مُعاهدة سلامٍ تضمَّنت شُرُوطًا قاسيةً لِلصُلح، وأوقفت التوسُّع السَلْجُوقي في آسيا الصُغرى على حساب البيزنطيين، وأظهرت السُلطان قلج أرسلان بِمظهر التابع لِلإمبراطور. استغلَّ قلج أرسلان فترة الصُلح القائمة بينه وبين الإمبراطور البيزنطي لِيُوطِّد دعائم مُلكه بِانتظار انحلال الحلف الذي كان عمانوئيل قد أحاطه به. وخِلال الفترة المُمتدَّة بين سنتَيْ 560 و570هـ المُوافقة لِما بين سنتَيْ 1164 و1174م تمكَّن قلج أرسلان من القضاء على إمارة سيواس الدانشمنديَّة وضمَّ مُعظهما إلى سلطنته، وأجبر أميرها «ذا النون» على الالتجاء إلى القُسطنطينيَّة، وبِهذا لم يبقَ في يد الدانشمنديين سوى إمارة ملطية. وأحسَّ عمانوئيل بِقصر نظره وتقصيره في حقل سياسة الأناضول إذ إنَّه أتاح لِلسُلطان أن يُوحِّد المُسلمين في تلك البلاد بعد أن تفرَّقوا وتخاصموا، فقرَّر إعادة الوضع إلى ما كان عليه بِالقُوَّة، وأرسل في أواخر سنة 571هـ المُوافقة لِربيع سنة 1176م جيشًا كبيرًا بلغ تعداد أفراده نحو ثلاثين ألفًا إلى شرقيّ الأناضول لإعادة ذي النون إلى مُلكه، وقام هو بِمُعظم الجيش إلى قونية لِيدُكَّها دكًّا مُستصغرًا شأن السلاجقة الذين سبق له أن هزمهم وفرض عليهم صُلحًا مُذلًّا. وما إن عبر البيزنطيُّون ممرًا جبليًّا ضيِّقًا بعد حصنٍ خربٍ يُعرف بِـ«حصن ميريوكيفالون» (باليونانية: Μυριοκέφαλου) حتَّى انقضَّ عليهم السلاجقة من أعالي التلال، فأبادوا مُؤخرة الجيش، ولم يتمكَّن الروم من التراجع أو التقدُّم بِحُريَّة نظرًا لِضيق الممر، فوقعت بهم كارثة حقيقيَّة، وأجهز المُسلمون على رُبع الجيش الباقي، وفرَّ الإمبراطور ناجيًا بِحياته، واضطرَّ أن يُصالح السلاجقة ويتنازل لهم عن حصنَيْ ضورليم وسوبليون. استثمر السُلطان السَلْجُوقي انتصاره لِلتدليل على إيمانه، بعد أن اتُّهم بِاعتناق مذهب الفلاسفة والتقاعد عن الجهاد في سبيل الله ونُصرة الإسلام، فأرسل قسمًا من الغنائم إلى الخليفة العبَّاسي الحسن المُستضيء بِأمر الله، ومدحهُ الشُعراء على أنَّهُ بطل الإسلام والمُسلمين. والحقيقة أنَّهُ أضحى بِانتظاره هذا أقوى شخصيَّة في آسيا الصُغرى دون مُنازع، ولمَّا أمن الجبهة البيزنطيَّة، التفت نحو الشرق لِلقضاء على آخر إمارة دانشمنديَّة في ملطية وتوحيد المُسلمين في الأناضول تحت قيادته.

دولة سلاجقة الروم عند هيمنتها على الأناضول بُعيد زوال الإمارة الدانشمنديَّة (1177).

شنَّ قلج أرسلان هُجُومًا عنيفًا على ملطية في سنة 573هـ المُوافقة لِسنة 1177م، وضرب عليها حصارًا مُركَّزًا مُستغلًّا الخضَّات السياسيَّة الداخليَّة التي كانت قد نشبت داخل الإمارة، ودام الحصار السَلْجُوقي لِلمدينة مُدَّة أربعة أشهر تعرَّض السُكَّان خلالها لِلضيق بِفعل تناقص الأقوات وحُلُول فصل الشتاء، وعجز الأمير الدانشمندي ناصر الدين مُحمَّد عن التخفيف من هذه الضائقة، كما أخفق في صد القُوَّات السَلْجُوقيَّة، وخشي من ثورة الأُمراء عليه، لِذلك أرسل إلى قلج أرسلان يعرض عليه تسليم المدينة مُقابل السماح لهُ بِالنجاة بِنفسه. وافق السُلطان على ذلك، فخرج ناصر الدين مُحمَّد إلى حصن زياد القريب من ملطية، ودخل قلج أرسلان إلى المدينة يوم 29 ربيع الآخر 573هـ المُوافق فيه 25 تشرين الأوَّل (أكتوبر) 1177م. وبِذلك سقطت آخر إمارة دانشمنديَّة، ولم يعد في بلاد الأناضول من دولةٍ إسلاميَّةٍ سوى دولة سلاجقة الروم. التفت قلج أرسلان -بعد قضائه على الإمارة الدانشمنديَّة- إلى التوسُّع بِاتجاه الجنوب لِضم رعبان وكيسوم. وفي تلك الفترة كان نور الدين محمود زنكي قد توفي، وخلفه ابنه الصالح إسماعيل في حلب ودمشق، وتابعه وربيبه يُوسُف بن نجم الدين الأيُّوبي (صلاح الدين) في مصر، ويبدو أنَّ قلج أرسلان كان ينوي التدخُّل في أُمُور الشَّام، ويُؤمِّن له طريقًا نحو الفُرات، وهذه سياسة سَلْجُوقيَّة عامَّة ابتدأت مع مُؤسس السلطنة سُليمان بن قُتلُمُش مُستغلًّا بُرُود العلاقات بين السُلطان صلاح الدين والصالح إسماعيل. وحتَّى لا يبدو بِمظهر المُعتدي أمام المُسلمين أرسل رسولًا إلى دمشق اجتمع بِصلاح الدين وطلب منه الحصنين بِحُجَّة أنَّهُما كانا سابقًا من أملاك سلاجقة الروم، ضمَّهما والده مسعود، ثُمَّ اضطرَّ أن يتنازل عنهما لِنُور الدين محمود. أبى صلاح الدين هذا الطلب، فما كان من قلج أرسلان إلَّا أن هاجم حصن رعبان في سنة 575هـ المُوافقة لِسنة 1179م، فأرسل صلاح الدين أمير حماة تقي الدين عُمر بن شاهنشاه الأيوبي لِحرب السلاجقة، فهزمهم هزيمةً نكراء وأسر كثيرًا منهم، لكنَّهُ عاد وأطلق سراحهم، وعاد قلج أرسلان إلى ملطية يجر أذيال الهزيمة. ظلَّت العلاقات مُتوترة بين السلاجقة والأيُّوبيين بعد هذه الوقعة، لكنَّهما لم يشتبكا، ومالا إلى التفاهم، وانصرف صلاح الدين إلى توحيد الجبهة الإسلاميَّة في سبيل القضاء على الصليبيين.

### الحملة الصليبيَّة الثالثة

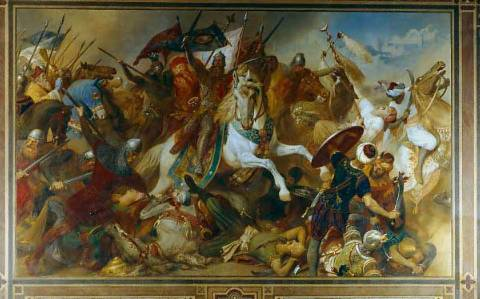
لوحة تُصوِّرُ اشتباك السلاجقة والصليبيين الألمان عند أسوار قونية.

استطاع السُلطان صلاح الدين الأيُّوبي أن يُحقِّق إنجازًا هامًّا في الأعوام القليلة الواقعة بين 583 و586هـ المُوافقة لِما بين 1187 و1190م، فكسر الصليبيين كسرةً عظيمة في معركة حطِّين، ثُمَّ استرجع لِلمُسلمين بيت المقدس، وتساقطت أمامه أغلب القلاع والحُصُون التي احتلَّها الصليبيُّون في ساحل الشَّام. والواقع أنَّ تلك الخسائر، وهذا الانتصار الإسلامي، أحدثا ردَّ فعلٍ عنيفًا في المُجتمع الغربي الذي ذُعر لِلأنباء القادمة من الشرق، فسارعت البابويَّة إلى المُناداة بِحملةٍ صليبيَّةٍ جديدةٍ لِاسترداد ما فقدته أوروپَّا في الديار المُقدَّسة. وكان الإمبراطور الألماني فريدريك الأوَّل بربروسا الأسرع في التحرُّك بين مُلُوك الغرب -على الرُغم من كبر سنِّه- إذ كان يبلغ السادسة والستين حينذاك. غادر فريدريك المذكور بلاده يوم ربيع الأوَّل 585هـ المُوافق فيه 11 أيَّار (مايو) 1189م على رأس جيشٍ تُقدِّره الأبحاث المُعاصرة بين 12,000 و15,000 مُقاتل فيهم ما بين 2,000 و4,000 فارس، وسار عبر بلاد المجر بِاتجاه القُسطنطينيَّة، وعندما وصل إلى البلقان أرسل الإمبراطور البيزنطي -وكان آنذاك هو إسحٰق الثاني أنجيلوس- إلى صلاح الدين يُعلمه بِوُصُول الصليبيين، وبِأنَّهُ لن يُمكِّنهم من العُبُور إلى آسيا. وكانت غاية الإمبراطور البيزنطي من وراء هذا العرض هي كسب صلاح الدين إلى جانبه ضدَّ الصليبيين والسلاجقة على حدٍ سواء، كما هدف أن يكسب من وراء مُحالفة صلاح الدين وضع الأماكن النصرانيَّة المُقدَّسة في الشَّام تحت رعاية الكنيسة الأرثوذكسيَّة. لكنَّ الإمبراطور اضطرَّ -تحت ضغط الأحداث لِلسماح لِأفراد الحملة الصليبيَّة بِاجتياز مضيق الدردنيل- لكنَّهُ فعل ذلك بعد أن منع عنهم المؤونة والأزواد والأقوات، ممَّا أضعفهم وأنهكهم لاحقًا. وما إن دخل الصليبيُّون بلاد سلاجقة الروم حتَّى وثبت عليهم قبائل التُركُمان البدويَّة، وأخذت تقتل وتأسر المُتأخرين منهم وتسلبهم أثقالهم، وزاد من صُعُوبة تحرُّكهم هُطُول الثُلُوج الكثيفة والبرد القارس الذي فتَّ في عضُد الجيش الصليبي وفتك بِجُنُوده فتكًا ذريعًا، فاضطرُّوا إلى أكل دوابهم وحرق بعض معدَّاتهم كي يُؤمنوا الدفء لِأنفسهم، بل إنَّهم دفنوا بعض النفائس التي أعاقت تقدُّمهم. واصل الصليبيُّون زحفهم عبر الأناضول حتَّى وصلوا قونية وهم مُنهكون، وتحصَّن السُلطان قلج أرسلان بِالقلعة تفاديًا لِحُدُوث معركةٍ سافرةٍ غير مُستعد لها، لكنَّ ابنه قُطب الدين ملكشاه خرج على رأس قُوَّةٍ عسكريَّةٍ سَلْجُوقيَّةٍ لِمُهاجمة الألمان أمام أسوار المدينة، إلَّا أنَّهُ لم يتمكَّن من الصُمُود واضطرَّ إلى الانسحاب تحت ضغط القتال، وعاد إلى قونية، واستطاع فريدريك بربروسا أن يشقَّ لهُ طريقًا إلى داخل المدينة، فهاجمها وأحرق أسوارها.

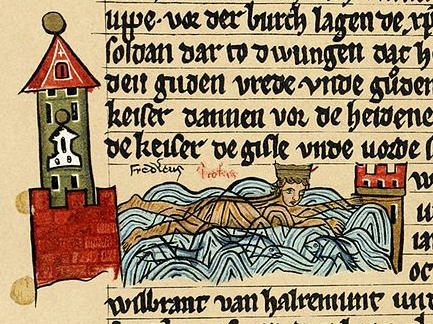
مُنمنمة ألمانيَّة تعود لِحوالي سنة 1280م تُصوِّر غرق فريدريك بربروسا.

مكث الإمبراطور الألماني خمسة أيَّامٍ في قونية، بعث خلالها بِهديَّةٍ إلى السُلطان السَلْجُوقي وأعلمه أنْ لا نيَّة له في الاستيلاء على المدينة أو أيٌ من بلاد السلاجقة، وإنَّما يُريد بُلُوغ بيت المقدس، وطلب منهُ أن يأذن لِرعيَّته في إخراج ما يحتاج الجيش إليه من قُوتٍ وغيره، فأذن لهم وأعطاهم ما يُريدون حتَّى اكتفوا وتزوَّدوا لِرحلتهم، كما طلب من ابنه ملكشاه أن يتوقَّف عن مُضايقة الصليبيين. وجرت بين العاهلين مُباحثات سياسيَّة تمخَّضت عن تعهُّد قلج أرسلان بِتأمين طريق الصليبيين إلى الشَّام عبر قيليقية، وإمدادهم بِالأدلَّاء لِإرشادهم. وحتَّى لا ينكث السلاجقة بِما تعهَّدوا به طلب الإمبراطور منهم بعض الرهائن، فسلَّموه نيفًا وعشرين أميرًا، فساروا جميعًا بِاتجاه قيليقية. وبالغ بعض المُؤرخين المُسلمين في وصف روابط الصداقة والتحالف التي جمعت بين السُلطان قلج أرسلان وفريدريك بربروسا، فذكر ابن شدَّاد أنَّ السُلطان المذكور كان يُظهر شقاقه مع الإمبراطور في حين أنَّهُ في الباطن أضمر وفاقه،  في حين أشار البعض الآخر إلى مجالات التعاون بين قلج أرسلان وصلاح الدين بِشأن زحف الجيش الصليبي، فذكر ابن الأثير أنَّ السُلطان السَلْجُوقي كان يُكاتب صلاح الدين بِأخبار الأعداء، ويعده بِأنَّهُ يمنعهم من العُبُور في بلاده، فلمَّا عبروها وخلفوها أرسل يعتذر بِالعجز عنهم. وبِجميع الأحوال كانت تلك الحوادث هي آخر ما ساهم به سلاجقة الروم في الحملة الصليبيَّة الثالثة، أمَّا الإمبراطور الألماني فإنَّهُ لم يصل إلى الشَّام إذ غرق في نهر گوسكوه، فعاد الكثير من جُنده إلى بلادهم.

### تقسيم السلطنة مُجددًا وإعادة توحيدها
استتبَّ الأمن في الأناضول بِفضل كفاح السُلطان قلج أرسلان، وتحقَّقت الوحدة السياسيَّة لِلسلاجقة، وبدأ عصر التقدُّم الاقتصادي والثقافي، لكنَّ هذه الوحدة ما لبثت أن تفكَّكت، وشهدت البلاد موجة من الصراع الأُسري في ظل غياب الأخطار الخارجيَّة. فصلاح الدين الأيُّوبي كان مُنهمكًا في التصدِّي لِلحملة الصليبيَّة الثالثة وتصفية الدويلات الصليبيَّة في الشَّام، وقنعت بيزنطة بِما آلت إليه الأوضاع السياسيَّة في آسيا الصُغرى بعد الضربة القاضية التي تلقَّتها في ميريوكيفالون، كما توقَّفت حُرُوب التوسُّع. وكان قلج أرسلان قد بدأ يشعر بِتعب الحياة بعد أن أصابه الفالج في سنة 582هـ المُوافقة لِسنة 1186م، ففكَّر في تقسيم سلطنته على أولاده الأحد عشر، ونفَّذ هذا الأمر مُرتكبًا خطأً سياسيًّا فادحًا، وجاءت القسمة على الشكل التالي: ملكشاه في سيواس وآق سراي، وسُليمان في توقاد، وبركياروق في نيكسار، وطُغرُل في البستان، ومحمود في قيصريَّة، وقيصر في ملطية، ومسعود في أنقرة، وسنجر في هرقلة، وأرسلان في نكيدة، وأرغون في أماسية، وكيخسرو في قونية. امتنع كُلٌّ من هؤلاء الأبناء بِإقطاعه يستغلُّه لِصالحه الشخصي دون العودة إلى الحُكُومة المركزيَّة في قونية، وأضحى السُلطان حاكمًا بِالاسم فقط، يملك ولا يحكم. وفي وضعٍ شاذٍّ كهذا كان من الطبيعي أن تنشأ الخلافات الأُسريَّة بين الإخوة، ثُمَّ بينهم وبين والدهم. فكُلُّ واحدٍ كان يتربَّص بِالآخر، ويتحيَّن الفُرص لِلانقضاض عليه والاستيلاء على أملاكه. وبرز من بينهم ملكشاه المُلقَّب بِـ«قُطب الدين»، الذي تميَّز بِالطُمُوح السياسي اللافت والجُرأة، فاستولى على قونية، وحجر على والده. وحتَّى يُؤمِّن على حياته من مُؤامرات حاشيته، تخلَّص من الأُمراء المُوالين لِوالده، وقرَّب بطانته، إلَّا أنَّهُ أبقى الخطبة والسكَّة باسم والده. تحوَّل ملكشاه -بعد أن ثبَّت أقدامه في العاصمة- إلى انتزاع ما بِأيدي إخوته من بلاد، وبدأ بِقيصريَّة، فخرج من قونية على رأس جيشٍ كثيفٍ لِحصارها، واصطحب والده معه حتَّى يُزيِّن لِأخيه محمود أنَّ تصرُّفه إنما ناتجٌ عن أمره. وسنحت لِقلج أرسلان فُرصةً لِلهرب، فدخل إلى المدينة واجتمع بِابنه محمود، وتعاونا على مُقاومة أطماع ملكشاه، فاضطرَّ الأخير إلى فكِّ الحصار عن المدينة وعاد إلى قونية، وخطب لِنفسه.
أدرك قلج أرسلان، بعد فوات الأوان، خطأ ما ارتكبه من عملٍ تقسيميٍّ، فقرَّر إعادة توحيد البلاد تحت قيادة رجُلٍ واحد، واختار ابنه الأصغر كيخسرو المُلقَّب بِـ«غِيَاث الدين» لِمُلازمته إيَّاه وما رآه فيه من لياقةٍ لِلمُلك، فأتى به ووعظه ثُمَّ أخذ البيعة له من الأُمراء والأعيان. نفر الإخوة من عمل والدهم وخرجوا على طاعته، فاضطرَّ إلى مُحاربتهم وإعادة توحيد السلطنة، وبدأ بِقيصريَّة، فحاصرها مع ابنه كيخسرو، ومرض السُلطان أثناء الحصار، ولم يلبث أن تُوفي، فعاد به ولده إلى قونية حيثُ واراه الثرى في المسجد الجامع. استمرَّت نزاعات الإخوة بعد وفاة قلج أرسلان، وفي غَمرة هذا الصراع، قُتل محمود بن قلج أرسلان وتُوفي ملكشاه بعد مرضٍ ألمَّ به، فطمع سُليمان بِأملاك إخوته، وهاجم سيواس وآق سراي واستولى عليهما، وتابع زحفه نحو قونية، فطرد أخاه كيخسرو منها وتسلَّم الحُكم، وذلك في سنة 593هـ المُوافقة لِسنة 1196م. وهرب كيخسرو من أمام أخيه والتجأ في الشَّام ثُمَّ في القُسطنطينيَّة، وخلال ذلك الوقت كان سُليمان يُهاجم إخوته الباقين الواحد تلو الآخر، فينتزع منهم البلاد، حتَّى تمَّ له الأمر سنة 601هـ المُوافقة لِسنة 1204م، عندما أخذ أنقرة من أخيه مسعود، مُعيدًا بِذلك وحدة سلطنة آبائه وأجداده، لكن لم يُكتب لهُ أن يعيش طويلًا لِيرى ثمرة جُهُوده، فمات بعد خمسة أيَّامٍ فقط من أخذه المدينة.

### العصر الذهبي لِلدولة: التمكين والتوسُّع

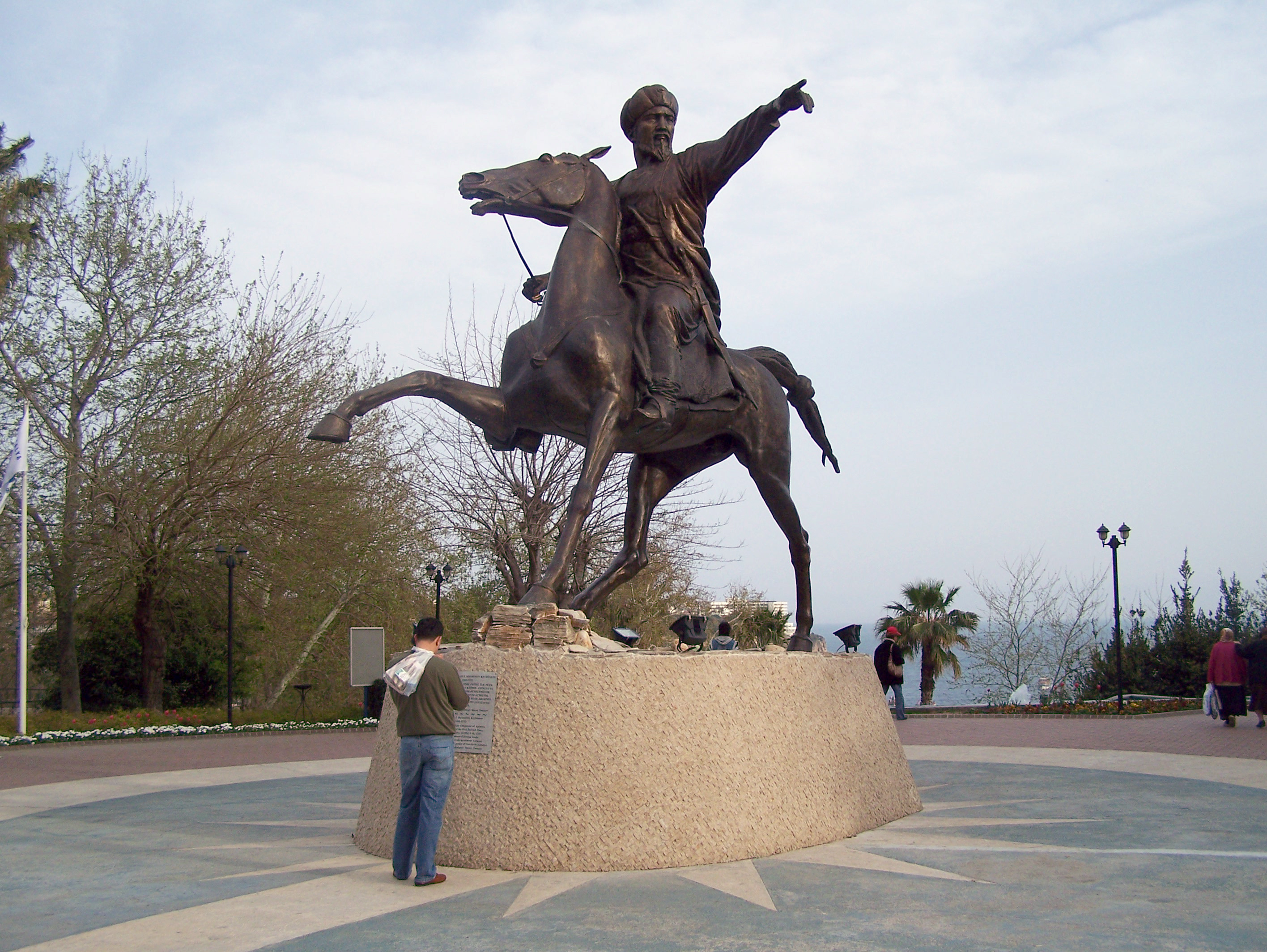
تمثالٌ لِلسُلطان غِيَاث الدين كيخسرو في أنطالية.

بعد وفاة السُلطان سُليمان بن قلج أرسلان، عيَّن أُمراؤه ابنه عزّ الدين قلج أرسلان سُلطانًا على سلاجقة الروم وهو لم يبلُغ الحُلُم بعد، وساعدوه في إدارة البلاد، وفتحوا مدينة إسپرطة، وهي إحدى القلاع المُهمَّة في الجنوب الغربي من الأناضول، وبايع الإمبراطور البيزنطي تُيُودور لاسكاريس -الحاكم من نيقية المُجاورة- (4) وأُمراء الأرمن والمُسلمين على الولاء له. لكنَّ الحُكَّام الجُدد لم يهنؤوا طويلًا بِحلاوة السُلطة، إذ لم يلبث أن نشب نزاعٌ داخليّ بين الأُمراء المُؤيدين لِلسُلطان الفتيّ، وأولئك المُؤيِّدين لِعمِّه كيخسرو، فأثار هؤلاء التُركُمان في المناطق الحُدُوديَّة على السُلطة المركزيَّة في قونية، ونادوا بِكيخسرو سُلطانًا على البلاد، وأرسلوا حاجبًا إلى بلاد البيزنطيين لِاستدعائه. راودت كيخسرو الرغبة في استعادة مُلكه المفقود، فاستجاب لِنداء أعوانه، وخرج قاصدًا قونية، فأنزل ابن أخيه عن العرش وجلس مكانه، ليبدأ بِذلك سلطنته الأُخرى. وكان أوَّل ما فعله كيخسرو أن عالج جميع المُشكلات العالقة مع جيرانه المُسلمين، ثُمَّ تفرَّغ لِحلِّ مُشكلةٍ أُخرى ذات أبعادٍ تجاريَّة. فمن المعروف أنَّ الأمن كان قد استتبَّ في كافَّة أنحاء الأناضول مُنذُ عهد السُلطان قلج أرسلان بن مسعود، ونشطت في البلاد الحركة التجاريَّة، لكن استيلاء الصليبيين على القُسطنطينيَّة، هدَّد الأمن على الطرق المُؤدية إلى موانئ بحرَيِ البنطس (الأسود) والمُتوسِّط، كما أنَّ ظُهُور إمبراطوريَّة نيقية أعاق التقدُّم السَلْجُوقي إلى ساحل بحر إيجة، وأغلق الطُرُق المُؤدية إلى موانئ بحر البنطس مثل صامصون وسينوپ، بِوجه التجارة السَلْجُوقيَّة. تمكَّن السُلطان من التفاهم مع الروم -بعد أن ضغط عسكريًّا على طرابزون- ففتحوا لهُ الطُرق والمعابر إلى موانئ بحر البنطس، فبقي أمامه تأمين منفذٍ على البحر المُتوسِّط، ورأى أن يفتتح ثغر أنطالية الذي يُسيطر عليه الصليبيون في سبيل تحقيق هذه الغاية. واستغلَّ كيخسرو فُرصة تعرُّض بعض التُجَّار المُسلمين لِلمُضايقة من جانب الصليبيين، فنهض بِجُنده وعتاده لِفتح هذه المدينة، في سنة 603هـ المُوافقة لِسنة 1206م، ولمَّا وصل إلى أنطالية، ضرب عليها حصارًا مُركَّزًا وقصفها بِالمجانيق، وتمكَّن من فتحها خِلال مُدَّةٍ قصيرة. وبِفتح أنطالية، فصل السلاجقة البيزنطيين عن قيليقية، كما أمَّن كيخسرو الطُرُق التجاريَّة. وبِفضل تشريعاته في هذا المضمار، اعترف العالم الغربي به كحاكمٍ لِأكبر دولةٍ تجاريَّةٍ آنذاك، وعقدت معه الدُويلات البحريَّة الإيطاليَّة المُعاهدات، ودفعوا له الأتاوات مُقابل مُرُورهم بِأراضيه خِلال رحلاتهم التجاريَّة، وكانت جُمهُوريَّة البُندُقيَّة السبَّاقة في هذا المجال.

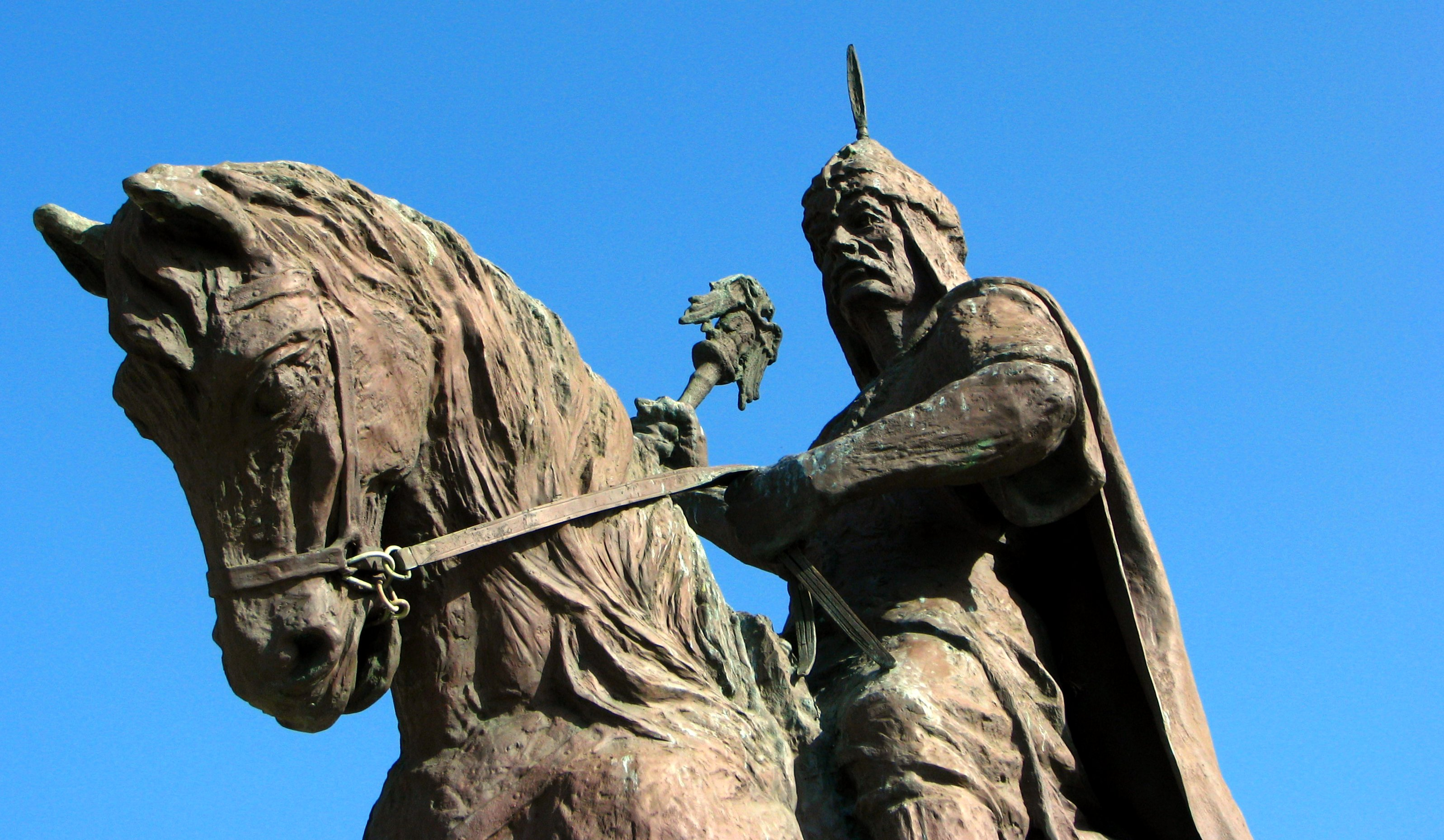
تمثالٌ لِلسُلطان علاء الدين كيقُباد في مدينة العلائيَّة -التي سُمِّيت مُنذُ فتحها على اسم هذا السُلطان الكبير- الذي يُعد أعظم سلاطين سلاجقة الروم دون مُنازع.

قُتل السُلطان كيخسرو في معركةٍ مع البيزنطيين سنة 608هـ المُوافقة لِسنة 1211م، واجتمع كبار أُمراء السلطنة بعد مقتله واختاروا ابنه الأكبر عز الدين كيكاوس سُلطانًا على سلاجقة الروم. وفي عهد هذا السُلطان افتُتحت مدينة سينوپ ممَّا أكسب السلاجقة منفذًا على بحر البنطس، وأُخضعت مملكة قيليقية الأرمنيَّة بِفضل القُدرة العسكريَّة الهائلة لِلسلاجقة والتي رأى الأرمن أنْ لا قِبل لهم بِمُقاومتها، فأعلن الملك ليون الثاني طاعته التامَّة لِلسُلطان، وضاعف لهُ الخَراج السنويّ، وسلَّمه حصنَيْ لؤلؤة ولوزاد الحُدُوديين، اللذين يتحكَّمان بِالممرَّات القيليقيَّة. وفي سنة 616هـ المُوافقة لِسنة 1219م تُوفي السُلطان كيكاوس بعد أن حكم ثمانية أعوام، وترك بعد وفاته سلطنةً قويَّةُ يسودها الأمن ويعُمُّها الرخاء، وذلك بِفضل الجيش النظامي الذي اعتمد عليه لِرد الاعتداءات الخارجيَّة وإحلال الأمن في الداخل والتوسُّع على حساب جيرانه، وتحسَّنت في عهده الحياة التجاريَّة، وانتشرت المهن بين السلاجقة، وازدهرت الحياة الزراعيَّة، وعمَّ الرخاء سائر المُقاطعات والمُدُن بِفضل شبكة الطُرُق التجاريَّة الآمنة، وأضحت سلطنة سلاجقة الروم ذات قُوَّة اقتصاديَّة هائلة. وبعد وفاة كيكاوس اختار الأُمراء والأعيان شقيقه علاء الدين كيقُباد الذي أراد -فور تسلُّمه الحُكُم- بسط سيطرته على كامل آسيا الصُغرى والتوسُّع على حساب جيرانه الأرمن والروم، فاستغلَّ اضطراب الأوضاع السياسيَّة في مملكة قيليقية بعد وفاة الملك ليون الثاني، وأغار على قلعة «كالونوروس» أو «كوراكسيون» (باليونانية: Κορακήσιον) المُهمَّة والقريبة من أنطالية، ففتحها وغيَّر اسمها إلى «العلائيَّة»، ثُمَّ حوَّل أنظاره إلى قلعة «آلاره» المُهمَّة التي تتحكَّم بِالطُرق الساحليَّة المُؤدية إلى قيليقية، ففتحها أيضًا. وبِهذا أضحى الساحل الجنوبي لِآسيا الصُغرى ساحلًا إسلاميًّا حتَّى حُدُود مملكة قيليقية الأرمنيَّة، وأصبح بِإمكان السلاجقة مُهاجمتها من جهة الغرب.

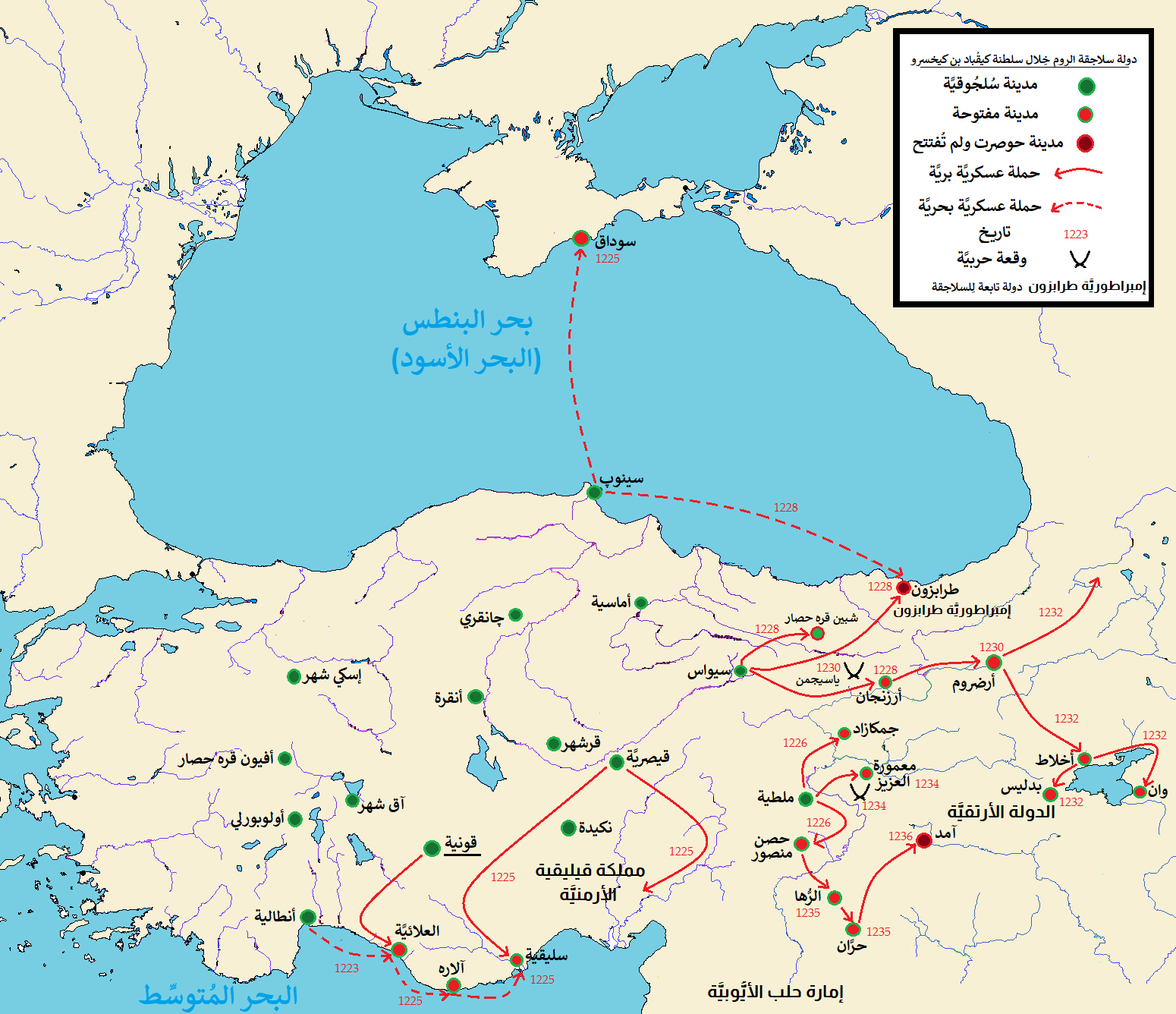
خريطة تُظهرُ الحملات العسكريَّة لِلسُلطان كيقُباد، والتي وسَّعت حُدود دولته توسيعًا عظيمًا.

وفي سنة 619هـ المُوافقة لِسنة 1222م هاجم بعض القراصنة القفجاقيين والروس تُجَّارًا سلاجقة في بحر البنطس وسلبوهم أموالهم وبضاعتهم، فجاء الرد السَلْجُوقي سريعًا، إذ جهَّز السُلطان كيقُباد حملةً عسكريَّةً بِقيادة البكلربك حُسام الدين جوبان وأمرهُ بِمُهاجمة سوداق في شبه جزيرة القرم عاصمة خانيَّة دشت القفجاق، وأقام السُلطان في قيصريَّة يترقَّب نتائج الحملة. أبحر الجيش السَلْجُوقي إلى شبه الجزيرة المذكورة، وهبط برَّها، ثُمَّ زحف بِاتجاه المدينة، فهرع سُكَّان المُدُن الساحليَّة إلى تقديم الطاعة. أمَّا في الداخل فقد تعاون الروس والقفجاقيُّون على التصدِّي لِلزحف السَلْجُوقي، وجمعوا جيشًا قوامه عشرة آلاف مُقاتل من أجل هذه الغاية، واصطدموا مع البكلربك حُسام الدين، فهزمهم هزيمةً قاسية، ثُمَّ هاجم سوداق التي استسلمت له، وأبدى أهلُها استعدادهم بِدفع الجزية وإعادة أموال التُجَّار المسلوبة مُقابل منحهم الأمان. جاءت مُوافقة السُلطان على ذلك مشروطةً بِإقامة الشعائر الإسلاميَّة. ودخل السلاجقة إلى المدينة، فبنوا فيها عدَّة مساجد في أماكن مُختلفة، وعيَّنوا عليها مُؤذنين وخُطباء، كما نَصَبوا قاضيًا، وأخذوا عددًا من أبناء الأعيان كرهائن، وتركوا فيها حاميةً عسكريَّة، ثُمَّ أبحروا عائدين إلى بلادهم. وفي سنة 622هـ المُوافقة لِسنة 1225م هاجم أرمن قيليقية بعض القوافل التجاريَّة الإسلاميَّة، فجاء رد السُلطان السَلْجُوقي بأن جهَّز حملةً عسكريَّةً وأرسلها لِفتح ما تيسَّر من القلاع الأرمنيَّة المُهمَّة، ففُتحت ثلاثون قلعة، واتصلت الولايات السَلْجُوقيَّة ببعضها. وفي سنة 623هـ المُوافقة لِسنة 1226م سار السُلطان كيقُباد إلى ديار بكر وحارب الأمير مسعود بن ناصر الدين محمود صاحب آمد ومَلَك عدَّة من حُصُونه، وسبب ذلك أنَّ الأمير المذكور كان قد استقلَّ بِإمارته عن السلاجقة، واتفق مع السُلطان الخوارزمي جلال الدين منكبرتي، وصاحب دمشق الملك المُعظَّم عيسى بن أحمد الأيُّوبي، وغيرهما على خِلاف صاحب الجزيرة الفُراتيَّة الملك الأشرف موسى بن مُحمَّد الأيُّوبي في سبيل انتزاع بلاده منه وتقاسُمها، فاستنجد الأشرف موسى بِالسُلطان السَلْجُوقي، الذي سارع على الفور لِاستغلال الفُرصة والتوسُّع في الجزيرة الفُراتيَّة، فانتزع قلعة «كختا» ومدينة جمكازاد الحصينة وحصن منصور، وغيرها، وأعاد إخضاع الأمير مسعود وإدخاله في طاعته. تابع كيقُباد توسيع دولته شرقًا بعد هذه الحملة، وكانت نيَّته أن يُقيم سياجًا من القلاع لِحماية المناطق الحُدُوديَّة الفاصلة بين دولتَيِ السلاجقة والخوارزميين، لِذلك كان عليه ضمّ أرزنجان وأرضروم وبعض القلاع الأُخرى، أمَّا سبب هذه الخُطْوة فكانت أنَّ السُلطان الخوارزمي جلال الدين منكبرتي كان قد أخذ يتدخَّل في شُؤون بلاد الشَّام الأيُّوبيَّة، فرأى كيقُباد أن يبدأ بِأخذ التدابير اللازمة لِلوُقُوف في وجهه قبل أن يُهدِّد بلاده. ولمَّا زحف السُلطان على أرزنجان سارع أميرها «داودشاه» إلى الاستسلام دون قتال، فتسلَّم السُلطان المدينة، ثُمَّ أرسل جُنُوده لِمُهاجمة أرضروم وقوغونية، فاستسلم صاحباهما «جهانشاه» ومُحمَّد بن بهرامشاه دون قتالٍ أيضًا. وهكذا تمكَّن كيقُباد من إقامة سياجه الحُدُوديّ وحماية بلاده، لكنَّهُ عاود رُغم ذلك توسُّعه شمالًا وجنوبًا، فأرسل جيشًا إلى الكرج فتح ثلاثين قلعةً من قلاعها، كما أخذ من الأيُّوبيين مُدن أخلاط وبدليس والرُّها وحرَّان وحصن زياد والرقَّة والبيرة ودُنيصر والسُويديَّة، لِتبلغ سلطنة سلاجقة الروم أقصى اتساعها على أنَّ أغلب هذه البلاد استعادها الأيُّوبيون خلال فترةٍ وجيزة.

### الفتنة البابائيَّة

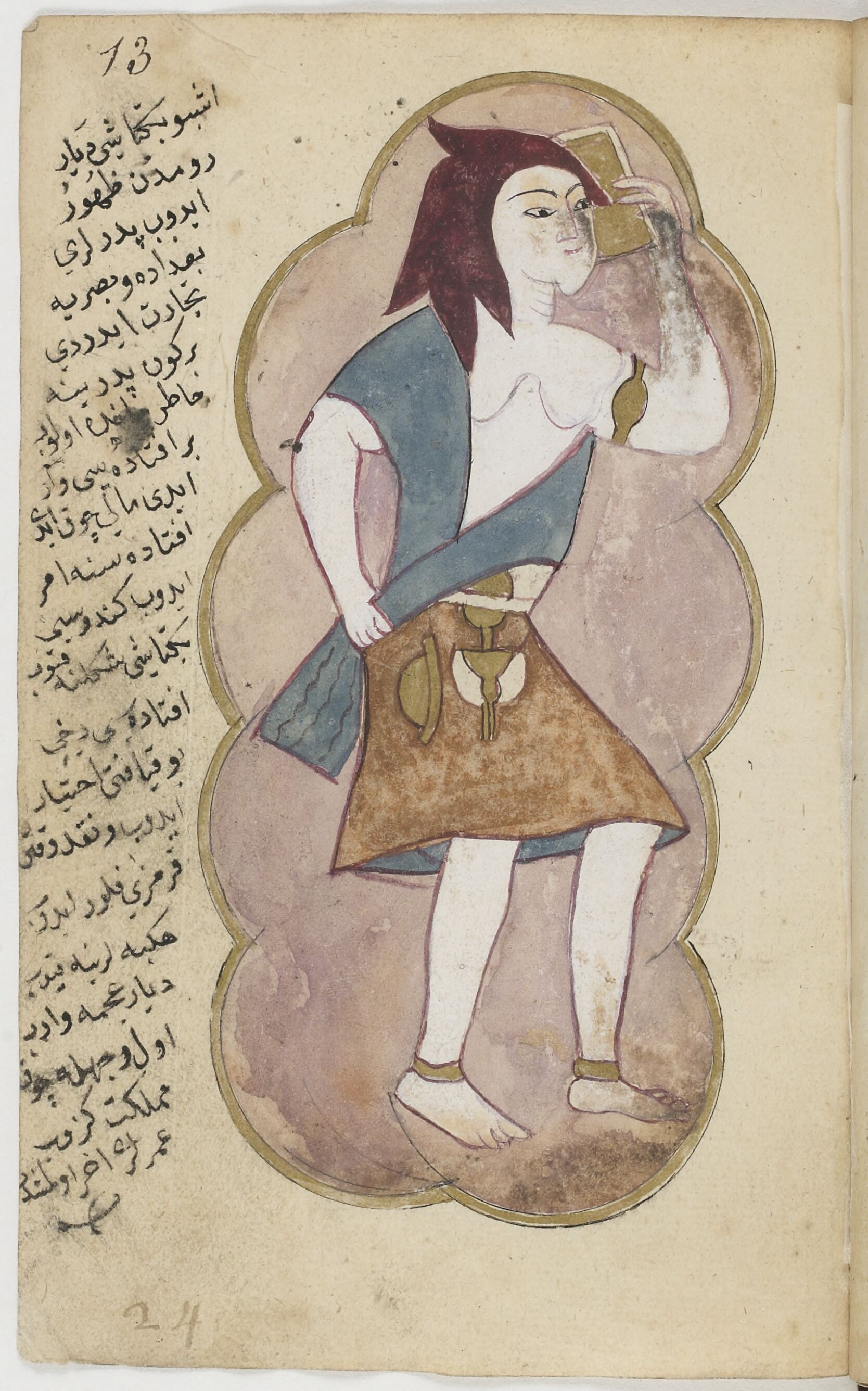
مُنمنمة لِبابا إسحٰق الكفرسودي قائد الفتنة البابائيَّة في دولة سلاجقة الروم. يُوصف الشخص المرسوم خطأ بِأنَّهُ الحاج بكطاش وليّ مُؤسس الطريقة البكطاشيَّة.

تُوفي السُلطان علاء الدين كيقُباد ليلة الإثنين شوَّال 634هـ المُوافق فيه 30 أيَّار (مايو) 1237م فكانت وفاته بداية انحدار دولة سلاجقة الروم لِضعف خُلفائه، وسيطرة بعض الوُزراء والساسة عليهم، وعملهم على إقصاء بعضهم بعضًا، ممَّا أفسد المُلك والبلاد، وفي ذلك يقول المُؤرِّخ الأمير ناصر الدين الحُسین بن مُحمَّد الجعفري، الشهير بِـ«ابن بيبي»: «...لَقَدْ أَصْبَحَ قَلْبُ البَرْقِ بِسَبَبِ ذَلِكَ مَشْوِيًّا، وَامْتَلَأ عَيْنُ السَّحَابِ بِالدَّمْعِ، وَأُخِذَت أُمُورُ المُلكِ وَالْمِلَّةِ مُنْذُ ذَلِكَ الْيَوْمِ فِي التَّرَاجُعِ، وَأَصَابَهَا الْفَسَاد، وَلَحِق الْوَهْنُ بِمَا يُمْسِك السَّلْطَنَة مِنْ نِظَامٍ». ومن المعروف أيضًا أنَّ كيقُباد كان آخر سلاطين السلاجقة استقلالًا، إذ إنَّ كُل من تلوه كانوا خاضعين لِلمغول يأتمرون بِأمرهم. خَلَف غِيَاث الدين كيخسرو أباه كيقُباد بُعيد وفاته، وكان -إلى جانب ضعفه ولينه- سُلطانًا غاشمًا جبَّارًا عسوقًا لعوبًا، يلعب بِالكِلاب والسِّباع ويُسلِّطُها على الناس، بحسب وصف كُلٍ من أحمد بن يُوسُف القرماني، والإمام سبط ابن الجوزي،  وابن تغري بردي. وواجهت كيخسرو في مُستهل حياته السياسيَّة عدَّة قضايا تطلَّبت منه العمل الجدِّي على مُواجهتها، منها التنافُس بين أُمراء الأيُّوبيين لِلتقرُّب من السلاجقة، ومُنافسة أخويه له، وتمرُّد الخوارزميين، وصراع أُمرائه فيما بينهم. ولعلَّ أهم تلك القضايا كانت بُرُوز المطامع المغوليَّة في آسيا الصُغرى، إذ كان المغول قد وصلوا -مُنذُ أواخر عهد كيقُباد- إلى حُدُود الدولة السَلْجُوقيَّة، وأرادوا بسط سيطرتهم على البلاد بِفعل موقعها المُؤثِّر في سياستهم التوسُّعيَّة المُقبلة. وقد أدَّت تحرُّكات المغول ومجازرهم المشهورة إلى تدفُّق الكثير من قبائل التُركُمان إلى الأناضول هاربةً من وجه الخطر في موطنها الأصلي بخوارزم وخُراسان وما وراء النهر، والواقع أنَّ تدفُّق هؤلاء كان لا ينقطع مُنذُ فتح السلاجقة بلاد الأناضول، لكنَّ الغزوات المغوليَّة بِشكلٍ خاص كانت عاملًا ساعد على زيادة كثافة الهجرة. وكان من بين المُهاجرين نسبة مُرتفعة من القرويين وسُكَّان المُدُن، كما كان من بينهم نسبة عالية من التُجَّار الأغنياء والمُفكرين والفنَّانين والدراويش. وسكن هؤلاء القوم في المناطق الجبليَّة -وبِخاصَّةٍ في جبال طوروس البعيدة عن التطوُّر الاجتماعي- حيثُ ظلُّوا مُحتفظين بِعاداتهم القديمة، ولم يصقلهم العلم الشرعي الإسلامي السليم، فتسرَّبت إليهم تعاليم الزنادقة وغُلاة الصوفيَّة، فأصبحوا أكثر عُزلة. وممَّا زاد في شطح هؤلاء وابتعادهم عن الإسلام أكثر فأكثر ظُلم السُلطان كيخسرو الذي كان مُنهمكًا بِشُؤونه الخاصَّة مُهملًا لِأُمور الدولة، فكان مثل هؤلاء الوافدين بِحاجةٍ إلى شخصٍ يقودهم وينتشلهم ممَّا هُم فيه، ويملأ هذا الفراغ الذي تسببت به سوء إدارة السُلطان، الأمر الذي فتح المجال أمام بعض أصحاب الغايات ودُعاة العصيان. وكان من ضمن هذه الفئة رجلٌ صوفيّ خُراسانيّ نزح من دياره بعد استيلاء جنكيز خان عليها وأقام في بلدة «كفرسود» بِضواحي حلب، ثُمَّ نزح إلى الأناضول وأثار في التُركُمان روح الفتح والعزيمة على التوسُّع تحت شعار الثورة على ظُلم السُلطان كيخسرو، وعُرف هذا الرجل باسم «بابا إسحٰق الكفرسودي التُركُماني» في بعض المصادر التاريخيَّة في حين سمَّته أُخرى «بابا إلياس». وتنص بعض المصادر أنَّ بابا إسحٰق المذكور كان وثيق الصلة بِغُلاة الشيعة، بل إنَّ الإجماع يكاد ينعقد على هذا، ويُنقل أنَّ هذا الرجل كان تابعًا لِإمام النزاريَّة الإسماعيليَّة أعلى مُحمَّد بن الحسن علي الذي عيَّنه داعيًا للباطنيَّة في بلاد الأناضول.

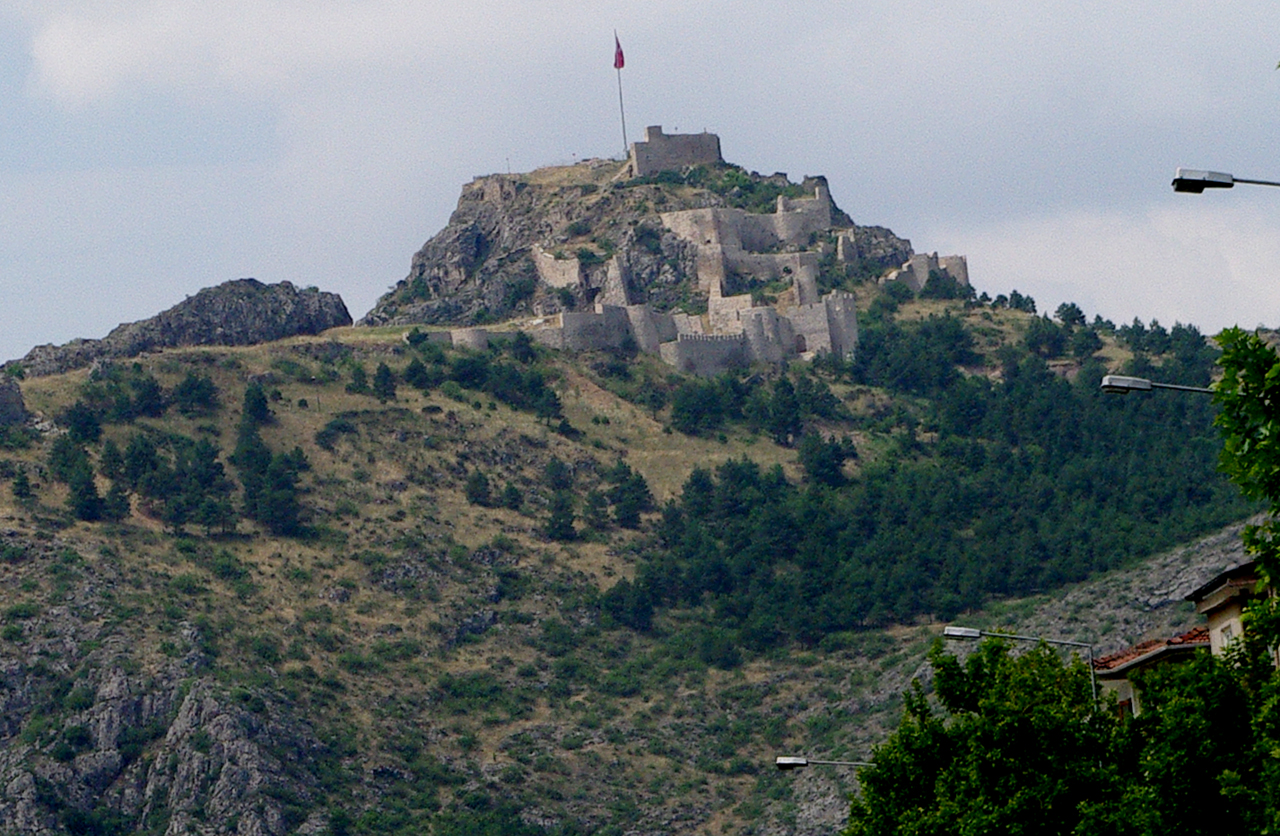
أطلال قلعة أماسية كما بدت سنة 2010م. أُعدم بابا إسحٰق زعيم الحركة البابائيَّة فيها وعُلِّقت جُثَّته من بُرجها لِإثباط عزيمة أتباعه.

عُرف أتباع بابا إسحٰق بِالـ«بابائيين»، وقد سيطر زعيمهم المذكور على عُقُولهم بِإفراغه آراءه الاجتماعيَّة في قالبٍ مثاليٍّ يُصوِّرُ لهم مدينةً فاضلة، ويعدهم بِتحقيقها بِزعامته الروحيَّة. واتخذ بابا إسحٰق من المُجاهدة والكرامة طريقًا، وكان ماهرًا في صنع الحيل المبنيَّة على الشعوذة والدجل، فاستمال الجهلة من التُرك بِما كان يُفتيه لهم من فتاوى ضلاليَّة تُثيرُ فيهم الحماسة الدينيَّة مُتظاهرًا بِالبُكاء أمامهم في بعض الأحيان، كما استمال آخرين بِمظهره الرث وبِنحافة جسمه الناتجة عن التعبُّد والصيام. وتظاهر بِالورع والأمانة، ولم يكن يقبل شيئًا من صدقة، قانعًا بِقوته البسيط، وبلغ من أمره أن اعتقد فيه الرجال والنساء حتَّى راجعوه في كُل أُمورهم إلى حد التوفيق بين المرء وزوجه عن طريق التعاويذ. وازداد تعلُّق التُركُمان بِهذا الرجل حتَّى أخرجوه من صفته الإنسانيَّة واتخذوه رمزًا لِخلاصهم، واعتقدوا أنَّهُ رسول الله إليهم، فحملوا شعار «لا إله إلَّا الله البابا رسول الله». وعندما رأى تعلُّق الناس به اختفى فجأة من حياتهم لِيُثير الرغبة فيهم، ثُمَّ ظهر فجأةً في إحدى قُرى أماسية، وراح يعمل بِالرعي أُسوةً بِالأنبياء، ثُمَّ بنى صومعةً سجن فيها نفسه مُتظاهرًا بِالزُهد مُعتمدًا على بعض المُريدين الذين كان يُرسلهم إلى الأطراف لِلدعوة له. اتَّصف بابا إسحٰق بِالتأني والبراعة السياسيَّة، فلم يُعطِ أتباعه إشارة البدء بِالثورة إلَّا عندما كانت القُوَّات السَلْجُوقيَّة مُنهمكة كُلُّها في المناطق الشرقيَّة بِحرب الخوارزميين. وممَّا يكشف أيضًا عن حُسن توقيت البدء بِالثورة، أنَّ توالي الحُرُوب في تلك المرحلة أدَّى إلى رفع نسبة الضرائب وتأخُّر الوضع الاقتصادي، وفساد الإدارة، وازدياد سخط الطوائف الاجتماعيَّة على حُكم السلاجقة. وعندما نضجت ظُرُوف التحرُّك أرسل بابا إسحٰق مُريدًا إلى كفرسود وآخر إلى مرعش لِتعبئة القبائل التُركُمانيَّة، وحدَّد لهما يوم إعلان الثورة، على أن يقتُلا كُلَّ من يتخلَّف عن تلبية النداء. وفي اليوم المُحدَّد لِلثورة تعرَّض بابا إسحٰق لِلسُلطان كيخسرو وقبَّحه وفضح أعماله الفاسدة وانشغاله بِالترف الزائد، وكان هذا الهُجُوم الكلامي إشارة البدء لِأتباعه، فانقضَّت جُمُوعُ التُركُمان على المُدُن والقُرى يحرقونها وينهبون أهلها ويُقتِّلونهم دون تفرقةٍ بين المُسلمين والنصارى، وكان بابا إسحٰق قد أباح لِجماعته الاستفادة من الأسلاب والغنائم والسبي بِوصفها حقًّا لِلمُنتصر، فكان ذلك أحد الأسباب الإضافيَّة التي جعلتهم يستشرسون في القتال. وعاث البابائيُّون فسادًا في مُدن ملطية وسيواس وتوقاد وأماسية، فأحرقوها واعتدوا على سُكَّانها وقتلوا منهم خلقًا كثيرًا، الأمر الذي شكَّل صفعةً لِلسُلطان كيخسرو في قونية، فاستفاق من غفلته، وأرسل قائد جُند أماسية، الحاج «أرمغانشاه»، لِقمع هؤلاء العُصاة وزعيمهم، وتمكَّن أرمغانشاه من القبض على بابا إسحٰق ومن كان معه في صومعته القريبة من أماسية، فأعدمه شنقًا ودلَّاه من بُرج القلعة لِيراه أتباعه. لكنَّ هؤلاء ازدادوا شراسةً بعد قتل زعيمهم، فاشتبكوا مع السلاجقة في معركةٍ عنيفةٍ قُتل فيها أرمغانشاه نفسه، فاضطرَّ السُلطان إلى تجهيز جيشٍ آخر وأرسله للقضاء على البابائيين وإنهاء حركتهم. والتحم هذا الجيش مع العُصاة في رحى معركةٍ رهيبة كان النصر فيها إلى جانب السلاجقة، فقُتل الكثير من البابائيين ولاذ الباقون بِالفرار، لكنَّ قادة الجيش السَلْجُوقي تتبعوهم وفتكوا بهم جميعًا، فلم يبقَ على قيد الحياة أحدٌ من الرجال والفتيان، وسُبيت النساء والأطفال، وغُنمت جميع الأثقال والأمتعة واقتُسمت بين العساكر بعد إفراز الخُمس. وهكذا انتهت الحركة البابائيَّة بِالفشل، ولم تُحقِّق ما كانت تهدف إليه، ونجا المُجتمع الإسلامي في الأناضول من خرق الباطنيَّة، على أنَّ خطرًا أعظم كان قد أصبح على الأبواب، ألا وهو الخطر المغولي.

### الغزوات المغوليَّة وانهزام السلاجقة

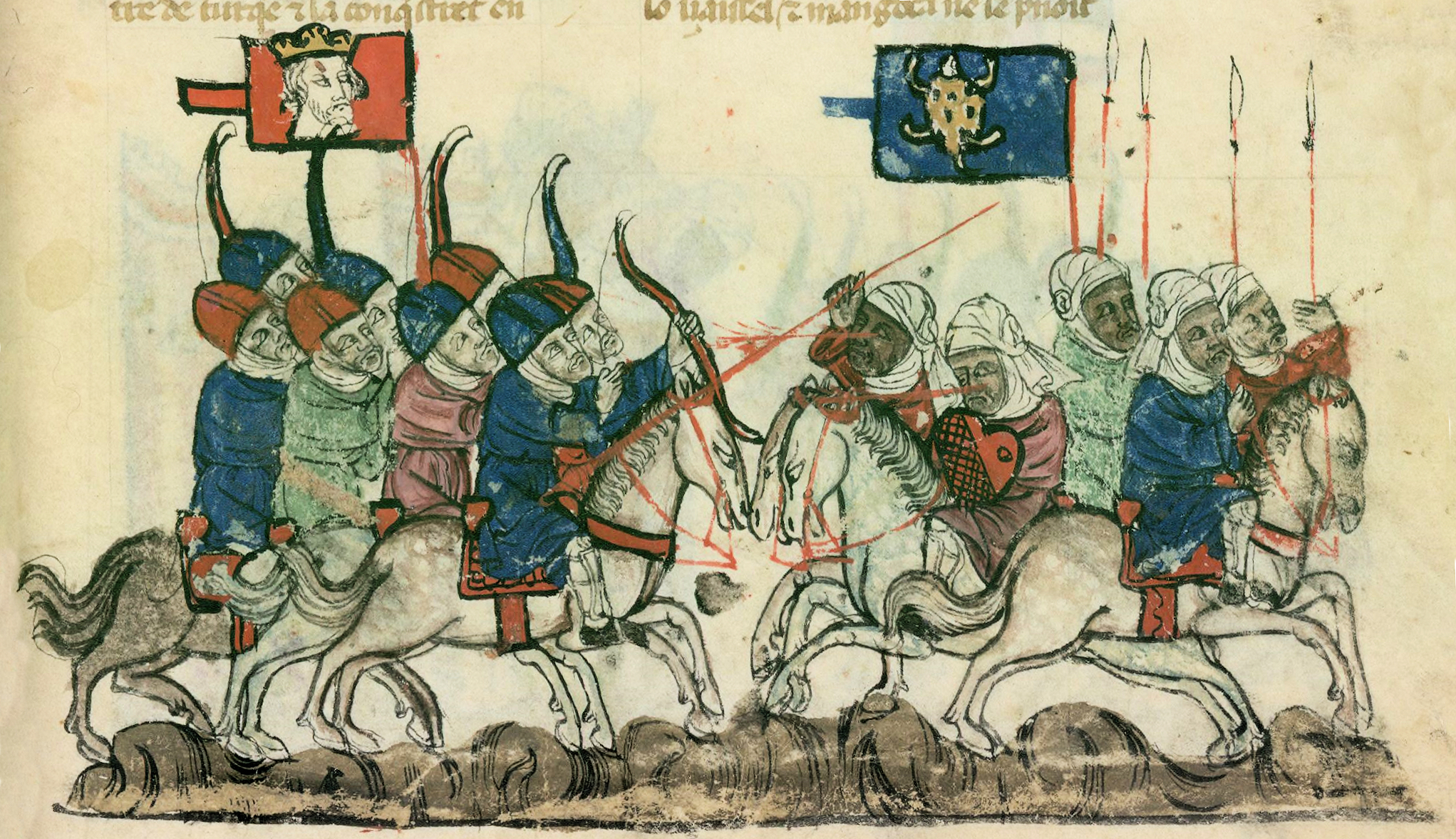
مُنمنمة أوروپيَّة تُصوِّرُ انهزام السلاجقة (يمينًا) وانسحابهم من أمام المغول في معركة جبل كوسه الشهيرة بِمعركة كوسه طاغ أو معركة الجبل الأقرع.

كان المغول قد تاخموا حُدُود دولة سلاجقة الروم مُنذُ أواخر عهد السُلطان كيقُباد كما أُسلف، وظهروا في نواحي سيواس، فقتلوا كثيرًا من السُكَّان وأسروا واسترقُّوا آخرين، واستاقوا الماشية التي وقعوا عليها، وعندما علم السُلطان بِذلك انتابه القلق، فأمر البكلربك كمال الدين كاميار بِالتصدي لهم، فانطلق الأخير على رأس جيشٍ حتَّى بلغ سيواس لِيكتشف أنَّ المغول غادروها وعادوا أدراجهم، لكنَّ هؤلاء أرسلوا رسالةً إلى السُلطان حملها إليه شمسُ الدين عُمر القزويني يطلبون منه الدُخُول في طاعتهم ويُحذرونه عاقبة العصيان. وإذ أدرك السُلطان أنَّ من حُسن السياسة مُهادنة المغول في هذا الوقت وافق على طلبهم، وجهَّز الهدايا لِأُمرائهم، غير أنَّهُ تُوفي قبل مُغادرة الوفد المغولي بلاد السلاجقة، فقام ابنه وخليفته كيخسرو بِإتمام ما بدأه، وأرسل كتابًا إلى المغول يتضمَّن الطاعة التامَّة. ويبدو أنَّ المغول لم يكتفوا بما أعلنه سلاجقة الروم من التبعيَّة لهم، بل أرادوا بسط سيطرتهم المُباشرة على البلاد بِفعل موقعها المُؤثِّر في سياستهم التوسُّعيَّة المُقبلة، فشنَّ القائد المغولي بايجو نويان هُجُومًا على أرضروم في سنة 640هـ المُوافقة لِسنة 1242م ونصب عليها اثنيْ عشر منجنيقًا، فهدم أسوارها ودخلها وقتل أفراد حاميتها، واستبقى أرباب الصنائع وذوي المهن. ولمَّا تلقَّى السُلطان أنباء الكارثة دعا أعيان الدولة إلى اجتماعٍ عامٍ لِدراسة الموقف، وتمحَّض عن هذا الاجتماع إعلان الحرب على المغول وتناسي المُشكلات والخلافات مع جيران السلاجقة من الأُمراء المُسلمين في سبيل توحيد الجبهة الإسلاميَّة، وعبَّأ السُلطان السَلْجُوقي جيشًا تراوح تعداده بين 60,000 و80,000 جُندي، تألَّف مُعظمهم من مُرتزقةٍ حلبيين وبيزنطيين وإفرنج ومصريين، وفي المُقابل بلغ عدد أفراد الجيش المغولي نحو أربعين ألفًا. وعسكر الطرفان في سهل «كوسه طاغ» بين أرضروم وأرزنجان حيثُ دارت بينهما رحى معركة عنيفة في سنة 641هـ المُوافقة لِسنة 1243م أسفرت عن انتصار المغول ودحر الجيش السَلْجُوقي. واندفع المغول بعد انتصارهم يُطاردون فُلُول السلاجقة، فدخلوا سيواس ونهبوها جُزئيًّا، ثُمَّ تقدموا إلى قيصريَّة التي تحصَّنت فيها القُوَّات السَلْجُوقيَّة المُنسحبة، فحاصروها وضربوها بِالمجانيق، ثُمَّ دخلوها واستباحوها وأحرقوها، وقتلوا الرجال من أهلها وسبوا العيال والنساء. كان لِهذه المعركة أثرٌ حاسمٌ في تراجُع قُوَّة دولة سلاجقة الروم إذ وقع الأناضول في قبضة المغول، وعندما رأى السلاجقة أنفسهم عاجزين عن مُواجهتهم أجروا معهم مُباحثات سلامٍ وصالحوهم على جزيةٍ قدرُها ألف دينار وفرسًا ومملوكًا وجاريةً وكلب صيد. وبِهذا أضحى سلاجقة الروم تابعين لِلمغول.

### مرحلة الحُكم المُشترك في ظل المغول
تُوفي السُلطان كيخسرو في سنة 644هـ المُوافقة لِسنة 1246م بعد حياةٍ حافلةٍ بِالمآسي سببها انغماسه في اللهو وجهله وظُلمه كما أُسلف. وبُعيد وفاته تشاور الأُمراء والأعيان -ممَّن كانت لهم الكلمة النافذة في البلاد- في اختيار خلفٍ لِسُلطانهم الراحل، وقرَّروا تعيين ابنه الأكبر عزُّ الدين كيكاوس، فنصَّبوه على العرش، وأجلسوا أخويه رُكن الدين قلج أرسلان عن يمينه وعلاء الدين كيقُباد على يساره. وكانت البلاد في الوقت الذي اعتلى فيه كيكاوس بن كيخسرو عرش السلطنة ترزح تحت وطأة الفوضى. فالأُمراء في تنافُسٍ وتناحر من أجل السُلطة، بل راحوا يتسابقون لِكسب ودّ زُعماء المغول والتزلُّف لهم لِلحُصُول على مكاسب سياسيَّة. وكثُرت تعدِّيات القبائل البدويَّة على المُدُن والقُرى الآمنة، وشكَّلوا خطرًا على أمن الدولة، كما شعر أُمراء المغول في آسيا الصُغرى بِضغطهم، فطلبوا من السلطنة السَلْجُوقيَّة وضع حد لِتعدِّياتهم وفرض الأمن في البلاد. نجح كيكاوس في لجم ثورة البدو إلى حدٍّ ما إلَّا أنَّ ظُهُور حركاتٍ ثوريَّةٍ أُخرى، أقلقه وأقضَّ مضاجع المغول. وفي سنة 644هـ المُوافقة لِسنة 1246م تولَّى العرش المغولي حفيد جنكيز خان المُسمَّى «گُيوك» خلفًا لِأبيه أوقطاي خان، فتواترت الوُفُود من الشرق والغرب إلى العاصمة المغوليَّة قراقورم لِحُضُور حفل تتويج الخاقان الأعظم الجديد. ولم يُشارك السُلطان السَلْجُوقي كيكاوس في هذه المُناسبة، بل أرسل أخيه قلج أرسلان بدلًا عنه، وفوَّضه بِإجراء مُباحثاتٍ مع المغول لِتجديد الصُلح بينهم، ووعد بِأن يذهب في مُناسبةٍ أُخرى. استغلَّ قلج أرسلان اجتماعه بِالخاقان الجديد وأقنعهُ بِتنصيبه سُلطانًا على بلاد الروم مُقابل إبرام مُعاهدةٍ جديدةٍ تقضي بِأن يدفع السلاجقة جزية سنويَّة مقدارها مليوناً ومائتي ألف بيزنت، وخمسُمائة ثوب من الحرير مُوشَّاة بِالذهب، وخمسُمائة حصان، ومثلها من الجِمال، وخمسة آلاف رأس ماشية، وهدايا تُعادل ضعف هذا كُلِّه. وافق گُيوك خان على هذا العرض، وأعاد قلج أرسلان إلى الأناضول حاملًا أمرًا خاقانيًّا بِإنزال كيكاوس وتنصيبه مكانه، وأرسل معهُ ألفيّ فارس مغولي لِمُساعدته على إخضاع المُعارضين. وماإن وصل قلج أرسلان إلى بلاده حتَّى كتب إلى أخيه يُخبره بِأمر الخاقان، ويطلب منه الاعتراف بِسلطنته.
عارض بعض أُمراء السلطنة تفرُّد كيكاوس بِالحُكم، وتزعَّمهم جلال الدين قراطاي، واتَّفق هذا مع البكلربك «يوطاش» على تنصيب الإخوة الثلاثة معًا، ونجح في إقناع أكثريَّة الأُمراء في الدولة بِهذا الأمر. ويبدو أنَّ بعض الأُمراء الآخرين المُوالين لِقلج أرسلان لم يرضوا بِالحل المذكور، وأصرُّوا على تفرُّد سُلطانهم بِالحُكم، وتزَّعم هذه الحركة أميرٌ يُدعى «طرنطاي»، فافتعل المُشكلات التي أوصلت الأخوين كيكاوس وقلج أرسلان إلى حد الصدام العسكري، غير أنَّ تدخُّل القاضي جمال الدين الختني حال دون تفاقم الوضع، فقرَّب بين الأخوين، واتُّفق على نسيان الماضي وفتح صفحة جديدة في العلاقات الوديَّة بينهما. وسُجن الأُمراء الذين تسبَّبوا في إشعال الحرب. وبِفضل مقدرة الوزير شمس الدين الجويني الأصفهاني استمرَّت الحُكُومة المُشتركة بين سنتيّ 647 و655هـ المُوافقة لِما بين سنتيّ 1249 و1257م، وحفلت هذه السنوات بِالدسائس والمُؤامرات، وتقلَّبت فيها مُيُول الأُمراء وفق مصالحهم الخاصَّة. وفي سنة 655هـ المُوافقة لِسنة 1257م تُوفي السُلطان علاء الدين كيقُباد، ويُقال أنَّهُ قُتل أثناء رحلته إلى قراقورم لِتقديم فُرُوض الولاء والطاعة لِلخاقان الجديد منكو خان، فحكم بلاد الروم أخواه كيكاوس وقلج أرسلان بِصورةٍ مُنفردةٍ حينًا ومُشتركةٍ أحيانًا وفقًا لِتقلُّب الأوضاع السياسيَّة في داخل البلاد وخارجها. فقد دبَّ الخلاف بدايةً بين الأخوين، وتطوَّر إلى نزاعٍ مُسلَّح، فانهزم قلج أرسلان وتفرَّد كيكاوس بِالسلطنة حتَّى هاجم المغول الأناضول مُجددًا وهزموه هزيمةً شنعاء وأجبروه على الهرب والالتجاء إلى الروم في نيقية، فتولَّى مكانه قلج أرسلان الذي هادن المغول، وسعى لدى هولاكو خان -وهو شقيق الخاقان الأعظم منكو ونائبه في إيران- كي يُعيِّنه سُلطانًا على كافَّة بلاد الروم. لكنَّ هولاكو الذي كان يعد نفسه السيِّد الأعلى والحاكم العام لِلأناضول، استدعى إليه السُلطانين الأخوين بُعيد استيلائه على بغداد سنة 656هـ المُوافقة لِسنة 1258م، وأعلمهما بِقراره تقسيم الأناضول بينهما، فأعطى كيكاوس جميع البلاد المُمتدَّة من حُدُود قيصريَّة إلى ساحل أنطالية حتَّى الحُدُود البيزنطيَّة، وتكون عاصمته قونية، في حين منح قلج أرسلان البلاد المُمتدَّة من سيواس إلى ساحل سينوپ وصامصون، وتكون توقاد مقرًّا له. وكان القسم الأخير -أي الشرقي- هو أكثر ما يهم المغول لِمُجاورته حُدُود بلادهم، ومن أجل ذلك عيَّنوا عليه قلج أرسلان المُوالي لهم.

### السلاجقة بين المغول والمماليك

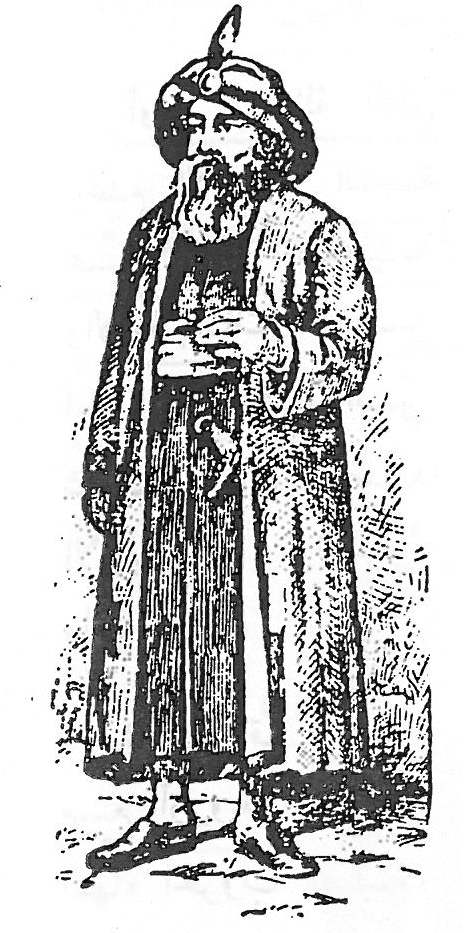
رسمٌ لِلسُلطان الظاهر رُكن الدين بيبرس. حمل على ديار الروم لِضمِّها إلى مُلكه وتوحيد الجبهة الإسلاميَّة ضدَّ المغول، خلال وزارة مُعينُ الدين سُليمان پروانه.

لم ينتهِ الصراع بين الأخوين قلج أرسلان وكيكاوس نتيجة اقتسام السُلطة، وظلَّ الأوَّل وأتباعه يُضايقون الآخر لِإزاحته عن الحُكم. فاضطرَّ كيكاوس إلى البحث عن حليفٍ يُسانده في صراعه مع أخيه وحُلفائه المغول، وكان نجم السُلطان المملوكي الظاهر بيبرس قد بدأ يسطع في سماء المشرق الإسلامي، لا سيَّما بعد أن شارك في هزيمة المغول في معركة عين جالوت، وأعاد إحياء الخلافة العبَّاسيَّة في القاهرة، ووحَّد الديار المصريَّة والشَّاميَّة والحجازيَّة في دولةٍ واحدةٍ، واستردَّ لِلمُسلمين الكثير من البلاد التي يحتلَّها الصليبيين، وأنزل بِأرمن قيليقية ضرباتٍ موجعة، فوجد فيه كيكاوس الحليف الطبيعي الذي سيُمكِّنه من التصدِّي لِخُصُومه، وأرسل إليه يطلب منه المُساعدة مُقابل أن يتنازل له عن نصف بلاده يُقطعها لمن يختاره. استجاب الظاهر بيبرس لِطلب المُساعدة ضمن سياسته الهادفة للتوسُّع شمالًا، وإقامة تحالُفاتٍ مع السلاجقة لِلوُقُوف في وجه الخطر المغولي على ديار الإسلام، وجهَّز قُوَّةً عسكريَّةً بِقيادة الأمير ناصر الدين أُغلُمُش لِمُساعدة كيكاوس، لكنَّ هذه القُوَّة لم تصل إلى بلاد الروم بِدليل عدم حسم الصراع بين الأخوين، بِالإضافة إلى أنَّ كيكاوس أعلم نظيره بيبرس في رسالةٍ أُخرى أرسلها إليه بِتراجُع الضغط المغولي عليه، ولم يُشر فيها إلى أي دورٍ لِلقُوَّة المملوكيَّة. واستغلَّ المُفسدون وخُصُوم كيكاوس مُراسلاته مع المماليك، فرفعوا الأمر إلى هولاكو في تبريز طالبين منه تأديب هذا العاصي الخارج عن السُلطة المغوليَّة، فأرسل جيشًا على الفور هاجم قونية التي تحصَّن بها السُلطان، ولمَّا رأى الأخير أنَّ لا قِبل لهُ بِمُواجهة خُصُومه خرج من المدينة ناجيًا بِحياته، وتوجَّه نحو أنطالية ومنها هرب إلى القُسطنطينيَّة عن طريق البحر، ونزل ضيفًا على الإمبراطور ميخائيل الثامن. وهكذا خلا الجو لِقلج أرسلان لِيحكم بِمُفرده، إلَّا أنَّهُ لم يُؤدِّ دورًا سياسيًّا بارزًا، وحجبه وزيره مُعينُ الدين سُليمان پروانه عن الواجهة السياسيَّة، فأحكم قبضته على مُقدَّرات الدولة حتَّى سُمي عصره بِـ«عصر پروانه».
عُرف عن پروانه بِأنَّهُ ذكي واسع الحيلة يغتنم كُل فُرصة تُتاح له لِتقوية نُفُوذه وتحقيق غاياته، فاستغلَّ وفاة هولاكو سنة 664هـ المُوافقة لِسنة 1265م، وتربُّع ابنه أباقا على العرش مكانه، فتوجَّه بِرفقة السُلطان إلى البلاط المغولي الإلخاني في تبريز لِتقديم فُرُوض الطاعة والولاء حيثُ طلبا الإذن بِالسماح لهما بِاستعادة البلاد والمناطق التي فقدها السلاجقة أثناء صراع الإخوة وبِخاصَّةٍ مدينة سينوپ، فأذن لهم بِذلك. وعاد قلج أرسلان إلى بلاده بعد تمام الزيارة بينما بقي پروانه في تبريز حيثُ أسرَّ لِأباقا أنَّهُ يغلب على سلاطين بني سَلْجُوق التذبذب، وأنَّ قلج أرسلان يُراسل المماليك سرًا، فما كان من أباقا إلَّا أن قلَّد پروانه نيابة السلطنة ببلاد الروم على أن يتخلَّص من كُل شخص يُخالفه أو يشُك بِولائه لِلمغول. ولمَّا حاول السُلطان التخلُّص من هيمنة وزيره وازدياد نُفُوذه الذي بات يُهدده شخصيًّا لفَّق لهُ پروانه تُهمة التخطيط لِاغتياله ومُكاتبة المماليك، فقبض عليه المغول وأعدموه خنقًا يوم الأربعاء 8 جُمادى الأولى 664هـ المُوافق فيه 14 شُباط (فبراير) 1266م، ونُصِّب مكانه ابنه الطفل كيخسرو. ولم يُؤدِّ هذا السُلطان أي دورٍ بارز خِلال حياته السياسيَّة نظرًا لِصغر سنِّه من جهة، وازدياد نُفُوذ الأُمراء وبِخاصَّةٍ پروانه من جهةٍ أُخرى، كما كثُرت في عهده الثورات والفتن. ودخل سلاجقة الروم -بِحُكم موقع بلادهم المُهم- في دوَّامة الصراع بين المغول والمماليك. وكان السُلطان بيبرس يُنزل بِالمغول والصليبيين الضربات القاسية، وبِنيَّته توحيد كافَّة بلاد الإسلام تحت رايته ولم شمل المُسلمين من جديد، وكان يتطلَّع إلى ضمِّ الأناضول إلى دولته في مصر والشَّام لِيتمكَّن من الاتصال بِمغول القبيلة الذهبيَّة بِقيادة زعيمهم المُسلم بركة خان، والتنسيق معهم لِلوُقُوف بِوجه المغول الإلخانيين في إيران، بِالإضافة لِلتخفيف من الضغط المغولي الواقع على الشَّام.

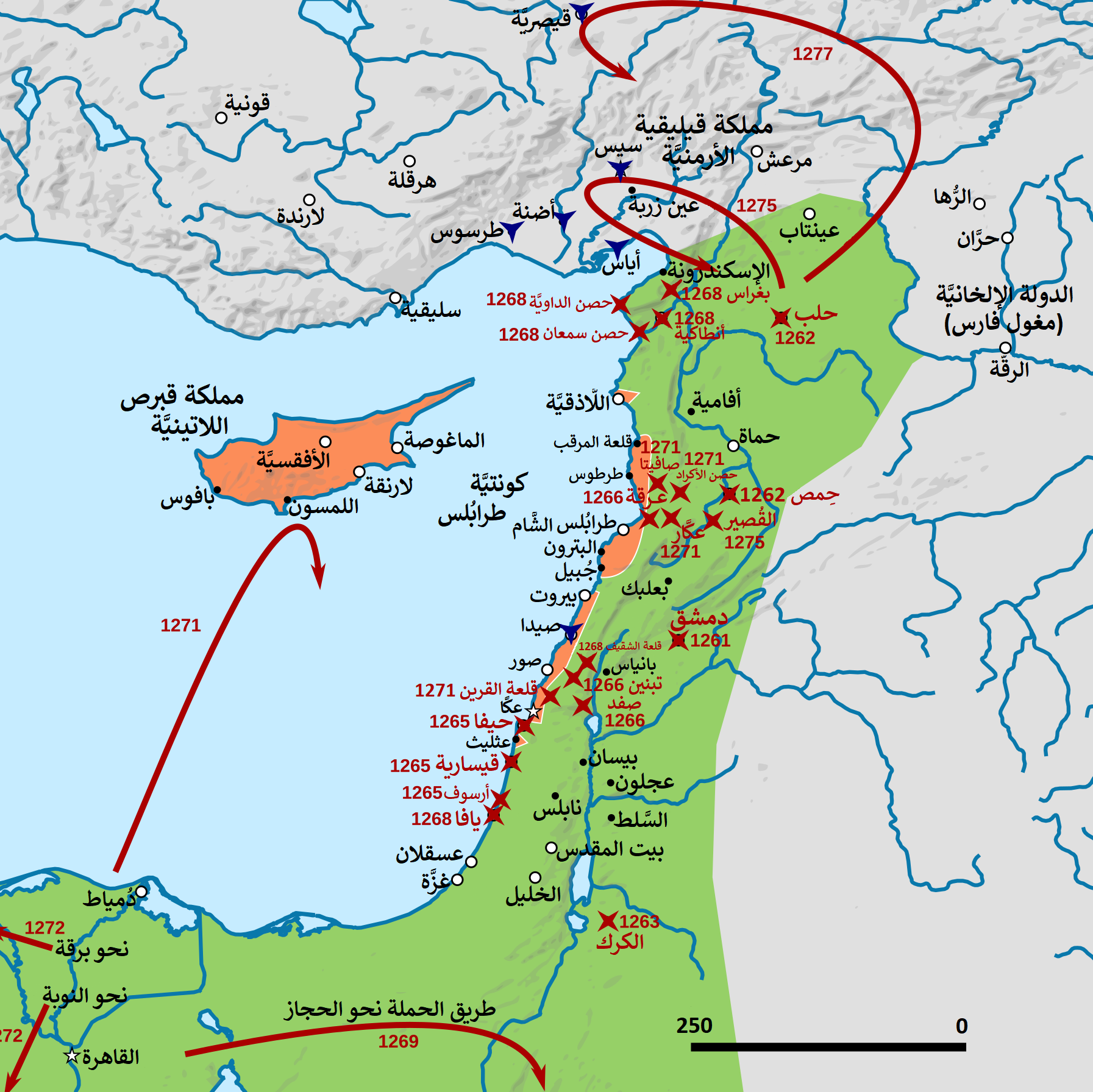
خريطة تُصوِّر حملات السُلطان بيبرس بما فيها حملته على الأناضول.

كثُر عدد الأُمراء السلاجقة المُوالين لِبيبرس خِلال السنوات القليلة التي تبعت تنصيب السُلطان الطفل كيخسرو، كما كُثرت الثورات ضدَّ الحُكم المغولي لِلبلاد والساسة السَلْجُوقيين المُوالين له. وهاجر بعض الأُمراء إلى دمشق كمُبارز الدين سوار الجاشنكير وسيف الدين الجندرلي وولده ميكائيل، وحُسام الدين بيجار وولده بهادُر، واجتمعوا مع بيبرس الذي رحَّب بِقُدُومهم، وطلبوا منه الإسراع في السير إلى الأناضول لِإنجاد المُسلمين ممَّا هم فيه. وفي سنة 674هـ المُوافقة لِسنة 1275م رأى بيبرس أنَّ الفُرصة أضحت مُواتية لِيُنفِّذ مشروعه بِضمِّ بلاد الروم، فالسُلطان كيخسرو مايزال طفلًا مغلوبًا على أمره، أمَّا پروانه الحاكم الفعلي لِلبلاد فإنَّهُ لم يستطع -على الرُغم ممَّا بذله من جُهد- أن يضبط الأوضاع الداخليَّة المُتدهورة، وإخماد الفتن، والثورات المُؤيِّدة لِبيبرس، كما أنَّهُ عجز عن ضبط الإمارات التُركُمانيَّة التي أخذت في الظُهُور، وأهمُّها الإمارة القرمانيَّة، واحتفظ المغول بِحمايةٍ مُفكَّكةٍ على دولة سلاجقة الروم بِسبب تكاثر الانتفاضات ضدَّهم، وقد عجزت القُوَّة المُرابطة في البلاد عن وضع حدٍّ لها. أمَّا الصليبيُّون والأرمن فلم يعد لهم من القُوَّة ما يُمكِّنهم من عرقلة المشروع الإسلامي. خرج بيبرس من الكرك إلى دمشق يوم 20 رمضان 675هـ المُوافق فيه 24 شُباط (فبراير) 1277م، واصطحب معهُ الأُمراء السلاجقة الذين استضافهم، ومن دمشق سار إلى حلب ومنها إلى عينتاب، فدُلُوك، فمرج الديباج، وكينوك، ثُمَّ عبر النهر الأزرق وقطع الدربند وبات في أرضٍ سهلة، والتقت طليعته بِطليعةٍ مغوليَّةٍ قوامها ثلاثة آلاف مُقاتل، فهزمها وأسر كثيرًا من أفرادها. وفي يوم الجُمُعة 10 ذي القعدة 675هـ المُوافق فيه 16 نيسان (أبريل) 1277م التقى الجيشان الرئيسيَّان لِلمغول والمماليك على مقرُبةٍ من مدينة البستان، وحثَّ بيبرس جُنُود الإسلام على الجهاد في سبيل الله، ثُمَّ حصل الاشتباك وتلاقى العسكران. ودارت بين الطرفين معركة ضارية انجلت عن هزيمةٍ قاسيةٍ لِلمغول ومن حالفهم من الأرمن والكرجيين وأُمراء السلاجقة المُوالين لهم، فقُتل من المغول ستَّة آلاف وسبعُمائة وسبعون رجُلًا وأُسر كثيرٌ منهم، كما قُتل ألفا فارسٍ كرجيٍّ بِالإضافة إلى عددٍ من أُمراء السلاجقة. بعد هذا الانتصار، دخلت بعض مُدُن الأناضول في طاعة بيبرس، مثل سمندو ولارندة ودوالو، وأقبل عليه السُكَّان من مُختلف طبقاتهم يُهنِّئونه بِالنصر وهُم يُكبِّرون ويُهللون، ودخل بيبرس مدينة قيصريَّة وجلس على عرش السلاجقة، وخُطب لهُ على المنابر، وضُربت السكَّة بِاسمه. ولم يستمر مُكُوث بيبرس بِالأناضول سوى عشرة أيَّام علم أثناءها بِأنَّ الوزير السَلْجُوقي پروانه قد راسل المغول لِيستعين بهم على المماليك. ولمَّا كانت عساكره قد أنهكها التعب، ونفدت الأقوات، ونقُص العلف، ونفقت مُعظم الخُيُول، رأى بيبرس أن يعود بِجيشه إلى الشَّام قانعًا بما أحرز، دون أن يُحقِّق هدفه بِضمِّ كامل بلاد الروم والاتصال بِمغول القبيلة الذهبيَّة.

### تقسُّم دولة سلاجقة الروم وزوالها

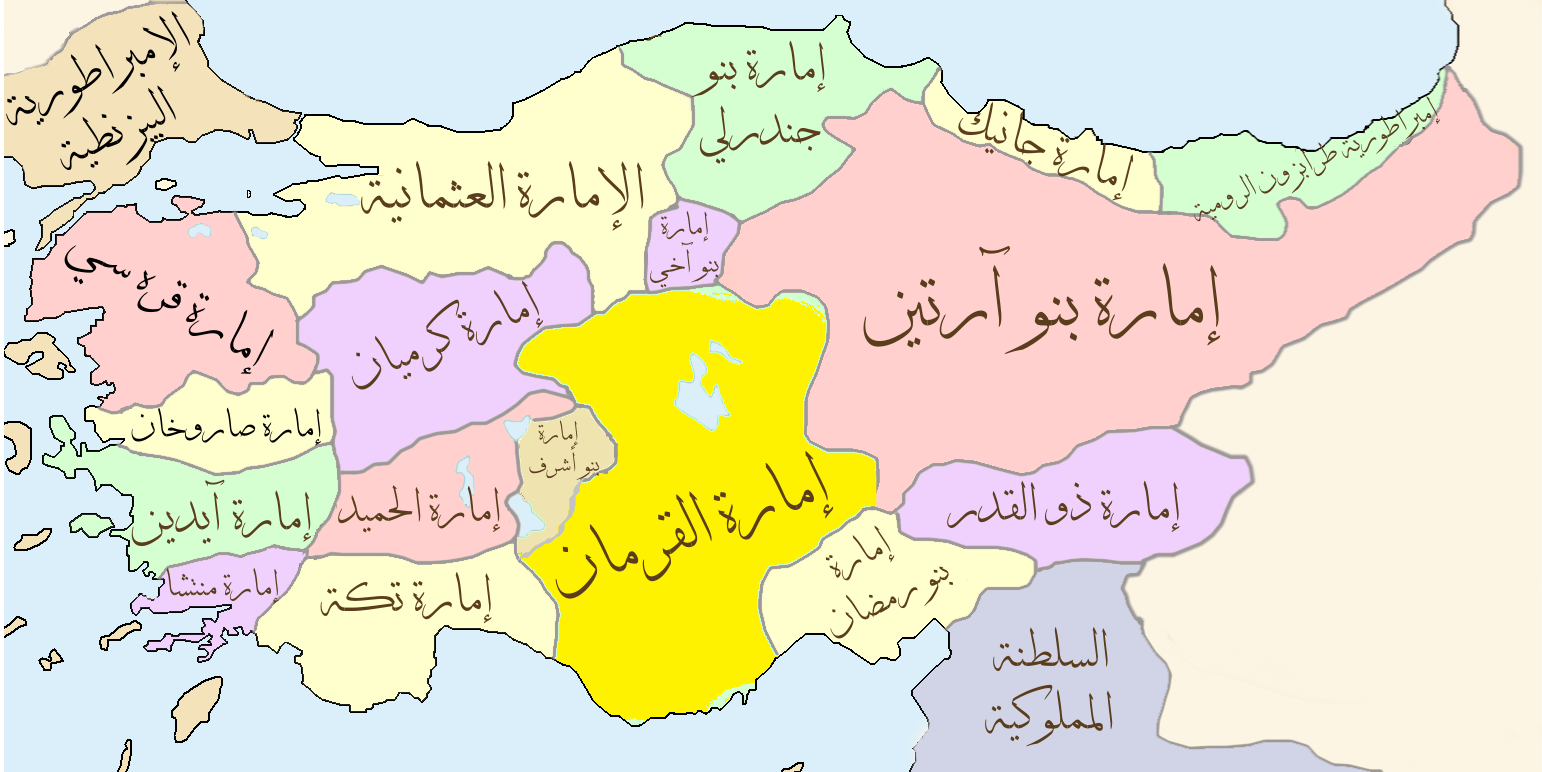
الإمارات التُركُمانيَّة التي تقسَّمت إليها دولة سلاجقة الروم وبعض ما ظهر من إماراتٍ إضافيَّةٍ لاحقة.

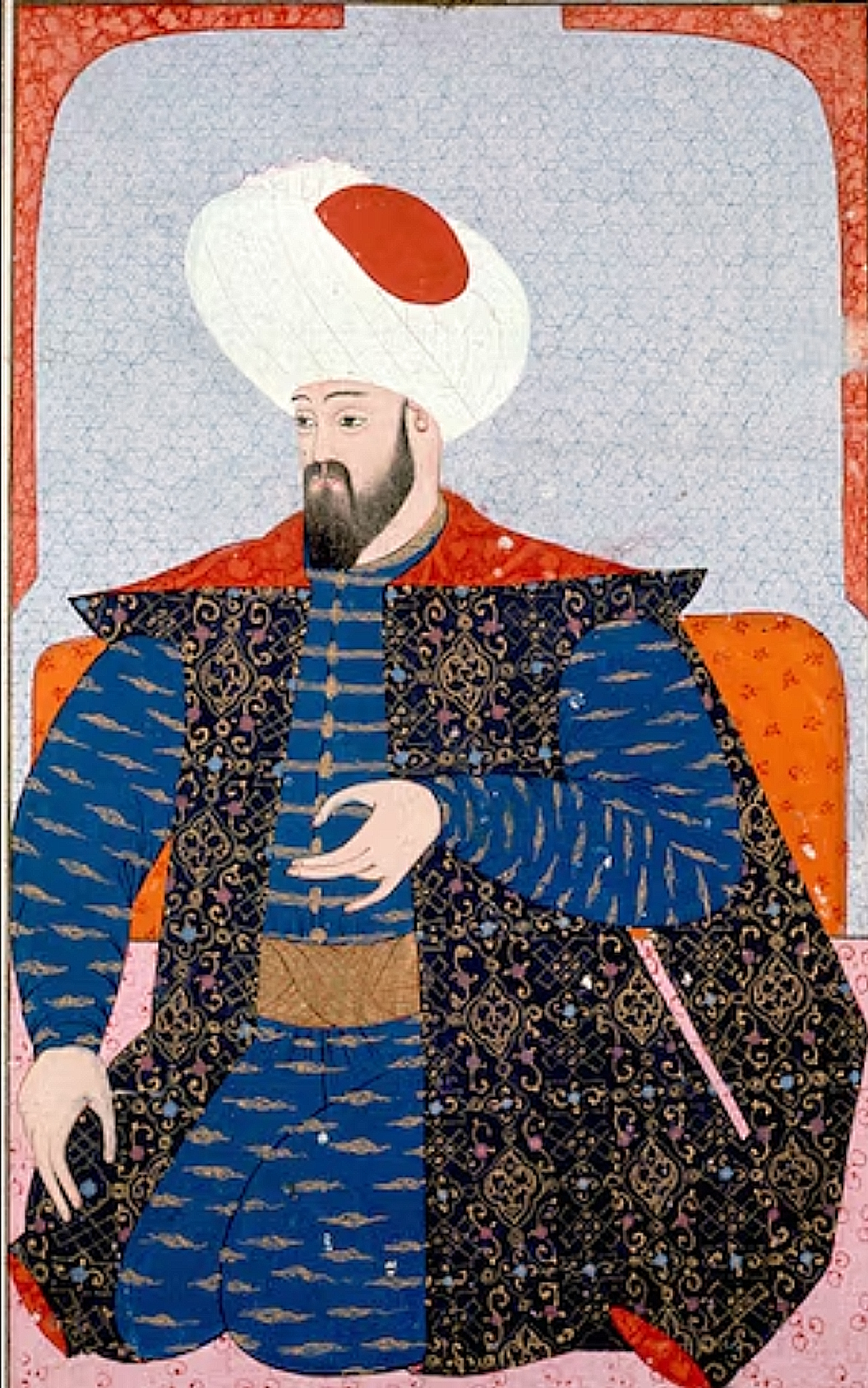
مُنمنمة لِعُثمان بن أرطُغرُل الأمير التُركُماني الذي كُتب لِبنيه أن يُعيدوا توحيد بلاد الروم في دولةٍ واحدةٍ بعد زوال سلطنة سلاجقة الروم وتفكُّكها.

بعد انسحاب المماليك وصل المغول إلى الأناضول بِقيادة الإلخان أباقا نفسه، ولمَّا شاهد بِأُم عينه ما حلَّ بِجيشه صبَّ جام غضبه على المُتخلِّفين من قادة السلاجقة وأُمرائهم الذين لم يلتحقوا بِالمغول، فقتلهم إلَّا مائة وأربعة منهم شُفع لهم. كما أُعدم الوزير مُعينُ الدين سُليمان پروانه، بعد أن اتُّهم بِالخداع، وبِأنَّهُ لم يُقدِّم إلى أباقا تقريرًا صحيحًا عن القُوَّة المملوكيَّة، وأنَّ ذلك ليس إلَّا دليل على اتفاقه مع بيبرس. ثُمَّ تابع المغول انتقامهم من المُسلمين، فقتلوا عالمًا عظيمًا من الأهالي ما ينوف على مائتيّ ألف وقيل خمسُمائة ألف من الفلَّاحين والعوام والجُند في المنطقة المُمتدَّة من أرضروم إلى قيصريَّة. أحكم المغول قبضتهم على بلاد الروم بعد التخلُّص من پروانه، وتولُّوا الإدارة، وشغلوا الوظائف الرئيسيَّة، كما أدخلوا نظامهم المالي في أجهزتها، وضعُف مركز السلطنة، وأرسل الإلخان صاحب ديوانه شمس الدين مُحمَّد الجويني لِيُنظِّم شُؤون البلاد الإداريَّة ويضبط أوضاعها بِإخماد الثورات والفتن المُتفاقمة. وفي سنة 679هـ المُوافقة لِسنة 1280م وفد على البلاط المغولي غِيَاث الدين مسعود بن كيكاوس ابن عم السُلطان كيخسرو بن قلج أرسلان بعد حياةٍ أمضاها في المنفى مُنذُ لُجُوء أبيه إلى القُسطنطينيَّة، فاجتمع بالإلخان أباقا وطلب منهُ أن يمنحهُ بعض بلاد آبائه وأجداده لِيحكُمُها بِشكلٍ مُستقلٍ عن أملاك كيخسرو، فاستجاب لهُ أباقا ومنحهُ سيواس وأرضروم وأرزنجان مُنتهجًا في ذلك نهج أبيه هولاكو في تقسيم السُلطة في بلاد الروم بين السلاطين حتَّى تسهل السيطرة المغوليَّة على البلاد، إلَّا أنَّ كيخسرو رفض مبدأ القسمة، وتحصَّن في أرزنجان، فكان جزاؤه أن سُمِّم، وخلا الجو السياسي لِمسعود الذي عزَّز مركزه وحكم دولة سلاجقة الروم، لكن لم يكن لهُ من الحُكم إلَّا صورته، وخُلع عن عرشه نتيجة ثورة، ونُصِّب مكانه علاء الدین کیقُباد بن فرامُرز، ولم تحدث في عهده أحداث ذات شأن سوى تمرُّدٍ قام على المغول، وانهمك في اللهو واللعب، واشتهر بِمظالمه، ودفع حياته ثمنًا لها. بعد مقتل كيقُباد، عيَّن الإلخان محمود غازان غِيَاث الدين مسعود بن كيكاوس سُلطانًا على سلاجقة الروم لِلمرَّة الأُخرى، فحكم حتَّى سنة 703هـ المُوافقة لِسنة 1303م حينما أُصيب بِالفالج، فعجز عن النُطق واللمس والحركة، وبقي طيلة سنة يُعاني من الآلام إلى أن مات. وغرقت بلاد الروم من بعده في بحرٍ من الفوضى ووقع الخلل في السلطنة التي انقسمت إلى عشر إماراتٍ تُركُمانيَّةٍ هي: القرمانيَّة وتكَّة والحميديَّة والكرميانيَّة وقزل أحمدلي ومنتشا وآيدين وصاروخان وقرەسي وقايى، وظلَّت السيطرة المغوليَّة واضحة، ولم يُنقذ البلاد من المزيد من التشرذم والفوضى سوى بُرُوز أمير قايى عُثمان بن أرطُغرُل وبنيه من بعده -الذين أعادوا توحيد آسيا الصُغرى- ونمت دولتهم وتوسَّعت حتَّى أضحت آخر دُول الخلافة الإسلاميَّة.

## الثقافة والمظاهر الحضاريَّة

### الإدارة والتنظيم الداخلي
كان نظام الحُكُم في دولة سلاجقة الروم ملكيًّا وراثيًّا على أنَّ هذه الوراثة لم تستمر على منوالٍ ثابت، فبعد أن قُتل سُليمان بن قُتلُمُش في ميدان الحرب، وأُخذ ابنه قلج أرسلان أسيرًا إلى بلاط السُلطان ملكشاه في أصفهان، ومكث فيه ست سنوات، استولى على مُقدَّرات الأُمُور في آسيا الصُغرى الأمير أبو القاسم الوصيّ على عرش نيقية، وقد نجح في توجيه سياسة سلاجقة الروم الداخليَّة والخارجيَّة بِكفاءةٍ واضحة. ولمَّا قُتل أبو القاسم وجَّه سياسة الدولة أخوه الأمير «بولداق» الذي ظلَّ يُدير شُؤون البلاد حتَّى عاد قلج أرسلان وارتقى عرش أبيه. وعندما خلا عرش سلاجقة الروم لِلمرَّة الثانية بُعيد غرق قلج أرسلان في نهر الخابور، ووُقوع وليّ عهده ملكشاه في الأسر، اغتنمت إحدى زوجاته الفُرصة وأعلنت ابنه الأصغر طُغرُل أرسلان حاكمًا على ملطية والبلاد الشرقيَّة، وحاولت بسط سيادتها على آسيا الصُغرى، لكنَّها كانت أضعف من أن تُوجِّه سياسة دولة مُترامية الأطراف. وكان ذلك إيذانًا بِظُهُور شخصيَّة الأمير حسن الوصيّ على عرش قونية، والذي لمع نجمه من خلال صراعه المُستمر مع البيزنطيين، ومُحاولاته المُتكرِّرة لِدرء خطرهم على بلاده. وبِالرُغم من أنَّهُ لم ينل شُهرة نظيره السابق الأمير أبي القاسم إلَّا أنَّهُ نجح في توجيه سياسة سلاجقة الروم قُرابة ثلاثة أعوام حتَّى عاد ملكشاه وارتقى عرش أبيه. وهكذا لعب الأوصياء على العرش بِدولة سلاجقة الروم دورًا بارزًا في حماية وتوجيه سياستها وقت أزماتها، وخُلُوِّ عرشها من السُلطان. كذلك لم تنتقل السلطنة على الدوام لِلابن الأكبر أو وليُّ العهد الأرشد، فقد حلَّ السُلطان مسعود بن قلج أرسلان مكان أخيه ملكشاه بعد صراعٍ على العرش، وكان قلج أرسلان بن مسعود أوَّل من قسَّم السُلطة على أبنائه ممَّا أفقدها مركزيَّتها، وأُصيب نظام الحُكم بِتصدُّعٍ لم يبرأ منه.
وعلى الرُغم من أنَّ السُلطان بِدولة سلاجقة الروم كان حاكمًا مُطلقًا في دولته مصدرًا لِجميع سُلطاتها لا سيَّما خلال عصر قُوَّتها وازدهارها، إلَّا أنَّهُ استعان بِبعض الشخصيَّات الهامَّة من ذوي الكفاءة والمقدرة لشغل المناصب والِاستفادة من جُهُودهم في إدارة بلاده وتوجيه شؤونها، كالوزير، ونائب السلطنة، والبكلربك أو أمير الأُمراء، والمُستوفي، والمُشرف، وصاحب الشحنة. وكانت الوزارة قد أصبحت بِحُلُول عهد السلاجقة مُؤسسةً عريقةً وأصيلةً في المُجتمع الإسلامي، وكان مدى قُوَّتها في العُهُود السَلْجُوقيَّة الأولى كبيرًا لِلغاية بِسبب الأهميَّة التي كان السلاطين يولونها لها لكونهم هم أنفُسهم لم يتمتعوا بِحظٍ وافرٍ من العلم، فكان الوزير يُعتبر محور جهاز الحُكم، وكان يُشرف على التنظيمات الحُكُوميَّة، وقد يُناط به أحيانًا مهامٌ عسكريَّة وقيادة الجُيُوش إذا لزم الأمر ذلك. واستمرَّ وُزراء سلاطين سلاجقة الروم رهن إشارة سادتهم في تنفيذ الأوامر الصادرة إليهم سواء كانت عسكريَّة أو إداريَّة أو سياسيَّة، ولكنَّ هذا الوضع تبدَّل وتغيَّر بِسبب المغول الذين تدخَّلوا في شُؤون الحُكم بِدولة سلاجقة الروم، فتطرَّق الضعف على إثر ذلك إلى السُلطة الحاكمة بِالدولة، وبرزت قُوَّة الوُزراء وعلا صوتهم فوق صوت ساداتهم. من الأمثلة على ذلك أن عيَّن المغول سنة 685هـ المُوافقة لِسنة 1286م فخر الدين القزويني في منصب الوزارة، ومُجير الدين أميرشاه في منصب نيابة السلطنة، وتعهَّدا بِدفع مبلغٍ ضخمٍ كجزية. فتميَّز عهدهما بِالقسوة حيثُ فرضا على السُكَّان ضرائب باهظة، وتعدَّيا على الأملاك الخاصَّة بِهدف تأمين المال اللازم لِلمغول. وممَّا زاد الأوضاع تفاقُمًا أنَّ فخر الدين المذكور عيَّن شقيقه جمال الدين مُستوفيًا، فأوقع الظُلم على الناس، كما نصَّب شقيقًا آخر في وظيفة المُشرف، فنفر الناس منه. ومع إدراكه بِأنَّ أعماله التعسُّفيَّة هذه ستُؤدِّي إلى الخراب استمرَّ في سياسته الماليَّة المُتعسِّفة.
ومن المناصب المرموقة بِدولة سلاجقة الروم منصب نائب السلطنة، وقد وصفه القلقشندي بِقوله: «وَهُوَ لَقَبٌ عَلَى الْقَائِمِ مَقَامَ السُّلْطَانِ فِي عَامَّةِ أُمُورِهِ أَوْ غَالِبُهَا… وَيُطْلَق هَذَا اللَّقَبَ فِي الْعُرْفِ الْعَامِّ عَلَى كُلِّ نَائِبٍ عَنْ السُّلْطَانِ أَوْ غَيْرِهِ بِحَضْرَتِهِ أَوْ خَارِجًا عَنْهَا فِي قُرْبٍ أَوْ بَعْدٍ، إلَّا أَنْ النَّائِبَ عَنْ السُّلْطَانِ بِالْحَضْرَة يُوصَف فِي عُرْفِ الْكُتَّاب بِالكَافِلِ». ومن تلك المناصب أيضًا البكلربك أو أمير الأُمراء، ويُقصد به القائد العام لِلجيش سواء كان بريًّا أو بحريًّا، ومن مهام صاحبها وضع الخطط الحربيَّة وقيادة جُيُوش الدولة في معاركها الداخليَّة والخارجيَّة، ومن أبرز من تولَّى هذا المنصب الأمير حُسام الدين جوبان والأمير كمال الدين كاميار. ومن الوظائف الديوانيَّة الهامَّة بِدولة سلاجقة الروم وظيفة المُستوفي التي اختصَّ صاحبها بِعدَّة أُمُور أهمُّها ضبط وتحرير أُمُور الدولة ومعرفة مصادر أموالها ووُجوه إنفاقها، وكان من حقِّه أيضًا مُصادرة أموال من أُثري بِغير حق، وإعادتها لبيت المال. أمَّا المُشرف فكان بِمثابة عين السُلطان على رعيَّته، ومن مهامه القيام بِجمع المعلومات والأخبار التي تتعلَّق بِالدولة وأمنها، عن طريق مُعاونيه المُنبثين بين السُكَّان ونقلها بعد ذلك مُباشرةً لِلسُلطان، لِيكون على بيِّنةٍ بما يحدث داخل بلاده، ويفطن لِأيَّة مُؤامرة قد تُحاك ضدَّه. والشحنة أيضًا من الوظائف التي برزت في دولة سلاجقة الروم، ومن مهام صاحبها حفظ الأمن والنظام في البلدة أو المدينة التي يلي فيها هذه الوظيفة، فهو مُحافظ المدينة أو الأمير المُشرف على حراستها. ويُلاحظ أنَّ هذه الوظيفة برزت وزادت أهميَّتها في دولة سلاجقة الروم خلال سيادة المغول على آسيا الصُغرى، حيثُ كان الألاخين يُعيِّنون أُمراء شحنة لِلبلاد لِيكونوا نُوَّابًا لهم.
أمَّا التقسيم الإداري لِدولة سلاجقة الروم فمن المعروف أنَّ السلاطين اتَّبعوا نظام الإقطاعيَّات الوراثيَّة تمامًا كما كان الحال مع دولة السلاجقة العظام. وأوَّل من حدَّد التقسيمات الإداريَّة لِهذه الدولة كان السُلطان قلج أرسلان بن مسعود، وذلك حينما قسَّم بلاده على أبنائه وذويه قُبيل وفاته، فجعلها إحدى عشرة إقطاعيَّة اشتمل كُلٌ منها على مدينة أو أكثر، وكان على رأسها أمير يُدبِّر شُؤونها ويُعاونها في ذلك ديوانٌ يكون على هيئة مُصغَّرة لِديوان السُلطان بِالعاصمة، أمَّا تلك التقسيمات فهي: قونية وبرغلو، وقيصريَّة، والبستان وأرضروم وبايبُرد، وسيواس وآق سراي، وملطية، وتوقاد، ونيكسار، وأماسية، وأنقرة، ونكيدة، وهرقلة.

### الإنشاءات العُمرانيَّة

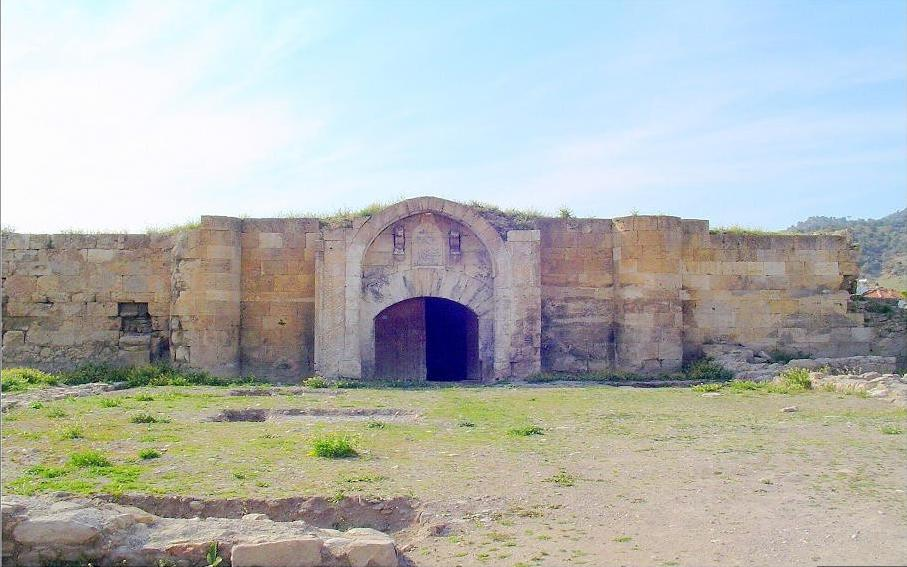
كاروانِسراي (خان) خان آباد في مدينة جرداق.

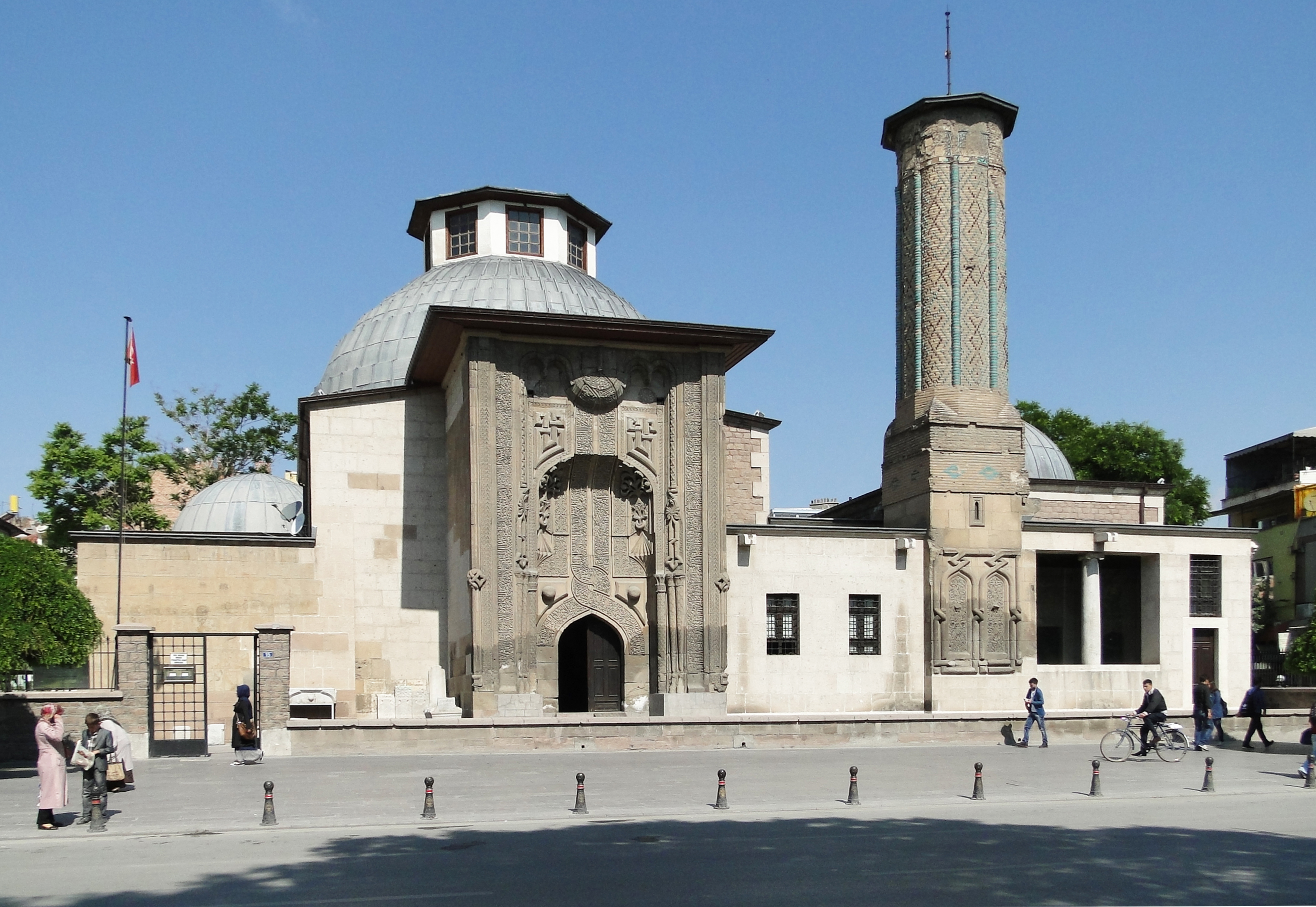
مدرسة إينجه مناره‌لي في مدينة قونية.

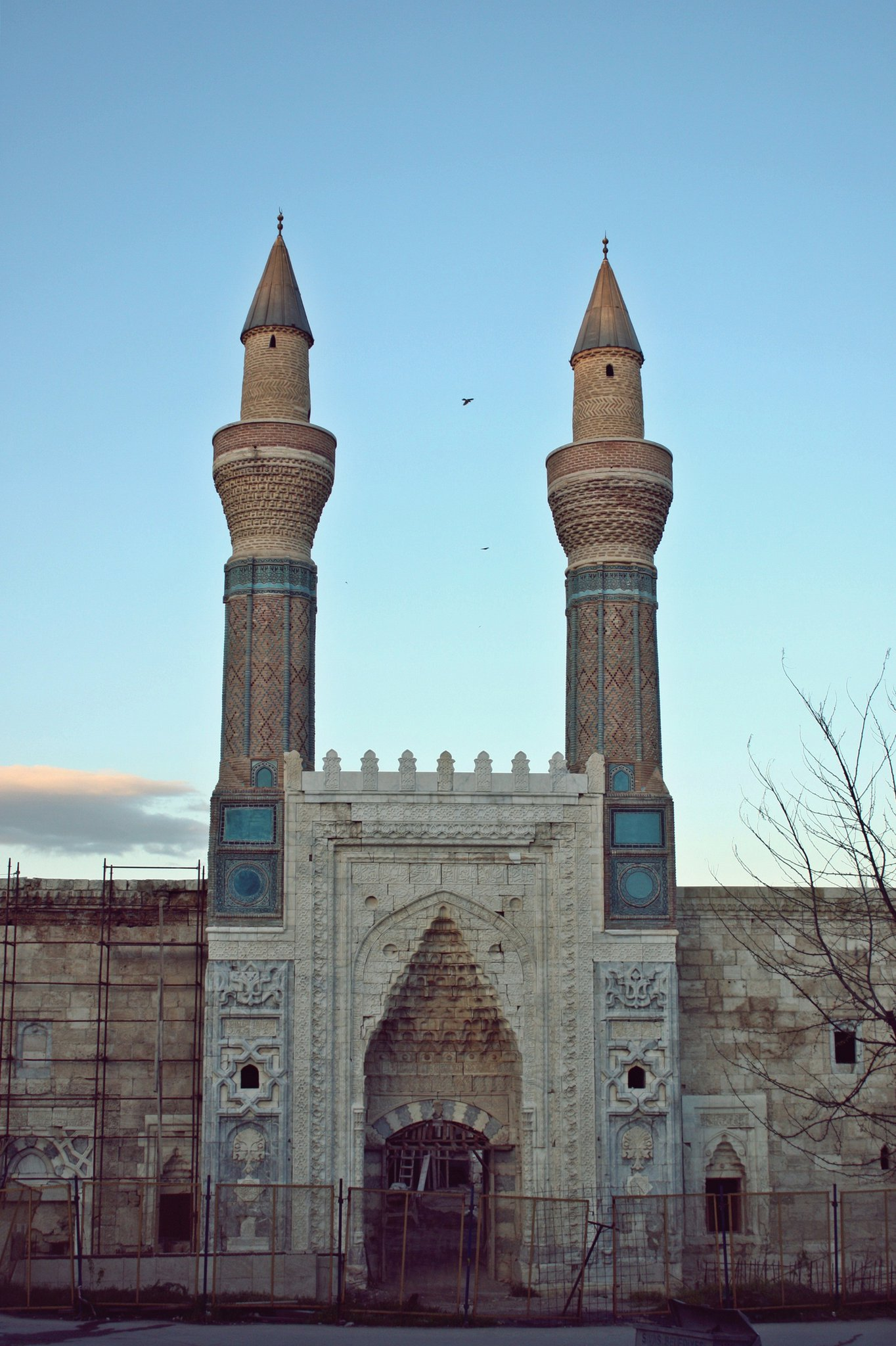
المدرسة الزرقاء -أو «گوك مدرسة»- أو المدرسة الصاحبيَّة (نسبةً إلى الوزير الصاحب فخر الدين علي) في مدينة سيواس. إحدى أبرز المدارس التي تركها سلاجقة الروم.

اعتنى السلاجقة بِعمارة المُدن التي افتتحوها في آسيا الصُغرى عنايةً بارزة، فحصَّنوها وابتنوا فيها الجوامع والأضرحة الضخمة ذات السُقُوف المخروطيَّة، ممَّا غيَّر الطابع الثقافي لِلمُدن الروميَّة بِمُرور الوقت. وبعد استقرار دعائم دولتهم حوَّل السلاطين والأُمراء أنظارهم إلى بناء المرافق العلميَّة والخيريَّة والصحيَّة، فأكثروا من بناء المدارس والمعاهد والمياتم ودُور العجزة والبيمارستانات. وعلى الرُغم من اشتباكهم مع أعدائهم في حُرُوبٍ مُستمرَّة فقد كان لديهم مُتَّسعٌ من الوقت لِرعاية وإنشاء الكثير من المُؤسَّسات الخيريَّة، فشيِّدوا مدرسةً لِدراسة الطب ومُستشفى مُلحقاً بها في مدينة قيصريَّة، وسُميت هذه بِـ«مدينة الشفاء»، ومدرسةٌ ثانية على غرارها في مدينة سيواس عُرفت بـ«گوك مدرسة» أي المدرسة الزرقاء، وثالثة في قونية عُرفت بِـ«مدرسة إينجه مناره‌لي» أي مدرسة المنارة النحيلة، وقد شكَّلت هذه المدارس نماذج معماريَّة احتذت بها الدولة العُثمانيَّة فيما بعد. وعمَّر السلاجقة طُرق القوافل، وبنوا الجُسُور، وشبكةً من الخانات لِينزل بها المُسافرون، واشتهر من هذه الخانات: «سُلطان خان» في طريق قونية وآق سراي، وخان قراطاي بين قيصريَّة وملطية. وكانت بعض الخانات فاخرة البناء ذات أسوارٍ عالية فيها أبراجٌ لِلدفاع عنها، جُدرانها من الحجر وفيها زخارف ونُقُوشٌ مُتشابكة ومُعقَّدة تُحيطُ بِأبوابها. وصُمِّم داخل الخان بِحيثُ يُلائم جميع احتياجات المُسافرين، فكان يضمُّ جامعًا وبركة ماء وإسطبلات ومقهى وحمَّام ومعمل لِإصلاح لوازم القافلة.

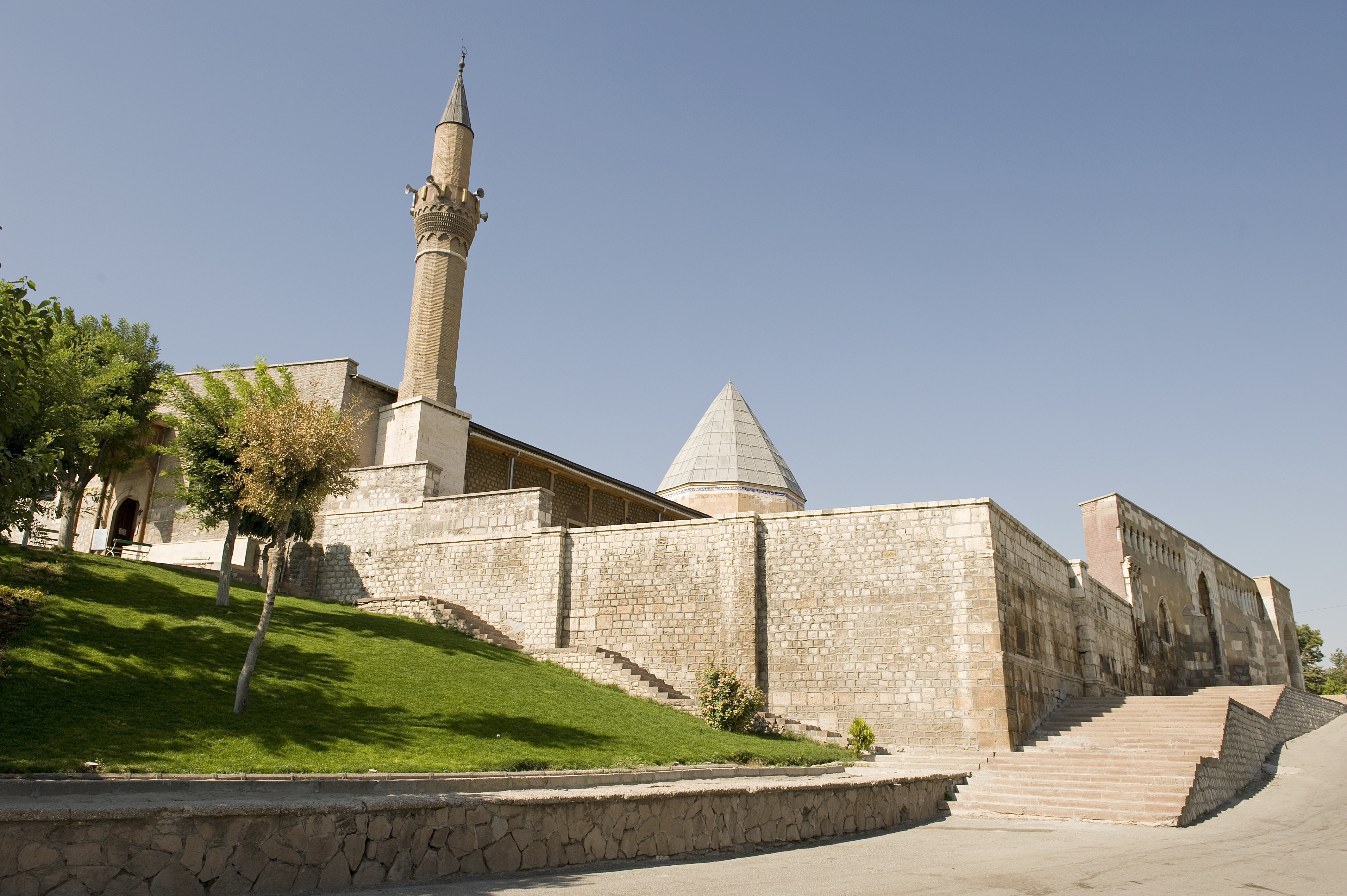
مسجد السُلطان علاء الدين كيقُباد في مدينة قونية.

اعتنى السلاجقة عنايةً خاصَّةً بِبناء المساجد الفخمة، لكنَّ مساجدهم في آسيا الصُغرى اختلفت عن مساجد المُسلمين في الأقطار المُجاورة من جهة أنَّ مُعظمها افتقد الصحن أي الساحة الخارجيَّة الواسعة، ومردُّ ذلك لقسوة المُناخ في بلاد الأناضول سواء في الصيف أم في الشتاء، واستعاضوا عنها بِساحةٍ أُخرى داخليَّة. ومع هذا يُلاحظ أنَّ السلاجقة حافظوا على شكل الجوامع المُربَّع أو المُستطيل في بداية عهدهم، وعندما بنوا الجامع الكبير في قيصريَّة سنة 530هـ المُوافقة لِسنة 1135م، والجامع الكبير في أرضروم سنة 524هـ المُوافقة لِسنة 1139م تركوا فُسحةً غير مسقوفة في وسط الجامع لِيستعيدوا ذكرى الصحن الذي أُزيل من هذا الطراز، ثُمَّ أضافوا نافورة لِلوُضوء داخل الجامع تحت القبَّة المركزيَّة لِتكون بديلًا عن تلك التي كانت توجد في الصحن. كان لِلمساجد الأولى التي بناها السلاجقة سقفٌ مُنبسطٌ من الخشب مرشوشٌ بِالتُراب المدقوق، وقد استُعملت القُبَّة البيضويَّة عند بناء المسجد الجامع في قونية سنة 617هـ المُوافقة لِسنة 1219م، وكانت القباب تُزيَّن من داحلها بِالقاشاني أو بِالطابوق المُزجَّج. وكان الفن المعماري لِسلاجقة الروم في أوَّل عهده يُشبه الفن المعماري لِلسلاجقة العظام في إيران، وأهم عناصره المُلفتة لِلنظر هو الباب الوحيد لِلمبنى أيًّا كانت الغاية منه، فيجعلون لِحواشي هذه الأبواب إطارًا فيه مجموعة كبيرة من الأحجار المنحوتة والمُزخرفة، وتنتشر هذه الزخارف لِتشمل الواجهة بِأسرها وحول النوافذ المُرتفعة أيضًا. ولعلَّ من أهم الأبنية السَلْجُوقيَّة في بلاد الروم -والتي مايزال الكثير منها قائمًا- هي الأضرحة المعروفة بِـ«التُرَب» (مُفردُها تُربَة)، وهي أشبه بِالأضرحة في آسيا الوُسطى أكثر من كونها إسلاميَّة، وتُقسم هذه التُرَب إلى قسمين: الأوَّل لهُ بُرجٌ أُسطواني أقصر وأعرض من الأبراجِ مُدبَّبةِ الرأس المُنتشرةِ في شمال إيران، وسقفهُ على شكل قبَّةٍ عريضةٍ واطئةٍ، وتُكسى القبَّة أحيانًا من الخارج بِالقاشاني الفيروزي، أمَّا القسم الآخر فهو دائري أو مُتعدِّد الأضلاع أو مُثمَّن الجوانب يرتكز على قاعدةٍ مُربَّعةٍ ومسقوفٍ بِبُرجٍ مخروطيّ. وكان بعضُ هذه الأبراج يحملُ نُقُوشًا وكتاباتٍ عربيَّةً محفورةً بِطريقةٍ فنيَّة، وإن كان أغلبها يُترك دون زخرفة، فيبدو جمالها مُعتمدًا على نوعيَّة وتناسق فنَّها المعماري. وتكوَّنت أغلب الأضرحة من طابقين، يُستعمل الطابق الأرضي منها لِلدفن، بينما يُستعمل الطابق العُلُوي مُصلّى.

### الاقتصاد

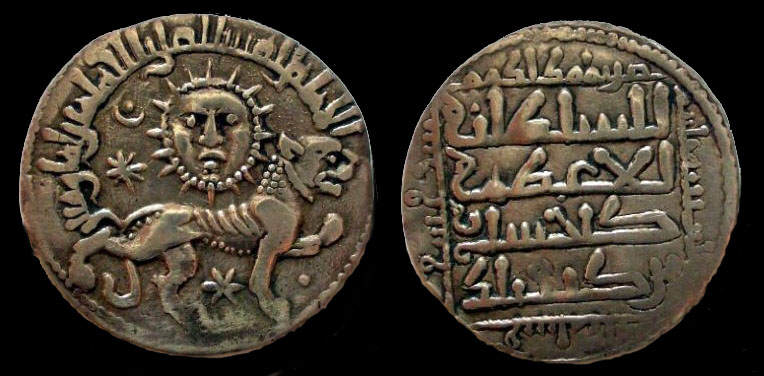
درهمٌ ضُرب في سيواس خلال عهد السُلطان غِيَاث الدين كيخسرو بن كيقُباد، سنة 638هـ.

كان من نتيجة الأمن والاستقرار خلال العصر الذهبي لِلدولة أن نعمت البلاد بِالازدهار الاقتصادي، وقد أسهم السلاطين الأقوياء في هذا الازدهار بِأن اعتنوا بِالوسائل التي تُشجِّع على النُمُوّ الزراعي وتُسهِّل التجارة، فأكثروا من الأقنية المائيَّة ورمَّموا السُدُود، وشجَّعوا النقل المائي في البحار والأنهار. وعن رعاية السلاجقة لوسائل الري، يذكر ابن بطُّوطة ما شاهده في مدينة نكيدة حينما زارها وشاهد فيها الآثار الحضاريَّة التي تركها سلاطين السلاجقة: «... وَيَشُقُّهَا النَّهْرُ الْمَعْرُوف بِالنَّهْرِ الْأَسْوَدِ، وَهُوَ مِنْ كِبَارِ الْأَنْهَار، عَلَيْهِ ثَلَاثَ قَنَاطِر: إحْدَاهَا بِدَاخِل الْمَدِينَةِ وَاثْنَتَانِ بِخَارِجِهَا، وَعَلَيْهِ النَّوَاعِير بِالدَّاخِل وَالْخَارِج، مِنْهَا تُسْقَى الْبَسَاتِين، وَالْفَوَاكِه كَثِيرَةٌ». كما وصف الحياة الاقتصاديَّة في مدينة آق سراي قائلًا: «... تُحَفُّ بِهَا الْعُيُون الْجَارِيَة وَالْبَسَاتِين مِنْ كُلِّ نَاحِيَةٍ، وَيَشُقُ الْمَدِينَةِ ثَلَاثَةُ أَنْهَار، وَيَجْرِي الْمَاءُ بِدُورِهَا، وَفِيهَا الْأَشْجَارُ وَدَوَالِي الْعِنَب، وَدَاخِلِهَا بَسَاتِين كَثِيرَة. وَتُصْنَعُ بِهَا الْبُسْط الْمَنْسُوبَةِ إلَيْهَا مِنْ صُوفِ الْغَنَمِ لَا مَثَلَ لَهَا فِي بَلَدٍ مِنْ الْبِلَادِ، وَمِنْهَا تَحَمُّلُ إلَى الشّامِ وَمِصْرَ وَالْعِرَاقِ وَالْهِنْد وَالصِّين وَبِلَاد الْأَتْرَاك». ووُصفت مدينة نيكسار بأنها كانت مُحاطة بِبساتين الفاكهة، وزُرع فيها القمح والقطن. أمَّا قونية فُزرع فيها القطن أيضًا إضافةً إلى المشمش الأصفر، ومُدَّ الماء الوافر إليها من الجبل القريب منها، وكان يُختزنُ في صهريجٍ عظيم تعلوه قبَّة عند أحد أبواب المدينة، ومنهُ كان يخرج ثلاثمائة قناة ونيف تُوزِّع المياه بين سائر أنحاء المدينة. أمَّا بِالنسبة لِلصناعة فقد كانت حياكة المنسوجات القُطنيَّة والحريريَّة والصوفيَّة في مُقدِّمة الصناعات التي ازدهرت في بلاد الروم، وقد ذكرها الرحَّالة أثناء سفرهم عبر الأناضول، ومنهم ماركو پولو -على سبيل المِثال- الذي وصف أرزنجان قائلًا: «تَقُومُ بِهَا صِنَاعَة نَسِيجٍ قُطْنِيٍّ رَفَيْعٍ جِدًّا يُسَمَّى البُومبَازِين، فَضْلًا عَنْ أنْسِجَةٍ أُخْرَى كَثِيرَةٍ وَعَجَيبَة». أمَّا التجارة فقد بلغت قمَّة ازدهارها بِفضل أنشطة السلاطين غِيَاث الدين كيخسرو بن قلج أرسلان، وابنيه عز الدين كيكاوس وعلاء الدين كيقُباد الذين افتتحوا موانئ صامصون وسينوپ وأنطالية، فكان أن فُتحت بلاد الروم على آفاق التجارة الدُوليَّة شمالًا مع عالم بحر البنطس وجنوبًا مع عالم البحر المُتوسِّط، وأدرك السُلطان كيقُباد المذكور -ببصيرةٍ نفَّاذةٍ- مدى تفوُّق النشاط التجاري لِلدُويلات الإيطاليَّة في البحرين سالفيّ الذِكر، وعلى ضوء ذلك بادر إلى عقد اتفاقيَّاتٍ تجاريَّةٍ معهم، كاتفاقيَّة سنة 617هـ المُوافقة لِسنة 1220م مع البنادقة التي منحهم بِمُقتضاها بعض الامتيازات كحُريَّة توريد الأحجار الكريمة واللآلئ والفضَّة والذهب والقمح دون الخُضُوع لِرُسُومٍ جُمرُكيَّةٍ مُعيَّنة. بِالإضافة إلى ذلك شجَّع السُلطان كيقُباد الپروڤنسيين على تنشيط دورهم في تجارة العُبُور بين قونية وقبرص، فكان الپروڤنسيون ينقلون بعض السلع والمُنتجات التجاريَّة كالشب والصُوف والجُلُود والحرير الخام والمُصنَّع من الأناضول إلى الجزيرة. وكان أرباب الحرف يتجمَّعُون داخل المُدُن في أسواقٍ مكشوفةٍ أو مسقوفة، كُلٌّ أصحاب حرفةٍ على حدة يُزاولون أعمالهم من خلال حوانيتَ مُخصَّصةٍ لهم بينما كان كبار التُجَّار وأصحاب البضائع الثمينة يُقيمون متاجرهم داخل أسواقٍ مُغلقةٍ تتوفَّرُ لها حماية أكثر أو داخل أحد الخانات الآمنة.

### المُجتمع

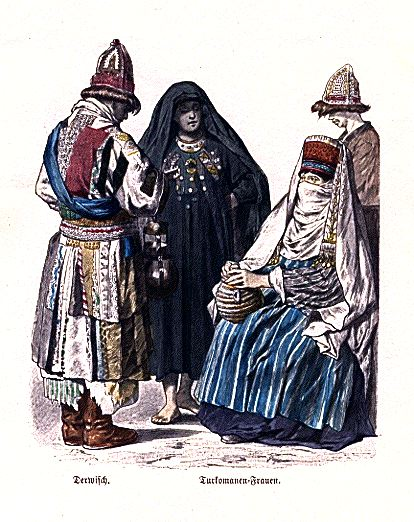
رسمٌ لِدرويشين وامرأتين تُركُمانيَّتين.

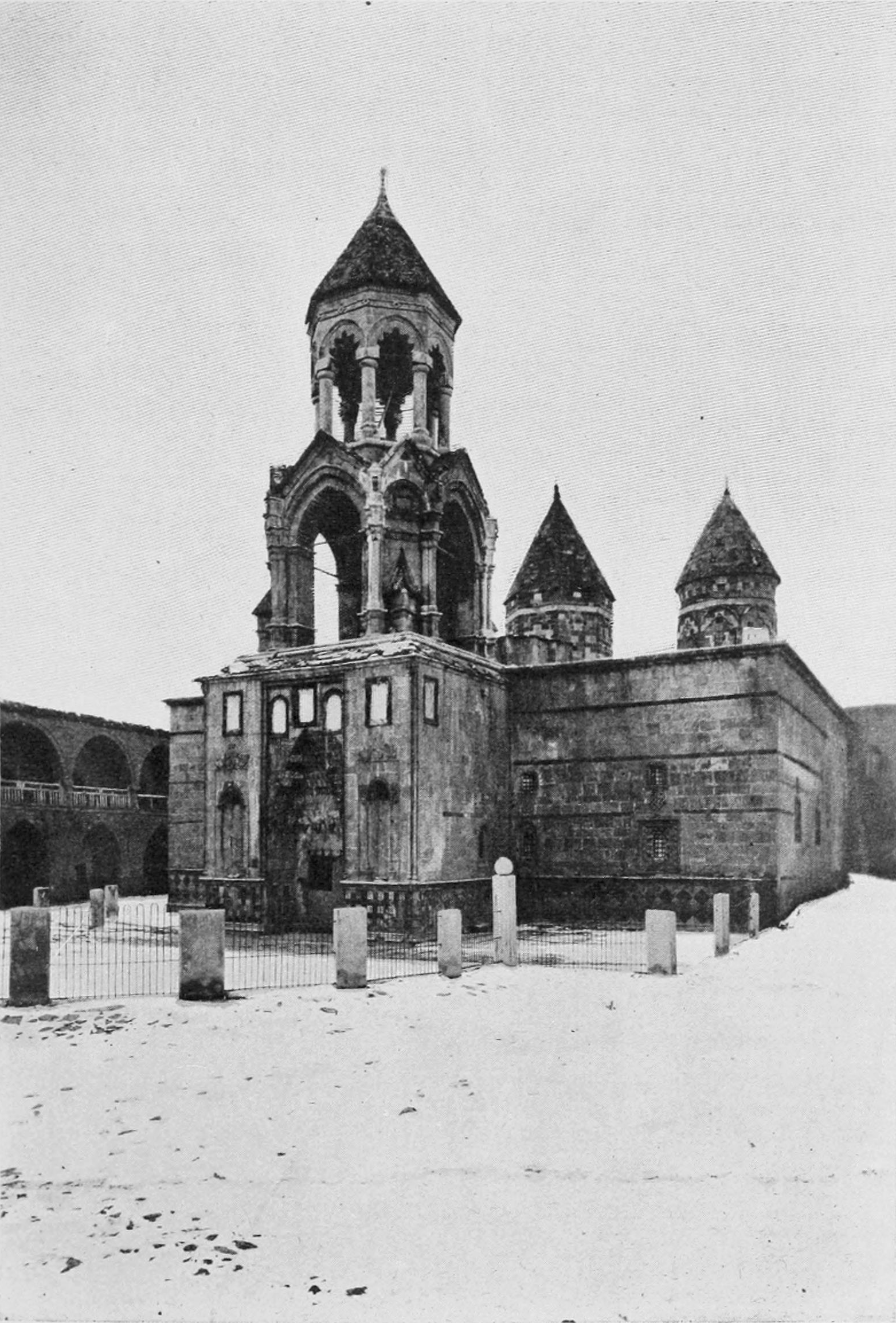
دير وصومعة القديس قرەبت للأرمن الأرثوذكس، كما بدا سنة 1923م. وقع ضمن أعمال مدينة موش، وهو من الأديرة النصرانيَّة القديمة في بلاد الروم، إذ يعود تاريخ تأسيسه لِحوالي القرن الرابع الميلادي.

كان المُجتمع السَلْجُوقي في آسيا الصُغرى شديد التنوُّع من حيثُ العناصر البشريَّة، فكان هُناك المُسلمون وقد أصبحوا العُنصر الغالب بِحُلُول أواخر عصر دولة سلاجقة الروم، وكان أغلبهم من التُرك، وانقسموا بِدورهم إلى ثلاث فئات: الأتراك السلاجقة، والتُركُمان، والخوارزميين. أمَّا الأتراك السلاجقة فكانوا من أبرز وأشهر عناصر السُكَّان بِالدولة، فهُم الذين أقاموها بِسواعدهم، وهم الذين توارثوا حُكمها طوال حياتها مُنذُ نشأتها وحتَّى انهيارها أكثر من قرنين من الزمن. وإلى جانب هؤلاء عاش التُركُمان، وهم أبناء جلدة السلاجقة، وكانوا عدَّتهم في حملاتهم الأولى على آسيا الصُغرى قُبيل قيام دولتهم بها، وعاشوا بعد ذلك في كنفهم، وتمكَّنوا بِمُرُور الوقت من تحقيق ذاتهم والاستقلال بِبعض الإمارات رُغم اعترافهم الاسمي بِسيطرة السلطنة عليهم، وأبرز ما ميَّز التُركُمان عن أنسبائهم الأتراك السلاجقة، أنَّهم كانوا أكثر بداوةً منهم. وذكر أبو الفداء في كتابه الشهير «المُختصر في أخبار البشر» وُجُود فئةٍ ثالثةٍ من التُرك في دولة سلاجقة الروم هُم الخوارزميُّون، الذين ارتحل الكثير منهم إلى بلاد الروم إثر سُقُوط دولتهم ومقتل سُلطانهم جلال الدين منكبرتي، فساروا إلى السُلطان كيقُباد والتحقوا بِخدمته وانضمُّوا إلى جُيُوشه، فلمَّا مات كيقُباد وتولَّى ابنه كيخسرو، فارق الخوارزميُّون الأناضول بعدما اعتقل السُلطان المذكور أكبر مُقدَّميهم. وإلى جانب التُرك شكَّل الفُرس والمغول فئتان إضافيَّتان من العُنصر الإسلامي في ديار الإناضول، فالفُرس كانوا دائمي ارتياد آسيا الصُغرى مُنذُ القدم، أمَّا المغول فقد استوطنوا هذه البلاد إثر انتصارهم في معركة كوسه طاغ، وفشا الإسلام بينهم مُنذُ عهد الإلخان محمود غازان. يُضاف إلى المُسلمين أهل البلاد الأصليين من الأرمن والروم واليهود، وقد ذكرهم عددٌ من المُؤرخين، كالأمير بيبرس الدوادار الذي أشار في كتابه «زُبدة الفكرة في تاريخ الهجرة» أنَّ نصارى مدينة أرزنجان -وهم من الأرمن الأرثوذكس- كانوا يحتلفون بِأعيادهم دون أن يتعرَّضوا لِمُضايقة السلطنة، فكانوا خِلال عيد الغطاس على سبيل المِثال يخرجون مُتوجهين إلى نهر الفُرات بِجمعٍ كبير، وعلى رأسهم الجاثليق، فيرفعون الصُلبان على الرماح ويقرعون النواقيس ويصيحون. وذكر ابن بطُّوطة أيضًا ما رآه بِأُمِّ العين في مدينة العلائيَّة، فقال أنَّ للروم بها أحياءهم الخاصَّة، ولِليهود أحياءهم أيضًا، وكذلك لِلتُجَّار الأوروپيين الوافدين: «... وَكُلُّ فُرْقَةٍ مِنْ سُكَّانِهَا مُنْفَرِدَة بِأَنْفُسِهَا عَنْ الْفُرْقَةِ الْأُخْرَى، فَتُجَّارُ النَّصَارَى مَاكِثُونَ مِنْهَا بِالْمَوْضِعِ الْمَعْرُوفِ بِالمِينَاءِ، وَعَلَيْهِم سُوُرٌ تُسَدّ أَبْوَابِه عَلَيْهِمْ لَيْلًا وَعِنْد صَلَاةِ الْجُمُعَةِ. وَالرُّوم الَّذِينَ كَانُوا أَهْلِهَا قَدِيمًا سَاكِنُون بِمَوْضِعٍ آخَرَ مُنْفَرِدَيْن بِه، وَعَلَيْهِم أَيْضًا سُوُرٌ، وَالْيَهُودَ فِي مَوْضِعٍ آخَرَ، وَعَلَيْهِم سُوُر، وَالْمَلِكُ وَأَهْلُ دَوْلَتُه ومَمَالِيكُهُ يَسْكُنُون بِبَلَدِةٍ عَلَيْهَا أَيْضًا سُوُرٌ يُحِيطُ بِهَا…».

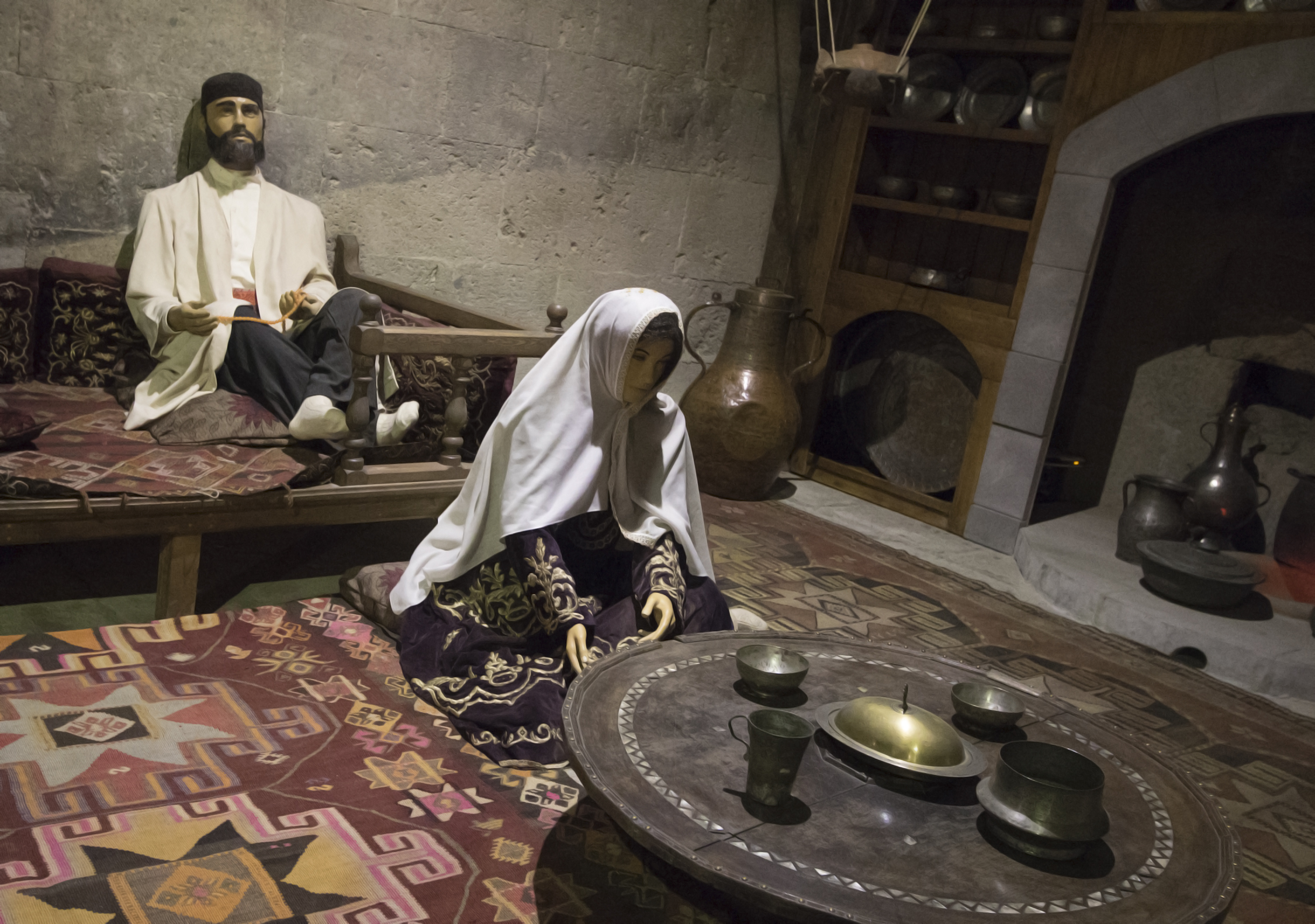
تمثالان شمعيَّان يُجسِّدان زوجين مُسلمين من سلاجقة الروم في دارهما، وهُما يرتديان الملابس التقليديَّة التي كانت شائعة آنذاك.

تنصُّ المصادر على أنَّ التديُّن كان شائعًا وسط سلاجقة الروم، وكانوا يُعظِّمون ويُكرِّمون الأعياد والمواسم الإسلاميَّة، وشكَّلت بلادهم موطنًا لِلكثير من الطُرُق الصوفيَّة، وكانوا يُحسنون استقبال الوافدين عليهم ويحتفون بهم. ومن أبرز المظاهر الاجتماعيَّة التي لفتت الأنظار في بلاد الروم خِلال عصر السلاجقة انتشار جماعة الآخية الفتيان في مُختلف المناطق، وهؤلاء كانوا يشتغلون بِخدمة الناس وتعليمهم حُب العمل، ومُساعدة الفُقراء والمساكين، وتُشيرُ أغلب المصادر إلى أنَّ هذه الجماعة ظهرت اقتداءً بِجماعة الفُتُوَّة التي أنشأها الخليفة العبَّاسي أحمد الناصر لدين الله لِنفس الغايات المذكورة، وأنَّهم أخذوا اسمهم من كلمتيّ «أخ» و«أخي» العربيَّتين. وانتشرت في بلاد الروم العديد من الطُرُق الصوفيَّة، كان من أبرزها المولويَّة -نسبةً إلى المولى جلال الدين الرومي- الذي نزح به والده بهاء الدين إلى قونية سنة 626هـ المُوافقة لِسنة 1228م استجابةً لِرجاء السُلطان علاء الدين كيقُباد، وقد أصبح له مكانةً عظيمةً في قونية ثُمَّ في سائر الأناضول، وقد دُفن في المدينة المذكورة حينما تُوفي، وقبرهُ مشهورٌ فيها. ومن الطُرُق الصوفيَّة الأُخرى التي شاعت وسط المُسلمين في الأناضول: الرفاعيَّة والخُلوتيَّة والكازرونيَّة والبكطاشيَّة. أمَّا عن مظاهر اللهو والترفيه عند سلاجقة الروم فإنها كانت عند العامَّة مُستمدَّة من أُصُول وطبائع قبائل التُرك البدويَّة التي توارثوها جيلًا عن جيل، فأقبلوا على الرياضة البدنيَّة، وأقاموا مُباريات الرماية وخاصَّةً بِالقوس والنشَّاب، وحفلات السيف والترس، وسباق الخيل، والصيد، ومُباريات المُصارعة. على أنَّ حياة الاستقرار وما رافقها من رخاءٍ وغنى، ومُخالطةٍ لِلروم، وتأثُّرٍ بِمظاهر الحياة عند العديد من حُكَّام المُسلمين في الأقطار المُجاورة -وبِالأخص في بغداد- ساعدت على انتقال هذه المظاهر والعادات إلى الأناضول، فشارك فيها سلاطين وأُمراء وأغنياء السلاجقة، وأقاموا في قُصُورهم مجالس الطرب والغناء والشراب، وارتادها أعيان المُجتمع المُتصلون بِرجال الحُكم.

### العُلُوم والآداب

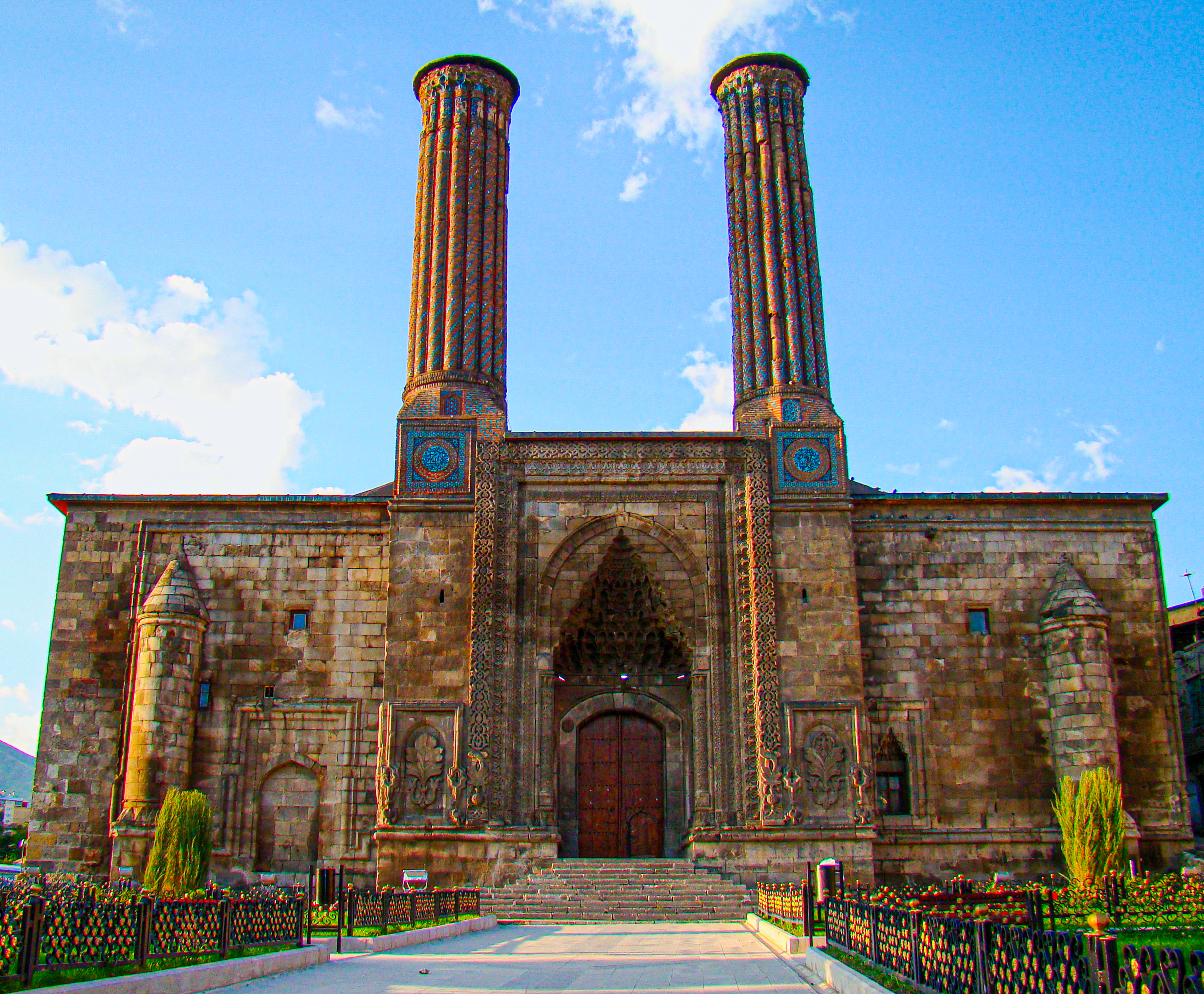
مدرسة جفت مناره‌لي، أو المدرسة ذات المنارتين، إحدى دور تعليم الحديث في مدينة أرضروم. بنتها خُداوند خاتون بنت السُلطان كيقُباد.

نقل السلاجقة بعض نُظُمُهم الحضاريَّة التي أسَّسوها في الشرق إلى بلاد الروم، لا سيَّما ما يتعلَّق منها بِنظام المدارس. وتقديرًا لِلدور الكبير الذي تُؤدِّيه المدرسة في نشر الفكر والمعرفة والعُلُوم الشرعيَّة فقد تسابق المُتبرِّعون في إعمارها طلبًا لِلأجر والثواب وخدمةً لِلدين، وأوقفوا لها الأوقاف الكثيرة. فعلى سبيل المِثال تبرَّع الأمير مُبارز الدين أرتُقُش بِبناء مدرسةٍ في قرية «آتاباي» بِالقُرب من مدينة إسپرطة سنة 621هـ المُوافقة لِسنة 1224م، كما بنى الأتابك الحاج مُبارز الدين أرمغانشاه سنة 637هـ المُوافقة لِسنة 1239م مدرسةً في أنطالية، وشهدت سنة 640هـ المُوافقة لِسنة 1242م إقبالًا من جهة الواقفين على بناء المدارس، فبنى الأمير لاله بدر الدين مُصلح بن مُظفَّر الدين سهراب -الذي كان مُعلِّمًا لِلسُلطان علاء الدين كيقُباد- مدرسة «صيرجالي» في قونية وأوقَّفها على الفُقهاء والمُتفقهين من أتباع المذهب الحنفي، كما تبرَّع أحد الأثرياء، ويُدعى عبد الرحمٰن بِبناء مدرسةٍ على نفقته الخاصَّة، وأوقفها في مدينة سينوپ. وبِالإضافة إلى مدارس التعليم العام أنشأ سلاجقة الروم مدارس الاختصاص -وهي التي تختص بِنوعٍ واحدٍ من العُلُوم- كمدارس عُلُوم القُرآن التي سُمِّيت «دُور القُرآن» و«دُور القُرَّاء» و«دُور الحُفَّاظ»، ومنها على سبيل المِثال دار الحُفَّاظ والمدرسة الفرحونيَّة بِقونية. ومن الأمثلة الأُخرى على هذه المدارس تلك التي عُنيت بِتدريس علم الحديث، وسُمِّيت الواحدة منها «دار الحديث» ومنها دار الحديث بِقونية. وكذلك المدارس التي اختصَّت بِتدريس الطب والصيدلة، وكانت تُسمَّى الواحدة منها «دار الشفاء» أو «دار العافية» أو «دار المرضى»، ومن أمثلتها: المدرسة الغِيَاثيَّة التي بناها السُلطان غِيَاث الدين كيخسرو بن كيقُباد في قيصريَّة، ومدرسة الوزير مُعينُ الدين سُليمان پروانه في توقاد، ودار الشفاء في آمد. وكانت جميع المدارس الموقوف عليها عند سلاجقة الروم ترتبط بِبناء مسجدٍ مُلاصقٍ لها.
نتيجة هذا الاهتمام بِالعلم تابعت العُلُوم الإسلاميَّة تقدُّمها في ظل دولة سلاجقة الروم قُبيل الغزوات المغوليَّة المُدمِّرة، فوُضعت المُؤلَّفات، وتُرجمت الكُتُب عن اللُّغة الروميَّة في الطب والفلسفة والكيمياء والجُغرافيا. وكان لِانتشار الورق الذي أنتجتهُ مصانع سمرقند وبغداد وطرابُلس الشَّام ودمشق فضلٌ كبير في ازدهار صناعة النَّسخ. ومن أشهر العُلماء والأُدباء والفلاسفة والمُتصوفين المُسلمين الذين ظهروا في دولة سلاجقة الروم أو وفدوا عليها: شهاب الدين يحيى السهروردي، ومُحيي الدين بن عربي وتلميذه صدر الدين القونوي، وجلال الدين الرومي وابنه بهاء الدين أحمد، ويُونُس أمره، وسراج الدين الأرموي، وصفي الدين الأرموي. كذلك ساهم عددٌ من العُلماء المسيحيين في هذه النهضة الحضاريَّة، كان من أبرزهم: حسنون الرهَّاوي الطبيب، وأبو سالم اليعقوبي الملطي المعروف بـ«ابن كرابا».

## التنظيم العسكري

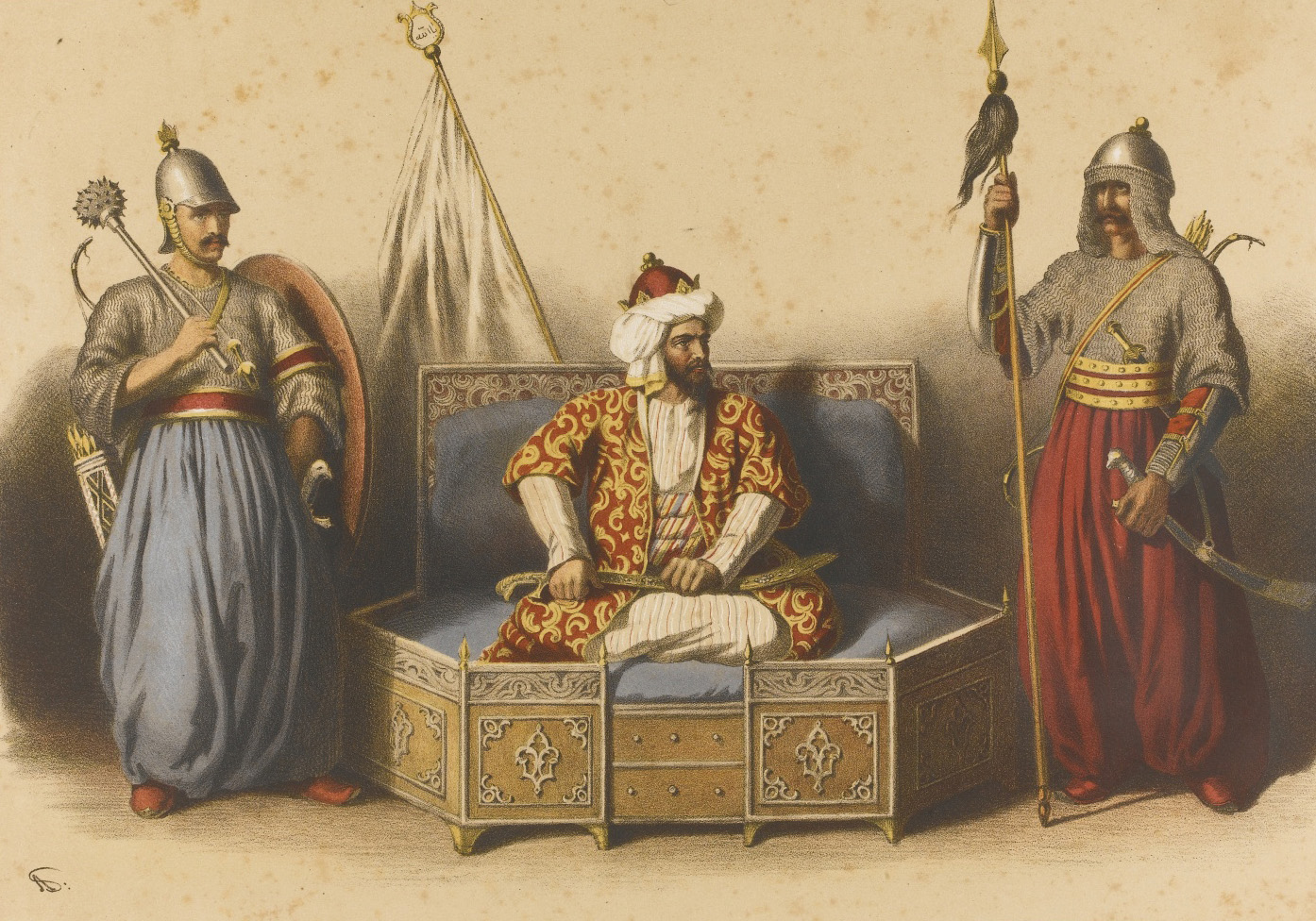
مُحافظ الحُدُود عُثمان بن أرطُغرُل على تخت الإمارة.

كان لِدولة سلاجقة الروم تنظيمٌ عسكريً فريد بين الدُول الإسلاميَّة التي عاصرتها، فكان لها حامياتٌ عسكريَّة مُختلفة نُشرت في المناطق الحُدُوديَّة، وأبرزُها: حاميات «الأوݘ»، وتشكيلات «الألبلر»، وجماعة «باجيان روم». أمَّا حاميات الأوݘ فكانت تنتشر بِالمناطق الشماليَّة الشرقيَّة لِلبحر المُتوسِّط، والمناطق الجنوبيَّة الشرقيَّة لِبحر البنطس، وعلى الحُدُود الغربيَّة بين دولة سلاجقة الروم والأراضي البيزنطيَّة بِآسيا الصُغرى. وكان على رأس كُلٌّ من هذه الحاميات أميرٌ يخلع عليه السُلطان لقب «أوݘ بكي» أي مُحافظ الحُدُود، ومن أشهر هؤلاء أرطُغرُل أمير عشيرة قايى، وجدُّ بني عُثمان، وابنه عُثمان بعده. ولم تترك السلطنة الحُريَّة لِمُحافظي الحُدُود في مُزاولة أعمالهم دون رقابة، بل كانت تُعيِّن من بين رجالها من يُراقب أعمال هؤلاء المُحافظين، وكانت إزاء ذلك تمنحهُ لقب «أوݘ أميري»، أي أمير الحُدُود. وبِالنسبة لتشكيلات «الألبلر» فهي تلك التشكيلات التي انتشرت بِالحُدُود الغربيَّة لِلدولة بين العشائر التُركُمانيَّة التي احتفظت بِتقاليدها القوميَّة. و«الألبلر» جمع «ألب»، وهو لقبٌ كان يُطلق على الشُجعان المقدامين الذين توافرت فيهم مجموعة من الصفات هي: الشجاعة وقُوَّة الساعد والحميَّة، وامتلك واحدهم الزي الخاص بِالقتال والفرس الجواد والقوس والسيف والرمح والرفيق الموافق، أي أن يكون في حالة استعداد مُستمرَّة لِلحرب، ويسود الود والوفاق بينه وبين رفاق السلاح حتَّى يتسنَّى لهم تأدية أعمالهم بِكفاءة ونجاح. أمَّا جماعة «باجيان روم» فهي -بحسب اجتهاد المُؤرِّخ التُركي مُحمَّد فؤاد الكوبريللي- مُنظَّمة نسائيَّة يُحتمل أنها تكوَّنت من نساء القبائل التُركُمانيَّة قاطنة المناطق الحُدُوديَّة اللواتي كُنَّ يمتشقن السلاح لِلدفاع عن أنفُسهُنَّ وأُسراتهنَّ وقت غياب أزواجهنَّ، ويُحتمل أنَّ هذا التقليد أصبح بِمُرور الوقت عُرفًا من الأعراف المُنتشرة في مناطق الحُدُود لكونها الأكثر تعرُّضًا لِلأخطار من بين مناطق الدولة.

### هوامش
- 1: قال ابن خلِّكان في وفيات الأعيان عن كيفية نُطق اسم «سلجوق»: « وسَلْجُوق: بِفَتْحِ السِّينِ الْمُهْمَلَةِ وَسُكُونِ اللَّاَمِ وَضَمِّ الْجِيمِ وَسُكُونِ الواو وَبَعْدَهَا قَافٌ. ودُقَاق: بِضَمِّ الدَّالِ الْمُهْمَلَةِ وَبَيْنَ الْقَافَيْنِ أَلِفٌ سَاكِنَةٌ».[194]
- 2: قال بعض المُؤرِّخين الغربيين المُعاصرين إنَّ أسماء الآباء الأُوَل لِلسلاجقة -بما فيها أسماء أبناء سَلْجُوق- توحي بأنَّهم كانوا إمَّا يهودًا أو نصارى نساطرة، وعرفوا تلك الأسماء من خلال الكتاب المُقدَّس. ويتخذ هؤلاء من معلومةٍ معروفةٍ حُجَّةً لِلقول بِصحَّة نظريَّتهم، ومفادها أنَّ القبائل الرعويَّة الآسيويَّة ومنها القبائل التُركيَّة كانت تجوب المنطقة الشماليَّة لِبحر الخزر (قزوين) امتدادًا إلى خانيَّة الخزر اليهوديَّة، وتُقيم علاقاتٍ تجاريَّةٍ معها، وعليه يُحتمل أنَّ بعض التُرك الغُز ومنهم أسلاف السلاجقة، قد دخلوا في الديانة اليهوديَّة في وقتٍ مُبكرٍ مُتأثرين بِيهود الخزر، قبل أن يعتنقوا الإسلام بعد انتقالهم إلى المناطق الإسلاميَّة واتصالهم بِأهلها.[la 67] انتقد المُؤرخون المُسلمون هذا الكلام قائلين إنَّهُ افتراضٌ غير سليم من أساسه، فالأسماء المذكورة معروفة ومُنتشرة بين المُسلمين مُنذُ القِدم، فلايصح الجزم بأنَّ السلاجقة أو أسلافهم كانوا يومًا على أي عقيدةٍ إبراهيميَّةٍ قبل دُخُولهم في الإسلام.[la 68]
- 3: كان هُناك عددٌ من السُلالات السَلْجُوقيَّة التي انفردت بِحُكم أقاليم مُختلفة من ديار الإسلام، وانضوت كُلُّها تحت جناح الدولة السَلْجُوقيَّة العُظمى ودانت بِالولاء لِسُلطانها والخليفة العبَّاسي. وقد ظهرت أكثر هذه السُلالات زمن طُغرُل بك -بعد انتصاره على الغزنويين في معركة دندانقان- إذ اقتسمت العشائر التُركيَّة التابعة له الأراضي التي استولوا عليها، فكان نصيب جغري مدينة مرو وأكثر خُراسان مُؤسسًا سُلالة سلاجقة خُراسان، وكان نصيب أبي علي الحسن بن موسى كلان ولاية بُست وهراة وسجستان وما يُجاور ذلك من النواحي، وأخذ أحمد قارود بن جغري ولاية الطَّبس ونواحي كرمان مُؤسسًا سُلالة سلاجقة كرمان، وحصل إبراهيم بن إينال على همدان، كما حصل ياقوتي بن طُغرُل على أبهر وزنجان ونواحي أذربيجان، وكان من نصيب قُتلُمُش بن إسرائيل جرجان ودامغان. ولُقِّب كُل حاكمٍ من حُكَّام هذه الأُسر السَلْجُوقيَّة بِالـ«شاه» أو «الملك» بينما بقي لقب السُلطان من نصيب حاكم الدولة بِأكملها.[195][196]
- 4: كانت القُسطنطينيَّة آنذاك قد سقطت بِيد الأوروپيين أثناء حملتهم الصليبيَّة الرابعة، وتأسست بها دولة كاثوليكيَّة عُرفت بِالإمبراطوريَّة اللاتينيَّة، وهرب الأُمراء والنُبلاء البيزنطيُّون من عاصمتهم العتيقة وأسَّسوا ثلاثة دُويلاتٍ روميَّةٍ هي: إمبراطوريَّة طرابزون وإمبراطوريَّة سالونيك وإمبراطوريَّة نيقية، وكانت الأخيرة أكبرها، واعتُبر أباطرتها ورثة عرش القُسطنطينيَّة واستمرارًا لِسُلالة الأباطرة الروم.[la 69]

### بِاللُغة العربيَّة
1. 1 2 3  طقُّوش، مُحمَّد سُهيل (1423هـ - 2002م). تاريخ سلاجقة الروم في آسيا الصُغرى 470 - 704هـ / 1077 - 1304م (PDF) (ط. الأولى). بيروت - لُبنان: دار النفائس. ص. 9. ISBN:9953180474. مؤرشف من الأصل (PDF) في 14 مارس 2022. {{استشهاد بكتاب}}: تحقق من التاريخ في: |سنة= (مساعدة)
2. ↑  طقُّوش، مُحمَّد سُهيل (1423هـ - 2002م). تاريخ سلاجقة الروم في آسيا الصُغرى 470 - 704هـ / 1077 - 1304م (PDF) (ط. الأولى). بيروت - لُبنان: دار النفائس. ص. 344. ISBN:9953180474. مؤرشف من الأصل (PDF) في 14 مارس 2022. {{استشهاد بكتاب}}: تحقق من التاريخ في: |سنة= (مساعدة)
3. 1 2  الحُسيني، صدر الدين علي؛ تصحيح: مُحمَّد إقبال (1933). أخبار الدولة السَلْجُوقيَّة (PDF). لاهور - الهند: نشريَّات كُليَّة فُنجاب. ص. 1 - 2. مؤرشف من الأصل (PDF) في 7 أبريل 2018. {{استشهاد بكتاب}}: تحقق من التاريخ في: |سنة= (مساعدة)
4. ↑  بارتولد، ڤاسيلي ڤلاديميروفتش؛ ترجمة: د. أحمد السعيد سُليمان (1996). تاريخ التُرك في آسيا الوُسطى (PDF). القاهرة - مصر: الهيئة المصريَّة العامَّة لِلكتاب. ص. 119. ISBN:977014794X. مؤرشف من الأصل (PDF) في 30 أغسطس 2021. {{استشهاد بكتاب}}: تحقق من التاريخ في: |سنة= (مساعدة)
5. ↑  مسعود، جُبران (1992). الرائد: مُعجم لُغوي عصري (PDF) (ط. السابعة). بيروت - لُبنان: دار العلم للملايين. ص. 407. مؤرشف من الأصل (PDF) في 30 أغسطس 2021. {{استشهاد بكتاب}}: تحقق من التاريخ في: |سنة= (مساعدة)
6. ↑  البيهقي، أبو الفضل مُحمَّد بن الحُسين؛ ترجمة: يحيى الخشَّاب وصادق نشأت (1376هـ - 1956م). تاريخ البيهقي. القاهرة - مصر: مكتبة الأنجلو المصريَّة. ص. 749. {{استشهاد بكتاب}}: تحقق من التاريخ في: |سنة= (مساعدة)
7. ↑  الگرديزي، أبو سعيد عبد الحي بن الضحَّاك بن محمود؛ ترجمة: عفاف السيِّد زيدان (2006). زين الأخبار (PDF). القاهرة - مصر: المجلس الأعلى للثقافة. ص. 271 - 272. ISBN:9774371089. مؤرشف من الأصل (PDF) في 30 أغسطس 2021. {{استشهاد بكتاب}}: تحقق من التاريخ في: |سنة= (مساعدة)
8. ↑  الراوندي، نجم الدين أبو بكر مُحمَّد بن علي بن سُليمان؛ ترجمة: إبراهيم أمين الشواربي وعبد النعيم مُحمَّد حسنين وفُؤاد عبد المُعطي الصيَّاد (2005). راحة الصُدُور وآية السُرُور في تاريخ الدولة السَلْجُوقيَّة. القاهرة - مصر: المجلس الأعلى للثقافة. ص. 154. مؤرشف من الأصل (PDF) في 19 ديسمبر 2020. {{استشهاد بكتاب}}: تحقق من التاريخ في: |سنة= (مساعدة)
9. 1 2  ڤمبيري، أرمينيوس؛ ترجمة: د. أحمد محمود الساداتي. تاريخ بُخارى مُنذُ أقدم العُصُور حتَّى العصر الحاصر (PDF). القاهرة - مصر: مكتبة نهضة الشرق. ص. 129. مؤرشف من الأصل (PDF) في 2021-08-30.
10. ↑  طقُّوش، مُحمَّد سُهيل (1423هـ - 2002م). تاريخ سلاجقة الروم في آسيا الصُغرى 470 - 704هـ / 1077 - 1304م (PDF) (ط. الأولى). بيروت - لُبنان: دار النفائس. ص. 27 - 28. ISBN:9953180474. مؤرشف من الأصل (PDF) في 14 مارس 2022. {{استشهاد بكتاب}}: تحقق من التاريخ في: |سنة= (مساعدة)
11. 1 2  زكَّار، سُهيل (1415هـ - 1995م). "مدخل إلى تاريخ الحُرُوب الصليبيَّة" (PDF). الموسوعة الشاملة في تاريخ الحُرُوب الصليبيَّة. دار الفكر. ج. الجُزء الأوَّل. ص. 57–58. مؤرشف من الأصل (PDF) في 19 ديسمبر 2020. {{استشهاد بموسوعة}}: تحقق من التاريخ في: |تاريخ= (مساعدة)
12. 1 2 3  حتِّي، فيليپ؛ جرجي، أدورد؛ جبُّور، جبرائيل (1974). تاريخ العرب (ط. الخامسة). بيروت - لُبنان: دار غندور للطباعة والنشر والتوزيع. ص. 550 - 552. {{استشهاد بكتاب}}: تحقق من التاريخ في: |سنة= (مساعدة)
13. ↑  ابن الأثير، علي بن مُحمَّد بن عبد الكريم بن عبد الواحد الشيباني الجزري (1407هـ - 1987م). الكامل في التاريخ (PDF) (ط. الأولى). بيروت - لُبنان: دار الكُتُب العلميَّة. ج. الجُزء الثامن. ص. 293. مؤرشف من الأصل (PDF) في 10 أغسطس 2021. {{استشهاد بكتاب}}: تحقق من التاريخ في: |سنة= (مساعدة)
14. ↑  ابن العبري، أبو الفرج گريگوريوس بن هٰرون الملطي (1418هـ - 1997م). تاريخ مُختصر الدُول (ط. الأولى). بيروت - لُبنان: دار الكُتُب العلميَّة. ص. 160 - 161. مؤرشف من الأصل في 19 ديسمبر 2020. {{استشهاد بكتاب}}: تحقق من التاريخ في: |سنة= (مساعدة)
15. ↑  ابن الأثير، علي بن مُحمَّد بن عبد الكريم بن عبد الواحد الشيباني الجزري (1407هـ - 1987م). الكامل في التاريخ (PDF) (ط. الأولى). بيروت - لُبنان: دار الكُتُب العلميَّة. ج. الجُزء الثامن. ص. 322 - 323. مؤرشف من الأصل (PDF) في 10 أغسطس 2021. {{استشهاد بكتاب}}: تحقق من التاريخ في: |سنة= (مساعدة)
16. ↑  السيوطي، جلال الدين عبد الرحمٰن بن كمال الدين أبي بكر بن مُحمَّد سابق الدين خضر الخضيري (1434هـ - 2013م). تاريخ الخُلفاء (ط. الثانية). الدوحة - قطر: وزارة الأوقاف والشُؤون الإسلاميَّة. ص. 643. ISBN:9789953498195. مؤرشف من الأصل في 15 مارس 2015. {{استشهاد بكتاب}}: تحقق من التاريخ في: |سنة= (مساعدة)
17. ↑  النُويري، شهاب الدين أحمد بن عبد الوهَّاب بن مُحمَّد (1424هـ - 2004م). نهاية الأرب في فنون الأدب (ط. الأولى). بيروت - لُبنان: دار الكُتُب العلميَّة. ج. الجُزء 26 - 27. ص. 163. مؤرشف من الأصل في 20 ديسمبر 2020. {{استشهاد بكتاب}}: تحقق من التاريخ في: |سنة= (مساعدة)
18. ↑  العريني، السيِّد الباز (1358هـ - 1965م). الدولة البيزنطيَّة 323 - 1081م. بيروت - لُبنان: دار النهضة العربيَّة. ص. 338 - 339. {{استشهاد بكتاب}}: تحقق من التاريخ في: |سنة= (مساعدة)
19. ↑  ابن الأثير، علي بن مُحمَّد بن عبد الكريم بن عبد الواحد الشيباني الجزري (1407هـ - 1987م). الكامل في التاريخ (PDF) (ط. الأولى). بيروت - لُبنان: دار الكُتُب العلميَّة. ج. الجُزء الثامن. ص. 316. مؤرشف من الأصل (PDF) في 10 أغسطس 2021. {{استشهاد بكتاب}}: تحقق من التاريخ في: |سنة= (مساعدة)
20. 1 2 3  طقُّوش، مُحمَّد سُهيل (1423هـ - 2002م). تاريخ سلاجقة الروم في آسيا الصُغرى 470 - 704هـ / 1077 - 1304م (PDF) (ط. الأولى). بيروت - لُبنان: دار النفائس. ص. 40. ISBN:9953180474. مؤرشف من الأصل (PDF) في 14 مارس 2022. {{استشهاد بكتاب}}: تحقق من التاريخ في: |سنة= (مساعدة)
21. 1 2  عنَّان، مُحمَّد عبد الله (1417هـ - 1997م). مواقف حاسمة في تاريخ الإسلام (PDF) (ط. الخامسة). حُسين عنَّان. ص. 107 - 108. مؤرشف من الأصل (PDF) في 28 أكتوبر 2020. {{استشهاد بكتاب}}: تحقق من التاريخ في: |سنة= (مساعدة)
22. ↑  ابن الأثير، علي بن مُحمَّد بن عبد الكريم بن عبد الواحد الشيباني الجزري (1407هـ - 1987م). الكامل في التاريخ (PDF) (ط. الأولى). بيروت - لُبنان: دار الكُتُب العلميَّة. ج. الجُزء الثامن. ص. 368 - 370. مؤرشف من الأصل (PDF) في 10 أغسطس 2021. {{استشهاد بكتاب}}: تحقق من التاريخ في: |سنة= (مساعدة)
23. ↑  رونسيمان، ستيڤن؛ ترجمة:نور الدين خليل (1998). تاريخ الحملات الصليبيَّة (ط. الثانية). القاهرة - مصر: الهيئة المصريَّة العامَّة لِلكتاب. ج. الجُزء الأوَّل: من كليرمونت إلى أورشليم. ص. 120. {{استشهاد بكتاب}}: تحقق من التاريخ في: |سنة= (مساعدة)
24. ↑  ابن الجوزي، شمس الدين أبو المُظفَّر يُوسُف بن قزأُوغلي بن عبد الله التُركي البغدادي. مرآة الزمان في تواريخ الأعيان (PDF). دار الرسالة العالميَّة. ج. الجُزء التاسع عشر. ص. 208. مؤرشف من الأصل (PDF) في 2021-08-06.
25. ↑  العظيمي، مُحمَّد بن عليّ (1984). تاريخ حلب. دمشق. ص. 347 - 348. {{استشهاد بكتاب}}: تحقق من التاريخ في: |سنة= (مساعدة)
26. ↑  ابن القلانسي، أبو يعلى حمزة بن أسد بن علي بن مُحمَّد التميمي (1403هـ - 1983م). تاريخ دمشق (ط. الأولى). دمشق - سوريا: دار حسَّان للطباعة والنشر. ص. 166 (الهامش). مؤرشف من الأصل في 25 ديسمبر 2020. {{استشهاد بكتاب}}: تحقق من التاريخ في: |سنة= (مساعدة)
27. ↑  ابن العديم، عُمر بن أحمد بن هبة الله بن أبي جرادة الحلبي (1417هـ - 1996م). زُبدة الحلب من تاريخ حلب (ط. الأولى). بيروت - لُبنان: دار الكُتُب العلميَّة. ص. 171. مؤرشف من الأصل في 17 يناير 2019. {{استشهاد بكتاب}}: تحقق من التاريخ في: |سنة= (مساعدة)
28. 1 2 3  ابن الأثير، علي بن مُحمَّد بن عبد الكريم بن عبد الواحد الشيباني الجزري (1407هـ - 1987م). الكامل في التاريخ (ط. الأولى). بيروت - لُبنان: دار الكُتُب العلميَّة. ج. الجُزء الثامن. ص. 388 - 389. مؤرشف من الأصل في 17 يناير 2019. {{استشهاد بكتاب}}: تحقق من التاريخ في: |سنة= (مساعدة)
29. ↑  العظيمي، مُحمَّد بن عليّ (1984). تاريخ حلب. دمشق. ص. 177. {{استشهاد بكتاب}}: تحقق من التاريخ في: |سنة= (مساعدة)
30. ↑  ابن الجوزي، شمس الدين أبو المُظفَّر يُوسُف بن قزأُوغلي بن عبد الله التُركي البغدادي. مرآة الزمان في تواريخ الأعيان (PDF). دار الرسالة العالميَّة. ج. الجُزء التاسع عشر. ص. 236. مؤرشف من الأصل (PDF) في 2021-08-06.
31. ↑  حسنين، عبد النعيم مُحمَّد (1982). إيران والعراق في العصر السَلْجُوقي (ط. الأولى). بيروت - لُبنان: دار الكُتُب الإسلاميَّة. ص. 63. مؤرشف من الأصل في 26 ديسمبر 2020. {{استشهاد بكتاب}}: تحقق من التاريخ في: |سنة= (مساعدة)
32. ↑  عاشور، سعيد عبد الفتَّاح (2010). الحركة الصليبيَّة: حركة مُشرِّفة في تاريخ الجهاد الإسلامي في العُصُور الوُسطى (PDF) (ط. الأولى). القاهرة - مصر: مكتبة الأنجلو المصرية. ج. الجُزء الأوَّل. ص. 75 - 76. ISBN:9770516570. مؤرشف من الأصل (PDF) في 2021-08-30.
33. ↑  ابن الأثير، علي بن مُحمَّد بن عبد الكريم بن عبد الواحد الشيباني الجزري (1407هـ - 1987م). الكامل في التاريخ (PDF) (ط. الأولى). بيروت - لُبنان: دار الكُتُب العلميَّة. ج. الجُزء الثامن. ص. 393 - 395. مؤرشف من الأصل (PDF) في 10 أغسطس 2021. {{استشهاد بكتاب}}: تحقق من التاريخ في: |سنة= (مساعدة)
34. ↑  فوَّال بابتي، عزيزة (2009). موسوعة الأعلام العرب والمُسلمين والعالميين. دار الكُتُب العلميَّة. ج. الجُزء الثاني: ت - ش. ص. 276–277. ISBN:2745162152. مؤرشف من الأصل في 2020-12-27. {{استشهاد بموسوعة}}: تحقق من التاريخ في: |تاريخ= (مساعدة)
35. 1 2 3 4 5  طقُّوش، مُحمَّد سُهيل (1423هـ - 2002م). تاريخ سلاجقة الروم في آسيا الصُغرى 470 - 704هـ / 1077 - 1304م (PDF) (ط. الأولى). بيروت - لُبنان: دار النفائس. ص. 55 - 57. ISBN:9953180474. مؤرشف من الأصل (PDF) في 14 مارس 2022. {{استشهاد بكتاب}}: تحقق من التاريخ في: |سنة= (مساعدة)
36. ↑  الحُسيني، صدر الدين علي؛ تصحيح: مُحمَّد إقبال (1933). أخبار الدولة السَلْجُوقيَّة (PDF). لاهور - الهند: نشريَّات كُليَّة فُنجاب. ص. 72. مؤرشف من الأصل (PDF) في 7 أبريل 2018. {{استشهاد بكتاب}}: تحقق من التاريخ في: |سنة= (مساعدة)
37. ↑  رُسُتم، أسد (1956). الروم في سياستهم وحضارتهم ودينهم وثقافتهم وصلاتهم بالعرب (PDF) (ط. الأولى). بيروت - لُبنان: دار المكشوف. ج. الجُزء الثاني. ص. 113 - 114. مؤرشف من الأصل (PDF) في 27 ديسمبر 2020. {{استشهاد بكتاب}}: تحقق من التاريخ في: |سنة= (مساعدة)
38. ↑  طقُّوش، مُحمَّد سُهيل (1423هـ - 2002م). تاريخ سلاجقة الروم في آسيا الصُغرى 470 - 704هـ / 1077 - 1304م (PDF) (ط. الأولى). بيروت - لُبنان: دار النفائس. ص. 63. ISBN:9953180474. مؤرشف من الأصل (PDF) في 14 مارس 2022. {{استشهاد بكتاب}}: تحقق من التاريخ في: |سنة= (مساعدة)
39. ↑  ابن الأثير، علي بن مُحمَّد بن عبد الكريم بن عبد الواحد الشيباني الجزري (1424هـ - 2003م). الكامل في التاريخ (PDF) (ط. الرابعة). بيروت - لُبنان: دار الكُتُب العلميَّة. ج. الجُزء التاسع. ص. 105. ISBN:2745100467. مؤرشف من الأصل (PDF) في 16 ديسمبر 2019. {{استشهاد بكتاب}}: تحقق من التاريخ في: |سنة= (مساعدة)
40. 1 2  ابن الأثير، علي بن مُحمَّد بن عبد الكريم بن عبد الواحد الشيباني الجزري (1407هـ - 1987م). الكامل في التاريخ (ط. الأولى). بيروت - لُبنان: دار الكُتُب العلميَّة. ج. الجُزء الثامن. ص. 435 - 436. مؤرشف من الأصل في 17 يناير 2019. {{استشهاد بكتاب}}: تحقق من التاريخ في: |سنة= (مساعدة)
41. ↑  العظيمي، مُحمَّد بن عليّ (1984). تاريخ حلب. دمشق. ص. 352. {{استشهاد بكتاب}}: تحقق من التاريخ في: |سنة= (مساعدة)
42. ↑  ابن الجوزي، شمس الدين أبو المُظفَّر يُوسُف بن قزأُوغلي بن عبد الله التُركي البغدادي. مرآة الزمان في تواريخ الأعيان (PDF). دار الرسالة العالميَّة. ج. الجُزء التاسع عشر. ص. 384. مؤرشف من الأصل (PDF) في 2021-08-06.
43. 1 2 3  ابن العديم، عُمر بن أحمد بن هبة الله بن أبي جرادة الحلبي (1417هـ - 1996م). زُبدة الحلب من تاريخ حلب (ط. الأولى). بيروت - لُبنان: دار الكُتُب العلميَّة. ص. 214 - 218. مؤرشف من الأصل في 17 يناير 2019. {{استشهاد بكتاب}}: تحقق من التاريخ في: |سنة= (مساعدة)
44. ↑  ابن القلانسي، أبو يعلى حمزة بن أسد بن علي بن مُحمَّد التميمي (1403هـ - 1983م). تاريخ دمشق (ط. الأولى). دمشق - سوريا: دار حسَّان للطباعة والنشر. ص. 194. مؤرشف من الأصل في 25 ديسمبر 2020. {{استشهاد بكتاب}}: تحقق من التاريخ في: |سنة= (مساعدة)
45. ↑  ابن الأثير، علي بن مُحمَّد بن عبد الكريم بن عبد الواحد الشيباني الجزري (1382هـ - 1963م). التاريخ الباهر في الدولة الأتابكيَّة في الموصل. القاهرة - مصر: دار الكُتُب الحديثة. ص. 7 - 8. {{استشهاد بكتاب}}: تحقق من التاريخ في: |سنة= (مساعدة)
46. 1 2  طقُّوش، مُحمَّد سُهيل (1423هـ - 2002م). تاريخ سلاجقة الروم في آسيا الصُغرى 470 - 704هـ / 1077 - 1304م (PDF) (ط. الأولى). بيروت - لُبنان: دار النفائس. ص. 70. ISBN:9953180474. مؤرشف من الأصل (PDF) في 14 مارس 2022. {{استشهاد بكتاب}}: تحقق من التاريخ في: |سنة= (مساعدة)
47. ↑  الصوري، وليم؛ ترجمة: د. حسن حبشي (1991). الحُرُوب الصليبيَّة (PDF). القاهرة - مصر: الهيئة المصريَّة العامَّة للكتاب. ج. الجُزء الأوَّل. ص. 123 - 125. مؤرشف من الأصل (PDF) في 30 أغسطس 2021. {{استشهاد بكتاب}}: تحقق من التاريخ في: |سنة= (مساعدة)
48. ↑  لوبون، گوستاڤ؛ ترجمة: عادل زعيتر (2013). حضارة العرب (PDF). القاهرة - مصر: مؤسسة هنداوي للتعليم والثقافة. ص. 335. مؤرشف من الأصل (PDF) في 17 نوفمبر 2020. {{استشهاد بكتاب}}: تحقق من التاريخ في: |سنة= (مساعدة)
49. ↑  الصوري، وليم؛ ترجمة: د. حسن حبشي (1991). الحُرُوب الصليبيَّة (PDF). القاهرة - مصر: الهيئة المصريَّة العامَّة للكتاب. ج. الجُزء الأوَّل. ص. 125 - 128. مؤرشف من الأصل (PDF) في 30 أغسطس 2021. {{استشهاد بكتاب}}: تحقق من التاريخ في: |سنة= (مساعدة)
50. ↑  مُؤرِّخ مجهول؛ ترجمه وقدَّم لهُ وعلَّق عليه حسن حبشي (1958). أعمال الفرنجة وحُجَّاج بيت المقدس. القاهرة - مصر: دار الفكر العربي. ج. الجُزء الأوَّل. ص. 193. {{استشهاد بكتاب}}: تحقق من التاريخ في: |سنة= (مساعدة)
51. ↑  رونسيمان، ستيڤن؛ ترجمة:نور الدين خليل (1998). تاريخ الحملات الصليبيَّة (ط. الثانية). القاهرة - مصر: الهيئة المصريَّة العامَّة لِلكتاب. ج. الجُزء الأوَّل: من كليرمونت إلى أورشليم. ص. 221 - 224. {{استشهاد بكتاب}}: تحقق من التاريخ في: |سنة= (مساعدة)
52. ↑  طقُّوش، مُحمَّد سُهيل (1423هـ - 2002م). تاريخ سلاجقة الروم في آسيا الصُغرى 470 - 704هـ / 1077 - 1304م (PDF) (ط. الأولى). بيروت - لُبنان: دار النفائس. ص. 81 - 82. ISBN:9953180474. مؤرشف من الأصل (PDF) في 14 مارس 2022. {{استشهاد بكتاب}}: تحقق من التاريخ في: |سنة= (مساعدة)
53. ↑  الصوري، وليم؛ ترجمة: د. حسن حبشي (1991). الحُرُوب الصليبيَّة (PDF). القاهرة - مصر: الهيئة المصريَّة العامَّة للكتاب. ج. الجُزء الأوَّل. ص. 201 - 205. مؤرشف من الأصل (PDF) في 30 أغسطس 2021. {{استشهاد بكتاب}}: تحقق من التاريخ في: |سنة= (مساعدة)
54. 1 2  مُؤرِّخ مجهول؛ ترجمه وقدَّم لهُ وعلَّق عليه حسن حبشي (1958). أعمال الفرنجة وحُجَّاج بيت المقدس. القاهرة - مصر: دار الفكر العربي. ج. الجُزء الأوَّل. ص. 35 - 36. {{استشهاد بكتاب}}: تحقق من التاريخ في: |سنة= (مساعدة)
55. ↑  رونسيمان، ستيڤن؛ ترجمة:نور الدين خليل (1998). تاريخ الحملات الصليبيَّة (ط. الثانية). القاهرة - مصر: الهيئة المصريَّة العامَّة لِلكتاب. ج. الجُزء الأوَّل: من كليرمونت إلى أورشليم. ص. 294. {{استشهاد بكتاب}}: تحقق من التاريخ في: |سنة= (مساعدة)
56. ↑  عاشور، سعيد عبد الفتَّاح (2010). الحركة الصليبيَّة: حركة مُشرِّفة في تاريخ الجهاد الإسلامي في العُصُور الوُسطى (PDF) (ط. الأولى). القاهرة - مصر: مكتبة الأنجلو المصرية. ج. الجُزء الأوَّل. ص. 135. ISBN:9770516570. مؤرشف من الأصل (PDF) في 2021-08-30.
57. ↑  الشارتري، ڤوشيه؛ ترجمة: د. زياد العسلي (1990). تاريخ الحملة إلى القُدُس 1095 - 1127 (PDF). عمَّان - الأُردُن: دار الشُرُوق لِلنشر والتوزيع. ص. 47 - 50. مؤرشف من الأصل (PDF) في 30 أغسطس 2021. {{استشهاد بكتاب}}: تحقق من التاريخ في: |سنة= (مساعدة)
58. ↑  طقُّوش، مُحمَّد سُهيل (1423هـ - 2002م). تاريخ سلاجقة الروم في آسيا الصُغرى 470 - 704هـ / 1077 - 1304م (PDF) (ط. الأولى). بيروت - لُبنان: دار النفائس. ص. 88. ISBN:9953180474. مؤرشف من الأصل (PDF) في 14 مارس 2022. {{استشهاد بكتاب}}: تحقق من التاريخ في: |سنة= (مساعدة)
59. ↑  عاشور، سعيد عبد الفتَّاح (2010). الحركة الصليبيَّة: حركة مُشرِّفة في تاريخ الجهاد الإسلامي في العُصُور الوُسطى (PDF) (ط. الأولى). القاهرة - مصر: مكتبة الأنجلو المصرية. ج. الجُزء الأوَّل. ص. 138 - 139. ISBN:9770516570. مؤرشف من الأصل (PDF) في 2021-08-30.
60. ↑  رونسيمان، ستيڤن؛ ترجمة:نور الدين خليل (1998). تاريخ الحملات الصليبيَّة (ط. الثانية). القاهرة - مصر: الهيئة المصريَّة العامَّة لِلكتاب. ج. الجُزء الثاني: مملكة القُدس والشرق الفرنجي. ص. 48 - 49. {{استشهاد بكتاب}}: تحقق من التاريخ في: |سنة= (مساعدة)
61. ↑  ابن القلانسي، أبو يعلى حمزة بن أسد بن علي بن مُحمَّد التميمي (1403هـ - 1983م). تاريخ دمشق (ط. الأولى). دمشق - سوريا: دار حسَّان للطباعة والنشر. ص. 223 - 224. مؤرشف من الأصل في 25 ديسمبر 2020. {{استشهاد بكتاب}}: تحقق من التاريخ في: |سنة= (مساعدة)
62. 1 2 3  ابن الأثير، علي بن مُحمَّد بن عبد الكريم بن عبد الواحد الشيباني الجزري (1407هـ - 1987م). الكامل في التاريخ (PDF) (ط. الأولى). بيروت - لُبنان: دار الكُتُب العلميَّة. ج. الجُزء التاسع. ص. 29. مؤرشف من الأصل (PDF) في 16 ديسمبر 2019. {{استشهاد بكتاب}}: تحقق من التاريخ في: |سنة= (مساعدة)
63. 1 2 3  رونسيمان، ستيڤن؛ ترجمة:نور الدين خليل (1998). تاريخ الحملات الصليبيَّة (ط. الثانية). القاهرة - مصر: الهيئة المصريَّة العامَّة لِلكتاب. ج. الجُزء الثاني: مملكة القُدس والشرق الفرنجي. ص. 50 - 54. {{استشهاد بكتاب}}: تحقق من التاريخ في: |سنة= (مساعدة)
64. 1 2  رونسيمان، ستيڤن؛ ترجمة:نور الدين خليل (1998). تاريخ الحملات الصليبيَّة (ط. الثانية). القاهرة - مصر: الهيئة المصريَّة العامَّة لِلكتاب. ج. الجُزء الثاني: مملكة القُدس والشرق الفرنجي. ص. 54 - 59. {{استشهاد بكتاب}}: تحقق من التاريخ في: |سنة= (مساعدة)
65. 1 2  ابن العبري، أبو الفرج گريگوريوس بن هٰرون الملطي (1418هـ - 1997م). تاريخ مُختصر الدُول (ط. الأولى). بيروت - لُبنان: دار الكُتُب العلميَّة. ص. 172 - 173. مؤرشف من الأصل في 19 ديسمبر 2020. {{استشهاد بكتاب}}: تحقق من التاريخ في: |سنة= (مساعدة)
66. ↑  ابن الأثير، علي بن مُحمَّد بن عبد الكريم بن عبد الواحد الشيباني الجزري (1424هـ - 2003م). الكامل في التاريخ (PDF) (ط. الرابعة). بيروت - لُبنان: دار الكُتُب العلميَّة. ج. الجُزء التاسع. ص. 97. ISBN:2745100467. مؤرشف من الأصل (PDF) في 16 ديسمبر 2019. {{استشهاد بكتاب}}: تحقق من التاريخ في: |سنة= (مساعدة)
67. ↑  الذهبي، أبو عبد الله شمس الدين مُحمَّد بن أحمد بن عُثمان بن قايماز (1415هـ - 1994م). تاريخ الإسلام ووفيَّات المشاهير والأعيان (PDF) (ط. الأولى). بيروت - لُبنان: دار الكتاب العربي. ج. الجُزء الرابع والثلاثون. ص. 20 - 22، 26 - 27. مؤرشف من الأصل (PDF) في 30 أغسطس 2021. {{استشهاد بكتاب}}: تحقق من التاريخ في: |سنة= (مساعدة)
68. ↑  طقُّوش، مُحمَّد سُهيل (1423هـ - 2002م). تاريخ سلاجقة الروم في آسيا الصُغرى 470 - 704هـ / 1077 - 1304م (PDF) (ط. الأولى). بيروت - لُبنان: دار النفائس. ص. 102. ISBN:9953180474. مؤرشف من الأصل (PDF) في 14 مارس 2022. {{استشهاد بكتاب}}: تحقق من التاريخ في: |سنة= (مساعدة)
69. ↑  الفارقي، أحمد بن يُوسُف بن عليّ بن الأزرق (1379هـ - 1959م). تاريخ ميافارقين وآمد (PDF) (ط. الأولى). القاهرة - مصر: وزارة الثقافة والإرشاد القومي. ص. 272 - 273. مؤرشف من الأصل (PDF) في 30 أغسطس 2021. {{استشهاد بكتاب}}: تحقق من التاريخ في: |سنة= (مساعدة)
70. ↑  ابن شدَّاد، عزُّ الدين أبو عبد الله مُحمَّد بن علي بن إبراهيم الأنصاري الحلبي. الأعلاق الخطيرة في ذكر أُمراء الشَّام والجزيرة. ص. 178. مؤرشف من الأصل في 7 كانون الثاني (يناير) 2021. {{استشهاد بكتاب}}: تحقق من التاريخ في: |تاريخ أرشيف= (مساعدة)
71. ↑  ابن القلانسي، أبو يعلى حمزة بن أسد بن علي بن مُحمَّد التميمي (1403هـ - 1983م). تاريخ دمشق (ط. الأولى). دمشق - سوريا: دار حسَّان للطباعة والنشر. ص. 242. مؤرشف من الأصل في 25 ديسمبر 2020. {{استشهاد بكتاب}}: تحقق من التاريخ في: |سنة= (مساعدة)
72. ↑  ابن الأثير، علي بن مُحمَّد بن عبد الكريم بن عبد الواحد الشيباني الجزري (1424هـ - 2003م). الكامل في التاريخ (PDF) (ط. الرابعة). بيروت - لُبنان: دار الكُتُب العلميَّة. ج. الجُزء التاسع. ص. 102 - 103. ISBN:2745100467. مؤرشف من الأصل (PDF) في 16 ديسمبر 2019. {{استشهاد بكتاب}}: تحقق من التاريخ في: |سنة= (مساعدة)
73. ↑  ابن الأثير، علي بن مُحمَّد بن عبد الكريم بن عبد الواحد الشيباني الجزري (1424هـ - 2003م). الكامل في التاريخ (PDF) (ط. الرابعة). بيروت - لُبنان: دار الكُتُب العلميَّة. ج. الجُزء التاسع. ص. 104 - 107. ISBN:2745100467. مؤرشف من الأصل (PDF) في 16 ديسمبر 2019. {{استشهاد بكتاب}}: تحقق من التاريخ في: |سنة= (مساعدة)
74. ↑  يُوسُف، هُدى ياسين (ربيع الأوَّل 1434هـ \ شُباط 2013). "الحوليَّات السُريانيَّة مصدرًا لِسلاجقة الموصل، تاريخ الزمان لِابن العبري أُنموذجًا" (PDF). إضاءات موصليَّة. مركز دراسات الموصل، جامعة الموصل ع. العدد 68: صفحة 9. مؤرشف من الأصل (PDF) في 7 يناير 2021. {{استشهاد بدورية محكمة}}: تحقق من التاريخ في: |سنة= (مساعدة)
75. ↑  طقُّوش، مُحمَّد سُهيل (1423هـ - 2002م). تاريخ سلاجقة الروم في آسيا الصُغرى 470 - 704هـ / 1077 - 1304م (PDF) (ط. الأولى). بيروت - لُبنان: دار النفائس. ص. 112. ISBN:9953180474. مؤرشف من الأصل (PDF) في 14 مارس 2022. {{استشهاد بكتاب}}: تحقق من التاريخ في: |سنة= (مساعدة)
76. ↑  ابن القلانسي، أبو يعلى حمزة بن أسد بن علي بن مُحمَّد التميمي (1403هـ - 1983م). تاريخ دمشق (ط. الأولى). دمشق - سوريا: دار حسَّان للطباعة والنشر. ص. 254. مؤرشف من الأصل في 25 ديسمبر 2020. {{استشهاد بكتاب}}: تحقق من التاريخ في: |سنة= (مساعدة)
77. 1 2 3 4  طقُّوش، مُحمَّد سُهيل (1423هـ - 2002م). تاريخ سلاجقة الروم في آسيا الصُغرى 470 - 704هـ / 1077 - 1304م (PDF) (ط. الأولى). بيروت - لُبنان: دار النفائس. ص. 120 - 122. ISBN:9953180474. مؤرشف من الأصل (PDF) في 14 مارس 2022. {{استشهاد بكتاب}}: تحقق من التاريخ في: |سنة= (مساعدة)
78. ↑  عمران، محمود سعيد (1985). السياسة الشرقيَّة لِلإمبراطوريَّة البيزنطيَّة في عهد الإمبراطور مانويل الأوَّل 1143 - 1180م. القاهرة - مصر: دار المعارف. ص. 52 - 53. {{استشهاد بكتاب}}: تحقق من التاريخ في: |سنة= (مساعدة)
79. ↑  طقُّوش، مُحمَّد سُهيل (1423هـ - 2002م). تاريخ سلاجقة الروم في آسيا الصُغرى 470 - 704هـ / 1077 - 1304م (PDF) (ط. الأولى). بيروت - لُبنان: دار النفائس. ص. 126 - 127. ISBN:9953180474. مؤرشف من الأصل (PDF) في 14 مارس 2022. {{استشهاد بكتاب}}: تحقق من التاريخ في: |سنة= (مساعدة)
80. 1 2 3 4 5  عمران، محمود سعيد (1985). السياسة الشرقيَّة لِلإمبراطوريَّة البيزنطيَّة في عهد الإمبراطور مانويل الأوَّل 1143 - 1180م. القاهرة - مصر: دار المعارف. ص. 116 - 117. {{استشهاد بكتاب}}: تحقق من التاريخ في: |سنة= (مساعدة)
81. ↑  رونسيمان، ستيڤن؛ ترجمة: نور الدين خليل (1998م). تاريخ الحملات الصليبيَّة (PDF) (ط. الثانية). القاهرة - مصر: الهيئة المصرية العامة للكتاب. ج. الجُزء الثاني. ص. 273 - 274. مؤرشف من الأصل (PDF) في 16 ديسمبر 2019. اطلع عليه بتاريخ 18 نيسان (أبريل) 2018م. {{استشهاد بكتاب}}: تحقق من التاريخ في: |تاريخ الوصول= و|سنة= (مساعدة)
82. ↑  طقُّوش، مُحمَّد سُهيل (1431هـ - 2010م). تاريخ الزنكيين في الموصل وبلاد الشام (ط. الثانية). بيروت - لُبنان: دار النفائس. ص. 171. ISBN:9789953183169. مؤرشف من الأصل في 16 ديسمبر 2019. اطلع عليه بتاريخ 24 نيسان (أبريل) 2018م. {{استشهاد بكتاب}}: تحقق من التاريخ في: |تاريخ الوصول= و|سنة= (مساعدة)
83. ↑  طقُّوش، مُحمَّد سُهيل (1423هـ - 2002م). تاريخ سلاجقة الروم في آسيا الصُغرى 470 - 704هـ / 1077 - 1304م (PDF) (ط. الأولى). بيروت - لُبنان: دار النفائس. ص. 144. ISBN:9953180474. مؤرشف من الأصل (PDF) في 14 مارس 2022. {{استشهاد بكتاب}}: تحقق من التاريخ في: |سنة= (مساعدة)
84. ↑  أرملة، إسحٰق (1929). الحُرُوب الصليبيَّة في الآثار السُريانيَّة. بيروت - لُبنان: المطبعة السُريانية الكاثوليكيَّة. ص. 125. {{استشهاد بكتاب}}: تحقق من التاريخ في: |سنة= (مساعدة)
85. ↑  رونسيمان، ستيڤن؛ ترجمة:نور الدين خليل (1998). تاريخ الحملات الصليبيَّة (ط. الثانية). القاهرة - مصر: الهيئة المصريَّة العامَّة لِلكتاب. ج. الجُزء الثاني: مملكة القُدس والشرق الفرنجي. ص. 310 - 311. {{استشهاد بكتاب}}: تحقق من التاريخ في: |سنة= (مساعدة)
86. ↑  رونسيمان، ستيڤن؛ ترجمة:نور الدين خليل (1998). تاريخ الحملات الصليبيَّة (ط. الثانية). القاهرة - مصر: الهيئة المصريَّة العامَّة لِلكتاب. ج. الجُزء الثاني: مملكة القُدس والشرق الفرنجي. ص. 311 - 315. {{استشهاد بكتاب}}: تحقق من التاريخ في: |سنة= (مساعدة)
87. ↑  طقُّوش، مُحمَّد سُهيل (1431هـ - 2010م). تاريخ الزنكيين في الموصل وبلاد الشام (ط. الثانية). بيروت - لُبنان: دار النفائس. ص. 261. ISBN:9789953183169. مؤرشف من الأصل في 16 ديسمبر 2019. اطلع عليه بتاريخ 29 نيسان (أبريل) 2018م. {{استشهاد بكتاب}}: تحقق من التاريخ في: |تاريخ الوصول= و|سنة= (مساعدة)
88. ↑  ابن القلانسي، أبو يعلى حمزة بن أسد بن علي بن مُحمَّد التميمي (1908). ذيل تاريخ دمشق (PDF). بيروت - الدولة العُثمانيَّة: مطبعة الآباء اليسوعيين. ص. 304 - 305. مؤرشف من الأصل (PDF) في 2018-04-06. اطلع عليه بتاريخ 29 نيسان (أبريل) 2018م. {{استشهاد بكتاب}}: تحقق من التاريخ في: |تاريخ الوصول= و|سنة= (مساعدة)
89. ↑  ابن العبري، أبو الفرج گريگوريوس بن هٰرون الملطي. تاريخ مُختصر الدُول (PDF). ص. 360. مؤرشف من الأصل (PDF) في 2018-04-19. اطلع عليه بتاريخ 29 نيسان (أبريل) 2018م. {{استشهاد بكتاب}}: تحقق من التاريخ في: |تاريخ الوصول= (مساعدة)
90. 1 2 3  ابن القلانسي، أبو يعلى حمزة بن أسد بن علي بن مُحمَّد التميمي (1403هـ - 1983م). تاريخ دمشق (ط. الأولى). دمشق - سوريا: دار حسَّان للطباعة والنشر. ص. 480 - 489. مؤرشف من الأصل في 25 ديسمبر 2020. {{استشهاد بكتاب}}: تحقق من التاريخ في: |سنة= (مساعدة)
91. ↑  المقدسي، أبو شامة شهاب الدين عبد الرحمٰن بن إسماعيل بن إبراهيم بن عُثمان (1418هـ - 1997م). الروضتين في أخبار الدولتين النوريَّة والصلاحيَّة (PDF) (ط. الأولى). بيروت - لُبنان: مؤسسة الرسالة. ج. الجُزء الأوَّل. ص. 246 - 247. مؤرشف من الأصل (PDF) في 16 ديسمبر 2019. {{استشهاد بكتاب}}: تحقق من التاريخ في: |سنة= (مساعدة)
92. ↑  طقُّوش، مُحمَّد سُهيل (1423هـ - 2002م). تاريخ سلاجقة الروم في آسيا الصُغرى 470 - 704هـ / 1077 - 1304م (PDF) (ط. الأولى). بيروت - لُبنان: دار النفائس. ص. 153 - 154. ISBN:9953180474. مؤرشف من الأصل (PDF) في 14 مارس 2022. {{استشهاد بكتاب}}: تحقق من التاريخ في: |سنة= (مساعدة)
93. 1 2  أستارجيان، ك. أ (1951). تاريخ الأُمَّة الأرمنيَّة (PDF). الموصل - العراق: مطبعة الاتحاد الجديدة. ص. 211 - 212. مؤرشف من الأصل (PDF) في 18 يناير 2021. {{استشهاد بكتاب}}: تحقق من التاريخ في: |سنة= (مساعدة)
94. 1 2  عمران، محمود سعيد (1985). السياسة الشرقيَّة لِلإمبراطوريَّة البيزنطيَّة في عهد الإمبراطور مانويل الأوَّل 1143 - 1180م. القاهرة - مصر: دار المعارف. ص. 194 - 196. {{استشهاد بكتاب}}: تحقق من التاريخ في: |سنة= (مساعدة)
95. ↑  طقُّوش، مُحمَّد سُهيل (1423هـ - 2002م). تاريخ سلاجقة الروم في آسيا الصُغرى 470 - 704هـ / 1077 - 1304م (PDF) (ط. الأولى). بيروت - لُبنان: دار النفائس. ص. 157 - 158. ISBN:9953180474. مؤرشف من الأصل (PDF) في 14 مارس 2022. {{استشهاد بكتاب}}: تحقق من التاريخ في: |سنة= (مساعدة)
96. ↑  عمران، محمود سعيد (1985). السياسة الشرقيَّة لِلإمبراطوريَّة البيزنطيَّة في عهد الإمبراطور مانويل الأوَّل 1143 - 1180م. القاهرة - مصر: دار المعارف. ص. 197 - 200. {{استشهاد بكتاب}}: تحقق من التاريخ في: |سنة= (مساعدة)
97. 1 2  ابن القلانسي، أبو يعلى حمزة بن أسد بن علي بن مُحمَّد التميمي (1403هـ - 1983م). تاريخ دمشق (ط. الأولى). دمشق - سوريا: دار حسَّان للطباعة والنشر. ص. 510 - 511. مؤرشف من الأصل في 25 ديسمبر 2020. {{استشهاد بكتاب}}: تحقق من التاريخ في: |سنة= (مساعدة)
98. 1 2  طقُّوش، مُحمَّد سُهيل (1423هـ - 2002م). تاريخ سلاجقة الروم في آسيا الصُغرى 470 - 704هـ / 1077 - 1304م (PDF) (ط. الأولى). بيروت - لُبنان: دار النفائس. ص. 163 - 165. ISBN:9953180474. مؤرشف من الأصل (PDF) في 14 مارس 2022. {{استشهاد بكتاب}}: تحقق من التاريخ في: |سنة= (مساعدة)
99. ↑  رُستم، أسد (2018). الروم في سياستهم وحضارتهم ودينهم وثقافتهم وصلاتهم بالعرب (PDF). وندسور - المملكة المتحدة: مؤسسة هنداوي للتعليم والثقافة. ص. 444. ISBN:9781527315785. مؤرشف من الأصل (PDF) في 2021-01-21. {{استشهاد بكتاب}}: تحقق من التاريخ في: |سنة= (مساعدة)
100. ↑  طقُّوش، مُحمَّد سُهيل (1423هـ - 2002م). تاريخ سلاجقة الروم في آسيا الصُغرى 470 - 704هـ / 1077 - 1304م (PDF) (ط. الأولى). بيروت - لُبنان: دار النفائس. ص. 191. ISBN:9953180474. مؤرشف من الأصل (PDF) في 14 مارس 2022. {{استشهاد بكتاب}}: تحقق من التاريخ في: |سنة= (مساعدة)
101. ↑  طقُّوش، مُحمَّد سُهيل (1423هـ - 2002م). تاريخ سلاجقة الروم في آسيا الصُغرى 470 - 704هـ / 1077 - 1304م (PDF) (ط. الأولى). بيروت - لُبنان: دار النفائس. ص. 197. ISBN:9953180474. مؤرشف من الأصل (PDF) في 14 مارس 2022. {{استشهاد بكتاب}}: تحقق من التاريخ في: |سنة= (مساعدة)
102. ↑  الأيُّوبي، مُحمَّد بن تقي الدين عُمر بن شاهنشاه (1968). مضمار الحقائق وسر الخلائق (ط. الأولى). القاهرة - مصر: عالم الكُتُب. ص. 18 - 19. {{استشهاد بكتاب}}: تحقق من التاريخ في: |سنة= (مساعدة)
103. ↑  ابن واصل، أبو عبد الله مُحمَّد بن سالم بن نصر الله المازني التميمي الحموي الشافعي (1377هـ - 1957م). مُفرِّج الكُروب في أخبار بني أيُّوب (PDF). القاهرة مصر: دار الكُتُب والوثائق القوميَّة. ج. المُجلَّد الثاني. ص. 79. مؤرشف من الأصل (PDF) في 30 أغسطس 2021. {{استشهاد بكتاب}}: تحقق من التاريخ في: |سنة= (مساعدة)
104. 1 2 3 4 5 6 7  ابن الأثير، علي بن مُحمَّد بن عبد الكريم بن عبد الواحد الشيباني الجزري (1407هـ - 1987م). الكامل في التاريخ (PDF) (ط. الأولى). بيروت - لُبنان: دار الكُتُب العلميَّة. ج. الجُزء العاشر. ص. 193 - 194. مؤرشف من الأصل (PDF) في 27 نوفمبر 2020. {{استشهاد بكتاب}}: تحقق من التاريخ في: |سنة= (مساعدة)
105. 1 2 3  المقدسي، أبو شامة شهاب الدين عبد الرحمٰن بن إسماعيل بن إبراهيم بن عُثمان (1418هـ - 1997م). الروضتين في أخبار الدولتين النوريَّة والصلاحيَّة (PDF) (ط. الأولى). بيروت - لُبنان: مؤسسة الرسالة. ج. الجُزء الرابع. ص. 114 - 115. مؤرشف من الأصل (PDF) في 30 أغسطس 2021. {{استشهاد بكتاب}}: تحقق من التاريخ في: |سنة= (مساعدة)
106. ↑  طقُّوش، مُحمَّد سُهيل (1423هـ - 2002م). تاريخ سلاجقة الروم في آسيا الصُغرى 470 - 704هـ / 1077 - 1304م (PDF) (ط. الأولى). بيروت - لُبنان: دار النفائس. ص. 203. ISBN:9953180474. مؤرشف من الأصل (PDF) في 14 مارس 2022. {{استشهاد بكتاب}}: تحقق من التاريخ في: |سنة= (مساعدة)
107. ↑  ابن شدَّاد، أبو المحاسن بهاء الدين يُوسُف بن رافع بن تميم الأسدي الموصلي (2015). النوادر السُلطانيَّة والمحاسن اليُوسُفيَّة (PDF) (ط. الأولى). وندسور - المملكة المتحدة: مؤسسة هنداوي للتعليم والثقافة. ص. 83. ISBN:9789777683845. مؤرشف من الأصل (PDF) في 23 كانون الثاني (يناير) 2021. {{استشهاد بكتاب}}: تحقق من التاريخ في: |سنة= و|تاريخ أرشيف= (مساعدة) وتجاهل المحلل الوسيط |مسارالأرشيف= لأنه غير معروف (مساعدة)
108. 1 2  ابن الأثير، علي بن مُحمَّد بن عبد الكريم بن عبد الواحد الشيباني الجزري (1407هـ - 1987م). الكامل في التاريخ (PDF) (ط. الأولى). بيروت - لُبنان: دار الكُتُب العلميَّة. ج. الجُزء العاشر. ص. 219 - 221. مؤرشف من الأصل (PDF) في 27 نوفمبر 2020. {{استشهاد بكتاب}}: تحقق من التاريخ في: |سنة= (مساعدة)
109. ↑  الأصفهاني، عماد الدين أبو عبد الله مُحمَّد بن مُحمَّد بن حامد بن أَلُه (2004). الفتح القسي في الفتح القدسي. دار المنار. ص. 324 - 325. مؤرشف من الأصل في 21 أبريل 2022. {{استشهاد بكتاب}}: تحقق من التاريخ في: |سنة= (مساعدة)
110. 1 2  ابن الفُرات، ناصر الدين مُحمَّد بن عبد الرحيم بن علي بن الحسن بن مُحمَّد الحنفي المصري (1975). تاريخ الدُول والمُلُوك (ط. الأولى). بيروت - لُبنان: مكتبة المؤيِّد. ج. الجُزء الثاني. ص. 93 - 94. مؤرشف من الأصل في 23 كانون الثاني (يناير) 2021. {{استشهاد بكتاب}}: تحقق من التاريخ في: |سنة= و|تاريخ أرشيف= (مساعدة) وتجاهل المحلل الوسيط |مسارالأرشيف= لأنه غير معروف (مساعدة)
111. ↑  ابن بيبي، ناصر الدين حُسين بن مُحمَّد بن علي الجعفري الرغدي؛ تعريب محُمَّد سعيد جمال الدين (2007). أخبار سلاجقة الروم (PDF) (ط. الثانية). القاهرة - مصر: المركز القومي للترجمة. ص. 2 - 4. مؤرشف من الأصل (PDF) في 30 أغسطس 2021. {{استشهاد بكتاب}}: تحقق من التاريخ في: |سنة= (مساعدة)
112. ↑  طقُّوش، مُحمَّد سُهيل (1423هـ - 2002م). تاريخ سلاجقة الروم في آسيا الصُغرى 470 - 704هـ / 1077 - 1304م (PDF) (ط. الأولى). بيروت - لُبنان: دار النفائس. ص. 213 - 214. ISBN:9953180474. مؤرشف من الأصل (PDF) في 2022-03-14. {{استشهاد بكتاب}}: تحقق من التاريخ في: |سنة= (مساعدة)
113. ↑  ابن بيبي، ناصر الدين حُسين بن مُحمَّد بن علي الجعفري الرغدي؛ تعريب محُمَّد سعيد جمال الدين (2007). أخبار سلاجقة الروم (PDF) (ط. الثانية). القاهرة - مصر: المركز القومي للترجمة. ص. 28 - 29. مؤرشف من الأصل (PDF) في 30 أغسطس 2021. {{استشهاد بكتاب}}: تحقق من التاريخ في: |سنة= (مساعدة)
114. 1 2  طقُّوش، مُحمَّد سُهيل (1423هـ - 2002م). تاريخ سلاجقة الروم في آسيا الصُغرى 470 - 704هـ / 1077 - 1304م (PDF) (ط. الأولى). بيروت - لُبنان: دار النفائس. ص. 220 - 222. ISBN:9953180474. مؤرشف من الأصل (PDF) في 2022-03-14. {{استشهاد بكتاب}}: تحقق من التاريخ في: |سنة= (مساعدة)
115. ↑  ابن بيبي، ناصر الدين حُسين بن مُحمَّد بن علي الجعفري الرغدي؛ تعريب محُمَّد سعيد جمال الدين (2007). أخبار سلاجقة الروم (PDF) (ط. الثانية). القاهرة - مصر: المركز القومي للترجمة. ص. 39 - 41. مؤرشف من الأصل (PDF) في 30 أغسطس 2021. {{استشهاد بكتاب}}: تحقق من التاريخ في: |سنة= (مساعدة)
116. ↑  ابن بيبي، ناصر الدين حُسين بن مُحمَّد بن علي الجعفري الرغدي؛ تعريب محُمَّد سعيد جمال الدين (2007). أخبار سلاجقة الروم (PDF) (ط. الثانية). القاهرة - مصر: المركز القومي للترجمة. ص. 79 - 80. مؤرشف من الأصل (PDF) في 30 أغسطس 2021. {{استشهاد بكتاب}}: تحقق من التاريخ في: |سنة= (مساعدة)
117. ↑  طقُّوش، مُحمَّد سُهيل (1423هـ - 2002م). تاريخ سلاجقة الروم في آسيا الصُغرى 470 - 704هـ / 1077 - 1304م (PDF) (ط. الأولى). بيروت - لُبنان: دار النفائس. ص. 239. ISBN:9953180474. مؤرشف من الأصل (PDF) في 14 مارس 2022. {{استشهاد بكتاب}}: تحقق من التاريخ في: |سنة= (مساعدة)
118. ↑  ابن بيبي، ناصر الدين حُسين بن مُحمَّد بن علي الجعفري الرغدي؛ تعريب محُمَّد سعيد جمال الدين (2007). أخبار سلاجقة الروم (PDF) (ط. الثانية). القاهرة - مصر: المركز القومي للترجمة. ص. 125 - 126. مؤرشف من الأصل (PDF) في 30 أغسطس 2021. {{استشهاد بكتاب}}: تحقق من التاريخ في: |سنة= (مساعدة)
119. ↑  ابن بيبي، ناصر الدين حُسين بن مُحمَّد بن علي الجعفري الرغدي؛ تعريب محُمَّد سعيد جمال الدين (2007). أخبار سلاجقة الروم (PDF) (ط. الثانية). القاهرة - مصر: المركز القومي للترجمة. ص. 155 - 169. مؤرشف من الأصل (PDF) في 30 أغسطس 2021. {{استشهاد بكتاب}}: تحقق من التاريخ في: |سنة= (مساعدة)
120. ↑  طقُّوش، مُحمَّد سُهيل (1423هـ - 2002م). تاريخ سلاجقة الروم في آسيا الصُغرى 470 - 704هـ / 1077 - 1304م (PDF) (ط. الأولى). بيروت - لُبنان: دار النفائس. ص. 253. ISBN:9953180474. مؤرشف من الأصل (PDF) في 14 مارس 2022. {{استشهاد بكتاب}}: تحقق من التاريخ في: |سنة= (مساعدة)
121. ↑  ابن الأثير، علي بن مُحمَّد بن عبد الكريم بن عبد الواحد الشيباني الجزري (1407هـ - 1987م). الكامل في التاريخ (PDF) (ط. الأولى). بيروت - لُبنان: دار الكُتُب العلميَّة. ج. الجُزء العاشر. ص. 465 - 466. مؤرشف من الأصل (PDF) في 27 نوفمبر 2020. {{استشهاد بكتاب}}: تحقق من التاريخ في: |سنة= (مساعدة)
122. ↑  طقُّوش، مُحمَّد سُهيل (1423هـ - 2002م). تاريخ سلاجقة الروم في آسيا الصُغرى 470 - 704هـ / 1077 - 1304م (PDF) (ط. الأولى). بيروت - لُبنان: دار النفائس. ص. 257 - 258. ISBN:9953180474. مؤرشف من الأصل (PDF) في 14 مارس 2022. {{استشهاد بكتاب}}: تحقق من التاريخ في: |سنة= (مساعدة)
123. ↑  ابن بيبي، ناصر الدين حُسين بن مُحمَّد بن علي الجعفري الرغدي؛ تعريب محُمَّد سعيد جمال الدين (2007). أخبار سلاجقة الروم (PDF) (ط. الثانية). القاهرة - مصر: المركز القومي للترجمة. ص. 158 - 188. مؤرشف من الأصل (PDF) في 30 أغسطس 2021. {{استشهاد بكتاب}}: تحقق من التاريخ في: |سنة= (مساعدة)
124. ↑  طقُّوش، مُحمَّد سُهيل (1423هـ - 2002م). تاريخ سلاجقة الروم في آسيا الصُغرى 470 - 704هـ / 1077 - 1304م (PDF) (ط. الأولى). بيروت - لُبنان: دار النفائس. ص. 269، 272 - 273. ISBN:9953180474. مؤرشف من الأصل (PDF) في 14 مارس 2022. {{استشهاد بكتاب}}: تحقق من التاريخ في: |سنة= (مساعدة)
125. ↑  ابن بيبي، ناصر الدين حُسين بن مُحمَّد بن علي الجعفري الرغدي؛ تعريب محُمَّد سعيد جمال الدين (2007). أخبار سلاجقة الروم (PDF) (ط. الثانية). القاهرة - مصر: المركز القومي للترجمة. ص. 247. مؤرشف من الأصل (PDF) في 30 أغسطس 2021. {{استشهاد بكتاب}}: تحقق من التاريخ في: |سنة= (مساعدة)
126. ↑  القرماني، أحمد بن يُوسُف (1282هـ). أخبار الدُول وآثار الأُول في التاريخ (PDF). بغداد: مطبعة الميرزا عبَّاس التبريزي. ص. 294. مؤرشف من الأصل (PDF) في 2020-11-10. {{استشهاد بكتاب}}: تحقق من التاريخ في: |سنة= (مساعدة)
127. ↑  ابن الجوزي، شمس الدين أبو المُظفَّر يُوسُف بن قزأُوغلي بن عبد الله التُركي البغدادي. مرآة الزمان في تواريخ الأعيان (PDF). دار الرسالة العالميَّة. ج. الجُزء الثاني والعشرون. ص. 208. مؤرشف من الأصل (PDF) في 2021-08-06.
128. ↑  ابن تغري بردي، أبو المحاسن جمال الدين يُوسُف الأتابكي اليشبقاوي الظاهري (1383هـ - 1963م). النُجُوم الزاهرة في مُلُوك مصر والقاهرة (PDF). القاهرة - مصر: وزارة الثقافة المصريَّة. ص. 247. مؤرشف من الأصل (PDF) في 10 يناير 2020. {{استشهاد بكتاب}}: تحقق من التاريخ في: |سنة= (مساعدة)
129. ↑  الكوبريللي، مُحمَّد فؤاد؛ ترجمة د.أحمد السعيد سُليمان وآخرون (1967). قيام الدولة العُثمانيَّة. القاهرة - مصر: دار الكاتب العربي. ص. 72. {{استشهاد بكتاب}}: تحقق من التاريخ في: |سنة= (مساعدة)
130. ↑  طقُّوش، مُحمَّد سُهيل (1423هـ - 2002م). تاريخ سلاجقة الروم في آسيا الصُغرى 470 - 704هـ / 1077 - 1304م (PDF) (ط. الأولى). بيروت - لُبنان: دار النفائس. ص. 247. ISBN:9953180474. مؤرشف من الأصل (PDF) في 14 مارس 2022. {{استشهاد بكتاب}}: تحقق من التاريخ في: |سنة= (مساعدة)
131. 1 2 3  الشيبي، كامل مُصطفى (1982). الصلة بين التصُّوف والتشيُّع (ط. الثالثة). بيروت - لُبنان: دار الأندلُس. ج. الجُزء الثاني: النزعات الصوفيَّة في التشيُّع. ص. 332 - 333. {{استشهاد بكتاب}}: تحقق من التاريخ في: |سنة= (مساعدة)
132. 1 2 3  الشيبي، كامل مُصطفى (1982). الصلة بين التصُّوف والتشيُّع (ط. الثالثة). بيروت - لُبنان: دار الأندلُس. ج. الجُزء الثاني: النزعات الصوفيَّة في التشيُّع. ص. 334 - 335. {{استشهاد بكتاب}}: تحقق من التاريخ في: |سنة= (مساعدة)
133. 1 2 3 4 5  ابن بيبي، ناصر الدين حُسين بن مُحمَّد بن علي الجعفري الرغدي؛ تعريب محُمَّد سعيد جمال الدين (2007). أخبار سلاجقة الروم (PDF) (ط. الثانية). القاهرة - مصر: المركز القومي للترجمة. ص. 271 - 275. مؤرشف من الأصل (PDF) في 30 أغسطس 2021. {{استشهاد بكتاب}}: تحقق من التاريخ في: |سنة= (مساعدة)
134. ↑  الكوبريللي، مُحمَّد فؤاد؛ ترجمة د.أحمد السعيد سُليمان وآخرون (1967). قيام الدولة العُثمانيَّة. القاهرة - مصر: دار الكاتب العربي. ص. 84. {{استشهاد بكتاب}}: تحقق من التاريخ في: |سنة= (مساعدة)
135. ↑  مُؤرِّخ مجهول؛ تعريب: مُحمَّد سعيد جمال الدين (2007). أخبار سلاجقة الروم، مُختصر سَلْجُوقنامه (PDF) (ط. الثانية). القاهرة - مصر: المركز القومي للترجمة. ص. 219. مؤرشف من الأصل (PDF) في 31 أكتوبر 2020. اطلع عليه بتاريخ 17 شُباط (فبراير) 2019م. {{استشهاد بكتاب}}: تحقق من التاريخ في: |تاريخ الوصول= و|سنة= (مساعدة)
136. ↑  مُؤرِّخ مجهول؛ تعريب: مُحمَّد سعيد جمال الدين (2007). أخبار سلاجقة الروم، مُختصر سَلْجُوقنامه (PDF) (ط. الثانية). القاهرة - مصر: المركز القومي للترجمة. ص. 241 - 244. مؤرشف من الأصل (PDF) في 31 أكتوبر 2020. اطلع عليه بتاريخ 17 شُباط (فبراير) 2019م. {{استشهاد بكتاب}}: تحقق من التاريخ في: |تاريخ الوصول= و|سنة= (مساعدة)
137. ↑  النُويري، شهاب الدين أحمد بن عبد الوهَّاب بن مُحمَّد (1424هـ - 2004م). نهاية الإرب في فنون الأدب (ط. الأولى). بيروت - لُبنان: دار الكُتُب العلميَّة. ج. الجُزء السابع والعُشرون. ص. 238. مؤرشف من الأصل في 2019-11-29. اطلع عليه بتاريخ 17 شُباط (فبراير) 2019م. {{استشهاد بكتاب}}: تحقق من التاريخ في: |تاريخ الوصول= و|سنة= (مساعدة)
138. ↑  العيني، أبو مُحمَّد بدر الدين محمود بن أحمد بن موسى الحنفي؛ تحقيق: أ. د. مُحمَّد مُحمَّد أمين (1407هـ - 1987م). عقد الجُمان في تاريخ أهل الزمان. القاهرة - مصر: الهيئة المصريَّة العامَّة لِلكتاب - مركز تحقيق التُراث. ص. 26 - 27. مؤرشف من الأصل في 2019-05-21. اطلع عليه بتاريخ 17 شُباط (فبراير) 2019م. {{استشهاد بكتاب}}: تحقق من التاريخ في: |تاريخ الوصول= و|سنة= (مساعدة)
139. ↑  مُؤرِّخ مجهول؛ تعريب: مُحمَّد سعيد جمال الدين (2007). أخبار سلاجقة الروم، مُختصر سَلْجُوقنامه (PDF) (ط. الثانية). القاهرة - مصر: المركز القومي للترجمة. ص. 289 - 292. مؤرشف من الأصل (PDF) في 31 أكتوبر 2020. اطلع عليه بتاريخ 17 شُباط (فبراير) 2019م. {{استشهاد بكتاب}}: تحقق من التاريخ في: |تاريخ الوصول= و|سنة= (مساعدة)
140. ↑  ابن تغري بردي، أبو المحاسن جمال الدين يُوسُف الأتابكي اليشبقاوي الظاهري (1383هـ - 1963م). النُجُوم الزاهرة في مُلُوك مصر والقاهرة (PDF). القاهرة - مصر: وزارة الثقافة. ج. الجُزء السادس. ص. 347. مؤرشف من الأصل (PDF) في 10 يناير 2020. اطلع عليه بتاريخ 17 شُباط (فبراير) 2019م. {{استشهاد بكتاب}}: تحقق من التاريخ في: |تاريخ الوصول= و|سنة= (مساعدة)
141. 1 2  خواندمير، غيَّاث الدين مُحمَّد بن محمود بن مُحمَّد البلخي الشيرازي الهروي. تاريخ حبيب السير في أخبار أفراد البشر (بالفارسية). انتشارات خيَّام. ج. الجُزء الثاني. ص. 540.
142. ↑  الجوزجاني، أبو عُمر منهاجُ الدين عُثمان بن إبراهیم (1363هـ. ش). طبقات ناصرى (بالفارسية). تهران - ايران: دنياى كتاب. ج. الجُزء الثاني. ص. 331. مؤرشف من الأصل في 30 كانون الثاني (يناير) 2021. {{استشهاد بكتاب}}: تحقق من التاريخ في: |سنة= و|تاريخ أرشيف= (مساعدة) وتجاهل المحلل الوسيط |مسارالأرشيف= لأنه غير معروف (مساعدة)
143. ↑  ابن بيبي، ناصر الدين حُسين بن مُحمَّد بن علي الجعفري الرغدي؛ تعريب محُمَّد سعيد جمال الدين (2007). أخبار سلاجقة الروم (PDF) (ط. الثانية). القاهرة - مصر: المركز القومي للترجمة. ص. 303. مؤرشف من الأصل (PDF) في 30 أغسطس 2021. {{استشهاد بكتاب}}: تحقق من التاريخ في: |سنة= (مساعدة)
144. 1 2  طقُّوش، مُحمَّد سُهيل (1423هـ - 2002م). تاريخ سلاجقة الروم في آسيا الصُغرى 470 - 704هـ / 1077 - 1304م (PDF) (ط. الأولى). بيروت - لُبنان: دار النفائس. ص. 294. ISBN:9953180474. مؤرشف من الأصل (PDF) في 14 مارس 2022. {{استشهاد بكتاب}}: تحقق من التاريخ في: |سنة= (مساعدة)
145. ↑  الجويني، علاء الدين أبو المنظر عطاء الله بن بهاء الدين مُحمَّد (2007). تاريخ فاتح العالم (جهانگشاى) (ط. الأولى). القاهرة - مصر: المركز القومي للترجمة. ج. الجُزء الأوَّل. ص. 255. ISBN:9774374282. {{استشهاد بكتاب}}: تحقق من التاريخ في: |سنة= (مساعدة)
146. ↑  ابن بيبي، ناصر الدين حُسين بن مُحمَّد بن علي الجعفري الرغدي؛ تعريب محُمَّد سعيد جمال الدين (2007). أخبار سلاجقة الروم (PDF) (ط. الثانية). القاهرة - مصر: المركز القومي للترجمة. ص. 323. مؤرشف من الأصل (PDF) في 30 أغسطس 2021. {{استشهاد بكتاب}}: تحقق من التاريخ في: |سنة= (مساعدة)
147. ↑  ابن بيبي، ناصر الدين حُسين بن مُحمَّد بن علي الجعفري الرغدي؛ تعريب محُمَّد سعيد جمال الدين (2007). أخبار سلاجقة الروم (PDF) (ط. الثانية). القاهرة - مصر: المركز القومي للترجمة. ص. 324 - 326. مؤرشف من الأصل (PDF) في 30 أغسطس 2021. {{استشهاد بكتاب}}: تحقق من التاريخ في: |سنة= (مساعدة)
148. ↑  طقُّوش، مُحمَّد سُهيل (1423هـ - 2002م). تاريخ سلاجقة الروم في آسيا الصُغرى 470 - 704هـ / 1077 - 1304م (PDF) (ط. الأولى). بيروت - لُبنان: دار النفائس. ص. 300 - 303. ISBN:9953180474. مؤرشف من الأصل (PDF) في 14 مارس 2022. {{استشهاد بكتاب}}: تحقق من التاريخ في: |سنة= (مساعدة)
149. 1 2  ابن عبد الظاهر، مُحيي الدين أبو الفضل عبد الله السعدي المصري (1396هـ - 1976م). الروض الزاهر في سيرة الملك الظاهر (PDF) (ط. الأولى). الرياض - السُعُوديَّة: عبد العزيز الخويطر. ص. 125، 128. مؤرشف من الأصل (PDF) في 30 أغسطس 2021. {{استشهاد بكتاب}}: تحقق من التاريخ في: |سنة= (مساعدة)
150. ↑  ابن بيبي، ناصر الدين حُسين بن مُحمَّد بن علي الجعفري الرغدي؛ تعريب محُمَّد سعيد جمال الدين (2007). أخبار سلاجقة الروم (PDF) (ط. الثانية). القاهرة - مصر: المركز القومي للترجمة. ص. 357 - 360. مؤرشف من الأصل (PDF) في 30 أغسطس 2021. {{استشهاد بكتاب}}: تحقق من التاريخ في: |سنة= (مساعدة)
151. ↑  اليونيني، قُطب الدين أبو الفتح موسى بن مُحمَّد بن أبي الحسُين أحمد البعلبكي (1357هـ - 1955م). ذيل مرآة الزمان (ط. الأولى). حيدر آباد - الهند: مطبعة دائرة المعارف الإسلاميَّة. ج. الجُزء الثاني. ص. 347. {{استشهاد بكتاب}}: تحقق من التاريخ في: |سنة= (مساعدة)
152. ↑  طقُّوش، مُحمَّد سُهيل (1423هـ - 2002م). تاريخ سلاجقة الروم في آسيا الصُغرى 470 - 704هـ / 1077 - 1304م (PDF) (ط. الأولى). بيروت - لُبنان: دار النفائس. ص. 309 - 310، 324. ISBN:9953180474. مؤرشف من الأصل (PDF) في 14 مارس 2022. {{استشهاد بكتاب}}: تحقق من التاريخ في: |سنة= (مساعدة)
153. ↑  ابن شدَّاد، عز الدين مُحمَّد بن علي بن إبراهيم الحلبي (1403هـ - 1983م). تاريخ الملك الظاهر (PDF). ڤيسبادن - ألمانيا: دار النشر فرانز شتاينر. ص. 154 - 155. مؤرشف من الأصل (PDF) في 26 يوليو 2021. {{استشهاد بكتاب}}: تحقق من التاريخ في: |سنة= (مساعدة)
154. ↑  طقُّوش، مُحمَّد سُهيل (1423هـ - 2002م). تاريخ سلاجقة الروم في آسيا الصُغرى 470 - 704هـ / 1077 - 1304م (PDF) (ط. الأولى). بيروت - لُبنان: دار النفائس. ص. 328 - 329. ISBN:9953180474. مؤرشف من الأصل (PDF) في 14 مارس 2022. {{استشهاد بكتاب}}: تحقق من التاريخ في: |سنة= (مساعدة)
155. ↑  النويري، شهاب الدين أحمد بن عبد الوهّاب بن مُحمَّد (1424هـ - 2004م). نهاية الإرب في فنون الأدب (PDF) (ط. الأولى). بيروت - لُبنان: دار الكُتُب العلميَّة. ج. الجُزء الثلاثون. ص. 148 - 149. ISBN:2745138839. مؤرشف من الأصل (PDF) في 30 أغسطس 2021. {{استشهاد بكتاب}}: تحقق من التاريخ في: |سنة= (مساعدة)
156. ↑  ابن عبد الظاهر، مُحيي الدين أبو الفضل عبد الله السعدي المصري (1396هـ - 1976م). الروض الزاهر في سيرة الملك الظاهر (PDF) (ط. الأولى). الرياض - السُعُوديَّة: عبد العزيز الخويطر. ص. 453، 456، 458. مؤرشف من الأصل (PDF) في 30 أغسطس 2021. {{استشهاد بكتاب}}: تحقق من التاريخ في: |سنة= (مساعدة)
157. ↑  ابن عبد الظاهر، مُحيي الدين أبو الفضل عبد الله السعدي المصري (1396هـ - 1976م). الروض الزاهر في سيرة الملك الظاهر (PDF) (ط. الأولى). الرياض - السُعُوديَّة: عبد العزيز الخويطر. ص. 456 - 462. مؤرشف من الأصل (PDF) في 30 أغسطس 2021. {{استشهاد بكتاب}}: تحقق من التاريخ في: |سنة= (مساعدة)
158. ↑  ابن عبد الظاهر، مُحيي الدين أبو الفضل عبد الله السعدي المصري (1396هـ - 1976م). الروض الزاهر في سيرة الملك الظاهر (PDF) (ط. الأولى). الرياض - السُعُوديَّة: عبد العزيز الخويطر. ص. 467. مؤرشف من الأصل (PDF) في 30 أغسطس 2021. {{استشهاد بكتاب}}: تحقق من التاريخ في: |سنة= (مساعدة)
159. ↑  ابن شدَّاد، عز الدين مُحمَّد بن علي بن إبراهيم الحلبي (1403هـ - 1983م). تاريخ الملك الظاهر (PDF). ڤيسبادن - ألمانيا: دار النشر فرانز شتاينر. ص. 177. مؤرشف من الأصل (PDF) في 26 يوليو 2021. {{استشهاد بكتاب}}: تحقق من التاريخ في: |سنة= (مساعدة)
160. ↑  ابن بيبي، ناصر الدين حُسين بن مُحمَّد بن علي الجعفري الرغدي؛ تعريب محُمَّد سعيد جمال الدين (2007). أخبار سلاجقة الروم (PDF) (ط. الثانية). القاهرة - مصر: المركز القومي للترجمة. ص. 388 - 390. مؤرشف من الأصل (PDF) في 30 أغسطس 2021. {{استشهاد بكتاب}}: تحقق من التاريخ في: |سنة= (مساعدة)
161. ↑  اليونيني، قُطب الدين أبو الفتح موسى بن مُحمَّد بن أبي الحسُين أحمد البعلبكي (1380هـ - 1960م). ذيل مرآة الزمان (ط. الأولى). حيدر آباد - الهند: مطبعة دائرة المعارف الإسلاميَّة. ج. الجُزء الثالث. ص. 185 - 186. {{استشهاد بكتاب}}: تحقق من التاريخ في: |سنة= (مساعدة)
162. ↑  ابن بيبي، ناصر الدين حُسين بن مُحمَّد بن علي الجعفري الرغدي؛ تعريب محُمَّد سعيد جمال الدين (2007). أخبار سلاجقة الروم (PDF) (ط. الثانية). القاهرة - مصر: المركز القومي للترجمة. ص. 403. مؤرشف من الأصل (PDF) في 30 أغسطس 2021. {{استشهاد بكتاب}}: تحقق من التاريخ في: |سنة= (مساعدة)
163. ↑  طقُّوش، مُحمَّد سُهيل (1423هـ - 2002م). تاريخ سلاجقة الروم في آسيا الصُغرى 470 - 704هـ / 1077 - 1304م (PDF) (ط. الأولى). بيروت - لُبنان: دار النفائس. ص. 335 - 337. ISBN:9953180474. مؤرشف من الأصل (PDF) في 14 مارس 2022. {{استشهاد بكتاب}}: تحقق من التاريخ في: |سنة= (مساعدة)
164. 1 2 3 4 5  عبد اللطيف، أحمد توني (1406هـ - 1986م). "الباب الرابع". الحياة السياسيَّة ومظاهر الحضارة في دولة سلاجقة الروم (Ph.D. thesis). جامعة المنيا، كُليَّة الآداب، قسم التاريخ. ص. 273 - 276، 284. {{استشهاد بأطروحة}}: تحقق من التاريخ في: |تاريخ= (مساعدة)
165. ↑  آئنيه‌وند، صادق، مقدم، ندا گليجاني (1428هـ - 2007م). "خصائص تدوين التاريخ في عهد السلاجقة" (PDF). دراسات في العُلُوم الإنسانيَّة. جامعة تربية مدرس. ج. 14 ع. 4: صفحة 16. ISSN:2383-4269. مؤرشف من الأصل (PDF) في 2018-04-13. {{استشهاد بدورية محكمة}}: تحقق من التاريخ في: |سنة= (مساعدة)
166. ↑  عبد اللطيف، أحمد توني (1406هـ - 1986م). "الباب الرابع". الحياة السياسيَّة ومظاهر الحضارة في دولة سلاجقة الروم (Ph.D. thesis). جامعة المنيا، كُليَّة الآداب، قسم التاريخ. ص. 288. {{استشهاد بأطروحة}}: تحقق من التاريخ في: |تاريخ= (مساعدة)
167. ↑  الآقسرائي، جمال الدين مُحمَّد بن مُحمَّد الكريم (1943). مُسامرة الأخبار ومُسايرة الأخيار (بالفارسية). أنقرة - تُركيَّا: چاپخانۀ انجمن تاريخ تُرك. ص. 146 - 153. مؤرشف من الأصل في 2021-02-03. {{استشهاد بكتاب}}: تحقق من التاريخ في: |سنة= (مساعدة)
168. ↑  القلقشندي، شهاب الدين أحمد بن علي بن أحمد (1340هـ - 1922م). صُبح الأعشى في كتابة الإنشا (PDF). القاهرة - مصر: دار الكُتُب المصريَّة. ج. الجُزء الخامس. ص. 453. مؤرشف من الأصل (PDF) في 29 يونيو 2021. {{استشهاد بكتاب}}: تحقق من التاريخ في: |سنة= (مساعدة)
169. 1 2  عبد اللطيف، أحمد توني (1406هـ - 1986م). "الباب الرابع". الحياة السياسيَّة ومظاهر الحضارة في دولة سلاجقة الروم (Ph.D. thesis). جامعة المنيا، كُليَّة الآداب، قسم التاريخ. ص. 292 - 293؛ 297. {{استشهاد بأطروحة}}: تحقق من التاريخ في: |تاريخ= (مساعدة)
170. ↑  عبد الرؤوف، عصام الدين (1975). تاريخ الإسلام في جنوب غرب آسيا في العصر التُركي (ط. الأولى). القاهرة - مصر: دار الفكر العربي. ص. 153 - 154. مؤرشف من الأصل في 2021-02-04. {{استشهاد بكتاب}}: تحقق من التاريخ في: |سنة= (مساعدة)
171. ↑  عبد الرؤوف، عصام الدين (1975). بلاد الجزيرة في أواخر العصر العبَّاسي (PDF) (ط. الأولى). القاهرة - مصر: دار الفكر العربي. ص. 225 - 226. مؤرشف من الأصل (PDF) في 30 أغسطس 2021. {{استشهاد بكتاب}}: تحقق من التاريخ في: |سنة= (مساعدة)
172. ↑  عبد اللطيف، أحمد توني (1406هـ - 1986م). "الباب الرابع". الحياة السياسيَّة ومظاهر الحضارة في دولة سلاجقة الروم (Ph.D. thesis). جامعة المنيا، كُليَّة الآداب، قسم التاريخ. ص. 298 - 306. {{استشهاد بأطروحة}}: تحقق من التاريخ في: |تاريخ= (مساعدة)
173. 1 2 3 4 5  يُوسُف، شريف (2020). المدخل التاريخي لتاريخ العمارة العربيَّة وتطوُّرها (ط. الأولى). القاهرة - مصر: وكالة الصحافة العربيَّة. ص. 123 - 125. ISBN:9796500428611. مؤرشف من الأصل في 4 فبراير 2021. {{استشهاد بكتاب}}: تحقق من التاريخ في: |سنة= (مساعدة)
174. ↑  ابن بطُّوطة، مُحمَّد بن عبد الله بن مُحمَّد اللواتي الطنجي (1407هـ - 1987م). تُحفة النُّظار في غرائب الأمصار وعجائب الأسفار (PDF) (ط. الأولى). بيروت - لُبنان: دار إحياء العُلُوم. ص. 302. مؤرشف من الأصل (PDF) في 2021-02-05. {{استشهاد بكتاب}}: تحقق من التاريخ في: |سنة= (مساعدة)
175. ↑  لي سترانج، گاي (1374هـ - 1954م). بُلدان الخلافة الشرقيَّة (PDF) (ط. الأولى). بغداد - العراق: المجمع العلمي العراقي. ص. 179 - 181. مؤرشف من الأصل (PDF) في 30 أغسطس 2021. {{استشهاد بكتاب}}: تحقق من التاريخ في: |سنة= (مساعدة)
176. ↑  رحلات ماركو پولو (PDF) (ط. الأولى). القاهرة - مصر: الهيئة المصريَّة العامَّة لِلكتاب. 2002. ص. 51. مؤرشف من الأصل (PDF) في 30 أغسطس 2021. {{استشهاد بكتاب}}: تحقق من التاريخ في: |سنة= (مساعدة)
177. ↑  عبد اللطيف، أحمد توني (1406هـ - 1986م). "الباب الرابع". الحياة السياسيَّة ومظاهر الحضارة في دولة سلاجقة الروم (Ph.D. thesis). جامعة المنيا، كُليَّة الآداب، قسم التاريخ. ص. 328. {{استشهاد بأطروحة}}: تحقق من التاريخ في: |تاريخ= (مساعدة)
178. ↑  الكوبريللي، مُحمَّد فؤاد؛ ترجمة د.أحمد السعيد سُليمان وآخرون (1967). قيام الدولة العُثمانيَّة. القاهرة - مصر: دار الكاتب العربي. ص. 108. {{استشهاد بكتاب}}: تحقق من التاريخ في: |سنة= (مساعدة)
179. 1 2  عبد اللطيف، أحمد توني (1406هـ - 1986م). "الباب الرابع". الحياة السياسيَّة ومظاهر الحضارة في دولة سلاجقة الروم (Ph.D. thesis). جامعة المنيا، كُليَّة الآداب، قسم التاريخ. ص. 340 - 341. {{استشهاد بأطروحة}}: تحقق من التاريخ في: |تاريخ= (مساعدة)
180. ↑  أبو الفداء، إسماعيل بن علي بن محمود بن مُحمَّد بن عمر بن شاهنشاه الأيُّوبي. المُختصر في أخبار البشر (PDF) (ط. الأولى). القاهرة - مصر: المطبعة الحُسينيَّة المصريَّة. ج. الجُزء الثالث. ص. 159. مؤرشف من الأصل (PDF) في 2021-02-06.
181. ↑  المقريزي، تقيُّ الدين أبي العبَّاس أحمد بن عليّ بن عبد القادر العُبيدي؛ تحقيق: مُحمَّد عبد القادر عطا (1418هـ - 1997م). السُلُوك لِمعرفة دُول المُلُوك (PDF) (ط. الأولى). بيروت - لُبنان: دار الكُتب العلميَّة. ج. الجُزء الثاني. ص. 695. مؤرشف من الأصل (PDF) في 15 فبراير 2020. اطلع عليه بتاريخ 31 آذار (مارس) 2019م. {{استشهاد بكتاب}}: تحقق من التاريخ في: |تاريخ الوصول= و|سنة= (مساعدة)
182. ↑  الدوادار، رُكن الدين بيبرس المنصوري الناصري الخطائي المصري (1419هـ - 1998م). زُبدة الفكرة في تاريخ الهجرة (PDF) (ط. الأولى). بيروت - لُبنان: الشركة المُتحدة لِلتوزيع. ص. 71. مؤرشف من الأصل (PDF) في 2021-02-07. {{استشهاد بكتاب}}: تحقق من التاريخ في: |سنة= (مساعدة)
183. ↑  ابن بطُّوطة، مُحمَّد بن عبد الله بن مُحمَّد اللواتي الطنجي (1407هـ - 1987م). تُحفة النُّظار في غرائب الأمصار وعجائب الأسفار (PDF) (ط. الأولى). بيروت - لُبنان: دار إحياء العُلُوم. ص. 291 - 292. مؤرشف من الأصل (PDF) في 2021-02-05. {{استشهاد بكتاب}}: تحقق من التاريخ في: |سنة= (مساعدة)
184. ↑  عبد اللطيف، أحمد توني (1406هـ - 1986م). "الباب الرابع". الحياة السياسيَّة ومظاهر الحضارة في دولة سلاجقة الروم (Ph.D. thesis). جامعة المنيا، كُليَّة الآداب، قسم التاريخ. ص. 343. {{استشهاد بأطروحة}}: تحقق من التاريخ في: |تاريخ= (مساعدة)
185. ↑  صابان، سُهيل (1421هـ - 2000م). المُعجم الموسوعي لِلمُصطلحات العُثمانيَّة التاريخيَّة (ط. الأولى). الرياض - السُعُوديَّة: مكتبة الملك فهد الوطنيَّة. ص. 13. ISBN:9960001490. مؤرشف من الأصل في 21 أبريل 2022. {{استشهاد بكتاب}}: تحقق من التاريخ في: |سنة= (مساعدة)
186. ↑  مجموعة مؤلفين (1418هـ - 1998م). مُوجز دائرة المعارف الإسلاميَّة (PDF) (ط. الأولى). الشارقة - الإمارات العربية المتحدة: مركز الشارقة للإبداع الفكري. ص. 3137. مؤرشف من الأصل (PDF) في 27 نوفمبر 2020. {{استشهاد بكتاب}}: تحقق من التاريخ في: |سنة= (مساعدة)
187. ↑  عبد اللطيف، أحمد توني (1406هـ - 1986م). "الباب الرابع". الحياة السياسيَّة ومظاهر الحضارة في دولة سلاجقة الروم (Ph.D. thesis). جامعة المنيا، كُليَّة الآداب، قسم التاريخ. ص. 357 - 359. {{استشهاد بأطروحة}}: تحقق من التاريخ في: |تاريخ= (مساعدة)
188. ↑  جحا، شفيق؛ البعلبكي، مُنير؛ عُثمان، بهيج (1992). المُصوَّر في التاريخ (ط. التاسعة). بيروت - لُبنان: دار العلم للملايين. ج. الجُزء السادس. ص. 60 - 62. {{استشهاد بكتاب}}: تحقق من التاريخ في: |سنة= (مساعدة)
189. ↑  الربيدي، فاطمة يحيى زكري (2011). "أثر الأوقاف في النهضة التعليميَّة في مدارس الأناضول في عصر سلاجقة الروم". المجلَّة الأُردُنيَّة لِلتاريخ والآثار. الجامعة الأُردُنيَّة. المُجلَّد الخامس ع. العدد الثالث: صفحة 1 و3. ISSN:1996-9546. مؤرشف من الأصل في 2022-12-26. {{استشهاد بدورية محكمة}}: تحقق من التاريخ في: |سنة= (مساعدة) (الاشتراك مطلوب)
190. ↑  الربيدي، فاطمة يحيى زكري (2011). "أثر الأوقاف في النهضة التعليميَّة في مدارس الأناضول في عصر سلاجقة الروم". المجلَّة الأُردُنيَّة لِلتاريخ والآثار. الجامعة الأُردُنيَّة. المُجلَّد الخامس ع. العدد الثالث: صفحة 5 - 6. ISSN:1996-9546. مؤرشف من الأصل في 2022-12-26. {{استشهاد بدورية محكمة}}: تحقق من التاريخ في: |سنة= (مساعدة) (الاشتراك مطلوب)
191. ↑  جحا، شفيق؛ البعلبكي، مُنير؛ عُثمان، بهيج (1992). المُصوَّر في التاريخ (ط. التاسعة). بيروت - لُبنان: دار العلم للملايين. ج. الجُزء السادس. ص. 65. {{استشهاد بكتاب}}: تحقق من التاريخ في: |سنة= (مساعدة)
192. ↑  عبد اللطيف، أحمد توني (2003). "الحياة الثقافيَّة في دولة سلاجقة الروم" (PDF). مجلَّة المُؤرِّخ العربي. اتحاد المؤرخين العرب. المُجلَّد الأوَّل ع. العدد الحادي عشر: صفحة 365 - 383. مؤرشف من الأصل (PDF) في 2017-03-17. {{استشهاد بدورية محكمة}}: تحقق من التاريخ في: |سنة= (مساعدة)
193. 1 2 3  عبد اللطيف، أحمد توني (1406هـ - 1986م). "الباب الرابع". الحياة السياسيَّة ومظاهر الحضارة في دولة سلاجقة الروم (Ph.D. thesis). جامعة المنيا، كُليَّة الآداب، قسم التاريخ. ص. 360 - 361. {{استشهاد بأطروحة}}: تحقق من التاريخ في: |تاريخ= (مساعدة)
194. ↑  ابن خلِّكان، أبو العبَّاس شمس الدين أحمد بن مُحمَّد بن إبراهيم البرمكي الإربلي (1994). وفیات الأعیان وأنباء أبناء الزَّمان ممَّا ثبت بالنقل والسماع وأثبتهُ العیان (ط. الأولى). بيروت - لُبنان: دار صادر. ج. الجُزء الخامس. ص. 68. مؤرشف من الأصل في 2021-05-20. {{استشهاد بكتاب}}: تحقق من التاريخ في: |سنة= (مساعدة)
195. ↑  الصلَّابي، علي بن مُحمَّد (1427هـ - 2006م). دولة السلاجقة وبُرُوز مشروع إسلامي لِمُقاومة التغلغل الباطني والغزو الصليبي (ط. الأولى). القاهرة - مصر: مُؤسسة اقرأ. ص. 41 - 42. ISBN:9776119824. مؤرشف من الأصل في 31 ديسمبر 2020. {{استشهاد بكتاب}}: تحقق من التاريخ في: |سنة= (مساعدة)
196. ↑  حسن، حسن إبراهيم (1416هـ - 1996م). تاريخ الإسلام السياسي والديني والثقافي والاجتماعي. بيروت - لُبنان: دار الجيل. ج. الجُزء الرابع. ص. 16. مؤرشف من الأصل في 31 ديسمبر 2020. {{استشهاد بكتاب}}: تحقق من التاريخ في: |سنة= (مساعدة)

### بِلُغاتٍ أجنبيَّةٍ
1. ↑  Grousset, René [بالإنجليزية] (1970، 2002). The Empire of the Steppes: A History of Central Asia (بالإنجليزية) (المُصوَّرة ed.). New Brunswick, New Jersey: Rutgers University Press. p. 157. ISBN:0813513049. Archived from the original on 2020-12-11. {{استشهاد بكتاب}}: تحقق من التاريخ في: |سنة= (help)
2. ↑  Lewis, Bernard (1963). Istanbul and the Civilization of the Ottoman Empire (بالإنجليزية) (المُصوَّرة ed.). Norman, Oklahoma: University of Oklahoma Press. p. 29. ISBN:0806110600. Archived from the original on 2020-12-11.
3. ↑  ""Modern Turkish is the descendant of Ottoman Turkish and its predecessor, so-called Old Anatolian Turkish, which was introduced into Anatolia by the Seljuq Turks in the late 11th century ad."". Encyclopædia Britannica. مؤرشف من الأصل في 2015-04-02. اطلع عليه بتاريخ 2017-09-30.
4. ↑  Sara Nur Yildiz; A. C. S. Peacock [بالإنجليزية] (2013). The Seljuks of Anatolia: Court and Society in the Medieval Middle East (بالإنجليزية) (المُصوَّرة ed.). London: I.B. Tauris. p. 132. ISBN:9781848858879. Archived from the original on 12 ديسمبر 2020. {{استشهاد بكتاب}}: تحقق من التاريخ في: |سنة= (help)
5. ↑  Robert L. Canfield (1991، 2002). Turko-Persia in Historical Perspective (بالإنجليزية) (المُصوَّرة ed.). Cambridge: Cambridge University Press. p. 13. ISBN:0521522919. Archived from the original on 2020-12-12. {{استشهاد بكتاب}}: تحقق من التاريخ في: |سنة= (help)
6. ↑  John Joseph Saunders (1971، 2002). The History of the Mongol Conquests (بالإنجليزية) (المُصوَّرة ed.). Philadelphia: University of Pennsylvania Press. p. 79. ISBN:0812217667. Archived from the original on 12 ديسمبر 2020. {{استشهاد بكتاب}}: تحقق من التاريخ في: |سنة= (help)
7. ↑  Wittek, Paul (2013). The Rise of the Ottoman Empire: Studies in the History of Turkey, thirteenth–fifteenth Centuries (بالإنجليزية). Abingdon: Routledge. p. 81. ISBN:9781136513190. Archived from the original on 13 ديسمبر 2020. {{استشهاد بكتاب}}: تحقق من التاريخ في: |سنة= (help)
8. ↑  Ágoston, Gábor; Masters, Bruce (2009). Encyclopaedia of the Ottoman Empire (PDF) (بالإنجليزية). New York: Facts on File, Inc. p. 516. ISBN:9780816062591. Archived from the original (PDF) on 2020-11-20. {{استشهاد بكتاب}}: تحقق من التاريخ في: |سنة= (help)
9. ↑  Van Donzel، E. J.، المحرر (1994). Islamic Desk Reference. E.J. Brill. ص. 457. مؤرشف من الأصل في 2020-10-23.
10. ↑  Alexander A. Vasiliev, History of the Byzantine Empire, 324–1453, Volume 1, University of Wisconsin Press, 1958, (ردمك 0-299-80925-0), p. 429.
11. ↑  Setton, Kenneth [بالإنجليزية] (1969). A History of the Crusades (بالإنجليزية) (المُصوَّرة ed.). Madison, Wisconsin: University of Wisconsin Press. p. 144 - 147. Archived from the original on 19 ديسمبر 2020. {{استشهاد بكتاب}}: تحقق من التاريخ في: |سنة= (help)
12. ↑  Finlay, George (1853). History of the Byzantine Empire from 716 – 1057 (بالإنجليزية). William Blackwood & Sons. p. 527. Archived from the original on 2020-12-24. {{استشهاد بكتاب}}: تحقق من التاريخ في: |سنة= (help)
13. ↑  Treadgold، Warren T. (1997)، A History of the Byzantine State and Society، Stanford, CA: Stanford University Press، ص. 596، ISBN:0-8047-2630-2، مؤرشف من الأصل في 2020-12-17
14. ↑  Grousset, René [بالإنجليزية] (1934). Histoire des Croisades et du royaume franc de Jérusalem (بالفرنسية). Paris: Plon. p. 596 - 597. Archived from the original on 24 ديسمبر 2020. {{استشهاد بكتاب}}: تحقق من التاريخ في: |سنة= (help)
15. ↑  Turan، Osman (1959). "L'Islamisation dans la Turquie du Moyen Age". Studia Islamica ع. 10: 148. DOI:10.2307/1595129. مؤرشف من الأصل في 26 ديسمبر 2020. اطلع عليه بتاريخ December 26, 2020. {{استشهاد بدورية محكمة}}: تحقق من التاريخ في: |تاريخ= (مساعدة)
16. ↑  Norwich، John Julius (1993)، Byzantium: The Apogee، Penguin، ص. 355، ISBN:0-14-011448-3، مؤرشف من الأصل في 2020-12-27
17. ↑  Laurent, Joseph (1913). Byzance et les Turcs seldjoucides dans l'Asie occidentale jusqu'en 1081 (بالفرنسية). Paris. p. 98. {{استشهاد بكتاب}}: تحقق من التاريخ في: |سنة= (help)
18. ↑  Komnene, Anna; Dawes, Elizabeth  A. (Trans) (1928). The Alexiad (بالإنجليزية). London. p. 107. Archived from the original on 29 ديسمبر 2020. {{استشهاد بكتاب}}: تحقق من التاريخ في: |سنة= (help)
19. ↑  Rice, Tamara Talbot (1961). The Seljuks in Asia Minor (بالإنجليزية) (الأولى ed.). London: Thames and Hudson. p. 49. {{استشهاد بكتاب}}: تحقق من التاريخ في: |سنة= (help)
20. ↑  Setton, Kenneth [بالإنجليزية] (1969). A History of the Crusades (بالإنجليزية) (المُصوَّرة ed.). Madison, Wisconsin: University of Wisconsin Press. p. 150 - 151. Archived from the original on 19 ديسمبر 2020. {{استشهاد بكتاب}}: تحقق من التاريخ في: |سنة= (help)
21. ↑  Michel le Syrien (1905). Chronique de Michel le Syrien (بالفرنسية). Paris: Ernest Leroux. Vol. Tome III. p. 173. {{استشهاد بكتاب}}: تحقق من التاريخ في: |سنة= (help)
22. ↑  Rice, Tamara Talbot (1961). The Seljuks in Asia Minor (بالإنجليزية) (الأولى ed.). London: Thames and Hudson. p. 50. {{استشهاد بكتاب}}: تحقق من التاريخ في: |سنة= (help)
23. ↑  Oman, Charles (1924). A History of the Art of War in the Middle Ages (ط. الثانية). London. ج. Vol. I: A.D. 378–1278. ص. 238. {{استشهاد بكتاب}}: |المجلد= يحوي نصًّا زائدًا (مساعدة) وتحقق من التاريخ في: |سنة= (مساعدة)
24. ↑  Norwich, John Julius (1996). Byzantium: The Decline and Fall (بالإنجليزية). Knopf. p. 33 - 35. ISBN:0679416501. Archived from the original on 10 أكتوبر 2020. {{استشهاد بكتاب}}: تحقق من التاريخ في: |سنة= (help)
25. ↑  Nicolle، David (2003). The First Crusade, 1096–99: Conquest of the Holy Land. Osprey Publishing. ص. 21 و32. ISBN:1-84176-515-5.
26. ↑  Asbridge، Thomas [بالإنجليزية] (2004). The First Crusade: A New History. Oxford. ص. 110–113. ISBN:0-19-517823-8. مؤرشف من الأصل في 2022-04-06.
27. ↑  Asbridge، Thomas [بالإنجليزية] (2004). The First Crusade: A New History. Oxford. ص. 126–130. ISBN:0-19-517823-8. مؤرشف من الأصل في 2022-04-06.
28. ↑  Asbridge، Thomas [بالإنجليزية] (2004). The First Crusade: A New History. Oxford. ص. 132–134. ISBN:0-19-517823-8. مؤرشف من الأصل في 2022-04-06.
29. ↑  Oman, Charles (1924). A History of the Art of War in the Middle Ages (ط. الثانية). London. ج. Vol. I: A.D. 378–1278. ص. 273. {{استشهاد بكتاب}}: |المجلد= يحوي نصًّا زائدًا (مساعدة) وتحقق من التاريخ في: |سنة= (مساعدة)
30. ↑  Rice, Tamara Talbot (1961). The Seljuks in Asia Minor (بالإنجليزية) (الأولى ed.). London: Thames and Hudson. p. 55. {{استشهاد بكتاب}}: تحقق من التاريخ في: |سنة= (help)
31. ↑  Setton, Kenneth [بالإنجليزية] (1969). A History of the Crusades (بالإنجليزية) (المُصوَّرة ed.). Madison, Wisconsin: University of Wisconsin Press. p. 358. Archived from the original on 19 ديسمبر 2020. {{استشهاد بكتاب}}: تحقق من التاريخ في: |سنة= (help)
32. 1 2  Michel le Syrien (1905). Chronique de Michel le Syrien (بالفرنسية). Paris: Ernest Leroux. Vol. Tome III. p. 192. {{استشهاد بكتاب}}: تحقق من التاريخ في: |سنة= (help)
33. ↑  Birkenmeier، John W. (2002). The Development of the Komnenian Army: 1081–1180. Brill. ص. 79–80. ISBN:90-04-11710-5. مؤرشف من الأصل في 2021-01-08.
34. 1 2  Turan، Osman (2005). "Anatolia in The Period of The Seljuks and The Beyliks" (PDF). في P.M. Holt؛ Ann K. S. Lambton؛ Bernard Lewis (المحررون). The Cambridge History of Islam. Handbook of Oriental Studies. Cambridge University Press. ج. Volume IA: The Central Islamic Lands from Pre-Islamic Times to The First World War. ص. 239–240. ISBN:9780521219464. مؤرشف من الأصل (PDF) في 2017-04-13. {{استشهاد بموسوعة}}: |المجلد= يحوي نصًّا زائدًا (مساعدة) وتحقق من التاريخ في: |تاريخ= (مساعدة)
35. ↑  Angold, Michael, (1984) The Byzantine Empire 1025–1204, a political history, Longman. p. 153. (ردمك 978-0-58-249060-4)
36. ↑  Chalandon, Ferdinand [بالإنجليزية] (1912). Jean II Comnène, 1118-1143, et Manuel I Comnène, 1143-1180 (بالفرنسية). Paris. p. 247 - 248. {{استشهاد بكتاب}}: تحقق من التاريخ في: |سنة= (help)
37. ↑  Niketas Choniates, critical edition and translation by Magoulias، Harry J.، المحرر (1984). O City of Byzantium: Annals of Niketas Choniatēs. Detroit: Wayne State University Press. ص. 12–13. ISBN:978-0-8143-1764-8. مؤرشف من الأصل في 2020-09-07.
38. ↑  Niketas Choniates, critical edition and translation by Magoulias، Harry J.، المحرر (1984). O City of Byzantium: Annals of Niketas Choniatēs. Detroit: Wayne State University Press. ص. 23. ISBN:978-0-8143-1764-8. مؤرشف من الأصل في 2020-09-07.
39. ↑  Diehl, Charles (1924). Histoire de l'empire byzantin (بالفرنسية). Paris. p. 149. Archived from the original on 2021-01-15. {{استشهاد بكتاب}}: تحقق من التاريخ في: |سنة= (help)
40. ↑  Magdalino, Paul (1993). The Empire of Manuel I Komnenos, 1143–1180 (بالإنجليزية). Cambridge: Cambridge University Press. p. 42. ISBN:0521305713. Archived from the original on 2020-06-06. {{استشهاد بكتاب}}: تحقق من التاريخ في: |سنة= (help)
41. ↑  Cinammus, John [بالإنجليزية] (1976). Deeds of John and Manuel Comnenus (بالإنجليزية). New York: Columbia University Press. p. 47. ISBN:9780231521550. Archived from the original on 2022-01-25. {{استشهاد بكتاب}}: تحقق من التاريخ في: |سنة= (help) (التسجيل مطلوب)
42. ↑  Tyerman، Christopher (2006). God's War: A New History of the Crusades. Cambridge: Belknap Press of Harvard University Press. ص. 273–275. ISBN:0-674-02387-0. مؤرشف من الأصل في 2020-01-10.
43. ↑  Norwich، John Julius [بالإنجليزية] (1995). Byzantium: the Decline and Fall. Viking. ص. 94–95. ISBN:978-0-670-82377-2.
44. ↑  Nicolle، David [بالإنجليزية] (2009). The Second Crusade 1148: Disaster outside Damascus. London: Osprey. ص. 43, 46. ISBN:978-1-84603-354-4.
45. ↑  Altan, Ebru (2015). Haçlı Seferleri Tarihi(History of the crusades (PDF) (بالتركية). İstanbul ÜNİVERSİTESİ AÇIK ve Uzaktan EĞİTİM FAKÜLTESİ. p. 120. Archived from the original (PDF) on 2020-10-22.
46. ↑  Nicolle، David [بالإنجليزية] (2009). The Second Crusade, 1148: Disaster Outside Damascus. Campaign. Botley, Oxford; New York: Osprey Publishing. ج. 204. ص. 47. ISBN:978-1-84603-354-4.
47. ↑  Matthieu d'Edesse (1858). Chronique de Matthieu d'Édesse (بالفرنسية). Paris. p. 330 - 331. Archived from the original on 17 يناير 2021. {{استشهاد بكتاب}}: تحقق من التاريخ في: |سنة= (help)
48. ↑  Nicholson، Robert L. (1969). "The Growth of the Latin States, 1118-1144". في Setton، Kenneth M. (المحرر). A History of the Crusades. University of Wisconsin Press. ج. Vol. I. ص. 517 & 533. {{استشهاد بكتاب}}: |المجلد= يحوي نصًّا زائدًا (مساعدة)
49. ↑  Rogers، Clifford J. (2010). The Oxford Encyclopedia of Medieval Warfare and Military Technology: Vol. 1. Oxford: Oxford University Press. ص. 290. ISBN:978-0195334036. مؤرشف من الأصل في 2021-01-21.
50. ↑  Heath، Ian (1995). Byzantine Armies 1118–1461 AD (Illustrated by Angus McBride). Osprey Publishing. ص. 4. ISBN:1-85532-347-8.
51. ↑  Cahen، Cl (2012). "Ḳi̊li̊d̲j̲ Arslan II". Encyclopaedia of Islam. Handbook of Oriental Studies (ط. الثانية). BRILL. ISBN:9789004161214. مؤرشف من الأصل في 22 يناير 2021. {{استشهاد بموسوعة}}: تحقق من التاريخ في: |تاريخ= (مساعدة)
52. ↑  Hendy، Michael (1985)، Studies in the Byzantine Monetary Economy c. 300–1450، Cambridge: Cambridge University Press، ص. 128، ISBN:0-521-24715-2
53. ↑  Freed، John (2016). Frederick Barbarossa: The Prince and the Myth. New Haven, CT: Yale University Press. ص. 482, 512. ISBN:978-0-300-122763.
54. ↑  Loud، G. A. (2010). The Crusade of Frederick Barbarossa: The History of the Expedition of the Emperor Frederick and Related Texts. Farnham, Surrey: Ashgate Publishing. ص. 19. ISBN:9780754665755.
55. ↑  Comyn، Robert (1851). History of the Western Empire, from its Restoration by Charlemagne to the Accession of Charles V. ج. I. ص. 267.
56. ↑  Sara Nur Yildiz; A. C. S. Peacock [بالإنجليزية] (2013). The Seljuks of Anatolia: Court and Society in the Medieval Middle East (بالإنجليزية) (المُصوَّرة ed.). London: I.B. Tauris. p. 178–179. ISBN:9781848858879. Archived from the original on 12 ديسمبر 2020. {{استشهاد بكتاب}}: تحقق من التاريخ في: |سنة= (help)
57. ↑  Cahen, Claude (1968). Pre-Ottoman Turkey: A General Survey of the Material and Spiritual Culture and History c. 1071-1330. New York: American Council of Learned Societies. ص. 119. ISBN:9781597404563. مؤرشف من الأصل في 2022-05-16. {{استشهاد بكتاب}}: تحقق من التاريخ في: |سنة= (مساعدة) (الاشتراك مطلوب)
58. ↑  Van Tricht، Filip (2011). The Latin Renovatio of Byzantium: The Empire of Constantinople (1204-1228). Brill. ص. 375. ISBN:9789004203235. مؤرشف من الأصل في 2021-01-25.
59. ↑  Bryer، Anthony؛ Winfield، David (1985). The Byzantine Monuments and Topography of the Pontos. Dumbarton Oaks. ج. vol. 1. ص. 71–72. مؤرشف من الأصل في 2021-01-26. {{استشهاد بكتاب}}: |المجلد= يحوي نصًّا زائدًا (مساعدة)
60. ↑  Wolff، R.L.؛ Hazard، H. W.، المحررون (1969). The Later Crusades, 1189-1311 — XX: The Aiyubids. University of Wisconsin Press. ص. 704. مؤرشف من الأصل في 2020-07-24.
61. ↑  Balcıoğlu, Tahir Harimî, Türk Tarihinde Mezhep Cereyanları - The course of madh'hab events in Turkish تاريخ,  (Preface and notes by Hilmi Ziya Ülken), 271 pages, Ahmet Sait Press, Kanaat Publications, Istanbul, 1940. (بالتركية)
62. ↑  S. Burhanettin Akbaş: Kayseri yöresine yerleşen Türk boyları ve akraba topluluklar, Geçit, 1997, page 45 (بالتركية) [Source states= Mongol army: 30,000 men; Seljuq army: 70,000 men]
63. ↑  Anadolu University, I. Uluslararası Seyahatnamelerde Türk ve Batı İmajı Sempozyumu belgeleri: 28. X-1 XI. 1985, page 28 (بالتركية) [Source states: Mongol army= 40,000 men; Seljuq army= 60,000 men]
64. ↑  Ali Sevim, Erdoğan Merçil: Selçuklu devletleri tarihi: siyaset, teşkilât ve kültür, Türk Tarih Kurumu Basımevi, 1995, (ردمك 9789751606907), page 472 (بالتركية)
65. ↑  "SALJUQS iii. SALJUQS OF RUM". Encyclopædia Iranica. Encyclopædia Iranica Foundation, Inc. January 1، 2000. ISSN:2330-4804. مؤرشف من الأصل في 2020-11-17. {{استشهاد بموسوعة}}: تحقق من التاريخ في: |تاريخ= (مساعدة)
66. ↑  Turan، Osman (2005). "Anatolia in The Period of The Seljuks and The Beyliks" (PDF). في P.M. Holt؛ Ann K. S. Lambton؛ Bernard Lewis (المحررون). The Cambridge History of Islam. Handbook of Oriental Studies. Cambridge University Press. ج. Volume IA: The Central Islamic Lands from Pre-Islamic Times to The First World War. ص. 250. ISBN:9780521219464. مؤرشف من الأصل (PDF) في 2017-04-13. {{استشهاد بموسوعة}}: |المجلد= يحوي نصًّا زائدًا (مساعدة) وتحقق من التاريخ في: |تاريخ= (مساعدة)
67. ↑  Brook، Kevin Alan (2006). The Jews of Khazaria (ط. الثانية). Rowman & Littlefield Publishers, Inc. ص. 74. ISBN:9781442203020. مؤرشف من الأصل في 14 ديسمبر 2020. {{استشهاد بكتاب}}: تحقق من التاريخ في: |سنة= (مساعدة)
68. ↑  Turan, Refik (2018). Selçuklu Tarihi El Kitabı (بالتركية). Grafiker Yayınları. p. 74. ISBN:9786054692057. {{استشهاد بكتاب}}: تحقق من التاريخ في: |سنة= (help)
69. ↑  Vasiliev، Alexander A. (1952). History of the Byzantine Empire, 324–1453. Univ of Wisconsin Press. ص. 546. ISBN:978-0299809263. مؤرشف من الأصل في 2021-01-25.

## وصلات خارجيَّة
- التُربة الإيوان بِالأناضول خلال عصريّ سلاجقة الروم والإمارات التُرکُمانيَّة. مقالة مُحكَّمة منشور في مجلَّة العمارة والفُنُون والعُلُوم الإنسانيَّة، التابعة لِقسم الآثار والحضارة بکُليَّة الآداب في جامعة حلوان.
- مجلَّة جامعة الشارقة للعلوم الإنسانيَّة والاجتماعيَّة. الربيدي، فاطمة يحيى (2013). "الحريم السُلطاني في بلاد الأناضول في العصر السَلْجُوقي: المُشاركة السياسيَّة والإنجازات الحضاريَّة". جامعة الشارقة. ج. 10 ع. 2. DOI:10.12816/0004530. ISSN:1996-2339. مؤرشف من الأصل في 2018-06-02. {{استشهاد بدورية محكمة}}: الاستشهاد بدورية محكمة يطلب |دورية محكمة= (مساعدة) وتحقق من التاريخ في: |سنة= (مساعدة) منشورة على منصَّة المنهل.
- خريطة مُتحرَّكة لِتاريخ سلاجقة الروم (1077-1308م) على يوتيوب.